# اسناد نام خلیج فارس، میراثی کهن و جاودان

تصویر روی جلد

کتاب اسناد نام خلیج پارس، میراثی کهن و جاودان توسط دکتر محمد عجم استاد دانشگاه، نگارش و با نظارت استادان: پیروز مجتهدزاده و محمدحسن گنجی در سال ۱۳۸۸ به زیر چاپ رفته است. کاندیدای کتاب فصل و کاندیدای کتاب برتر اولین مسابقه تحت عنوان نیم قرن کتاب‌های خلیج پارس (۱۳۹۰) شناخته شد.
به گزارش خبرگزاری کتاب ایران و برابر اعلام دبیرخانه نخستین جایزه ملی خلیج پارس (۱۷ فروردین ۱۳۹۰): کتاب‌های «خلیج و نقش استراتژیک تنگه هرمز» نوشته محمدرضا حافظ نیا، «کتاب اسناد نام خلیج، میراثی کهن و جاودان» نوشته محمد عجم،
کتاب «خلیج؛ کشورها و مرزها» نوشته پیروز مجتهدزاده، به مرحله نهایی داوری‌ها راه یافته‌اند
در این مسابقه، داوران به بررسی حدود ۸۰۰ عنوان تألیف و ترجمه در چهار گروه تاریخ، جغرافیا، شعر و داستان و پایان‌نامه پرداخته‌اند که از این میان ۲۵۰ عنوان پایان‌نامه بوده‌اند.
این کتاب در واقع جلد دوم کتاب «خلیج پارس نامی کهن تر از تاریخ مکتوب و میراث فرهنگی» است که در شهریور ۱۳۸۳ توسط لیتوگرافی پارت نشر توپا و مجله گسترش صنعت وابسته به سازمان گسترش و نوسازی صنایع ایران چاپ و توزیع شده است.

## جوایز کتاب
کتاب اسناد نام خلیج پارس، میراثی کهن و جاودان بر مبنای تحقیق کتابخانه و بررسی کتب و منابع کشورهای عربی است و بخش اصلی آن به‌صورت آنلاین و در روزنامه همشهری و مجله ماهنامه پیام دریا در سالهای ۱۳۸۱ و ۱۳۸۳ منتشر شده به همین دلیل مطالب آن بارها در جراید و رسانه‌ها بازنشر شده و به زبانهای مختلف بخش‌هایی از آن ترجمه شده است اثری ماندگار و جزو آن دسته از کتاب‌هایی است که در یک دهه گذشته با تأثیرگذاری فوری آن در حوزه میراث فرهنگی و تمدن و جغرافیا و ژئوپلتیک خلیج پارس از نظر میزان توجه رسانه‌های پارسی‌زبان کم‌نظیر بوده است؛ مکان و زمان مناسب - پشتکار و جدیت و پرداخت هزینه و نوع آوری در جمع‌آوری مستندات آرشیوهای عربی توسط نویسنده و همچنین اهمیت موضوع وعلاقه مندی جوانان به میراث فرهنگی از عوامل توجه رسانه‌های پارسی‌زبان به مطالب و مستندات این کتاب بوده است. کتاب مذکور از سوی مقامات علمی، دانشگاهی و شخصیتهای سیاسی از جمله اکبر هاشمی رفسنجانی، وزرای خارجه علی‌اکبر صالحی و محمدجواد ظریف و روسای چند دانشگاه از جمله دانشگاه تهران تقدیر نامه دریافت کرده است در یازدهمین جشنواره ملی بهترین پژوهش و پژوهشگران ایران در سال ۲۰۱۰، این کتاب جایزه طلای سکه بهار آزادی  را از معاون رئیس‌جمهور دریافت کرده است.
بسیاری از اسناد و نقشه‌های ضمیمه این پژوهش به‌جای انتشار کاغذی به‌صورت آنلاین در اختیار علاقه مندان قرار گرفته است. فیلمی مستند با عنوان «خلیج پارس» در سال ۱۳۸۸ به کارگردانی ارد عطار پور برای شبکه یک فیلمبرداری شده است که عمدتاً براساس اسناد این کتاب ساخته شده است این فیلم هر سال در روز ملی خلیج فارس از شبکه یک و پرس تی وی پخش می‌شود. این کتاب سال ۲۰۰۱ به صورت آنلاین و بدون نام نویسنده منتشر و گفتار چه باید کرد حاوی پیشنهادها و از جمله ثبت روز ملی خلیج پارس مورد استقبال وبلاگ گران ایرانی قرار گرفت. سپس در سال ۲۰۰۴ با چند سند رنگی در سه هزار نسخه رایگان به انضمام مجله گسترش صنعت توزیع گردید و نسخه جدیدتر آن در سال ۲۰۰۹ منتشر گردید.

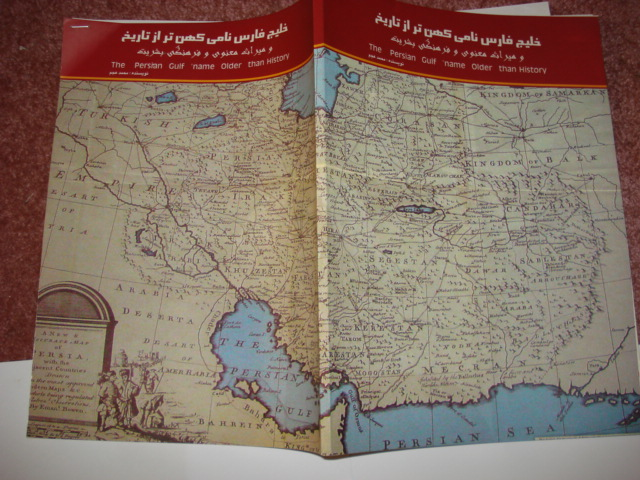
جلد چاپ اول کتاب شهریور ۱۳۸۳

مطالب این کتاب که از سال ۱۳۸۱ آنلاین بوده است بارها و بارها در رسانه‌های پارسی از جمله مجلات و روزنامه مانند پیام دریا و همشهری منتشر شده است. خلاصه کتاب در سال ۲۰۰۶ در وب سایت سازمان ملل کمیته یکسان‌سازی نام‌های جغرافیایی، با عنوان نگاهی به اعتبار تاریخی، جغرافیایی و حقوقی خلیج پارس منتشر و مرجع مهمی برای زبانهای خارجی بوده است که در سایت سازمان ملل به آدرس زیر در دسترس است:
و همچنین در
چهل و پنج صفحه از کتاب خلیج پارس تألیف جواد نوروزی کپی از نسخه آنلاین کتاب اسناد نام خلیج پارس است که به ۱۰ زبان ترجمه شده است.
ترجمه انگلیسی کتاب نیز بااسناد بیشتر در سه هزار جلد زیر چاپ است.
شبکه تلویزیون صدای آمریکا در برنامه دیدبان شهروند | ریشه نام خلیج پارس در اسناد و رویدادهای تاریخی در ۳۰ اردیبهشت ۱۳۹۸ چند نقشه و سند این کتاب نمایش داده شده است.

## مشخصات کتاب
- نام کتاب: اسناد نام خلیج فارس؛ میراثی کهن و جاودان[۱۲]
- موضوعات:جغرافیا- نقشه‌برداری، نقشه‌ها، اسناد نام خلیج فارس، جزایر سه‌گانه، استعمار در خلیج فارس.
- نویسنده: محمدعجم با مقدمه پیروز مجتهد زاده
- کلیدواژه‌ها:اسناد نام خلیج فارس؛ میراث کهن و جاودان. نام‌های سرزمین ایران. تاریخ نقشه هاو کارتوگرافی. تاریخ و جغرافیای خلیج فارس و دریای پارس؛ جزایر سه‌گانه

علاوه بر پیشگفتار و مقدمه دارای ۶ فصل به شرح زیر است:

## فصل نخست
- پاره نخست: جغرافیا، کهن‌ترین علم کاربردی
- پاره ۵- وجه تسمیه و علت نام‌گذاری خلیج فارس صفحه ۱۸تا ۲۲

دیدگاه عده‌ای از جغرافی دانان مشهور را در مورد دلیل نام‌گذاری این دریا بیان نموده است. به‌طور نمونه کتاب سر آرنولد ویلسن Sir Arnold Wilson که در سال ۱۹۲۸ به نام خلیج فارس(Persian Gulf) به چاپ رسیده است. ضمن نقد سابقه تاریخی و جغرافیایی خلیج فارس و بیان توصیف‌های نویسندگان مغرب زمین مشاهدات خود را نیز بیان نموده و نوشته است «هیچ آب راهی چه در گذشته و چه در حال حاضر برای زمین شناسان، باستان شناسان، تاریخ دانان، جغرافیدانان، بازرگانان، سیاستمداران و سیاحان و دانش پژوهان اهمیتی بیشتر از خلیج فارس نداشته است این آبراه از هزاره قبل از میلاد تاکنون از هویت پارسی و ایرانی برخوردار است.»
- سی ادموند بوسورثC .Edmund Bosworth مطالبی را از ۲۰ مورخ و سیاح یونانی و اروپایی، از سردار یونانی نیارکوس(۳۲۵–۲۴ ق. م) گرفته تا پریدیکس (۱۸۷۶)، در مورد توصیف خلیج فارس و علت نام‌گذاری آن را بیان نموده است. مورخان دوره اسلامی عموماً در کتب خود عبارتهای ذیل را در وجه تسمیه و علت نام‌گذاری خلیج فارس به این نام ارائه نموده‌اند: به‌طور مشخص ابن حوقل، ابن فقیه و استخری: «این دریا که از سند و کرمان تا فارس ادامه دارد و به جناوه، مهروبان، سیراف و عبادان (آبادان) ختم می‌شود، در میان همه سرزمین‌ها با نام فارس خوانده می‌شود زیرا مملکت فارس از همه کشورها آبادتر، پیشرفته تر بوده و پادشاهان آن همه کرانه‌های دور و نزدیک این دریا را زیر کنترل خود دارند. به روزگار گذشته پادشاهان پارس بزرگتر و قویتر بوده‌اند و هم در این روزگار مردمان پارس بر همه کرانه‌های این دریا مستولی اند».[۱۴]
- بر طبق صفحه ۵۲، این کتاب، خلیج فارس و معادلهای آن از اوایل سال ۴۰۰ قبل از میلاد به‌طور مستمر در همه مکاتبات و زبانها به‌ویژه در زبان عربی تا ۱۹۵۸ بکار رفته است. تقریباً در تمام نقشه‌های چاپ شده رسمی و دولتی قبل از ۱۹۶۰ و در معاهدات بین‌المللی، منطقه ای و اسنادرسمی و نقشه‌های مدرن، این پهنه آبی با نام «خلیج فارس» و معادلهای آن در سایر زبانها معرفی شده است.[۱۵]
- سرزمین ایران نام‌های ایران صفحه ۲۲ تا47[۱۶]

## فصل دوم
فصل دوم خلیج فارس در گذر زمان دارای ۱۰ گفتار یا بخش است:
1. اسناد و مبانی تاریخی اصالت نام خلیج فارس
2. نام‌های اسطوره‌ای خلیج فارس و نام‌های جغرافیای واقعی از دوره پارسی
3. دوره اسلامی* دوره مغولی
4. دوره استعمار
5. دورهٔ استیلای پرتغالی‌ها بر خلیج فارس تا فتح هرمز
6. دورهٔ حضور هلندیها
7. دورهٔ استیلای انگلیسی‌ها و خلیج فارس در منابع دوره استعمار انگلیس و سفرنامه نویسان انگلیسی و ایران و جنگ‌های انگلو-ایران و اسناد نماینده بریتانیا مقیم خلیج فارس
8. خلیج فارس در منابع دوره استعمار پرتغال در خلیج فارس و جنگ‌های ایران و پرتغال-  بایگانی‌شده  در ۲ فوریه ۲۰۱۴ توسط Wayback Machine
9. اسناد و مبانی حقوقی اصالت نام خلیج فارس
10. نام خلیج فارس در قراردادها و معاهدات منطقه‌ای و بین‌المللی صفحه ۸۲ تا ۹۲[۱۷]
11. نام خلیج فارس در قراردادهای عربی:[۱۸]
12. خلیج فارس و حقوق بین‌الملل، دفاع حقوقی ایرانیان از خلیج فارس صفحه ۹۲–۹۸.[۱۹]
13. خلیج فارس و حقوق بین‌الملل دریاها
14. مصوبات سازمان ملل و سایر سازمان‌های بین‌المللی
15. نقشه‌های رسمی دولتی
16. اطلس‌ها، نقشه‌ها و اسناد تاریخی نام خلیج فارس و جزایر مهم آن
17. خلیج فارس در کتب سیاحان و جهانگردان
18. اعتراف به حقیقت توسط روشنفکران و نویسندگان مشهور عرب

## اعتراف به حقیقت
صفحه ۱۲۶ تا ۱۴۱ کتاب به اعترافات چند دهه گذشته روشنفکران و تاریخدانان مشهور عرب اختصاص دارد.
در راس همه آنها اعترافات پرفسور عبدالهادی التازی، عبدالخالق الجنبی، احمد الصراف، محمد عابد الجابری، عبدالله بن کیران (نخست‌وزیر ۲۰۱۱–۲۰۱۳ مراکش)، عبدالمنعم سعید، مجدی عمر و محمدعلی نجاح، قرار دارد.
عبدالخالق الجنبی به صراحت ادعاهای بعضی نویسندگان عرب که مدعی بودند خلیج عربی قبل از ناسیونالیزم ناصری بکار رفته را عاری از حقیقت دانسته و گفته خلیج عربی توسط جغرافی دانان و مورخان استفاده نشده و حتی
تا اوایل دهه ۶۰ میلادی اثری از پسوند عربی برای خلیج فارس در هیچ رسانه ای عربی هم وجود نداشت.
1. حتی جمال عبدالناصر در سخنرانی‌ها و مقالات خود خلیج فارس را بکار می‌برد.

نوار سخنرانی‌های ناصر و جملات معروف اوویدئو در یوتیوب(العالم العربی من المحیط الاطلسی الی خلیج الفارسی) 
- عبدالمنعم سعید در مجله شرق نامه مصر ۹/۱۲/۲۰۰۲ :"برای من هیچ تعجبی نداشت که در همه نقشه‌ها که دوستان و دشمنان ایران اعم از اعراب و یونانیها تهیه کرده‌اند همگی آن‌ها نام خلیج فارس را دربردارد. هیچ نقشه تاریخی در شرق یا در غرب و در هیچ کجای جهان با نام خلیج عربی وجود ندارد و بنابراین تغییر این نام به خلیج یا خلیج عربی یا هر نام دیگری برخورد غیر منطقی و غیر حکیمانه با حقایق تاریخی و جغرافیایی است."
- پروفسور عبدالهادی التازی سیاستمدار و پژوهشگر معروف عرب و عضو آکادمی پادشاهی مراکش و رئیس چند دوره "گروه نامهای جغرافی کشورهای اتحادیه عرب": حقیقتاً من هیچ منبع تاریخی را ندیدم که آبراه جنوب ایران را خلیج عربی نامیده باشد اعراب قبل و بعد از اسلام همیشه این آبراه را بحر فارس بحر العجم یا خلیج فارس نامیده‌اند من خودم نقشه سفرهای ابن بطوطه را در کتابم ترسیم کرده‌ام و مطابق سفرنامه اسم خلیج فارس را در جای خودش آورده‌ام.
- مجله ماهنامه اهرام در شماره ۲۱۹ اگوست ۲۰۰۱ سرلشکر مجدی عمر معاون اول سابق شورای دفاع ملی مصر:" نسل من بخاطر دارد که ما در ایام مدرسه در کتب و نقشه‌ها با عبارت"الخلیج الفارسی" سر و کار داشتیم ولی بعد از مدتی به آن خلیج عربی گفتیم! این غیر منطقی، رذالت و پستی است. اینکه چند کشور عربی در اطراف آن باشند دلیل نمی‌شود که نامی تاریخی را تغییر دهیم.
- عبدالخالق الجنبی، پژوهشگر تاریخ و باستان‌شناسی و استاد دانشگاه در عربستان سعودی در مصاحبه با شبکه فرانس ۲۴":

نام خلیج فارس از دوره اسکندر مقدونی و از طریق آثار مکتوب به ما رسیده و حتی مورخان عرب هم همین نام را بکار برده‌اند و در معاهدات حکام خلیج با بریتانیا نیز همین نام بکار رفته و تا زمان جمال عبدالناصر هیچ تغییری در کاربرد نام خلیج فارس ایجاد نشده کما اینکه خود ناصر هم در ابتدا می‌گفت: «نحن أمة واحدة من المحیط الأطلسی إلی الخلیج الفارسی». اما اینکه بعضی ادعا کرده‌اند که رومی‌ها (مانند پلینی) خلیج عربی بکار برده‌اند ابداً صحت ندارد خلیج عربی نامی است که رومی‌ها به دریای سرخ داده‌اند."
1. خلیفه مساعد الخرافی نویسنده مشهور کویتی در روزنامه القبس مورخ ۱۶ و ۲۲ سپتامبر ۲۰۱۶ از نام خلیج فارس دفاع کرد و از جمله نوشت:"جهان عرب می‌گفت خلیج فارس و هنوز هم همه دنیا بغیر از ما عربها این نام را بکار می‌برند ولی ما عربها خود را فریب می‌دهیم.
2. بنا بر اعتراف مفتی مشهور اهل سنت یوسف قرضاوی در تلویزیون الجزیره برنامه شاهد علی العصر:

- "عبارت: ""جهان اسلام از اقیانوس اطلس تا خلیج فارس "" را سید قطب در سخنرانی‌هایش مطرح می‌کرد اما بعد جمال عبدالناصر آن را تغییر داد به "جهان عرب از اقیانوس اطلس تا خلیج فارس" تا قومیت عربی را به جای اسلام مطرح کند. قرضاوی سپس توضیح می‌دهد که عبارت خلیج عربی هنوز آن زمان رایج نشده بود ".

1. سخنرانی‌های سید قطب: جمله معروف او (العالم الإسلامی من المحیط الاطلسی الی الخلیج الفارسی ۱۹۴۶)،
2. حسن‌البنا همان جمله سید قطب را در سخنرانی خود بارها اعلام کرده است. اما حسن البنا در مورد قومیت عربی می‌گوید قومیت عربی یعنی زبان و اسلام. فقط زبان عربی قومیت عربی را نمی‌سازد."التمسک بالعروبة والقومیة العربیة یجعل مصر أمةً تمتد جذورها من الخلیج الفارسی إلی المحیط الأطلسی، وبذلک تعلم أن هذه الشعوب الممتدة من خلیج فارس إلی طنجة ومراکش علی المحیط الأطلسی "
3. شیخ شلتوت نیز همان عبارت سید قطب را بکار برده است.[۲۰]

اعتراف بسیاری از رهبران سیاسی و مذهبی عرب همانند پروفسور عبدالهادی التازی، احمد الصراف، محمد عابد الجابری، عبدالله بن کیران (نخست‌وزیر ۲۰۱۱–۲۰۱۳ مراکش)، عبدالمنعم سعید، عبدالخالق الجنبی و تنی چند از نویسندگان مشهور عرب و چند تن از رهبران دینی از جمله قرضاوی در مورد اصالت نام خلیج فارس و نداشتن توجیه برای تغییر نام خلیج فارس سندهای زنده‌ای از حقانیت این نام است.
گفتنی است که از رهبران عربی، شیوخ، امیران عرب از جمله امیر کویت، پادشاه عربستان، امیران بصره، نویسندگان و شعرای عرب اهواز و سوسنگرد مکاتباتی هست که در آن‌ها خلیج فارس و بحر عجم بکار برده شده نمونه‌ای از اسناد ضمیمه کتاب است. همچنین هم بعضی نویسندگان عرب در کتب خود نام اصلی خلیج فارس را بکار می‌برند:
1. علی مبارک، در کتابش بنام" الخطط التوفیقیة الجدیدة لمصر و القاهرة، المطبعه الامیریه، بولاق ۱۳۰۶ه همه جا خلیج فارس بکار برده است.
2. جمال الدین الشیال، در کتاب" تاریخ مصر الاسلامیة، دائرةالمعارف، القاهرة ۲۰۰۰، ج۱/ص ۱۵۲ خلیج فارس بکار برده است

- در مرکز شهر قاهره خیابانی بنام الخلیج الفارسی وجود داشته که علی‌رغم تغییر نام هنوز تابلوهای قدیمی آن وجو دارد همچنین خیابان ایران، طهران و خیابان مصدق (قاهره)نیز هنوز وجود دارد. خیابان خلیج فارس و خیابان مصدق (قاهره)در قاهره[۲۲]

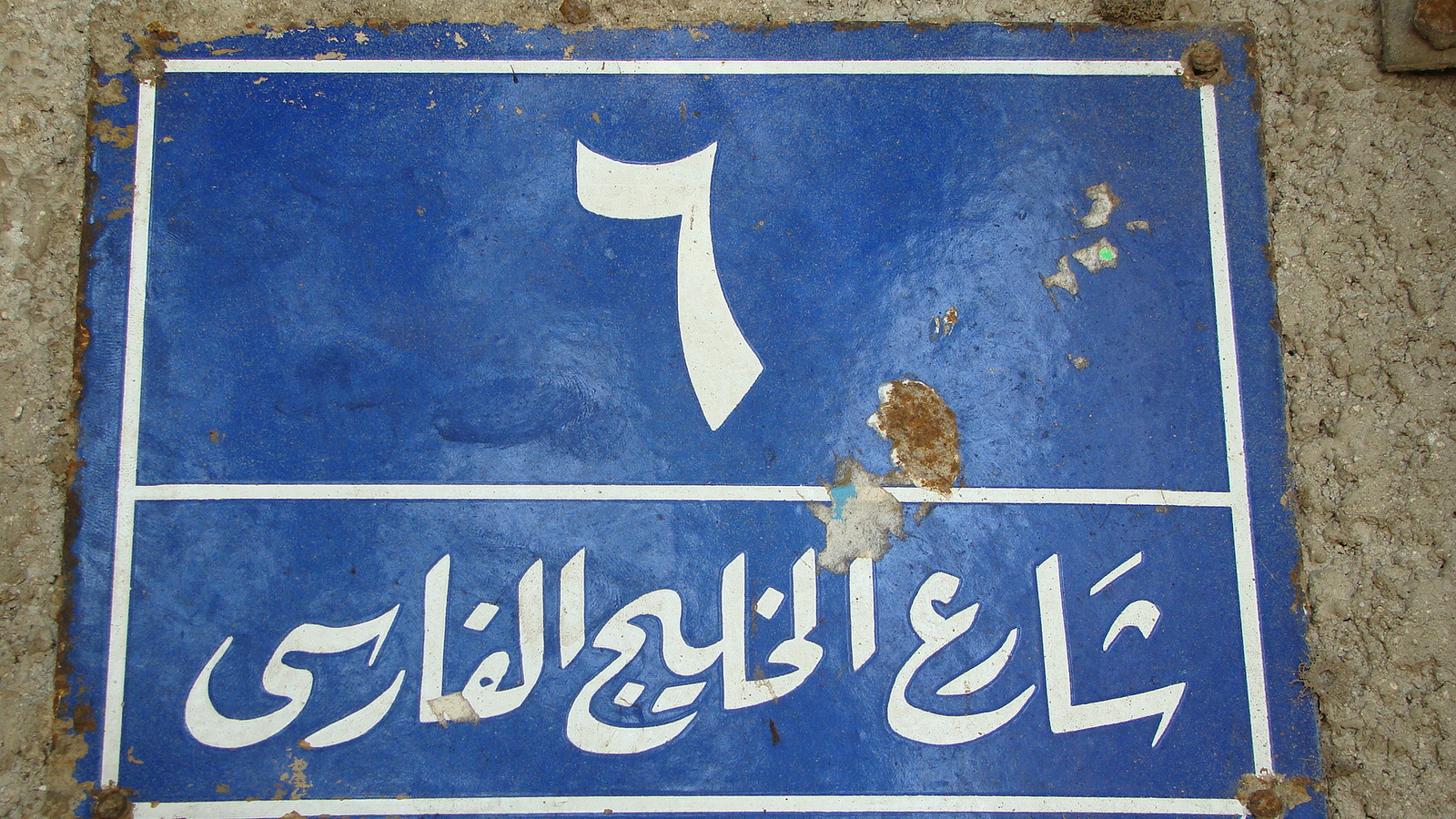
خیابان خلیج فارس و خیابان مصدق (قاهره)در قاهره

نزدیک به سیصد کتاب تاریخی، جغرافیایی و تفسیر قرآن بحر فارس و خلیج فارس توصیف شده است و هیچ‌کدام نام خلیج عربی بکار نبرده انداز جمله در آثار شخصیت‌های برجسته زیر:
- ابن خردادبه -قدامة بن جعفر-یعقوبی - ابن فقیه همدانی- ابن رسته، سهراب - علی بن حسین مسعودی- اصطخری - بزرگ بن شهریار- مطهر بن طاهر مقدسی- ابوریحان بیرونی-ابن حوقل-مقدسی-ابن بلخی-شریف ادریسی-محمد بن نجیب بکران- زکریای قزوینی- ابوالفدا - شمس‌الدین انصاری دمشقی-شهاب‌الدین نویری- ابن وردی- ابن بطوطه- مصطفی کاتب چلبی قسطنطنی- ابن خلدون- طبری- الماوردی- استخری، مسعودی، بیرونی، حمدالله مستوفی، یاقوت حموی، حمزه اصفهانی، ناصرخسرو قبادیانی، ابوریحان بیرونی،
- پاره (بخش) سوم:

1. «اطلس‌های نقشه‌های تاریخی خلیج فارس» نام بخشی دیگر از فصل دوم کتاب است. برای اطلاع از محتوای این بخش کتاب بنگرید: تحریف نام خلیج فارس.

نقشه‌های تاریخی

1. داستان جزایر سه‌گانه صفحه ۹۸–۱۲۰[۲۳]

 بایگانی‌شده  در ۲ فوریه ۲۰۱۴ توسط Wayback Machine

## فصل سوم
- توطئه برای تغییر نامی که میراث فرهنگی بشر است.142
- سابقه و علت تحریف اسناد تاریخی۱۴۲–۱۵۵[۲۴]

برای اولین بار مجله العربی (کویت) ۱۹۵۸ در شماره دوم خود با استناد به کتاب" حباب‌های طلایی خلیج عر. بی رودریک اوون کارگزار بریتانیا در خلیج فارس خواستار تغییر نام خلیج فارس شده بود و اتحادیه عرب در تاریخ ۱۳ اوت ۱۹۶۳ و در ۱۱ دسامبر ۱۹۶۴ نیز کنفرانس حقوقدانان عرب تغییر نام را تصویب کرده بود اما از آنجا که روزنامه‌ها و مجلات عربی مستقل و حتی الاهرام همچنان عبارت تاریخی خلیج فارس را بکار می‌بردند. قوم‌گرایان  برای اینکه توطئه استعماری تغییر نام خلیج فارس را در میان توده‌های مردم مقبول سازند. دریک ترفند مکارانه پس از شکست جنگ ۱۹۶۷، خلیج فارس را اصطلاحی صهیونیستی!! اعلام کردند و سرمایه‌های زیادی را صرف تغییر این نام کردند. اما در ایران تا سال ۱۳۸۱ هیچ مقاله و نوشته‌ای در رسانه‌های گروهی در دفاع ازنام خلیج فارس منتشر نشد و مطبوعات حاضر نبود پژوهش‌های دفاع از نام خلیج فارس را چاپ کنند آنچه منتشر شدیک جلد اطلس و دو جلد کتاب در تیراژ بسیار اندک بود که دایره کاربرد آن از چند کتابخانه و استاد دانشگاه فراتر نرفت. اما از سال ۱۳۸۱ با آمدن وب سایت و وبلاگ‌های فارسی مطبوعات از انحصار خارج شد و وضعیت تغییر کرد؛ و اولین وبلاگ‌ها و پژوهش‌ها در دفاع از نام خلیج فارس منتشر شد.
- دلایل تحریف نام خلیج فارس: الف- بحران هویت در حاشیه جنوبی خلیج فارس صفحه ۱۴۲–۱۵۵[۲۵]

## تفاوت بین اقیانوس هند، دریای پارس و خلیج فارس
در زمان‌های قدیم اینگونه می‌پنداشتند که زمین مانند سینی گردی است و در سرتاسر این سینی گرد دریای طولانی به نام فراخگرد یا فراخکرت یا زره (اقیانوس) وجود دارد و از این دریای گرد و طولانی دو دریای بسیار بزرگ به نام‌های دریای پارس و (روم) دریای مدیترانه جدا می‌شود. حتی در قرآن نیز از ۲ دریا (بحرین) یاد شده است. در دوره ای جغرافی دانان جهان را ۷ دریا تقسیم کرده‌اند که مهم‌ترین آنها عبارتند از: بحر محیط (اقیانوس)، دریای پارس، دریای مدیترانه، دریای آفریقا (حبشه)، دریای هند، دریای چین و دریای خزر. در قدیم اقیانوس هند و دریای عرب فعلی را از نظر تاریخی و جغرافیایی با نام‌های دیگر یاد می‌کردند، مسلمانان این دریا را بحر فارس می‌نامیدند، هردوت و آگاتارشید و پلینی و همچنین در «سفر نامه رهنامه دریای اریتره در قرن اول، اقیانوس هند را دریای اریترا نامیدند.
1. دریای اریترا

بر اساس نوشته‌های احمد اقتداری از دریای پارس تا دریای چین ۱۳۶۴، ایرج افشار سیستانی در کتاب جغرافیای تاریخی دریای پارس ۱۳۷۶ و حسین نوربخش در کتاب جزیره قشم و خلیج فارس ۱۳۶۹ کهن‌ترین نام پهنه دریایی بین عمان فعلی و هند، دریای ارترا یا ایرترا یا دریای اریتره بوده است این نام چون از منابع مکتوب یونانی به ما رسیده واگویه‌های مختلفی از آن شده است. نئارک سردار اسکندر می‌نویسد :" می‌گویند در این جزیره (هرمز، قشم) مقبره یکی از سلاطین بزرگ بنام اریتار وجود دارد. او به‌دنبال حمله شیرهادر ساحل دریای پارس به گله مادیانش به این جزیره رسید و با آباد کردن آن بر تمام آبهای منطقه مسلط و حاکم شد. هردوت، آگاتارشید ،نئارخوس، آریان (مورخ) ،ویلفرد هاروی شوف، پرسی سایکس و آلفونس گابریل نیز حکایت ارترا شاهزاده ایرانی را کم و بیش بیان کرده‌اند. در پاراگراف ۳۳-۳۴-۳۵ کتاب کهن رهنامه دریای اریتره دریای پارس بیان شده درحالی‌که بخشی از دریای اریتره می‌باشد و دریای پارس بخشی از آن است جغرافی دانان یونانی و رومی تا قرن ۱۸ به‌طور مستمر عبارت دریای اریترا را به کار بردند., این اصطلاح شامل همه ملحقات آن، دریای سرخ و دریای پارس (غیر از خلیج  فارس) و دریای عرب یا دریای عمان امروزی بود. اریترا به معنای سرخ یا قلزم است، اما آگاتارشیدس به ما اطمینان می‌دهد که دریای اریترا به سرخی ربط ندارد، بلکه دریای ارترا از اریتراس که حاکمی ایرانی در جزیره اریتره یا هرمز (دکتر اقتداری اریترا، را میناب و اسماعیل رائئین و حسین نوربخش آن را قشم می‌دانند) است و یک داستان ایرانی در مورد این پادشاه نزد یونانیان مشهور است و پلینی در تاریخ طبیعی ۶٫۹۶–۱۱۱. (دربارهٔ هند) نوشته است: XXVIII.(107) نامی که هموطنان ما به آن داده‌اند دریای سرخ است، در حالی که یونانی‌ها آن را Erythrum می‌نامند، که مربوط به پادشاه اریتراس یک نام ایرانی است. می‌دانیم که در اسناد سومری از ارته -آراتا یا اریته نام برده شده و مربوط به Ṛta یا Erta, Hr̥tás، یکی از ایزدان بنام «حقیقت» و چرخ گردون یا گردونه خورشید است. ارته و اریترا در ادبیات کهن ایران ریشه داشته و مفاهیم بسیار زیادی دارد که یکی از معانی آن سرخی خورشید هنگام پگاه است و شهر ارته شهر هرت و مردمان ارته هم گفته شده است به باور دکتر مجید زاده جیرفت کهن همان مرکز گم شده تمدن آراتا یا ارته است. هرودوت نوشته است همسایگان پارسها آنها را ارته یان می‌نامیدند". کشور اریتره فعلی نام جدیدی است که سابقه آن به ۱۸۹۰ برمی گردد.  مسلمانان در قرون وسطی معمولاً تمام آب‌های ممالک اسلام را بحر فارس نامیده‌اند یعنی از بصره تا سند و خلیج بنگال و تا حد چین و حد آفریقا. البته بعضی نیز بین این دریاها تمایز قایل شده‌اند. آبهای مرزی ایران امروزی و سواحل پاکستان و هند را بحر فارس و پایین‌تر را بحر هند نامیده‌اند. مسلمانان گاهی بحر مکران و بحر عمان و حتی بحر اریتره را هم بکار برده‌اند. که منظور پهنه آبی امروزی دریای عرب است،
1. بحر مکران نیز وجه تسمیه کهنی دارد Macran یا Makaran به احتمال زیاد مربوط به ایزد "مکرا "می‌باشد که به‌شکل مکا هم نوشته شده است. جمع فارسی مکرا مکران می‌شود و این حیوان اسطوره ای دوران ریگ ودا همان گاندو در زبان فعلی بلوچی است، در انگلیسی به این کروکودیل Mugger می‌گویند که تغییر یافته مکرا می‌باشد بعضی ریشه واژه مکران را در کلمه فارسی مهیخوران جستجو کرده‌اند.[۲۷]

در کتاب اسناد نام خلیج فارس، صفحات ۶۰ تا ۸۴ شرح دریای پارس را در ۴۰ کتاب مسلمانان از قرن ۱۰ تا ۱۸ قسمت جنوبی توضیح داده است. از ایران، شبه قاره هند و شبه جزیره عربستان به صورت دریای فارس، گاهی دریای هند و به‌ندرت مکران یا مکوران، و دریای عمان بیان شده است از آن جمله: ابن خردادبه، قدامة بن جعفر، یعقوبی، ابن فقیه همدانی، ابن رسته، سهراب، علی بن حسین مسعودی، اصطخری، بزرگ بن شهریار، مطهر بن طاهر مقدسی، ابوریحان بیرونی، ابن حوقل، مقدسی، ابن بلخی، شریف ادریسی، محمد بن نجیب بکران، زکریای قزوینی، ابوالفدا، شمس‌الدین انصاری دمشقی، شهاب‌الدین نویری، ابن وردی، ابن بطوطه، مصطفی کاتب چلبی قسطنطنی، ابن خلدون، طبری، الماوردی،
استخری، مسعودی، بیرونی، حمدالله مستوفی، یاقوت حموی، حمزه اصفهانی، ناصرخسرو قبادیانی، ابوریحان بیرونی، حافظ ابرو و … عبارت بحر فارس یا بحر عمان یا مکران بکار برده و هیچ‌یک از آنها اصطلاح دریای عرب را به کار نبرده‌اند. در کتاب (صوره ارض) شکل زمین صفحه ۴۲ نوشته ابن حوقل نوشته شده است: «... پس از سرزمین اعراب باید دریای پارس را نام برد، زیرا دریای پارس بیشتر مرزهای اعراب را دربر می‌گیرد. شبه جزیره عرب به این دریا متصل است، دریای پارس به بسیاری از کشورهای اسلامی متصل است. این دریا از قلزم (دریای سرخ) شروع می‌شود و به ابله (خلیج بصره) ختم می‌شود، سپس از سیراف (بوشهر) می‌گذرد و به هرمز و مکران و سواحل مولتان که سواحل سند (پاکستان) است امتداد می‌یابد. و تا آنجا که مرزهای بلاد اسلامی به پایان می‌رسد سپس دریای پارس تا سواحل هند ادامه می‌یابد و سرانجام در شرق به دریای چین متصل می‌شود. حداقل ۴۰ جغرافی‌دان مسلمان دریای پارس را توضیح دادند، آنها جهان را تنها ۷ دریا می‌دانستند و دریای فراخ را دریای پارس و دریای روم می‌دانستند. آنها هیچ‌گاه نامی از دریای عرب نیاورده اند زیرا این نام اولین بار توسط نقشه‌کش‌ها یا کارتوگرافهای اروپایی قرن هفدهم استفاده شد، اما خود مسلمانان آن را تا قرن بیست هم بکار نبرده‌اند و در قرون معاصر آن را بحر عمان می‌گفتند تا اینکه سازمان آبنگاری بین‌المللی آن را در سال ۱۹۳۸ به عنوان نام رسمی تصویب نمود.
.

## فصل چهارم
- پاسخ کوتاه به ادعاهای واهی بزرگ و حاکمیت جزایر سه‌گانه صفحه ۱۷۰–۱۹۷[۳۲]

"به‌دنبال شکست جنگ سالاران ساحل دزدان دریایی (Pirate Coast) از نیروهای هندی بریتانیا سواحل دزدان دریایی (شارجه، عجمان و راس خیمه) به تصرف انگلیس درآمد؛ و بر اساس قرارداد ۱۸۱۹ بریتانیا برای آن‌ها پرچمی و علامت ملی و مهر درست کردو آن‌ها را تحت حمایت (مستعمره) قرارداد.
دریازنان در خلیج فارس حملات خونینی در سالهای سال ۱۸۰۸ پیش آوردند. در سال ۱۸۰۸ بومیان سواحل عمان کم و بیش تحت فرمان سلطان بن صقر شیخ شارجه درآمده و نیرویی متشکل و بیش از حد تصور نیرومند و جنگجو به‌وجود آوردند؛ و به دارایی‌های نیروهای هندی انگلیسی خلیج فارس حمله‌ور شده آنان را غارت کردند و به کشت و کشتار دست زدند؛ در سال ۱۸۰۷ یک نیروی متفق مرکب از ارتش بمبی (مومبای) انگلیسی‌ها و افراد مسقط به دریا زنان حمله‌ور شده و خیمه‌ها و پناهگاه‌های آنان را منهدم ساخته و جزیره قشم را از دستشان بدر آورده بودند.
در سال ۱۸۰۹ حکومت بمبئی دسته‌ای از افراد نیروی دریایی را به این ناحیه اعزام داشت تا با همکاری حکمران مسقط به مهاجمان دریازن یورش بزند.
با تضعیف دولت مرکزی ایران پس از جنگهای ایران و روس و جنگ هرات و مرو، نیروهای بریتانیا به تدریج بسوی سواحل فارسی نیز چشم طمع دوخت؛ و جزایر کیش و خارک و بوشهر را مورد تهدید قرار داد. اسناد و مدارکی که ایران در سالهای ۱۸۸۷ تا ۱۹۰۳ مبنی بر اعتراض به اشغال جزایر خلیج فارس به بریتانیا ارائه می‌نمود عبارت بودند از:
- ۱- یادداشت اعتراضی سال ۱۸۴۰ صدر اعظم ایران و ممالک محروسه حاجی میرزا آقاسی:" همه جزایر خلیج فارس متعلق به ایران است و انگلیس حق دخل و تصرف در آن ندارد".۲- عهدنامه مجمل ۱۸۰۹ میلادی- عهدنامه مفصل ۱۸۱۲ میلادی دو قرارداد میان ایران و انگلیس دریای خلیج فارس را دریایی ایرانی دانسته و بیان شده انگلیس قبل از استقرار در هر نقطه از این دریا باید از ایران اجازه بگیرد. ۳ - همه دنیا دریا را بنام خلیج فارس می‌شناسند این یعنی اینکه جزایر آن متعلق به مملکت فارس است کما اینکه در قدیم الایام هم ایرانی بوده است.
- پاسخ بریتانیا: جزایر هنگام اشغال توسط بریتانیا بدون صاحب بوده و مطابق قاعده حقوقی تقدم در مالکیت سرزمین بدون صاحب، (قاعده عرفی دوره استعمار گری) متعلق به کشوری است که آن را تصرف کند.

پاسخ ایران: جزایر مسکونی بوده اتباع آن ایرانی هستند آن‌ها برای خرید و معاملات و رفع دعاوی و ارسال شکایت‌های بین قبیله‌ای به نماینده فارس در بندر لنگه و بوشهر مراجعه می‌کرده‌اند و می‌کنند؛ و رعیت (شهروند) ایران هستند (در آن زمان شناسنامه نبود). نقشه‌های رسمی و مکاتبات شیوخ موید این موضوع است.
- برافراشته شدن پرچم ایران در جزایر سال ۱۹۰۳ تا ۱۹۰۴ و سال ۱۹۳۳
- در کتاب هند بوک خلیج فارس که گزارش رسمی دولت بریتانیا استو به شماره F.O.No76 ثبت شده و در سال ۱۹۲۰ منتشر شده است کامل‌ترین گزارش از وضعیت جزایر و سواحل خلیج فارس است با وجود اینکه جزایر و سواحل عربی را به‌طور کامل شرح داده ولی هیچ نامی از سه جزیره تمب و ابوموسی نبرده است در گزارش نسبت به ورود فرانسه و آلمان و روسیه به خلیج فارس هشدار داده شده است و از آنجا که آلمان از سالهای ۱۹۳۳ عملاً وارد خلیج فارس شد و قصد ایران اجاره یا فروش بهره‌برداری از ابوموسی به آلمان طرح شد انگلستان مدعی ابوموسی و دو تنمب گردیدو دعاوی جدی ایران از این زمان مطرح است. در مورد وضعیت جزایر خلیج فارس و متن قرارداد صلح بریتانیا با شیوخ عرب ۱۸۵۳ و متن پیمان کامل بین بریتانیا و قبایل عرب ۱۸۲۰ به این گزارش مهم وزارت خارجه بریتانیا مراجعه شود:

- ۸۰ مورد شکایت و یادداشت اعتراضی ایران علیه اشغال جزایر.
- شکایت به جامعه ملل (سازمان ملل آن دوره)
- تهدید ایران به شکایت به کمیته استعمارزدایی سازمان ملل برای استعمار زدایی از جزایر ایرانی سال ۱۹۶۶
- بریتانیا به ایران اعلام کرد: نیاز به شکایت یا به توسل به زور نیست و امکان رسیدن به توافق با رضایت طرفین
- رضایت انگلیس بر خروج از مستعمرات در خلیج فارس و برگرداندن جزایر به ایران.
- وساطت بریتانیا برای جلب رضایت ایران در مورد محترم شمردن استقلال شیخ نشینان خلیج فارس و همکاری و مساعدت ایران با آنها.
- مخالفت شدید ایران با تشکیل امارات عربی متحده قبل از برگشت کامل سه جزیره.
- وساطت بریتانیا برای انعقاد توافق‌نامه برای انجام ترتیبات برگشت جزایر به ایران و تشکیل دولت جدید در خلیج فارس.
- سفر شیخ خالد رئیس شارجه و شیخ صقر رئیس راس الخیمه به ایران و تقاضای کمک مالی در قبال دادن جزایر سه‌گانه.
- رد قاطعانه خواسته شیخ صقر (ناصریست بود) در مورد فروش تنب بزرگ و تنب کوچک به ایران و دریافت پول.
- رضایت ایران به دادن کمک مالی سالانه یک و نیم میلیون پوندی به امیر شارجه برای توسعه و عمران شیخ‌نشین شارجه.
- اعطای سه فقره چک به همین مبلغ برای سال ۱۹۷۱ از سوی وزارت خارجه ایران پس از امضای توافقنامه همکاری و ترتیبات برگشت جزایر به ایرانمیان نماینده ایران و ویلیام لوس میانجیگر بریتانیایی.
- ایران این یادداشت تفاهم (مذکرة التفاهم) را موقتی اعلام کرد و هویدا فردای آن در پارلمان اعلام کرد:جزایر سه‌گانه امروز به‌طور کامل به مام میهن برگشت و ما به هیچ چیز کمتر از حاکمیت کامل ایران بر سه جزیره رضایت ندادیم". نخست‌وزیر وقت ایران در واقع تفاهم نامه ۱۹۷۱ راکه یکی از افراد رده پایین وزارت خارجه امضا یا پاراف کرده بود را الزام‌آور ندانست. به موجب موافقتنامه ایران قبول مساعدت کرد که، سالیانه یک و نیم میلیون لیره به شیخ شارجه بپردازد تا زمانی‌که آن کشور از کمک مالی برای توسعه زیر ساختها بی‌نیاز شود.
- در مورد جزایر تنب کوچک و بزرگ که ایران آن‌ها را ملک مسلم خود می‌دانست، حاضر به هیچ‌گونه همکاری با شیخ رأس‌الخیمه نشد و اعلام کرد به زور یا با رضایت جزایر به ایران برخواهد گشت. صرف نظر از سوابق تاریخی انگلیس پذیرفته بود که این دو جزیره در داخل حوزه قلمرو و صلاحیت دریایی ایران قرار داشت.

در دسامبر ۱۹۷۱ نماینده ایران در شورای امنیت اسناد و مدارک ایرانی بودن جزایر را به اعضای شورای امنیت ارائه نمود و شکایت ۴ کشور عربی برای همیشه از دستور کار خارج شد.
نماینده ایران گفت:
"این جزایر همواره از گذشته‌های بسیار دور بخشی از قلمروایران بوده‌اند و در قرنهای ۱۸ و ۱۹ میلادی جزء حوزهٔ صلاحیت و حکمرانی لنگه به حساب می‌آمده‌اند که خود یک بخش اداری از استان فارس بوده است.
حاکمیت ایران بر این جزایر در کتابها، اسناد تاریخی، نقشه‌های جغرافیایی و به خصوص در اسناد رسمی، گزارش‌های اداری و یادداشتهای وزارت خارجه و دفتر امور هندوستان در انگلیس در خلال قرنهای ۱۷ و ۱۸ و بخش اعظم قرن ۱۹ و در اسناد و نقشه‌های روسیه و آمریکا نیز منعکس شده است.
از میان نقشه‌های رسمی و نیمه رسمی می‌توان به چند نمونه زیر اشاره کرد:
- در نقشه‌ها و کتاب‌ها وزارت دریاداری انگلستان تحت عنوان «راهنمای دریایی خلیج فارس».
- در «نقشه اداره جنگ» انگلستان سال ۱۸۸۷
- نقشه شرح وضعیت دریانوردی در خلیج فارس که در سال ۱۷۸۶ توسط جان مک کلئور تهیه است.
- یادداشت‌های جغرافیایی مربوط به امپراتوری ایران که جی.ام. کیز مشاور سیاسی سرجام ملکم سال ۱۸۱۳ به چاپ رسیده است،
- نقشه وزیر مختار بریتانیا در هند، کاپیتان سی.بی.اس. سنت جان در سال ۱۸۷۶
- نقشه وزارت جنگ بریتانیا (مورخ ۱۸۸۶) دربارهٔ ایران.
- نقشه لرد کروزن سال ۱۸۹۲
- نقشه سال ۱۸۹۷ رنگی ایران توسط دفتر نقشه‌برداری اداره امور خارجی هند (بریتانیا) در همه این نقشه‌ها جزایر تنب و بوموسی به رنگ قلمرو اصلی ایران است. (کتاب فرهنگ مهر و کتاب مجتهد زاده)

علاوه بر دوره‌های مختلف تاریخی از سال ۱۳۴۶ تا ۱۵۰۰ تمامی جزایر و سواحل خلیج فارس تحت حکومت سلطان هرمز بود که خود تابع حکّام فارس یا کرمان محسوب می‌شد. در دوره استعمار مدت کوتاهی حاکمیت مؤثر ایران بر جزایر تحت الشعاع قرار گرفت اما ایران هرگز حاکمیت خود بر این جزایر را به دولتی تفویض نکرده است.
توطئه برای تخریب نامی که میراث فرهنگی بشر است۱۵/۴/۲۰۰۲
مأموران ایرانی در طول سال‌های ۱۹۳۵ تا ۱۹۷۱ بارها به صورت علنی یا مخفی به جزایر سرکشی می‌کردند و تحرکات انگلیسی‌ها را گزارش می‌کردند به‌خصوص در مورد معدن خاک سرخ ابوموسی و از چراغ‌های دریایی.
در دورهٔ ۲۲ نوامبر ۱۹۵۴ تا ۲۰ ژانویه ۱۹۵۵ سواحل ایران در خلیج فارس به صورت فرمانداری کل بندرها و جزایر خلیج فارس سازماندهی شد. بوموسی در تابستان ۱۹۵۸ در بخش کیش ادغام شد. در این موارد، دولت بریتانیا هیچ اعتراضی نکرد.
- بخش ۶: نام خلیج فارس در قراردادها و معاهدات منطقه‌ای و بین‌المللی و شیوخ عرب:

تعدادی از معاهدات عربی و قبایل با بریتانیاامروزه در دسترس عموم قرار دارد از جمله در ۸۰ صفحه ای گزارش جامع سواحل و جزایر و قبایل خلیج فارس و مکران فارس توسط دولت بریتانیا.
بخش‌های دیگر این فصل کتاب عبارتند از:
- نظر طرفداران تغییر نام خلیج فارس
- دلیل‌های طرفداران نام خلیج فارس
- اعتراف رسانه‌ها و روشنفکران عربی
- مسئولیت ما، پیشنهادها و راهکارها

برای تفصیل این مطالب بنگرید: تحریف نام خلیج فارس.

## فصل پنجم
- بخش اول نقشه‌ها.[۳۳]
- نام خلیج فارس در نقشه‌های تاریخی. تعدادی از نقشه‌های تاریخی با نام خلیج فارس یا دریای پارس و دریای اریترا (منسوب به ارته و ایران) که در کتاب معرفی شده و در نسخه فلیکر کتاب قابل دیدن است.
- ۳۲ نقشه تاریخی خلیج فارس در گالری آلتا

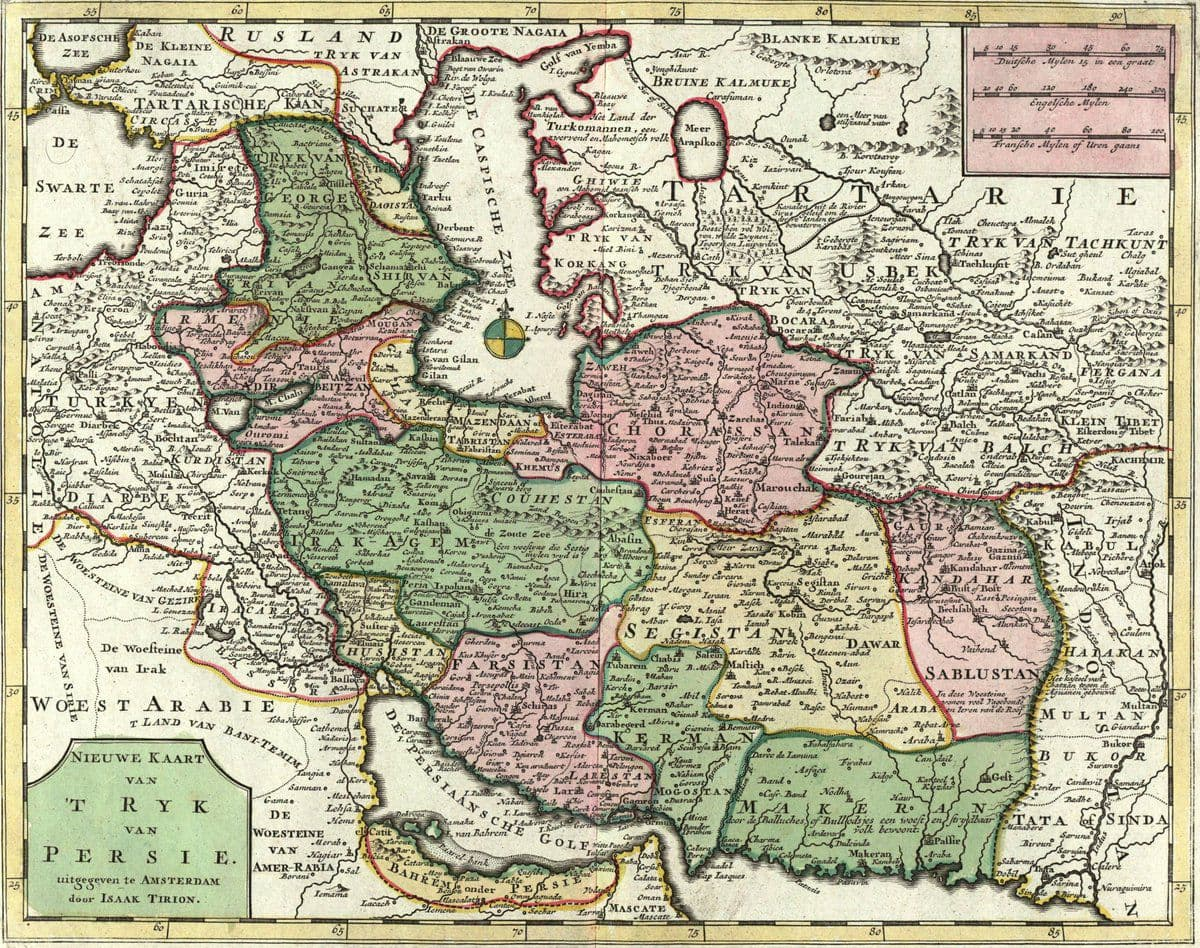
Makran.makoran pars1744 Amesterdam
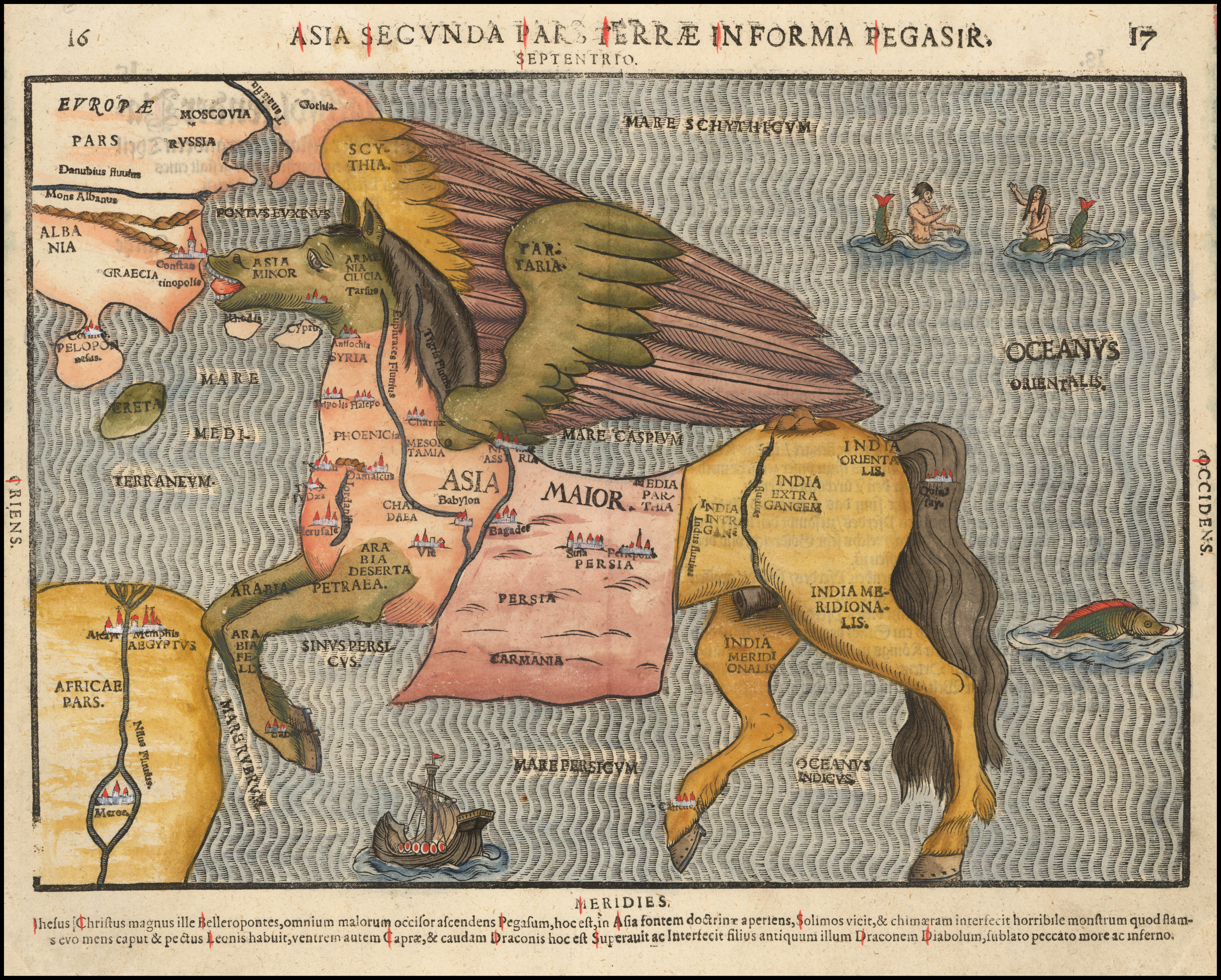
دو دریای خلیج فارس و + دریای پارس (بحر عرب امروزی)
خلیج فارس نقشهٔ قلمرو سلسله‌های حاکم بر ایران از دودمان هخامنشیان
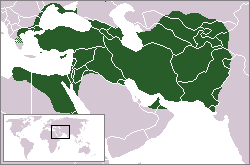
امپراتوری هخامنشی (۵۵۰ تا ۳۳۰ ق. م)
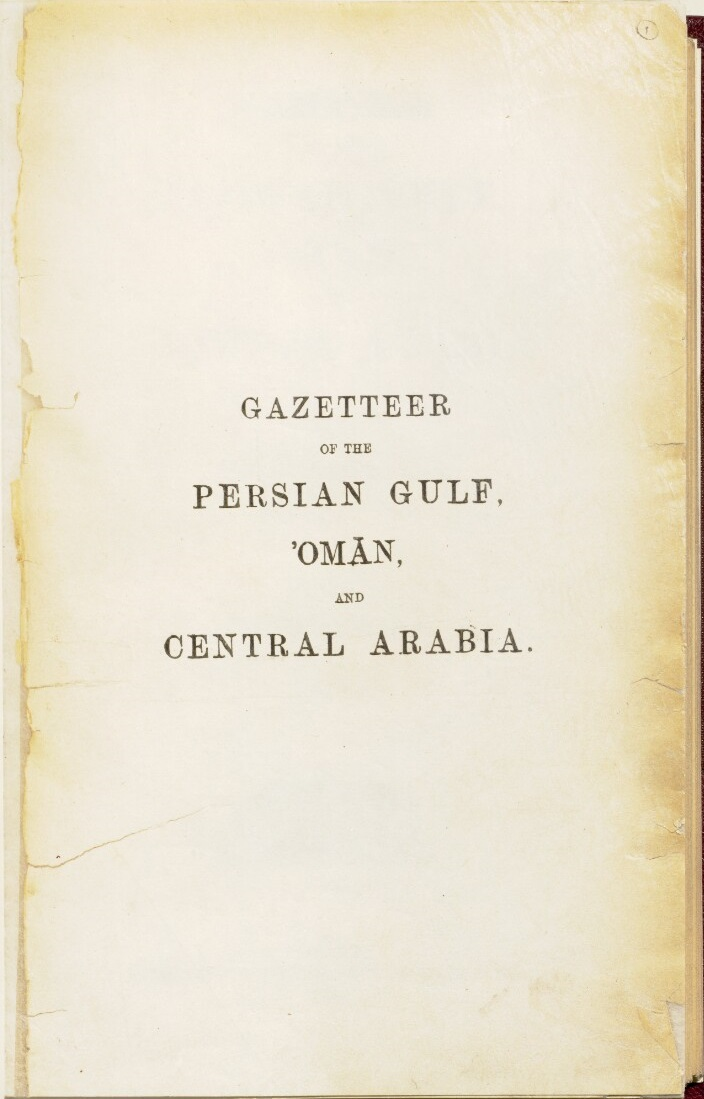
دانشنامه خلیج فارس، عمان و عربستان مرکزی
Documents on the Persian Gulf's name
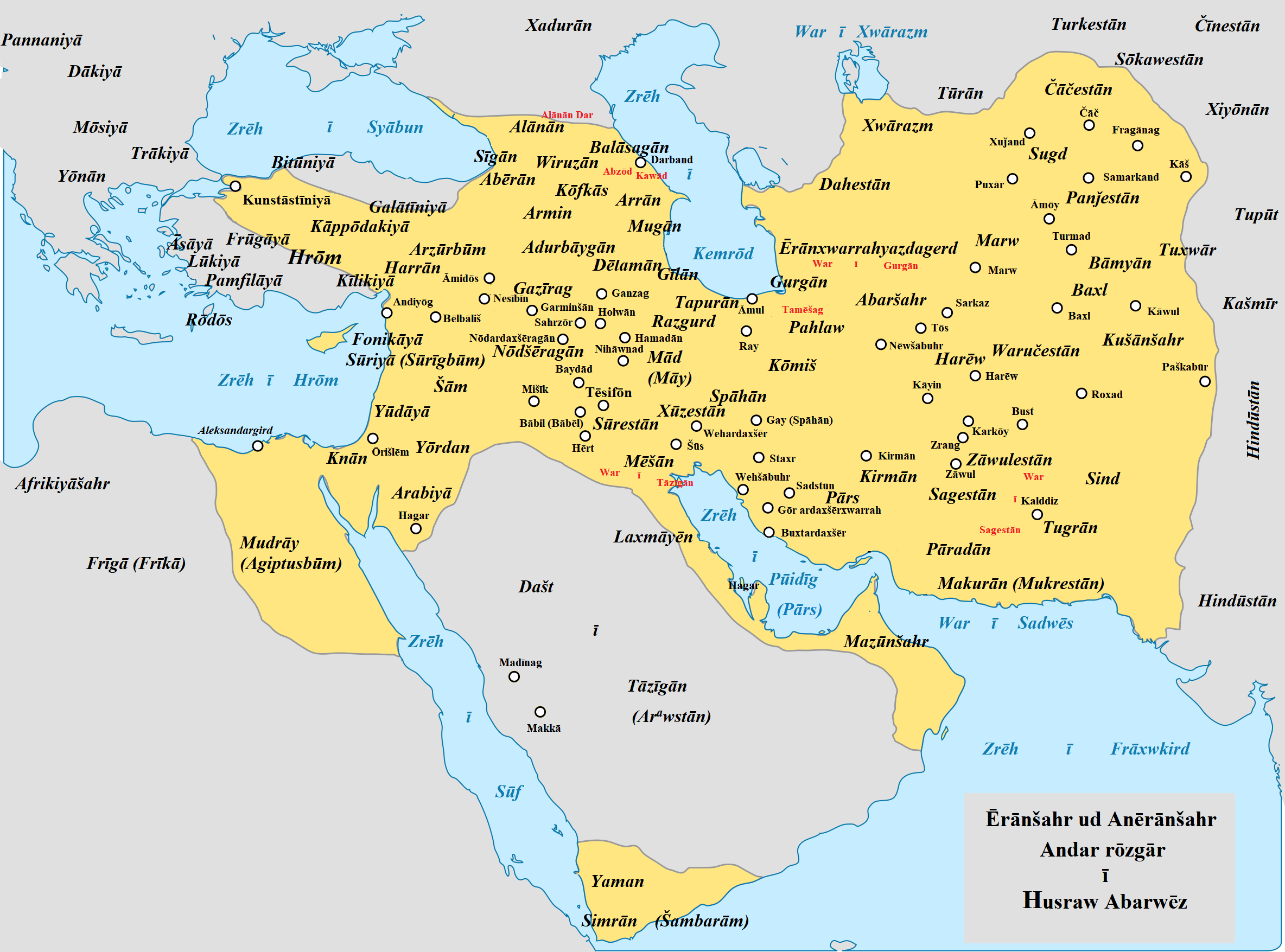
ImperioSasánidaCosroesII(pal)
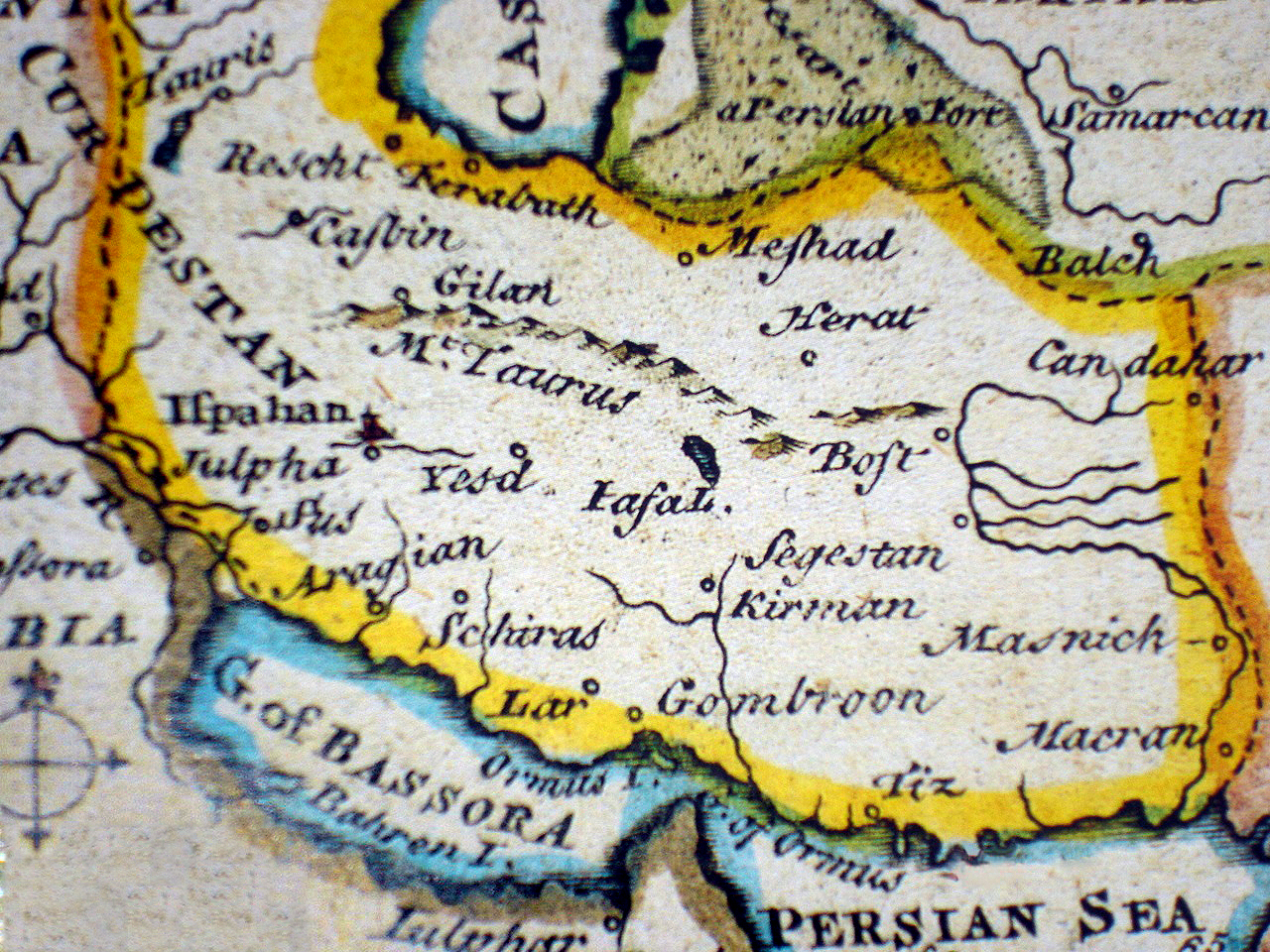
دو دریای پارس و خلیج فارس
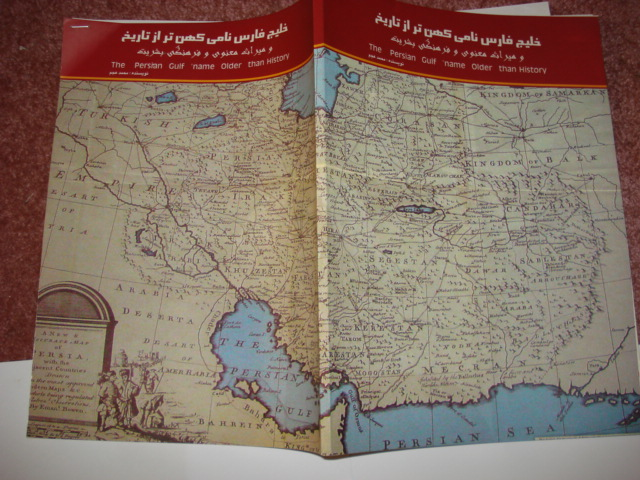
خلیج فارس ۱۷۴۷ صفحه ۱۱۲ کتاب اسناد نام خلیج فارس
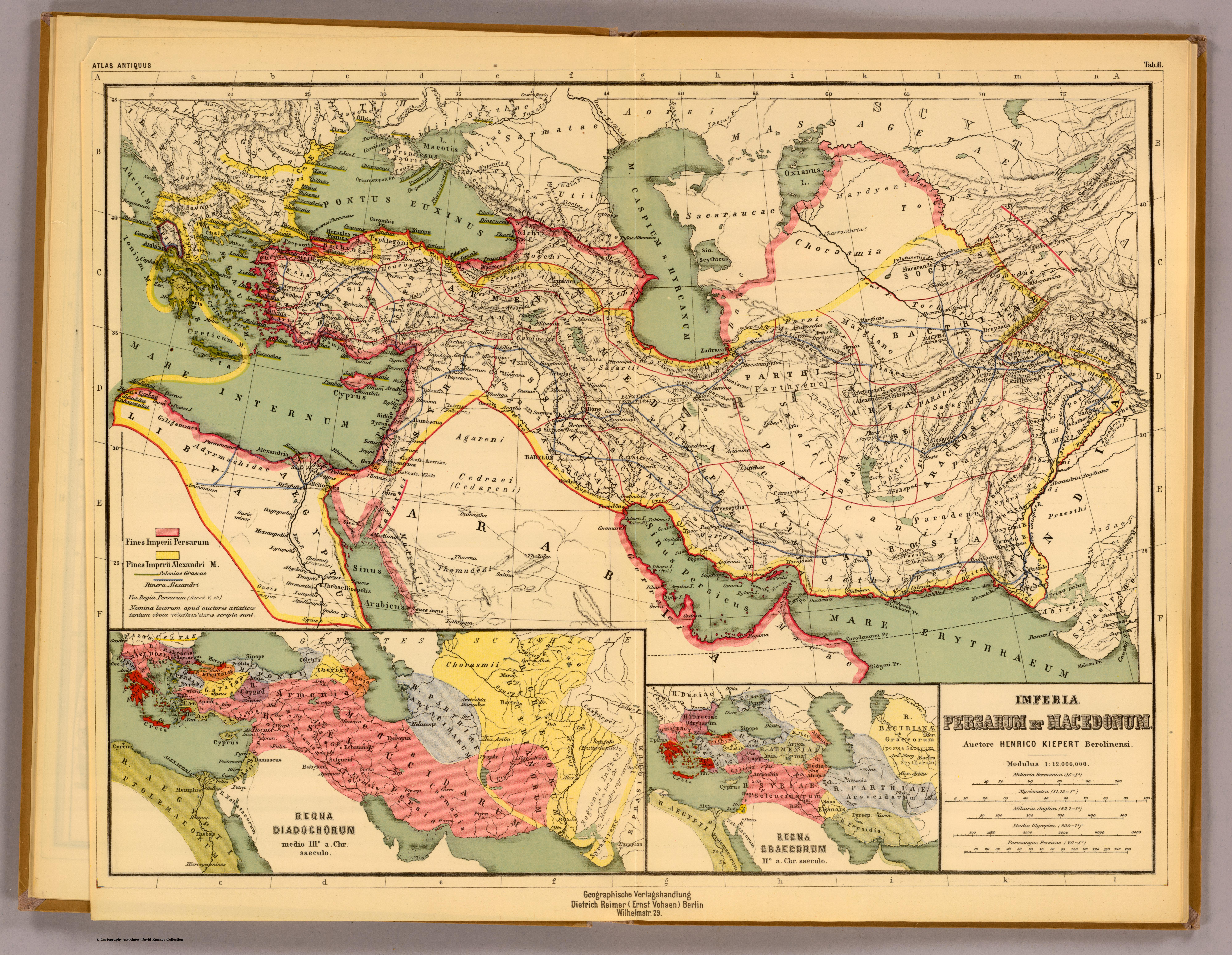
خلیج فارس ۱۹۰۳
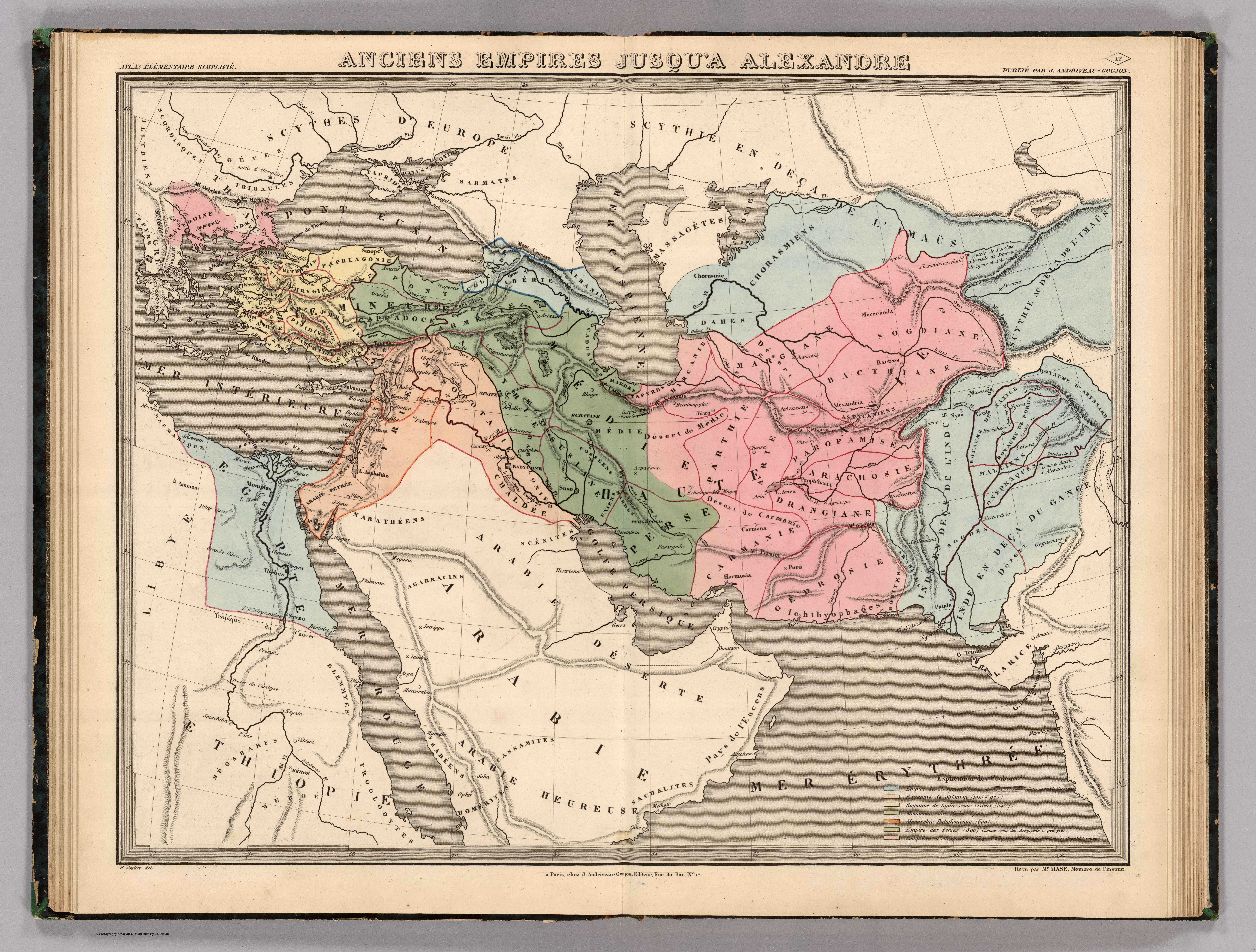
خلیج فارس ۱۸۳۸
پومپونیوس ملا ۴۳میلادی.خلیج فارس
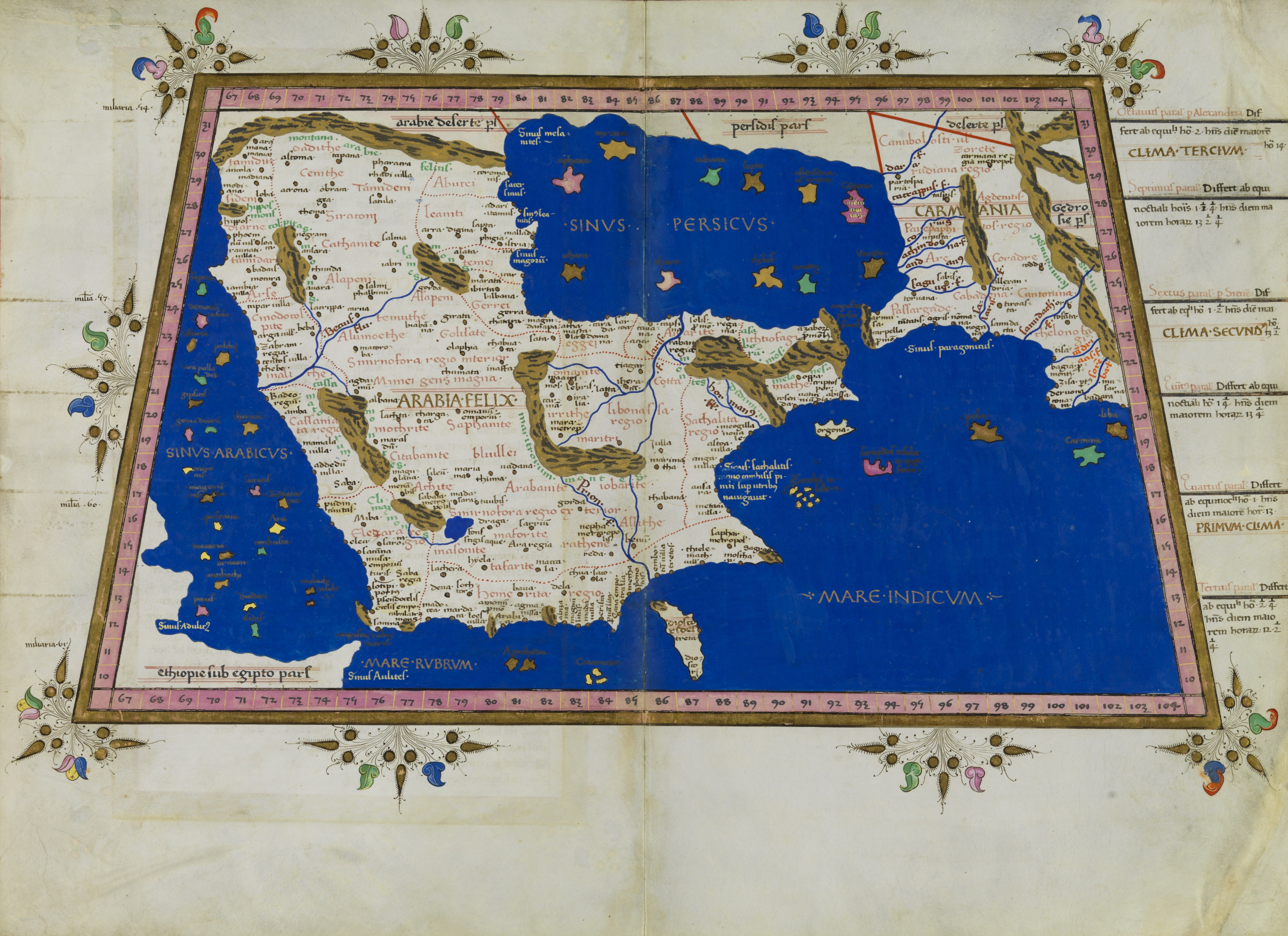
خلیج فارس ۱۴۶۷
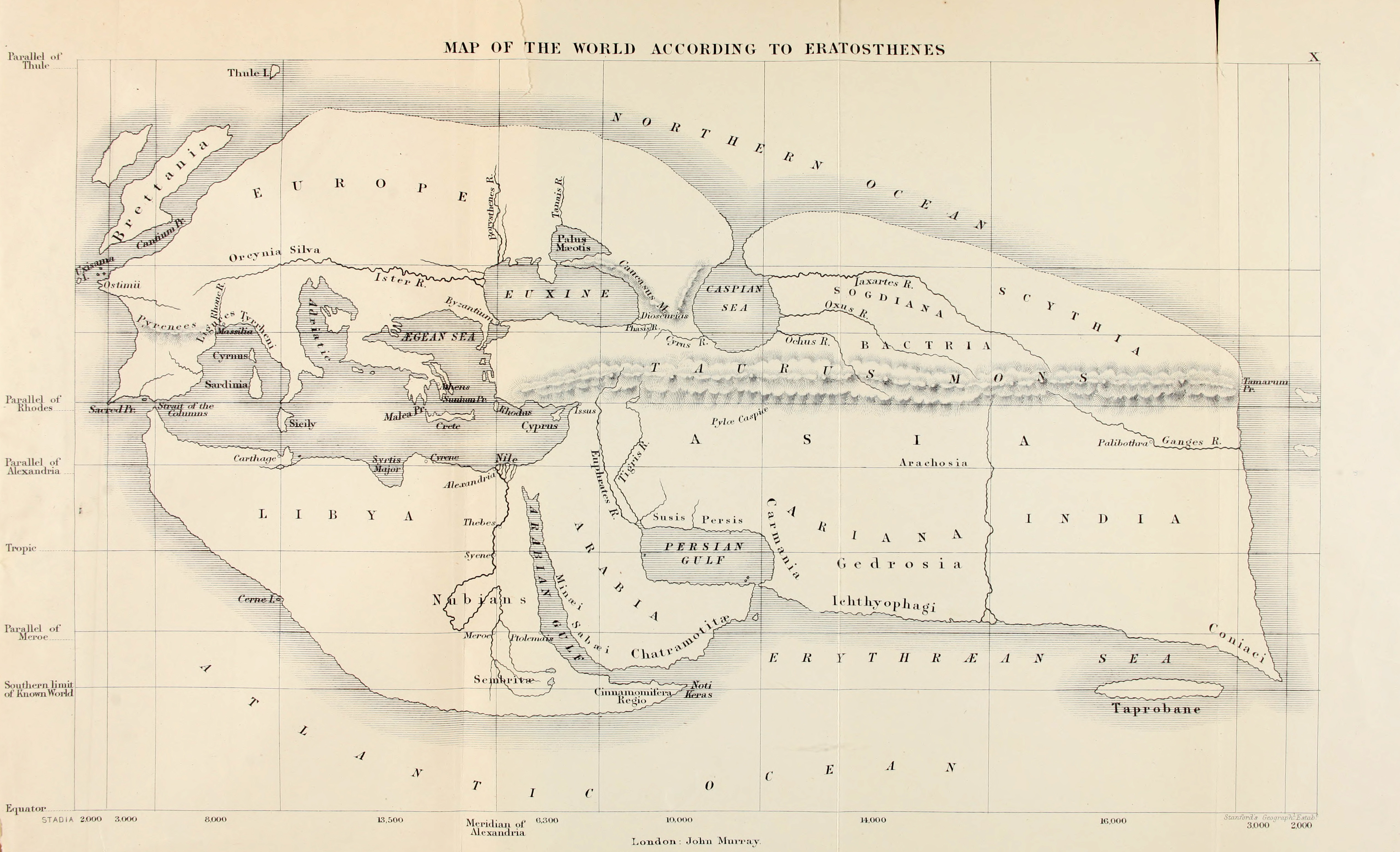
194 BC ایراتوستن ۱۹۴ خلیج فارس
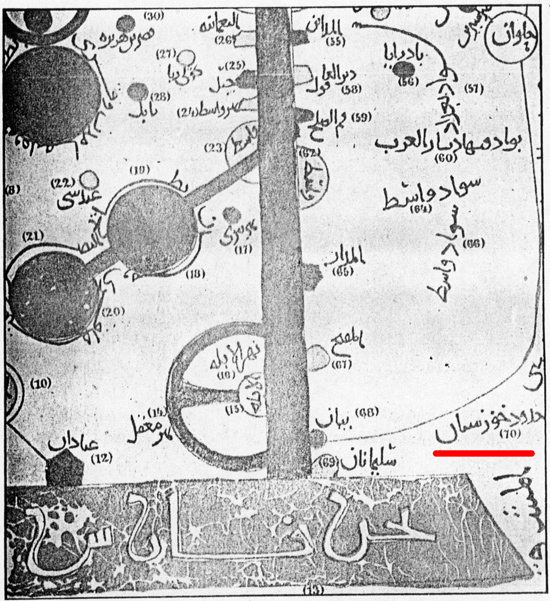
Regional 1200 خلیج فارس -استخری
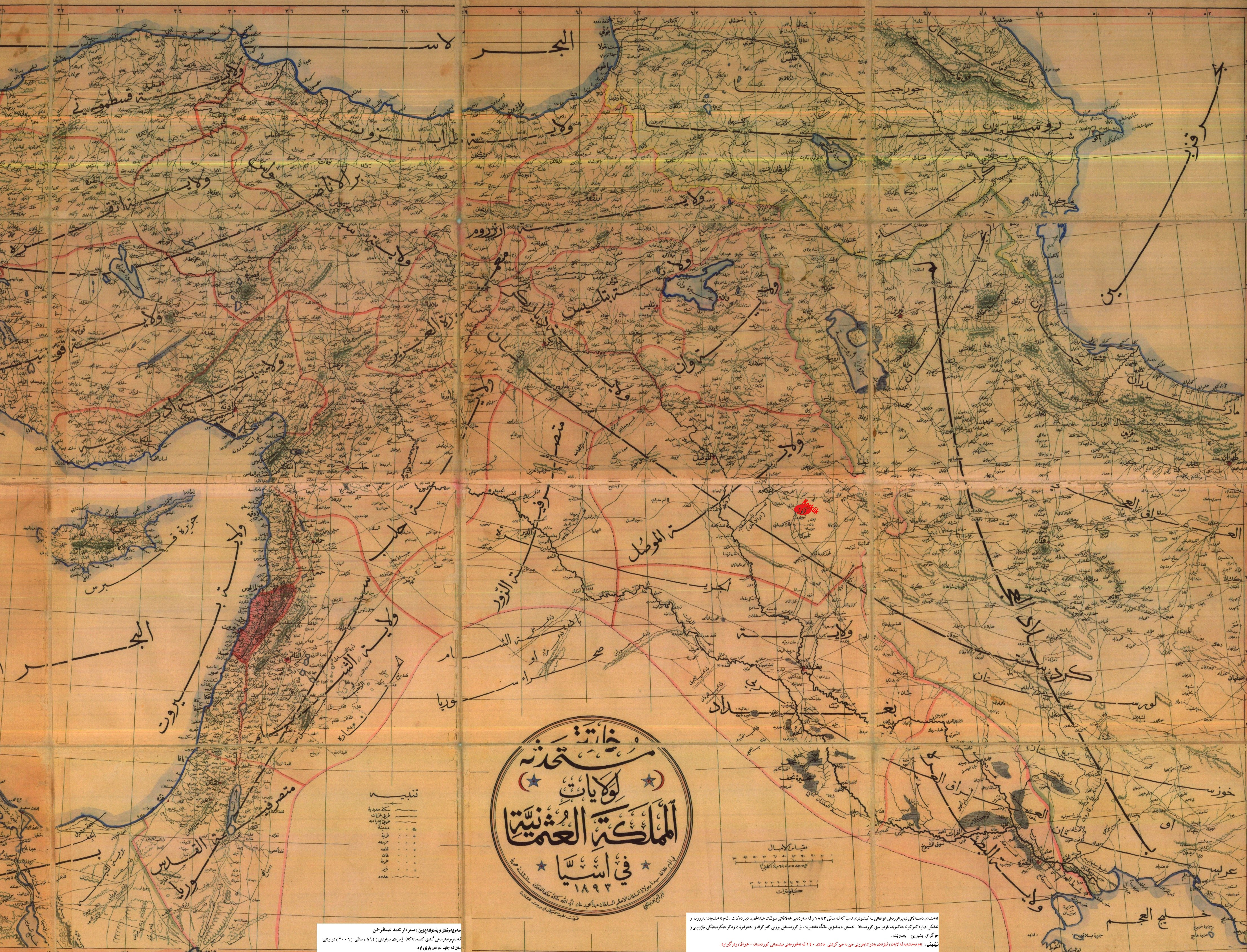
1893 خلیج فارس - بحر عجم(دریای مکران)
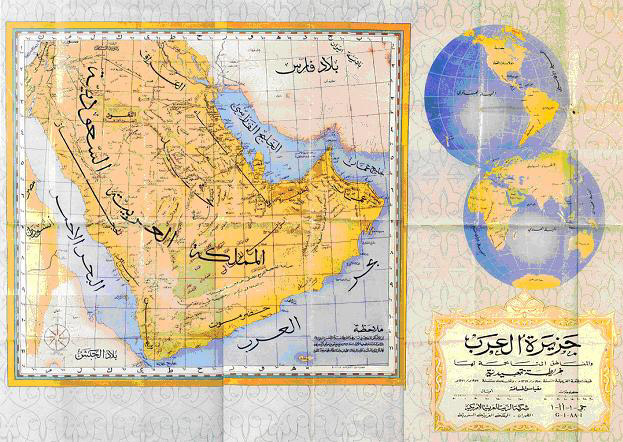
خلیج فارس 1952 (الخلیج الفارسی).
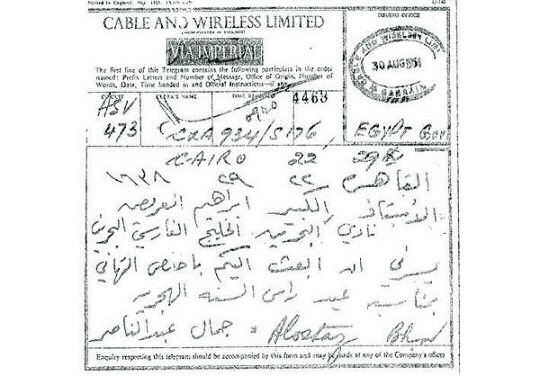
خلیج فارس در تلگراف جمال عبدالناصر رئیس جمهور پان عرب مصر
- خلیج فارس با صدای جمال عبدالناصر رهبر پان عربیزم
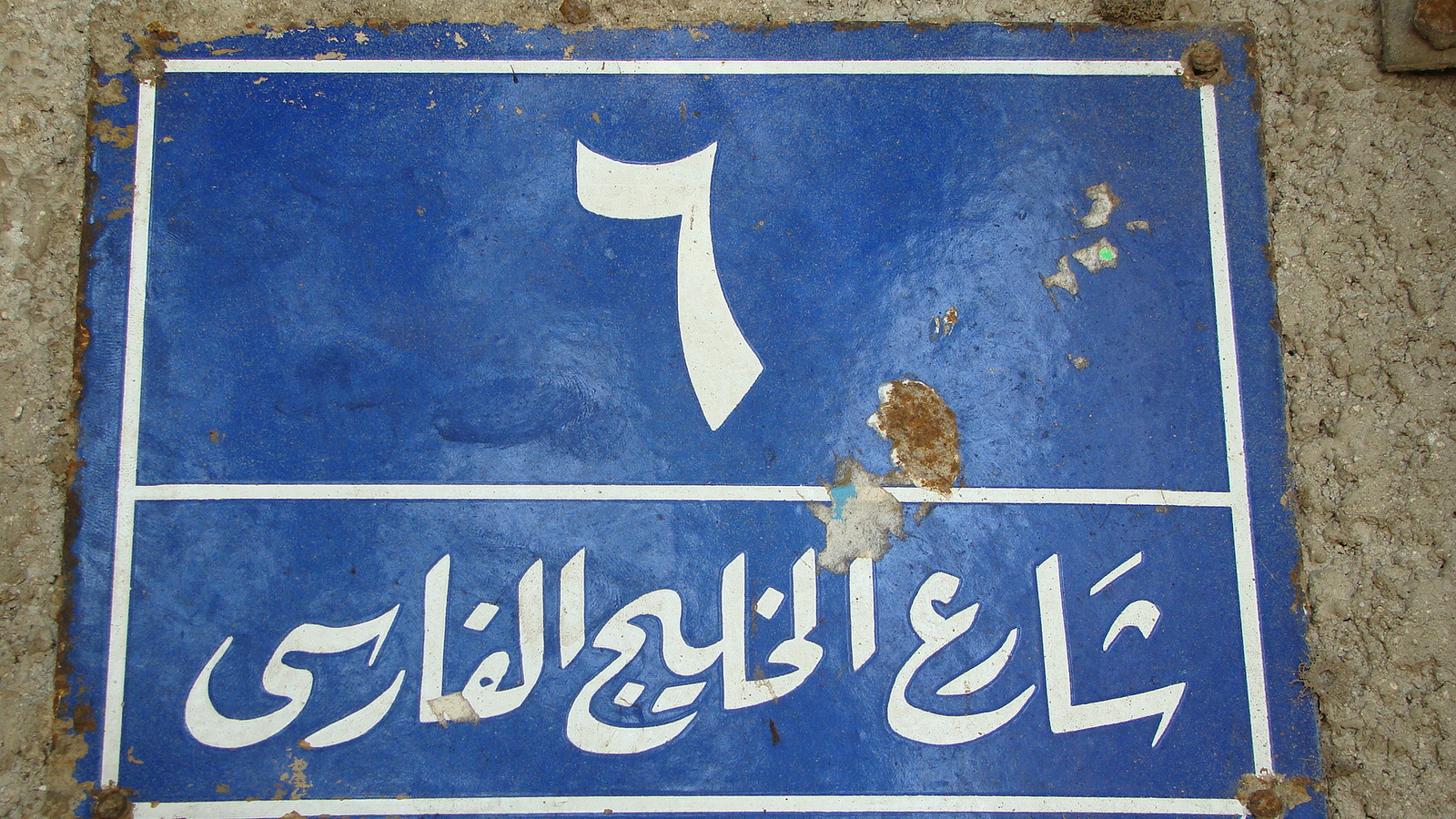
خیابانی در مرکز قاهره بنام خلیج فارس۱۹۵۸
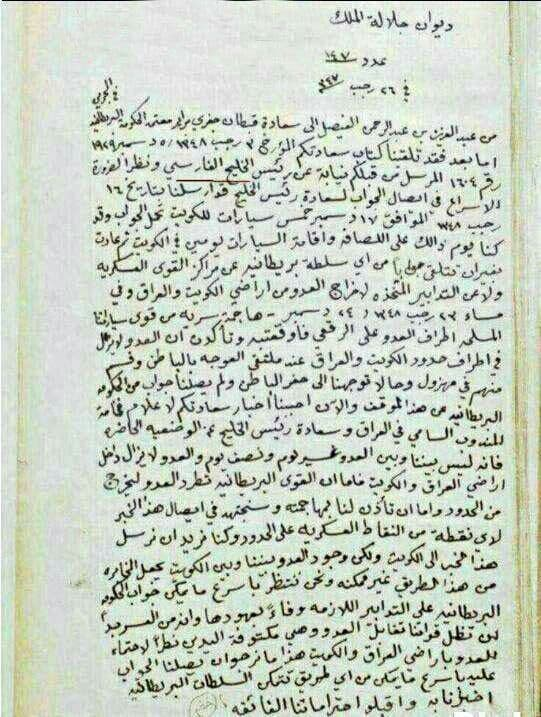
دستخط بنیان‌گذار  عربستان سعودی۱۹۲۹- ۱۳۴۷
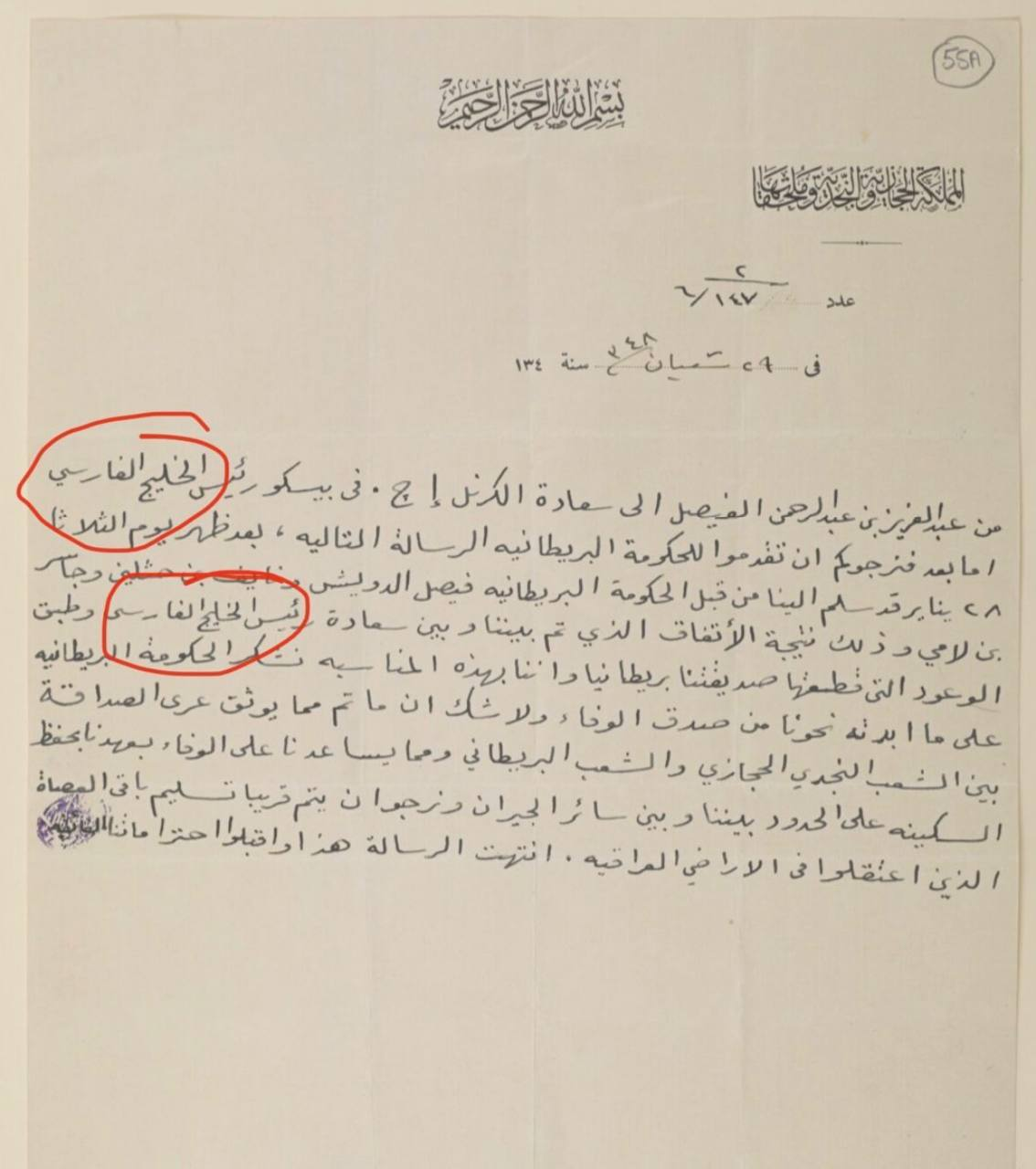
خلیج فارس در نامه‌های عبدالعزیز بن عبدالرحمن آل سعود بنیانگذاران عربستان(۱۹۳۲)
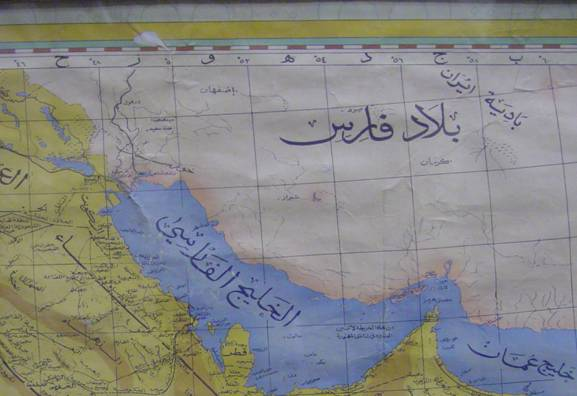
نقشه خلیج فارس نقشه دولتی عربستان
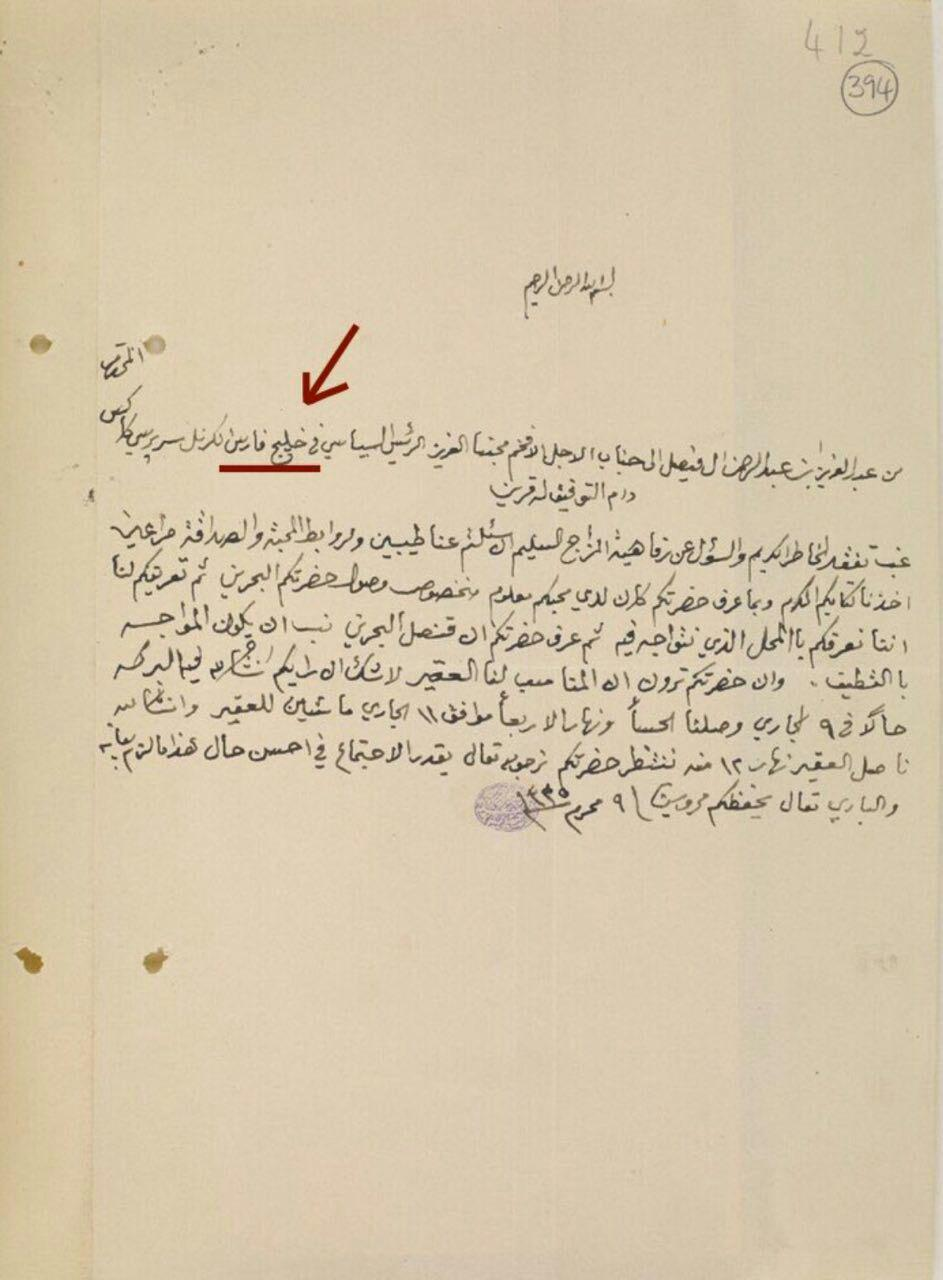
خلیج فارس در نامه بنیان‌گذار پادشاهی عربستان
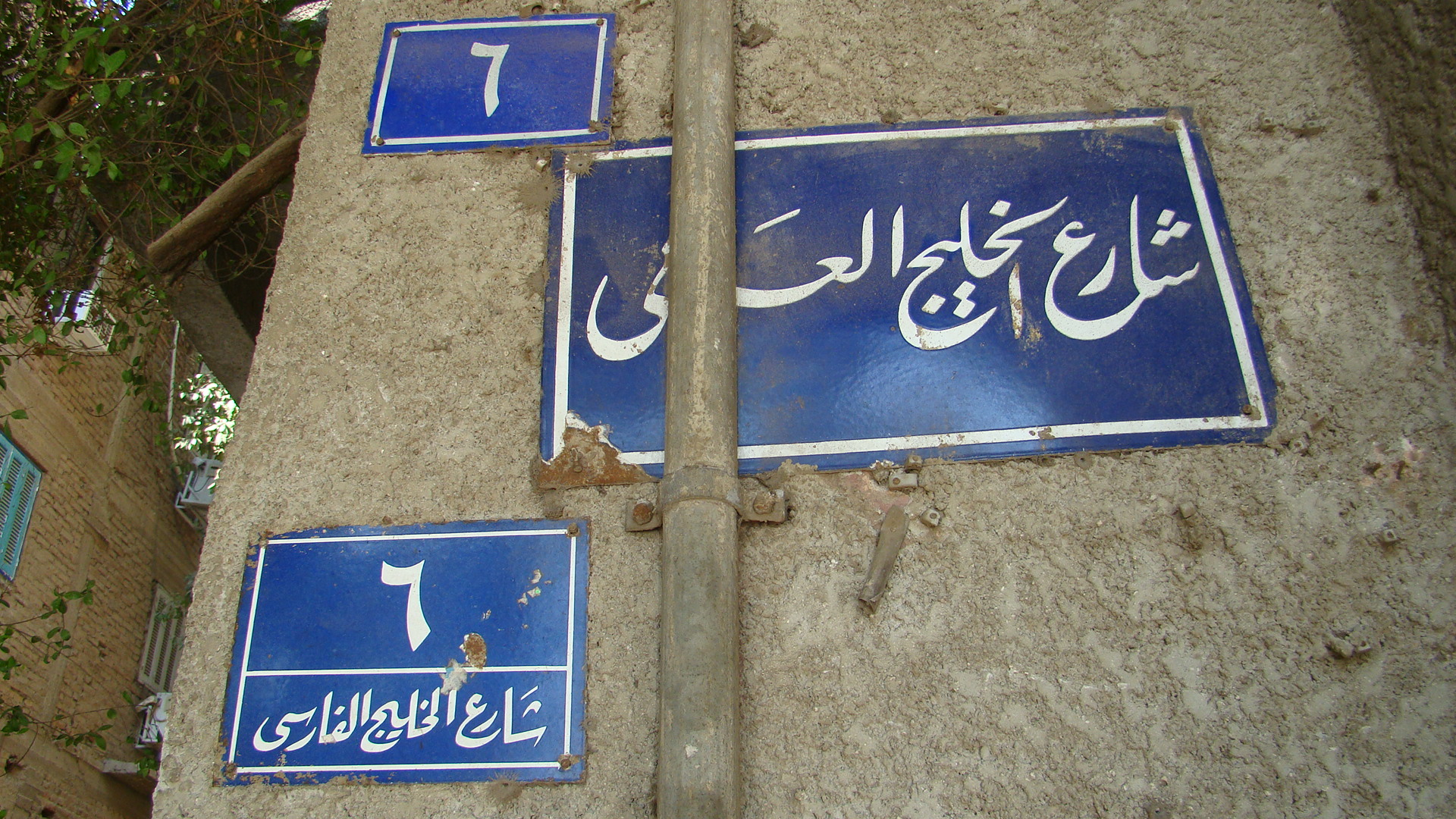
خلیج فارس
خلیج فارس در نقشه رسمی دولت عراق بافته شده بر فرش در بغداد.
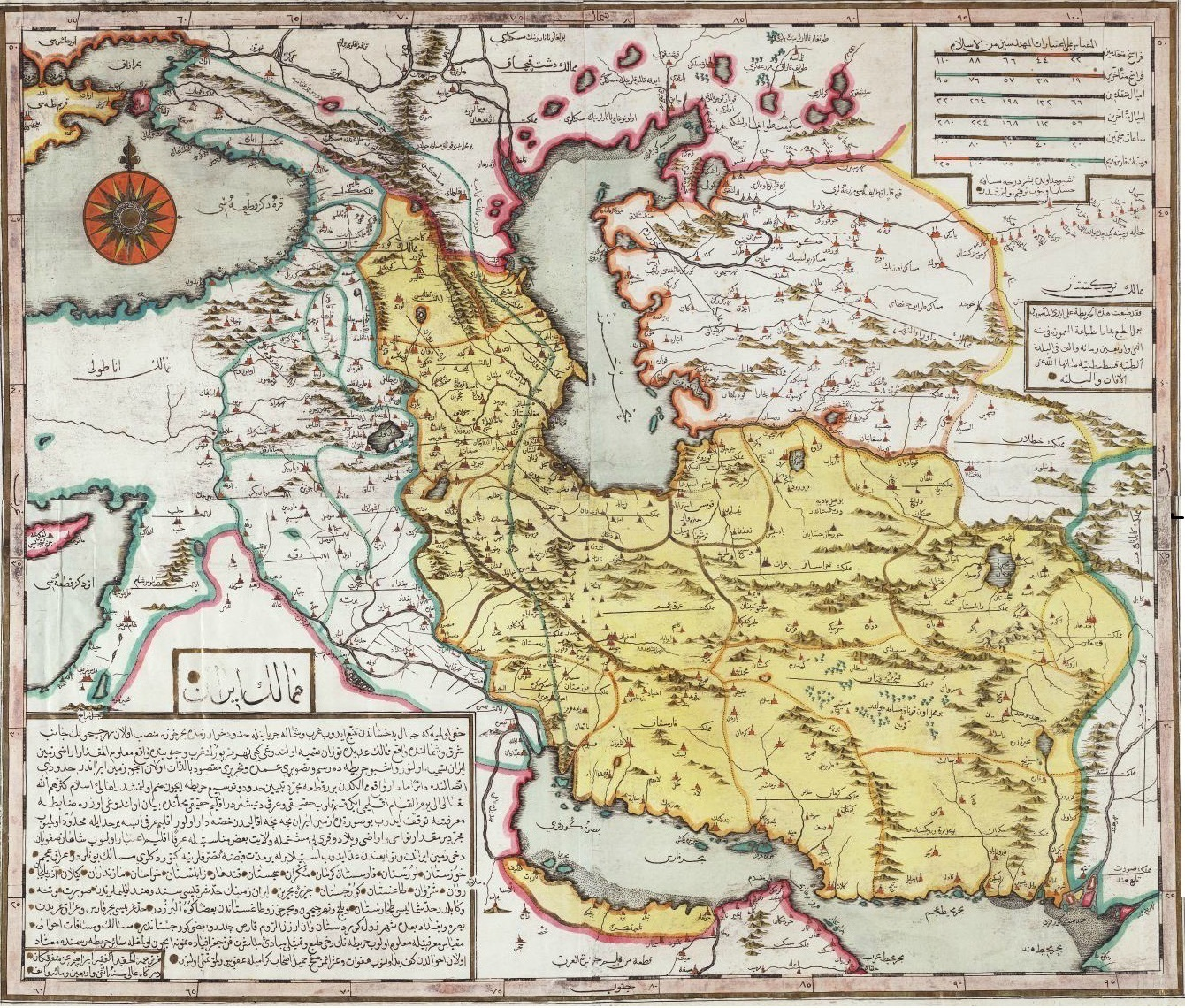
بحر فارس در نقشه رسمی عثمانی منتشر شده در کتاب اسناد خلیج فارس.
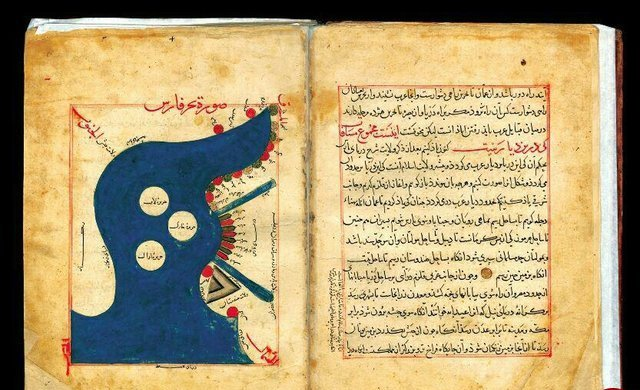
نقشه کتاب مسالک و ممالک ثبت شده در یونسکو
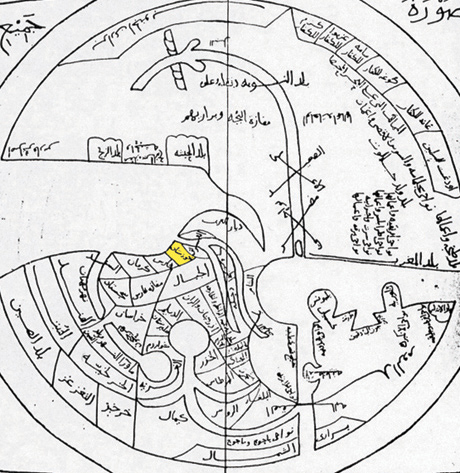
نقشه جهان ابن حوقل. شرح مفصل بحر فارس
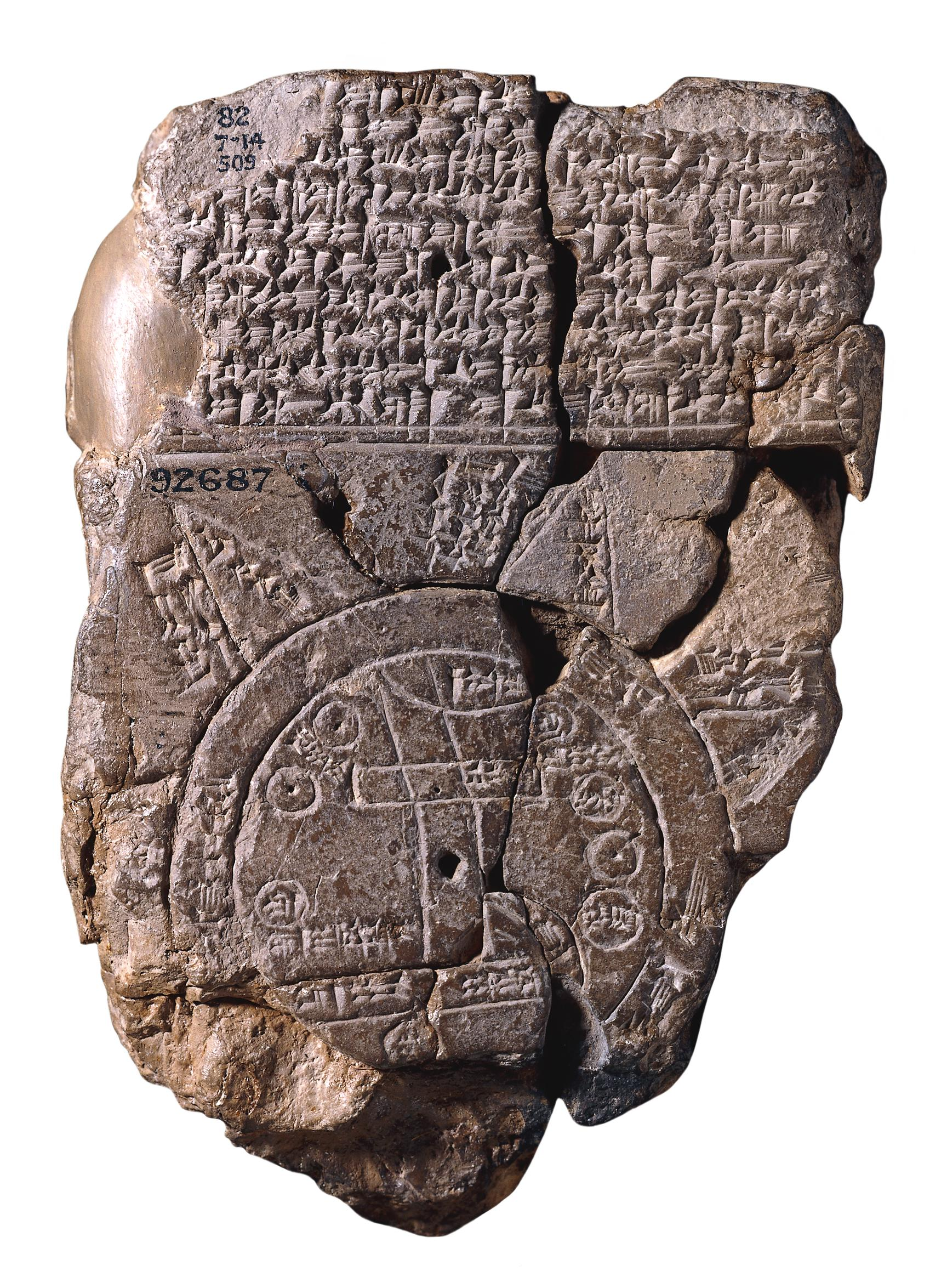
خلیج فارس درنقشه جهان از تمدن زاگرس رافدین
نقشه جهان محمد کاشغری(۱۰۷۲)
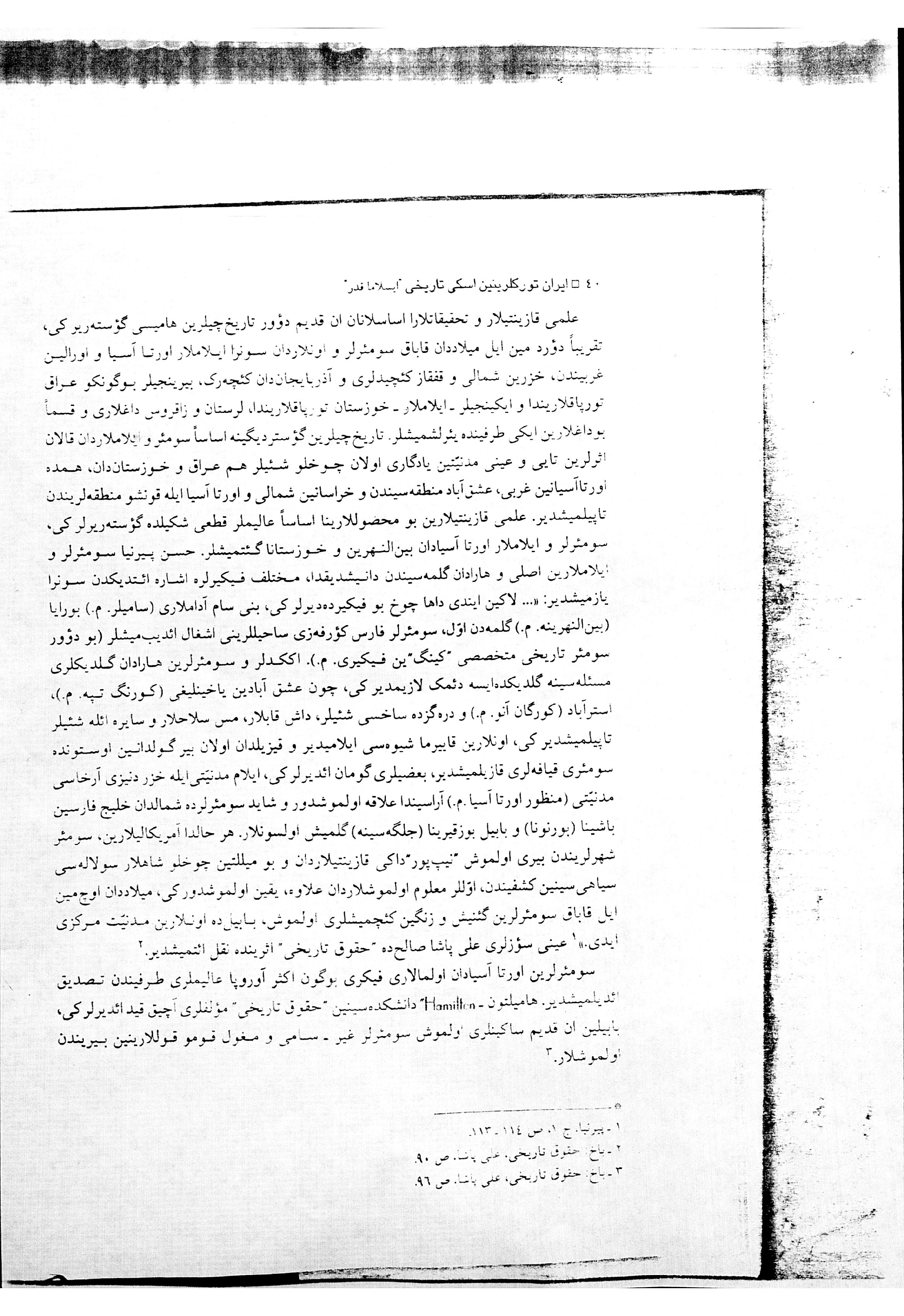
Fars-فارس کورفوزی
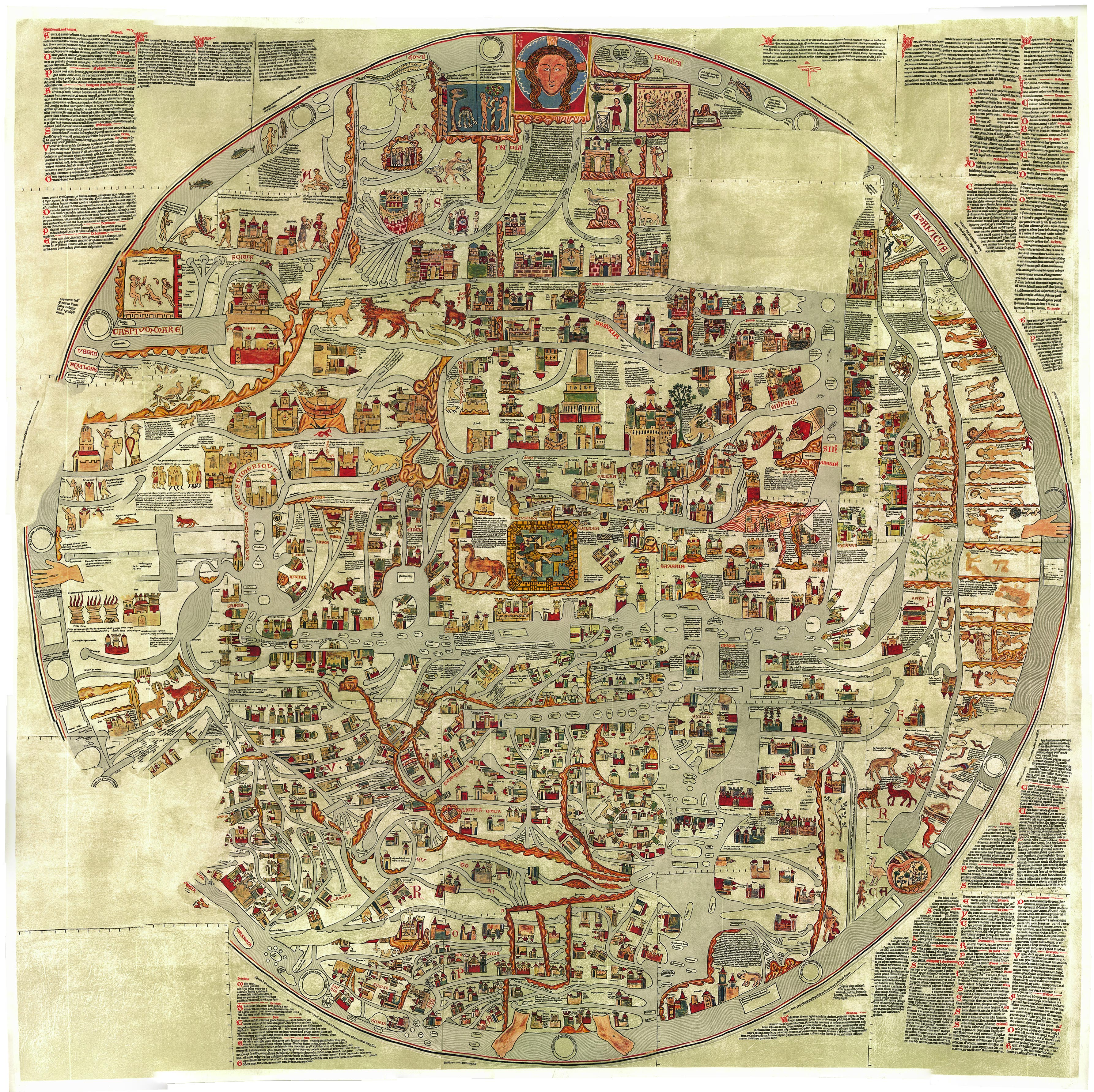
نقشه جهان ادریسی روجریانا (۱۱۵۴)
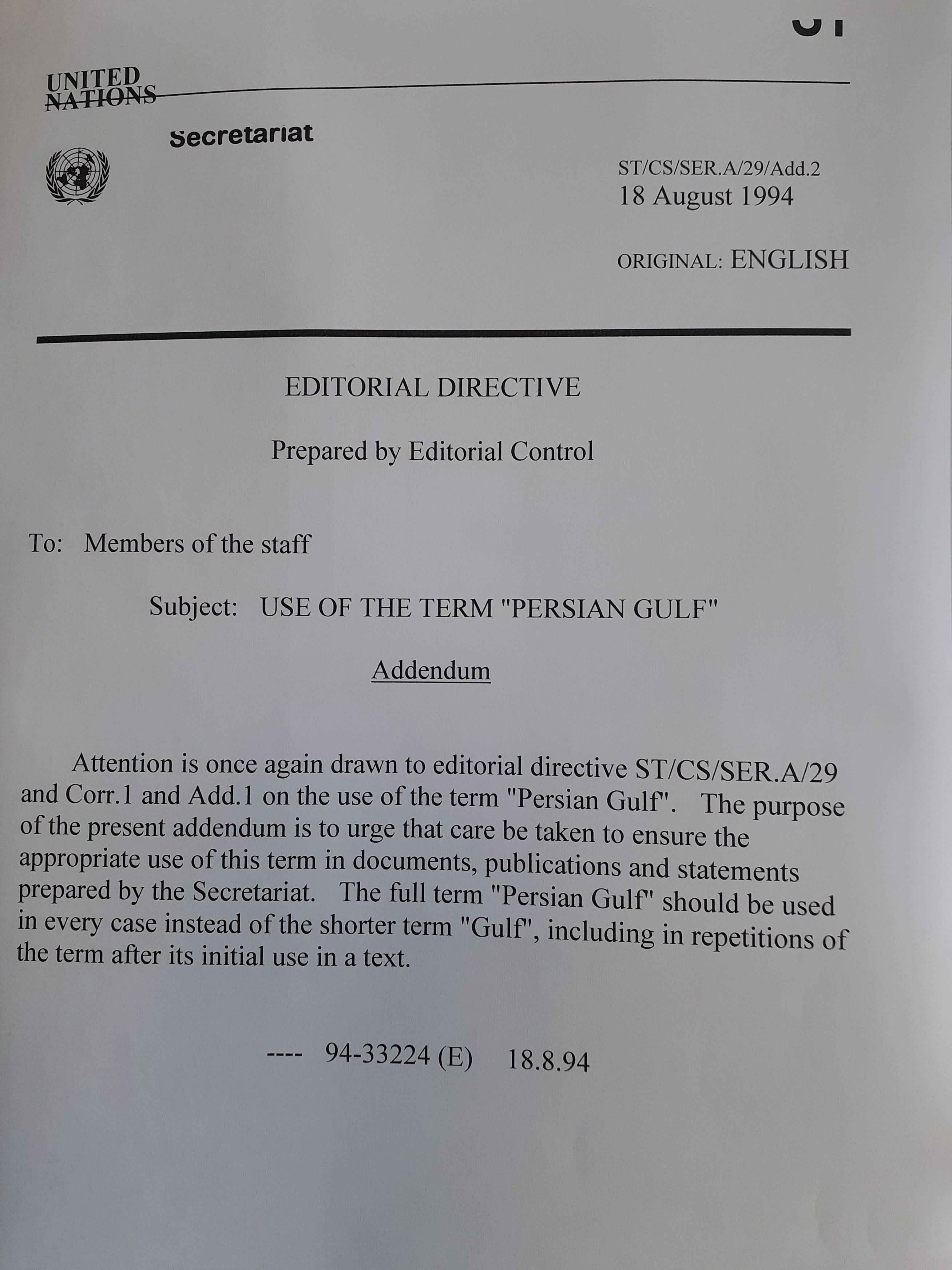
UN1994دستورالعمل سازمان ملل
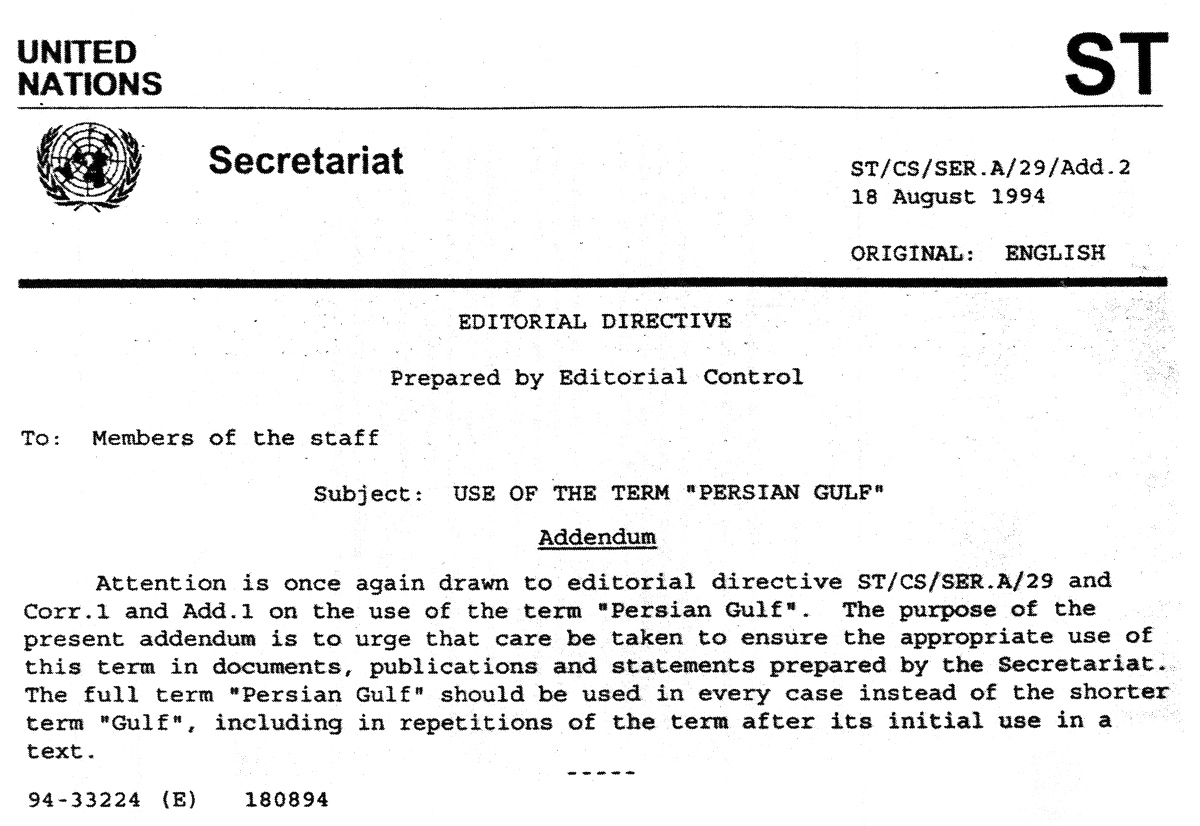
UN خلیج فارس در نقشه‌های سازمان ملل
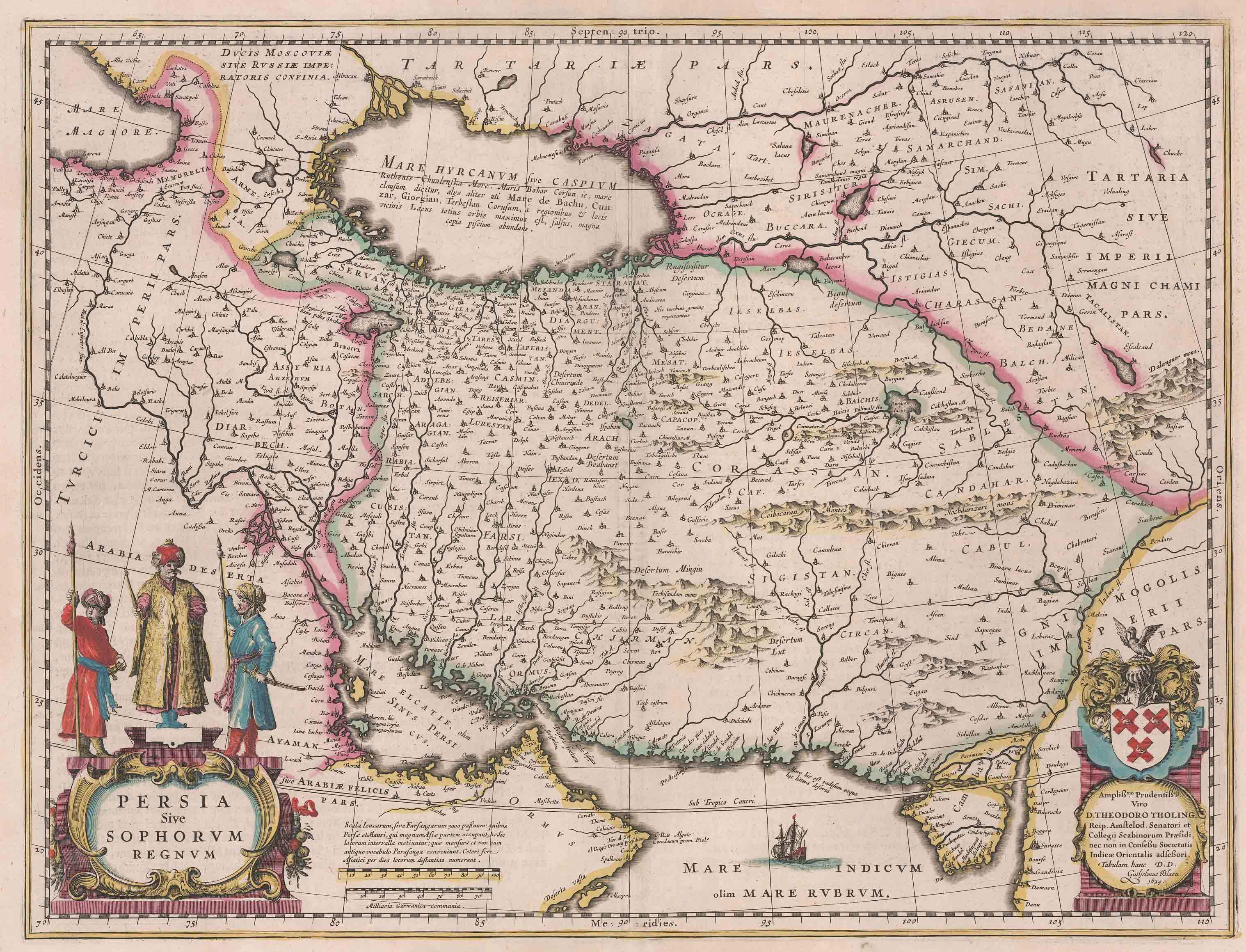
متن گزارش کامل خلیج فارس توسط بریتانیا
- خلیج فارس ۱۶۴۰
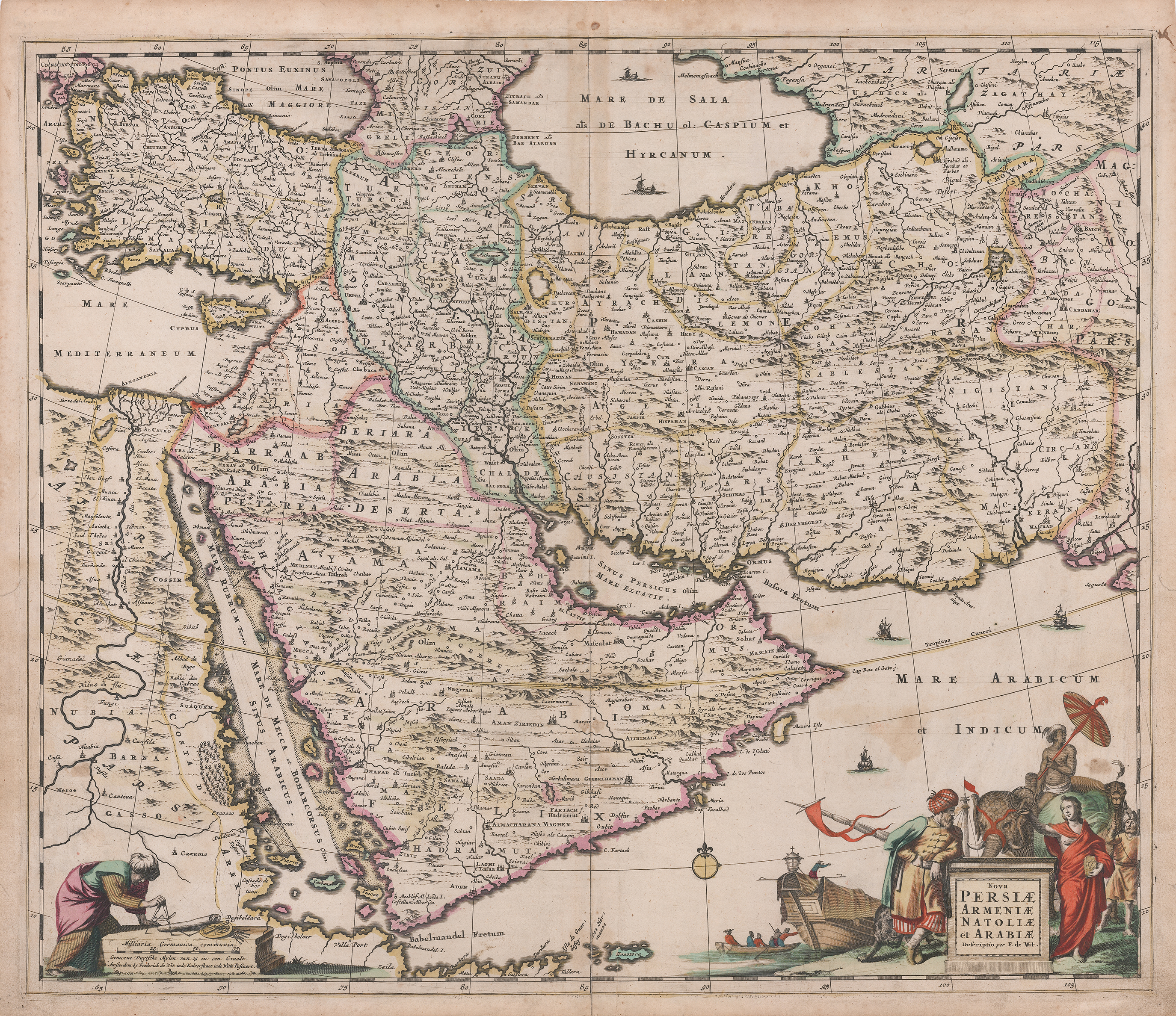
یاکوب ون مروس، ۱۶۸۰
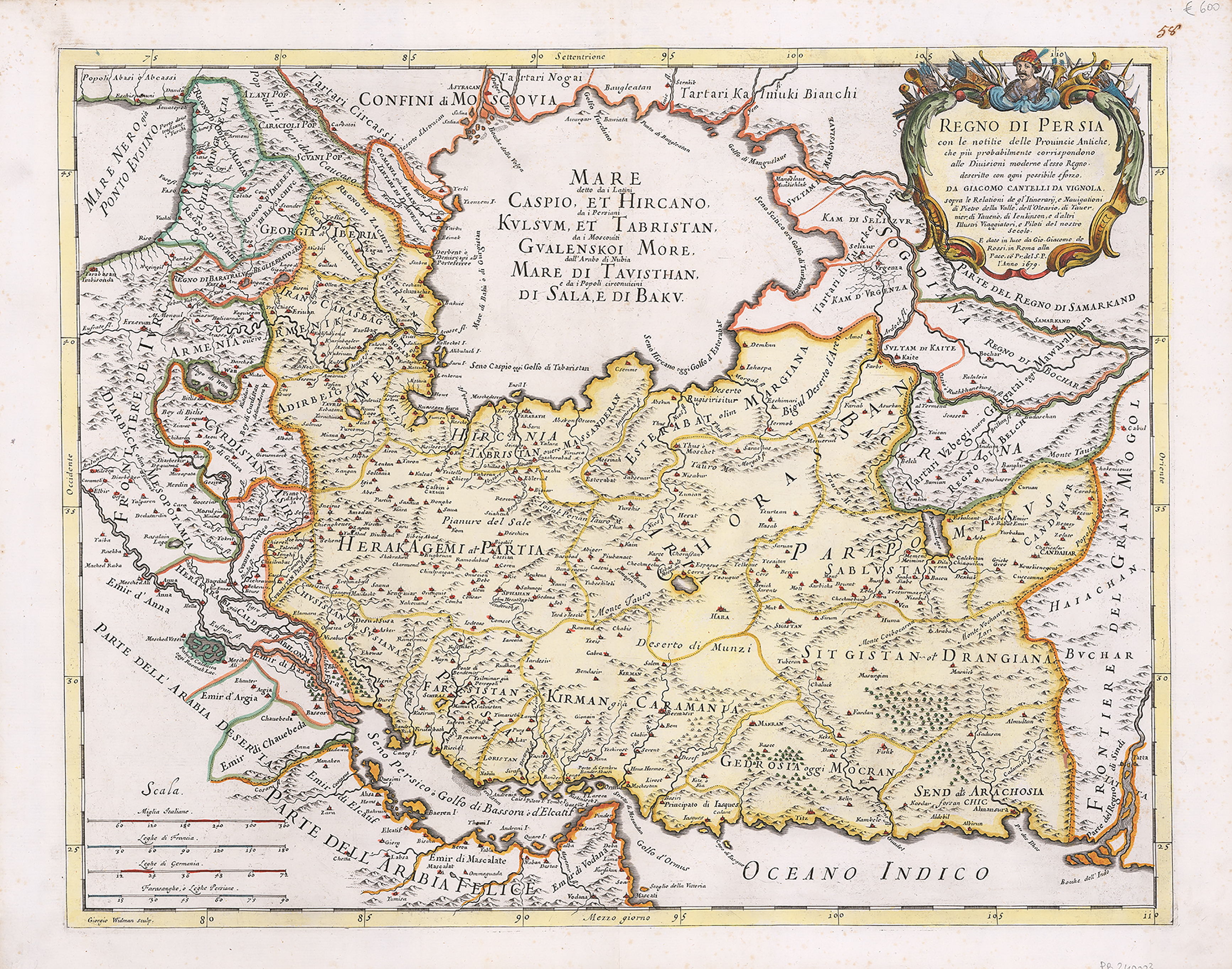
1679 خلیج فارس
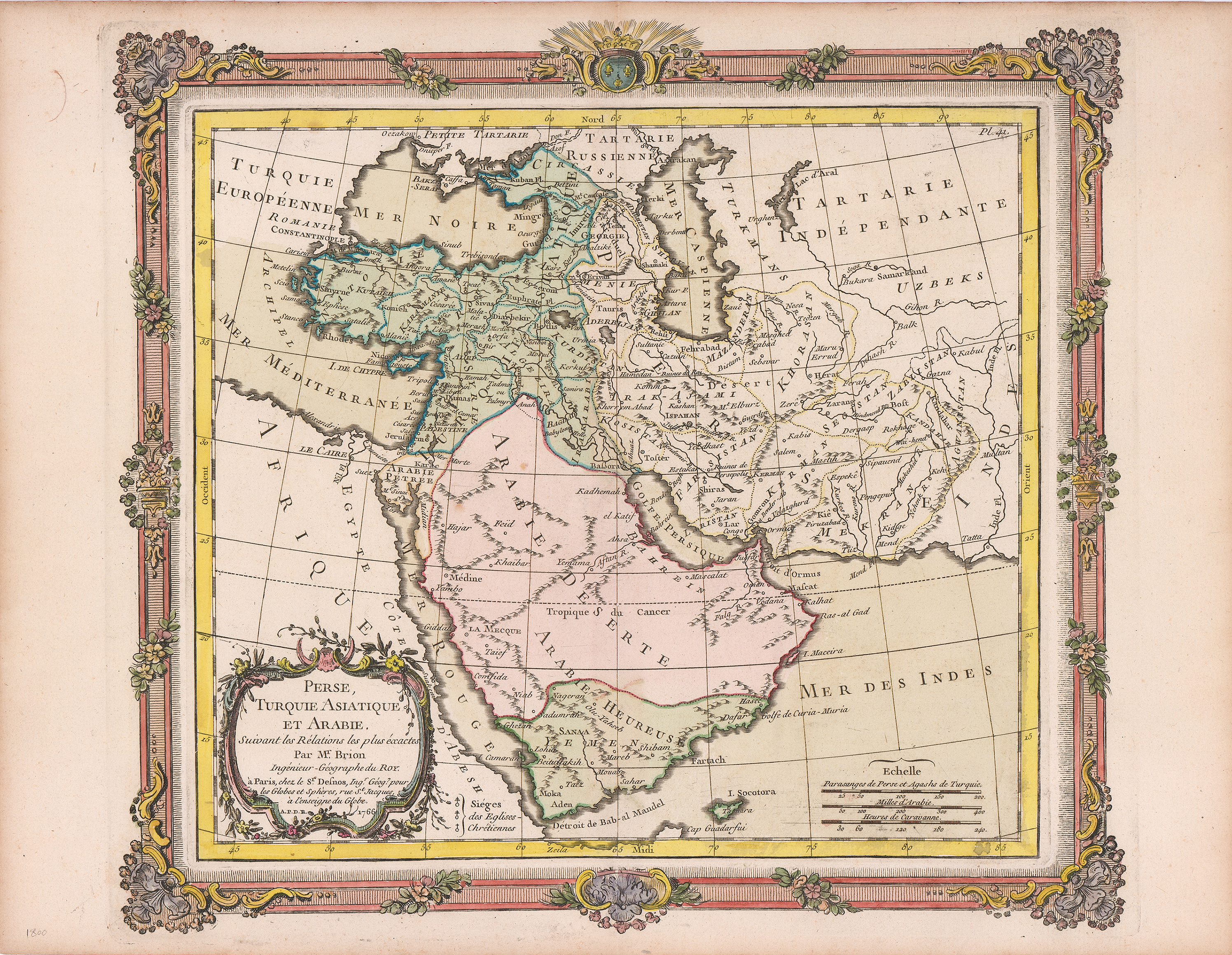
نقشه خلیج فارس ۱۷۶۶
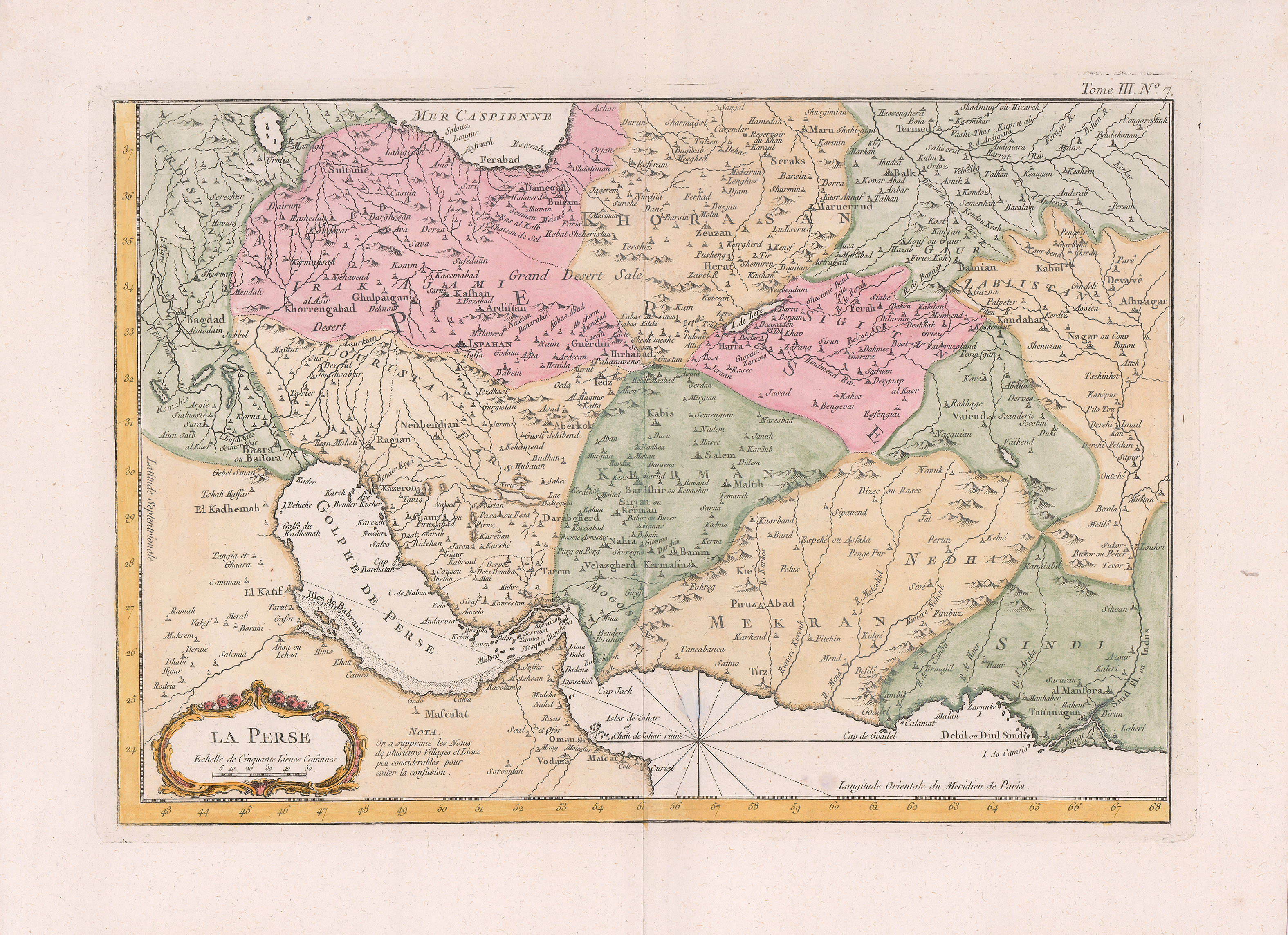
Map خلیج فارس ۱۷۶۴
تجارت در بوشهر
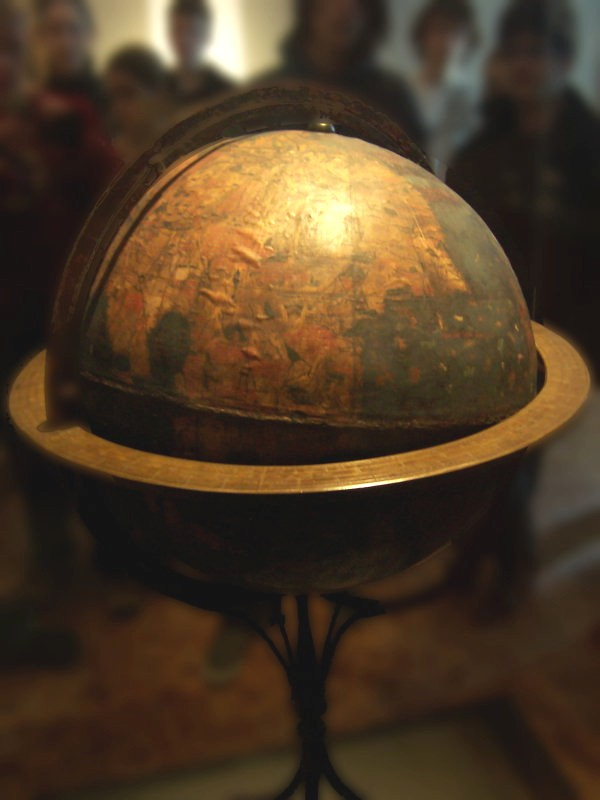
خلیج فارس در نقشه جهان(۱۴۹۲)
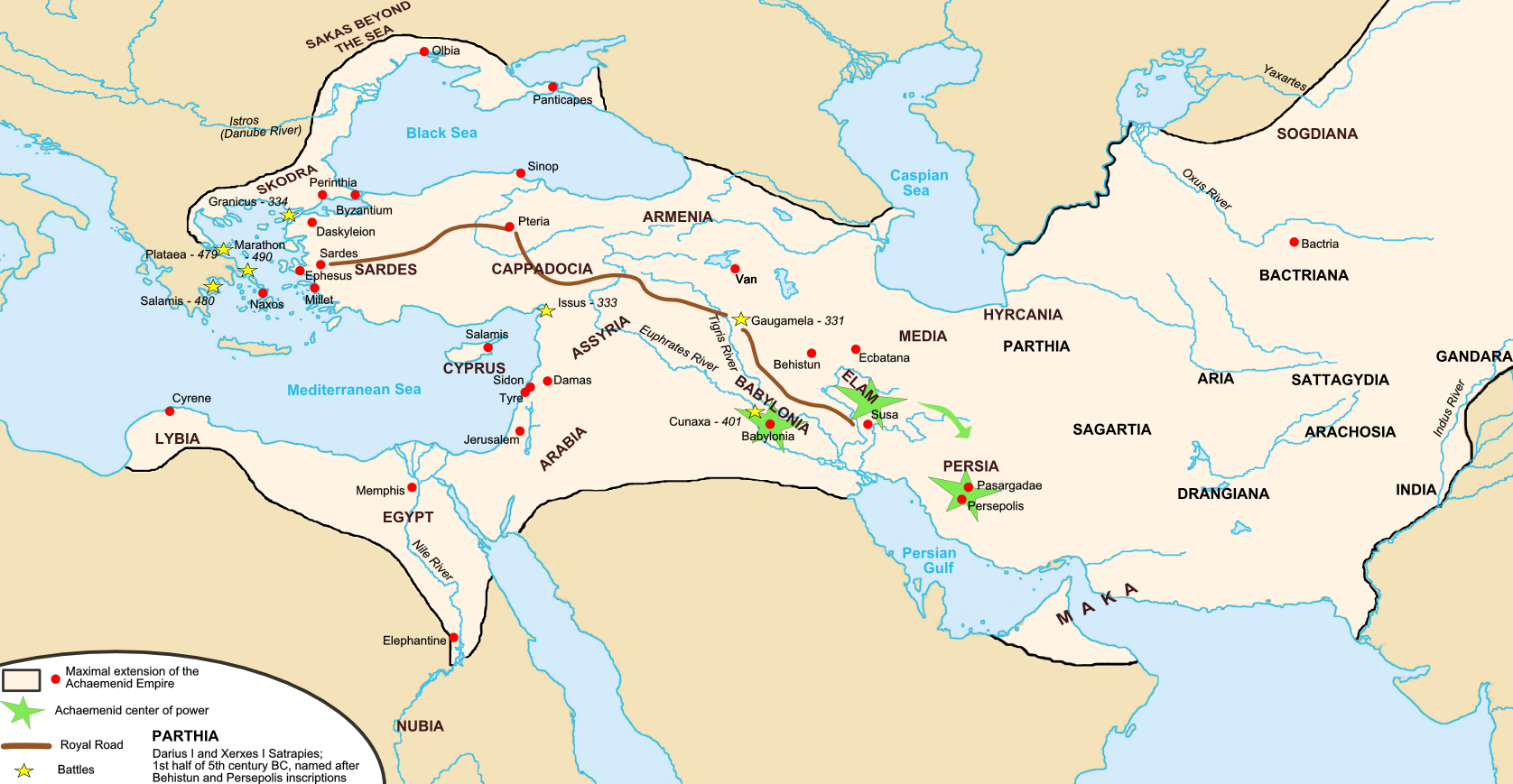
خلیج فارس در دوره هخامنشی
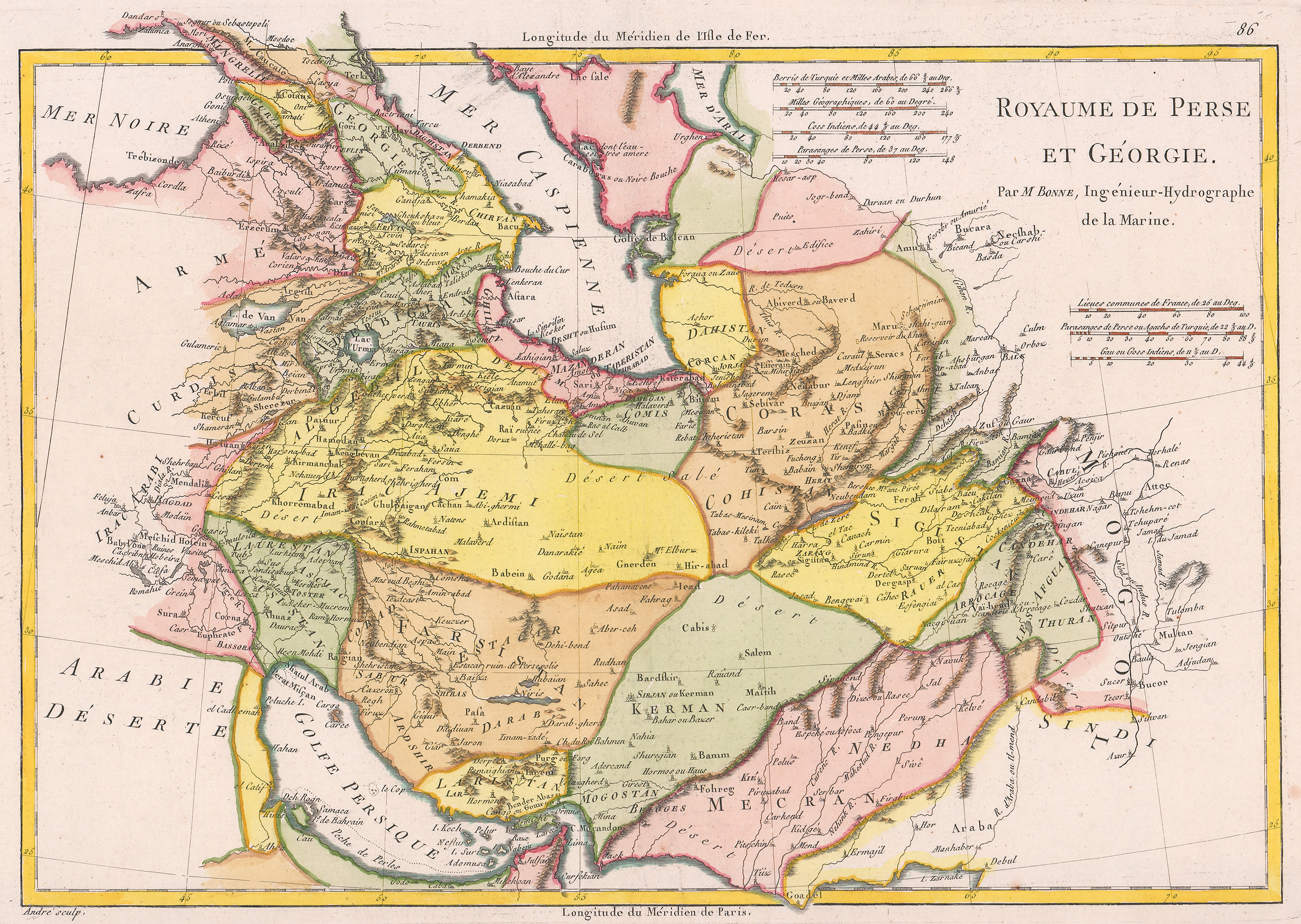
خلیج فارس 1780Bonne .
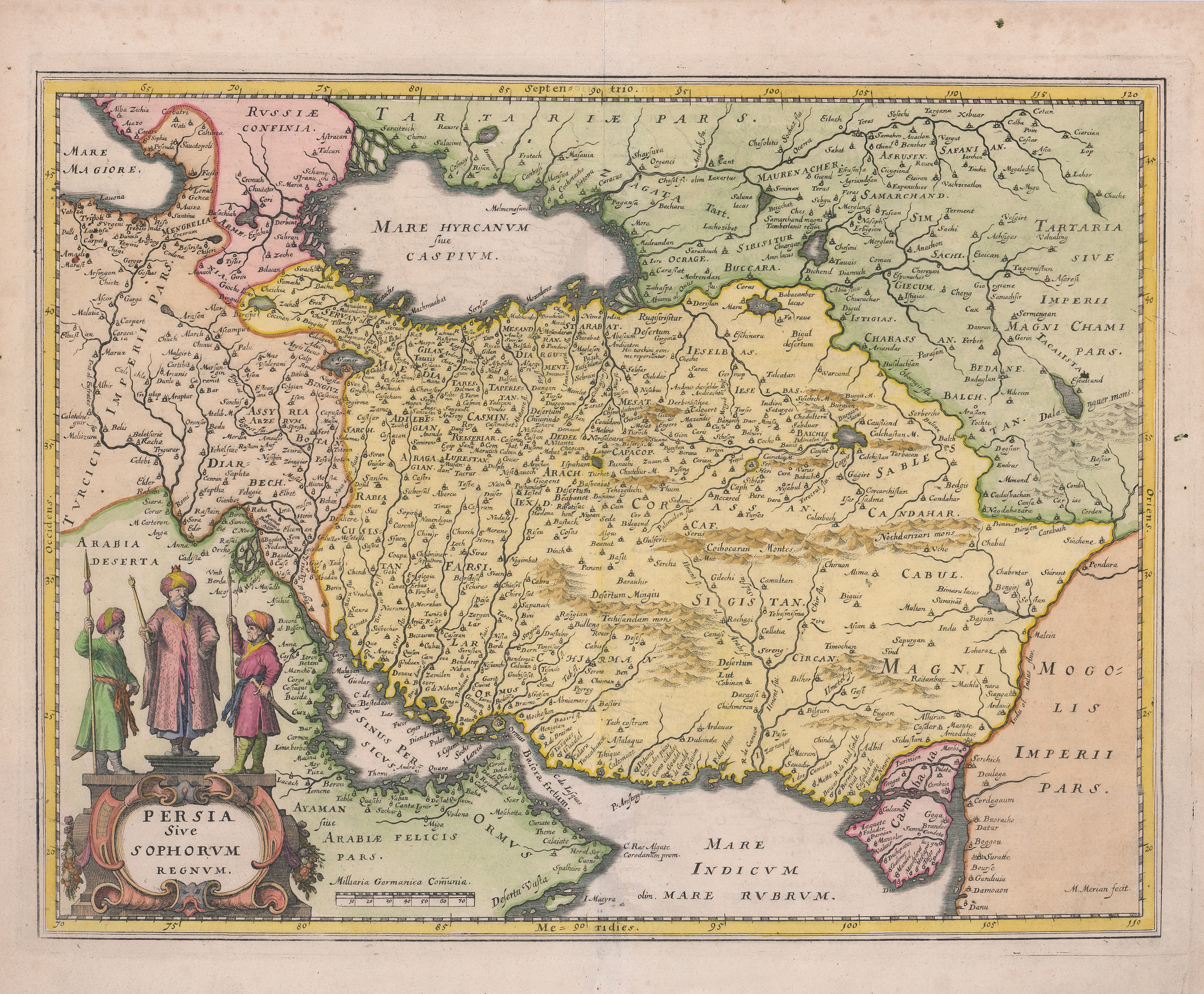
1638 خلیج فارس
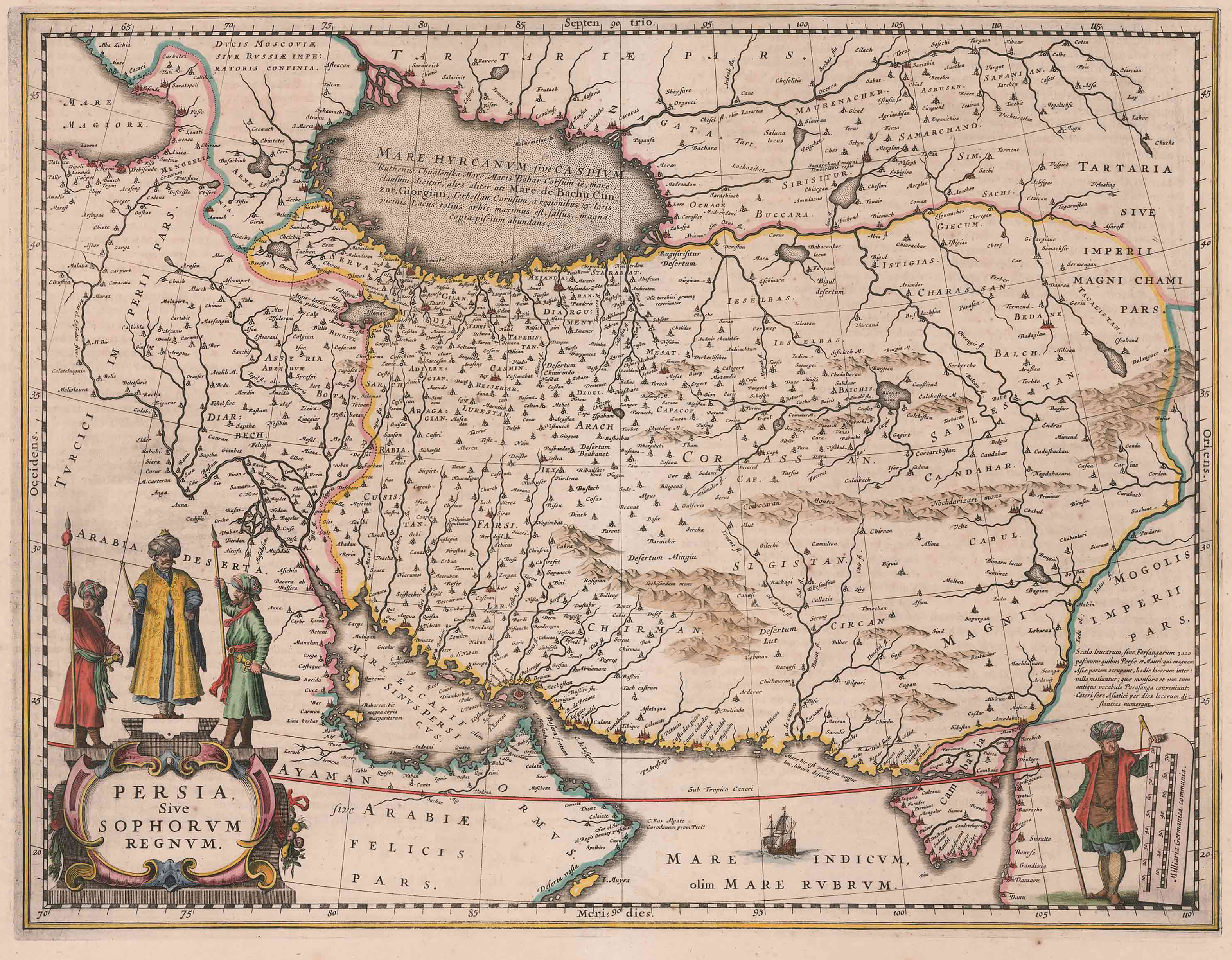
خلیج فارس ۱۶۴۰
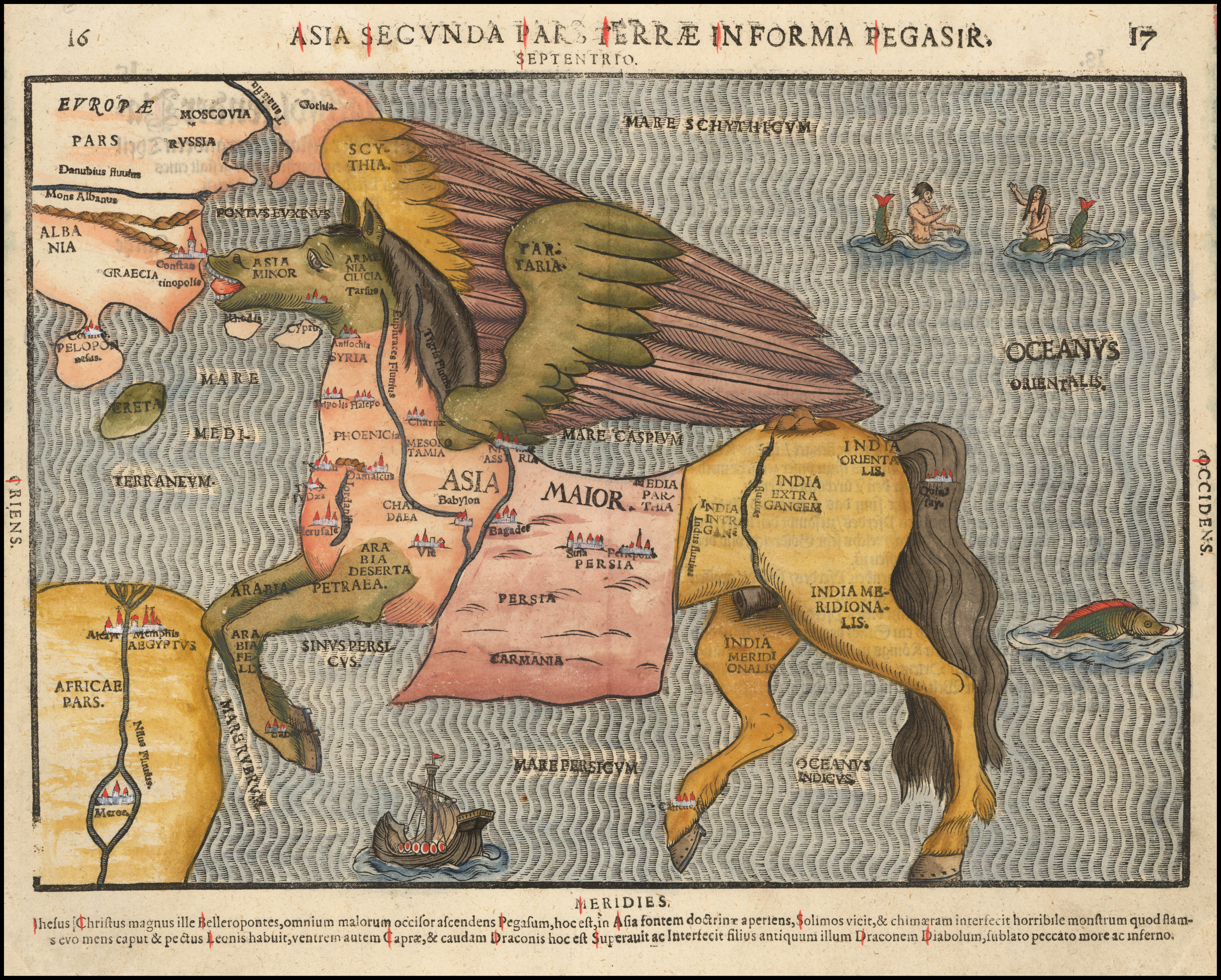
خلیج فارس ۱۵۸۱
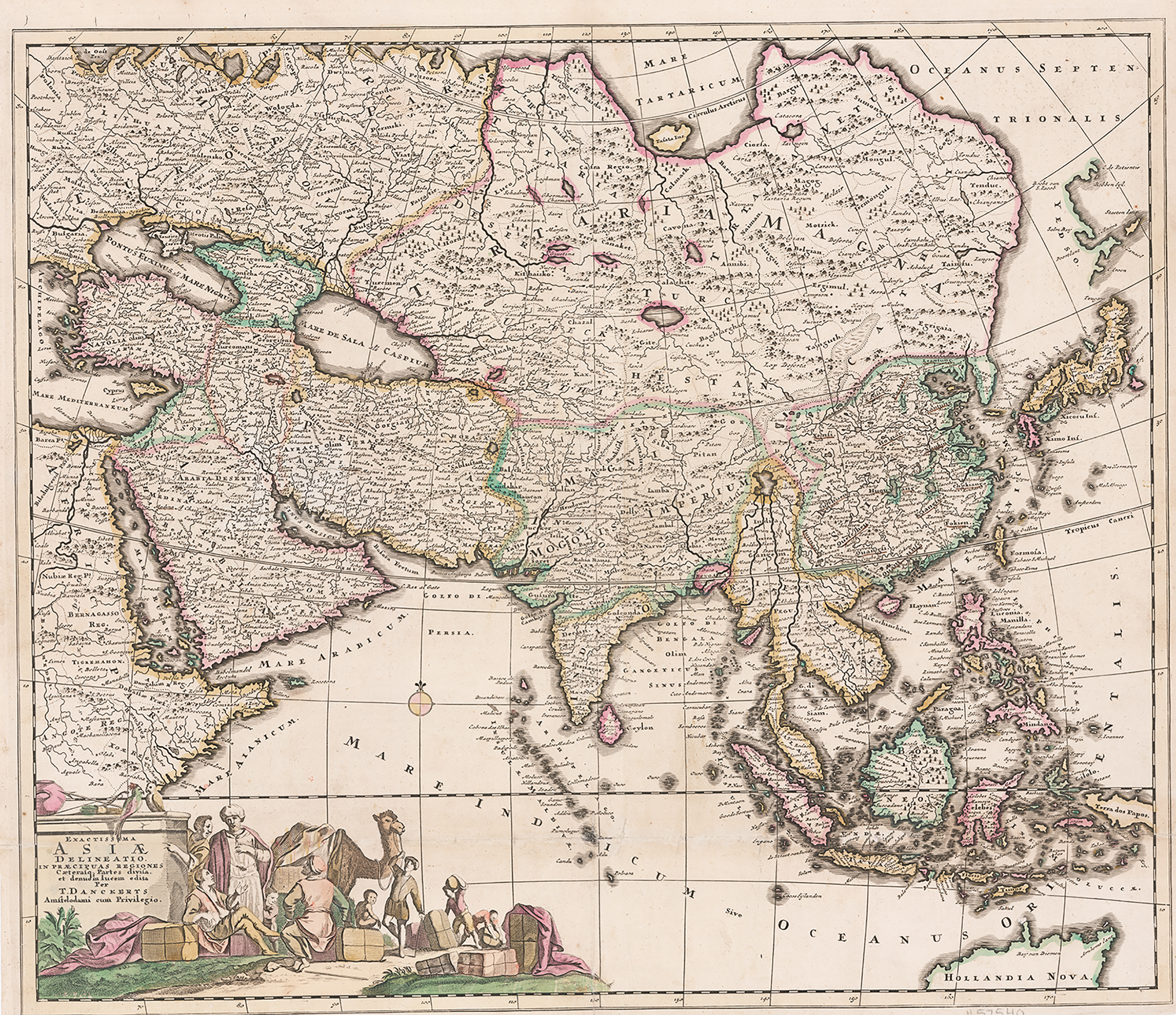
خلیج فارس ۱۶۸۵-۱۷۰۰)
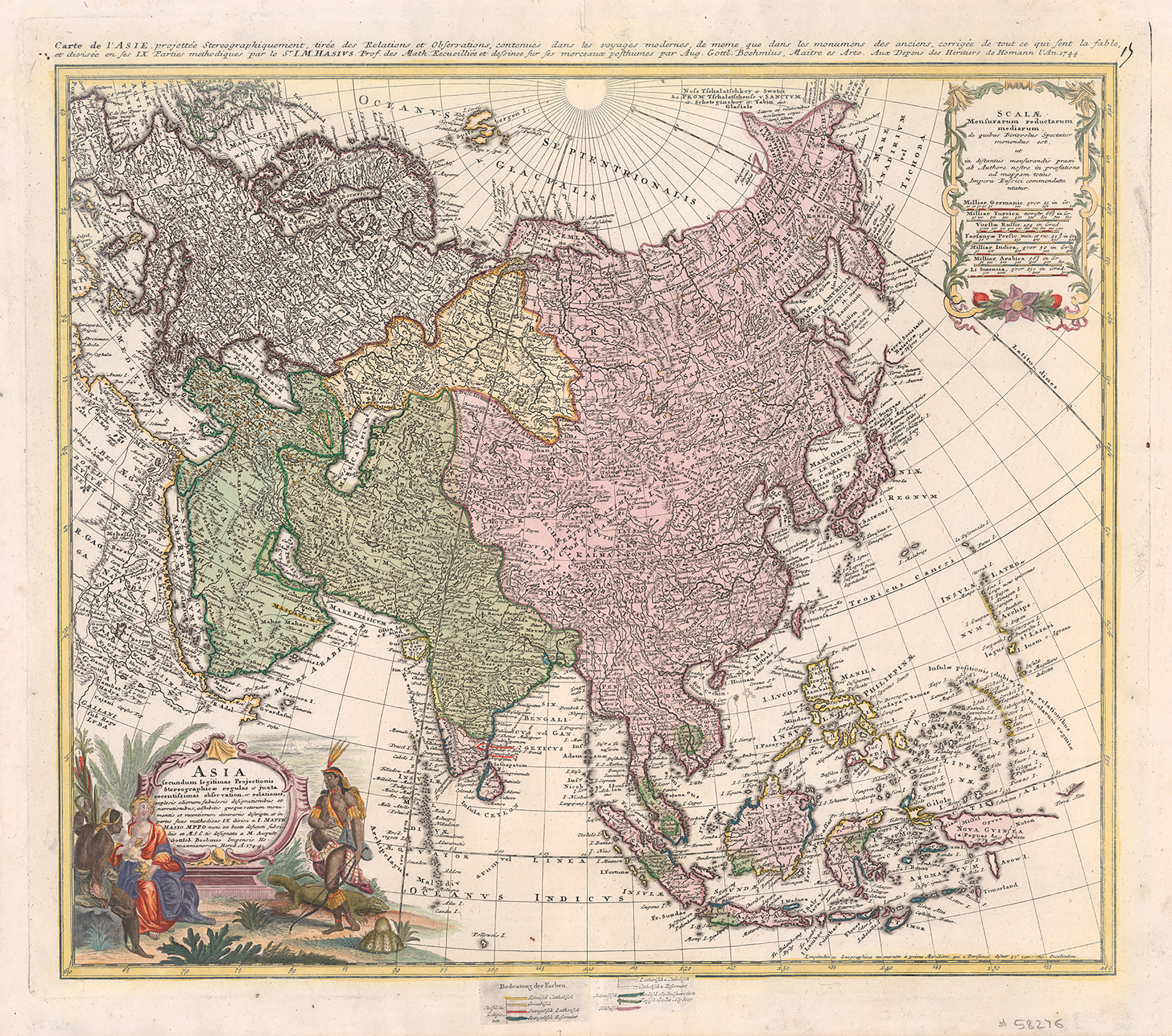
1744 نقشه مفصل خلیج فارس
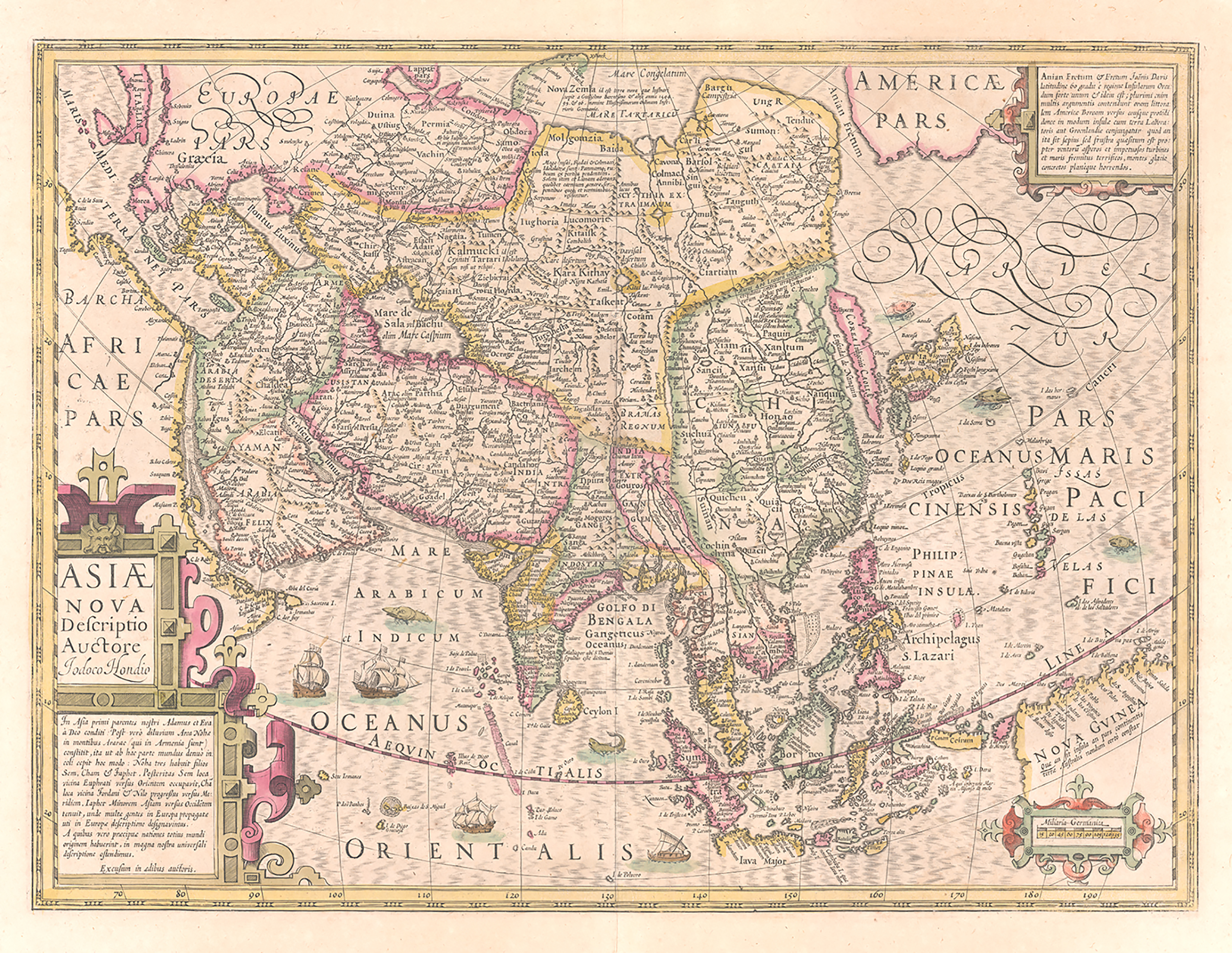
1620 خلیج فارس ۱۶۲۰
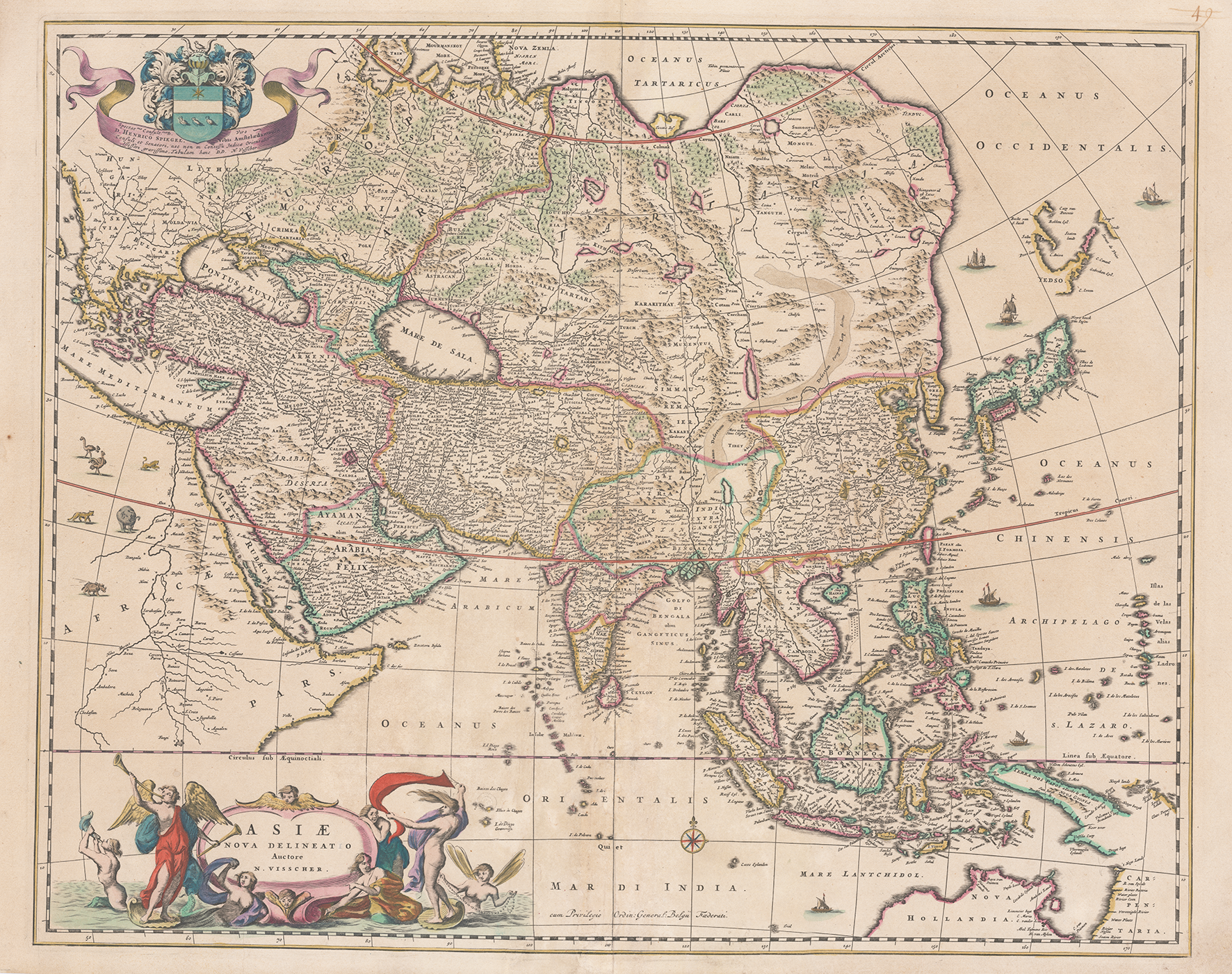
. خلیج فارس ۱۶۷۰.
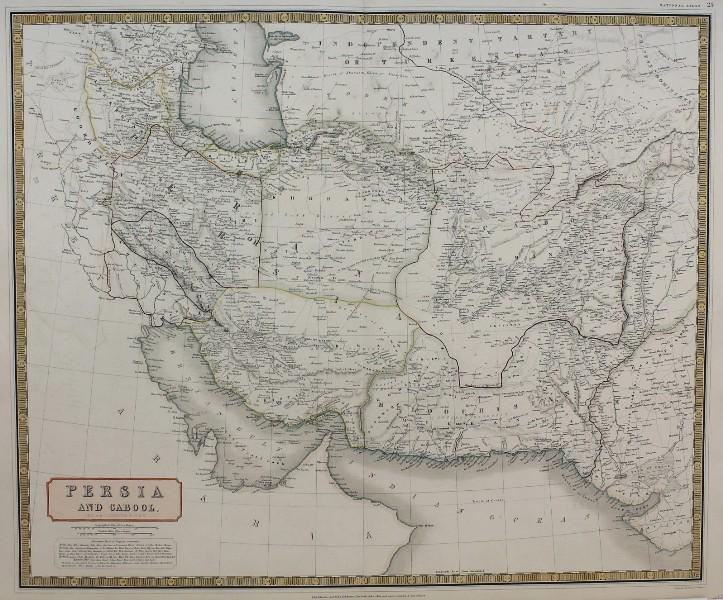
A.K. Johnston -1850-
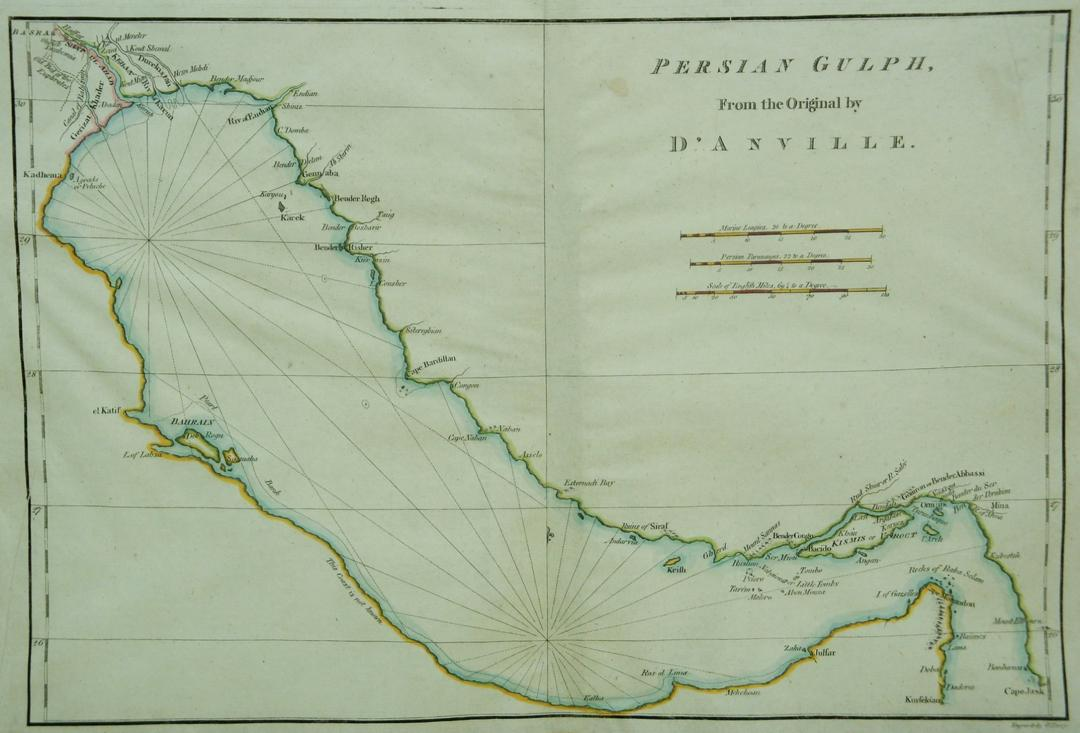
خلیج فارس- ۱۷۸۸
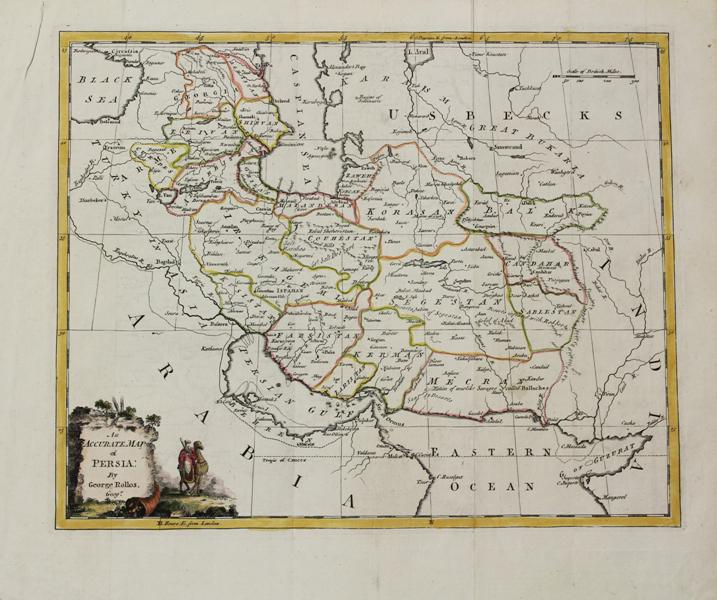
خلیج فارس ۱۷۷۰
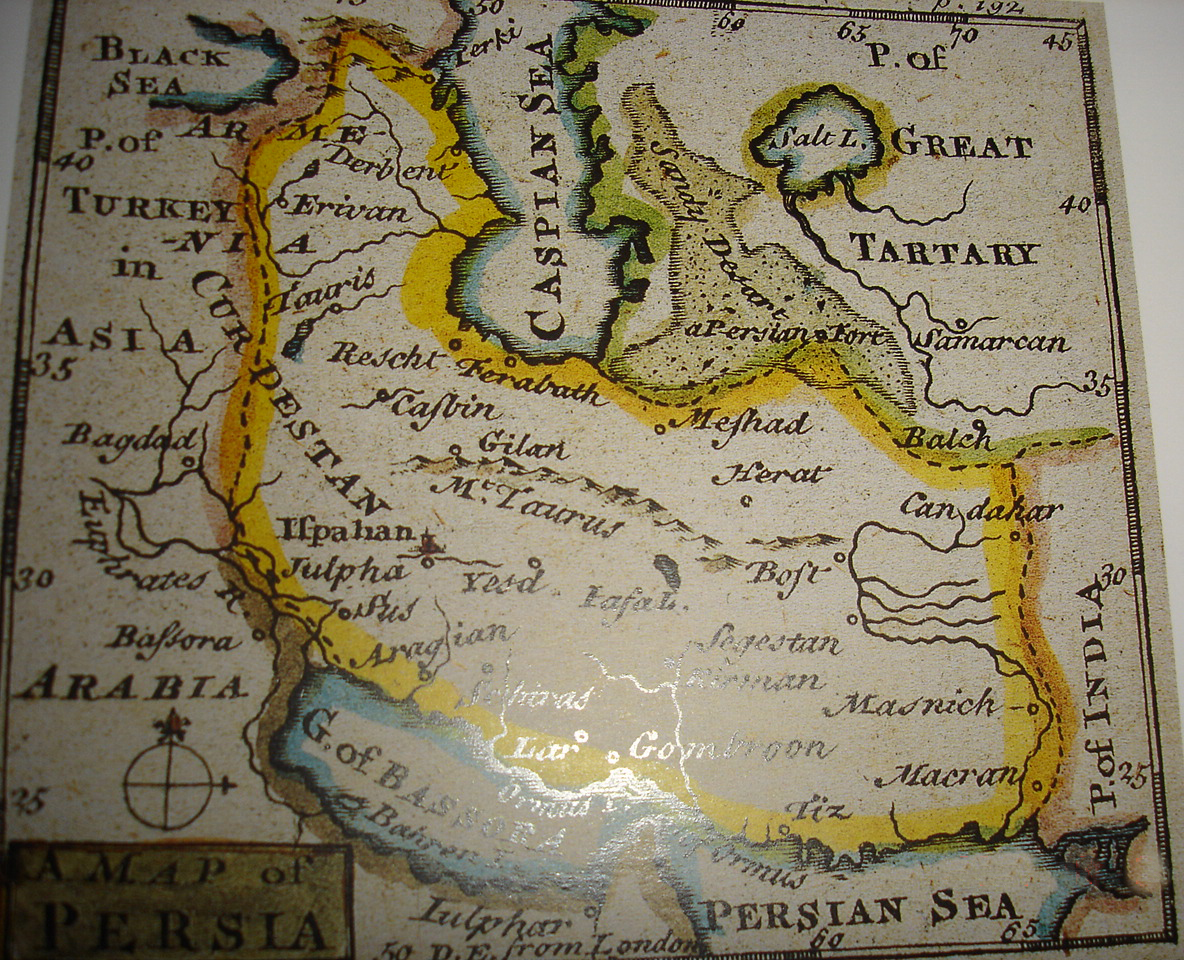
Iran
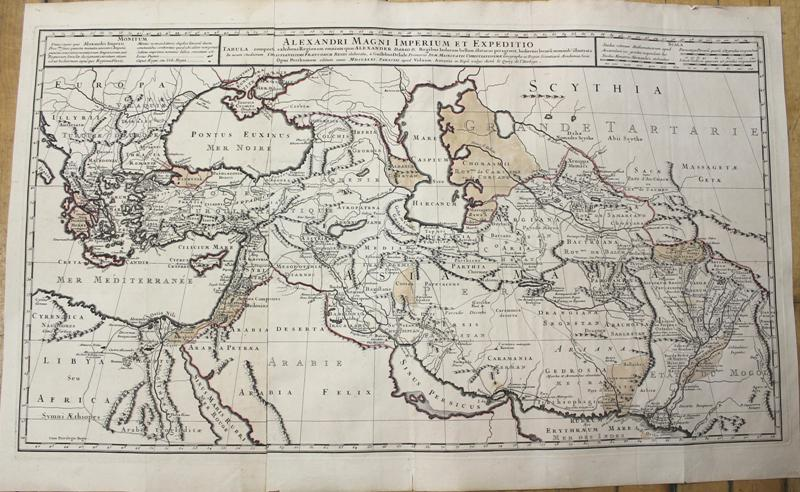
خلیج فارس۱۷۳۱
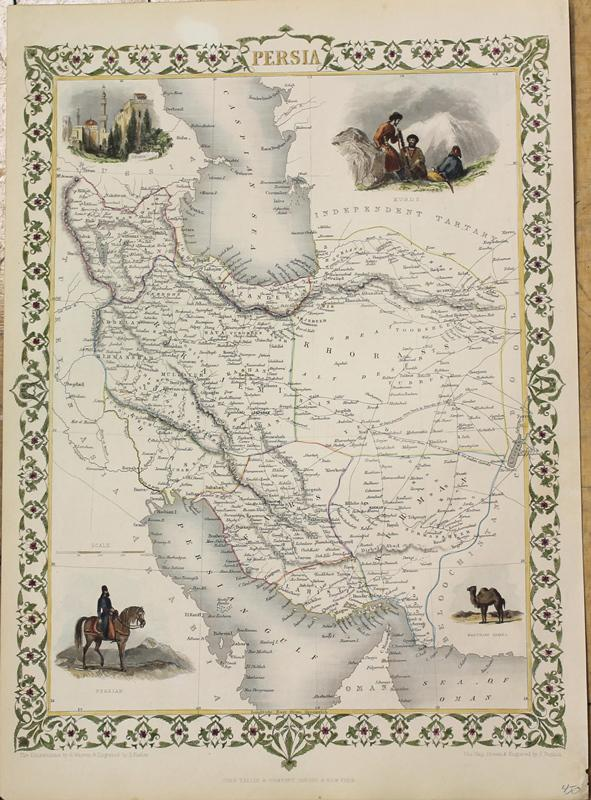
J. Rapkin, خلیج فارس-۱۸۵۱
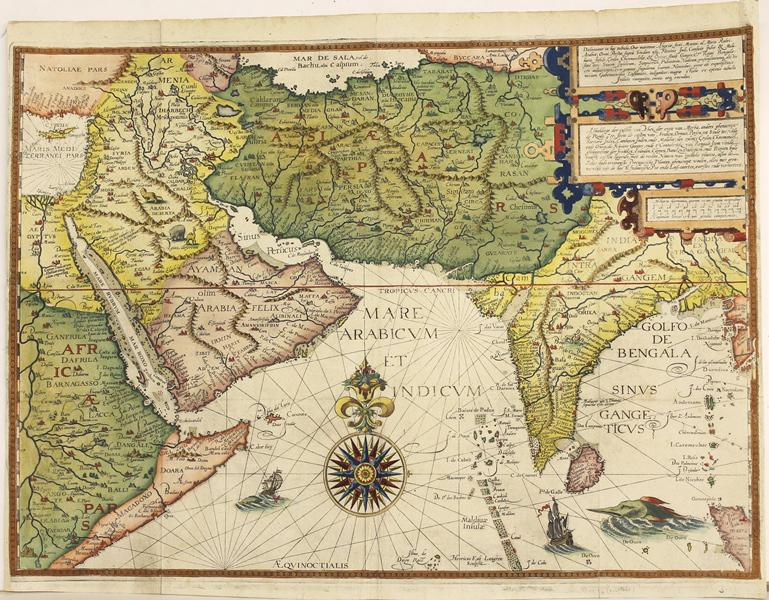
1596- خلیج فارس
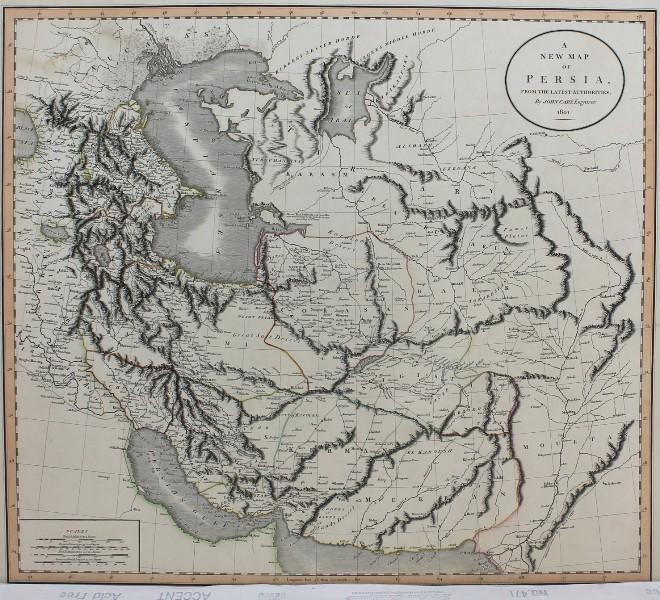
خلیج فارس -1801.jpg
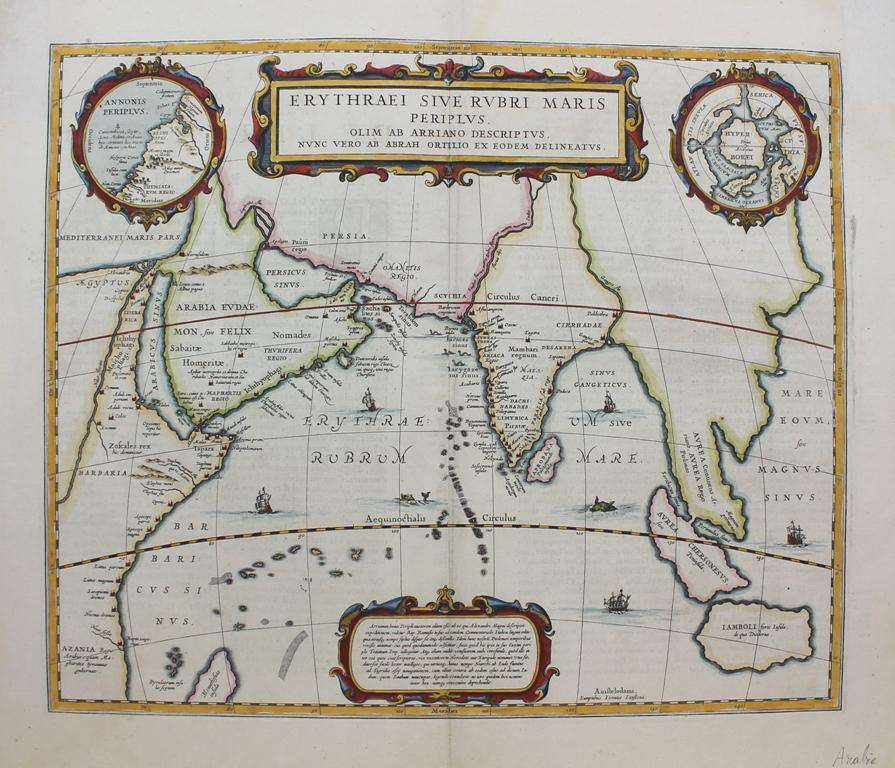
خلیج فارس۱۶۴۰
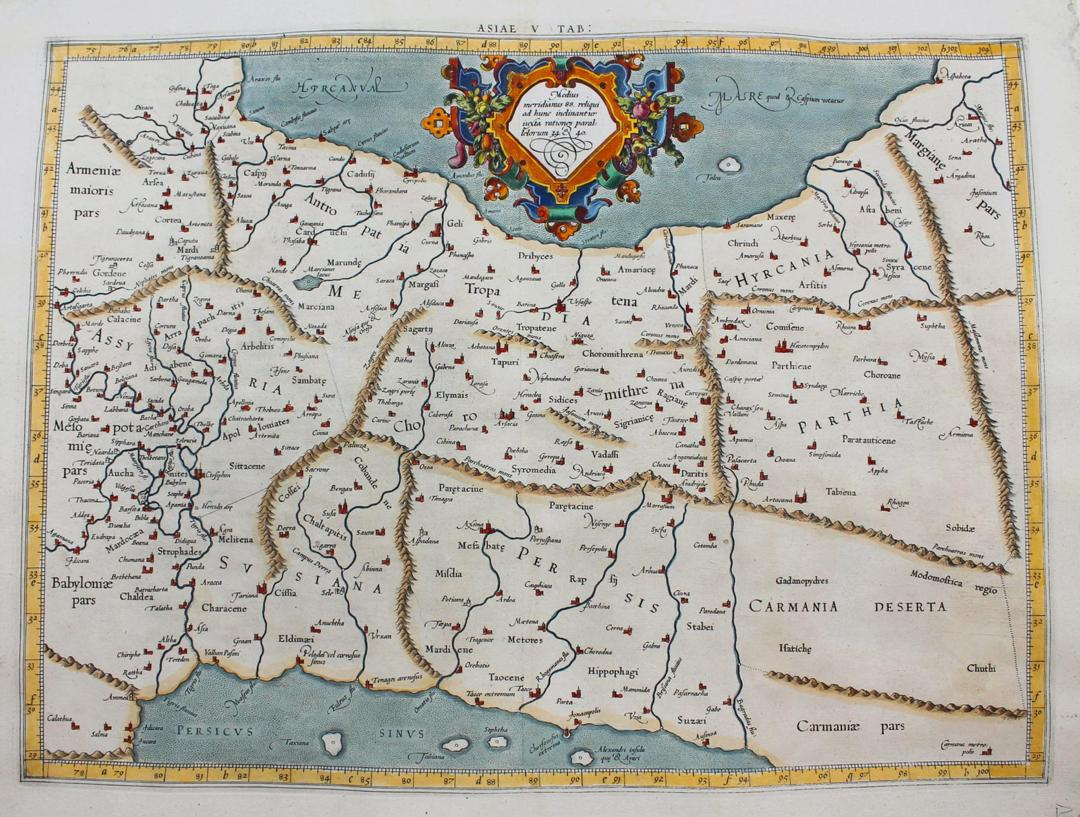
خلیج فارس،  ۱۵۷۸
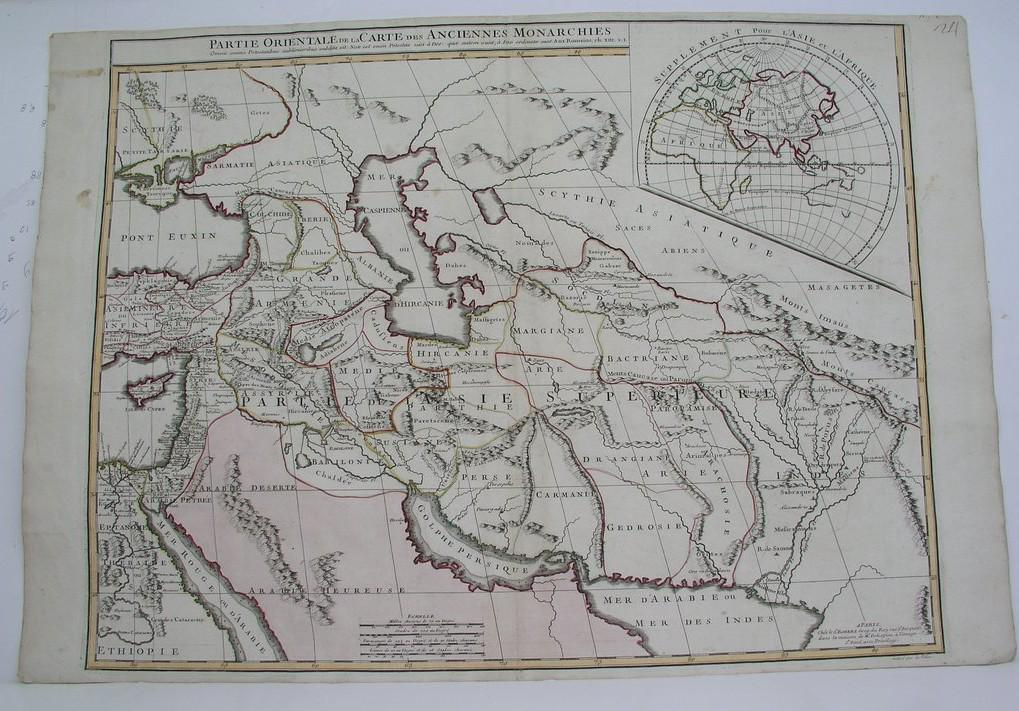
Robert- 1760- Paris.jpg
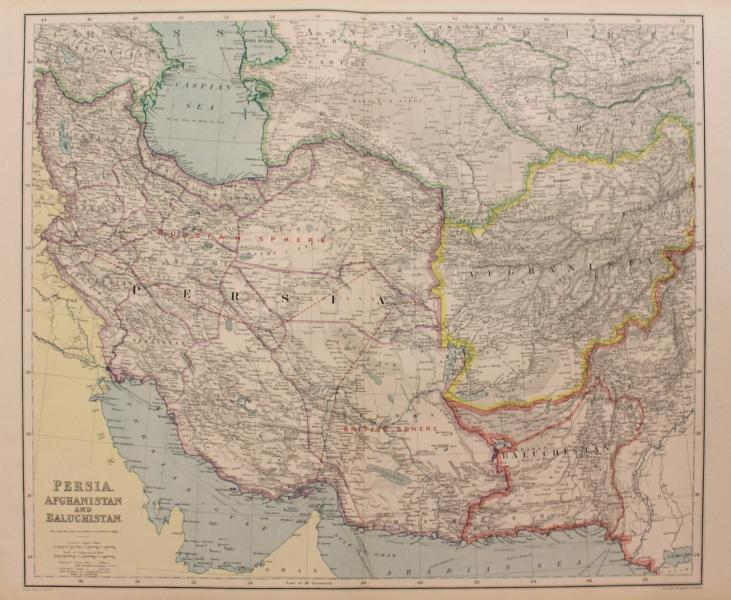
خلیج فارس۱۸۹۰
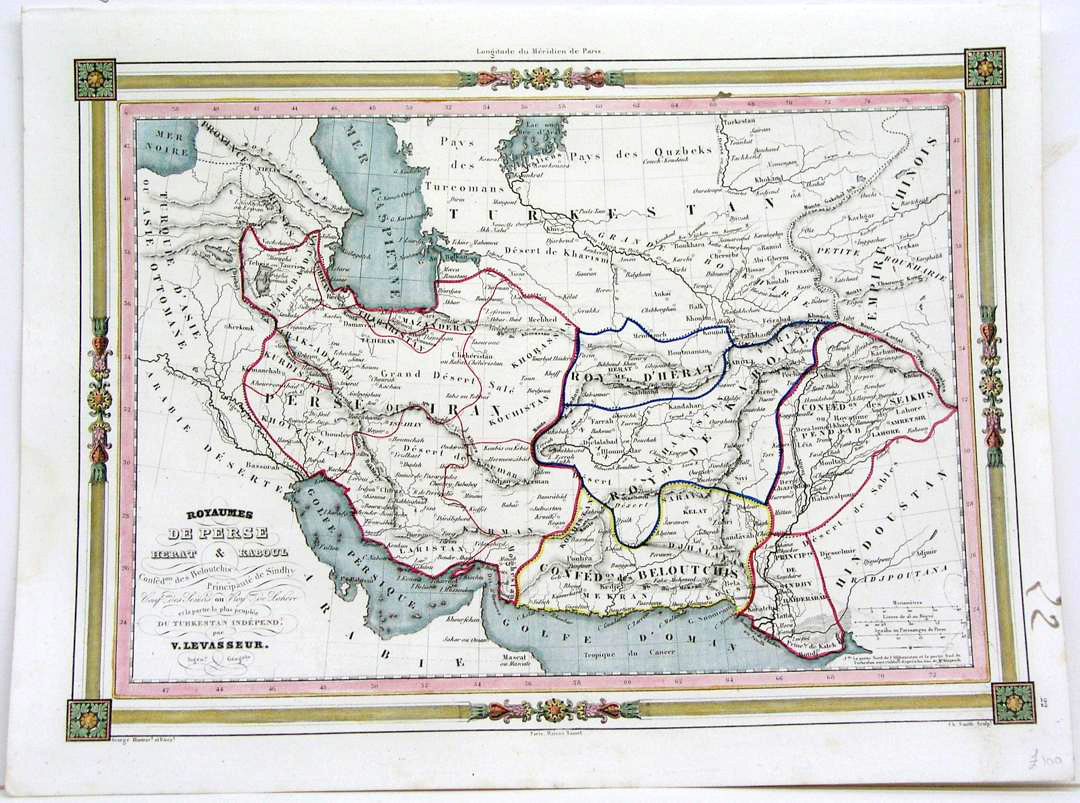
خلیج فارس- 1838.jpg
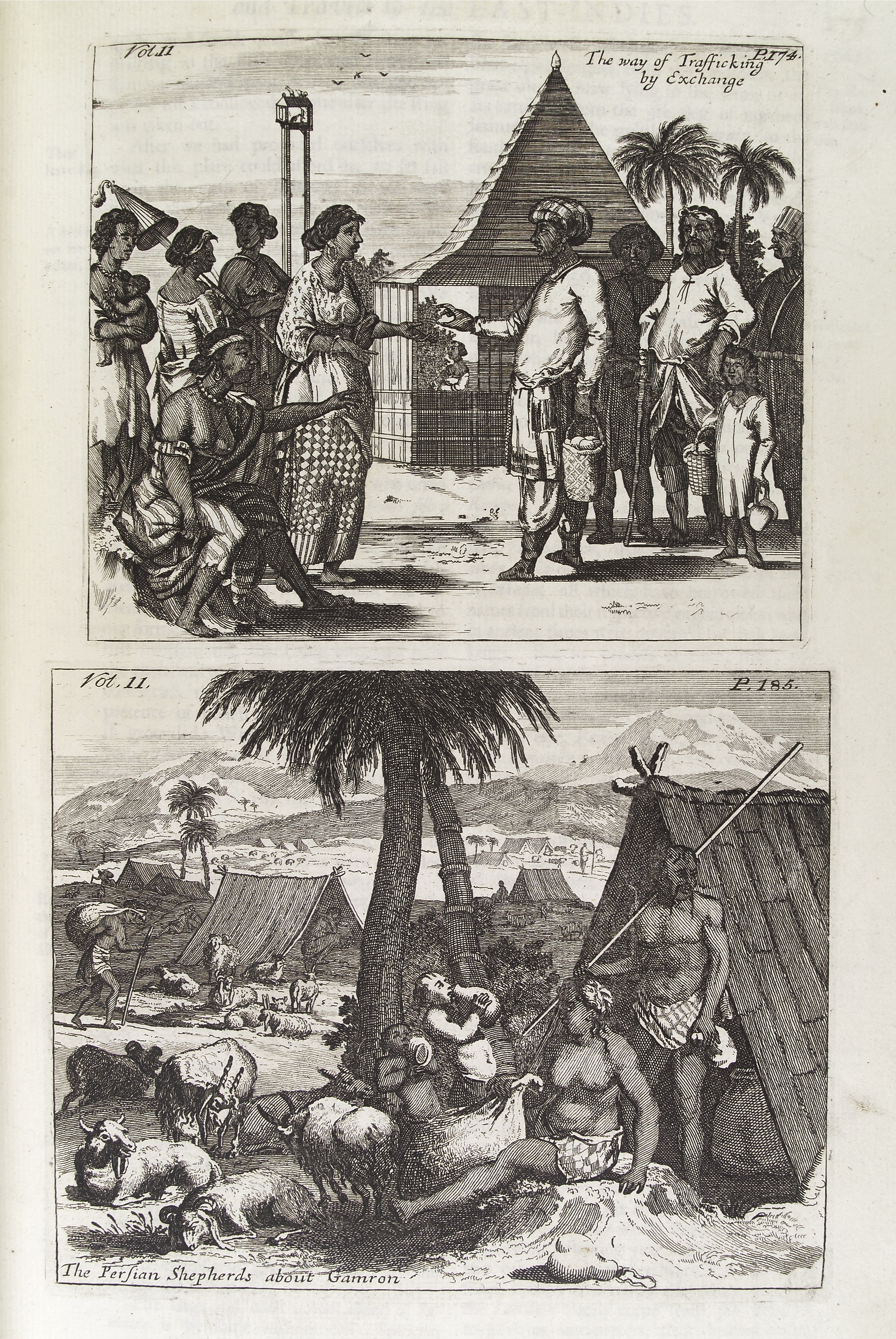
سوداگران دریای پارس
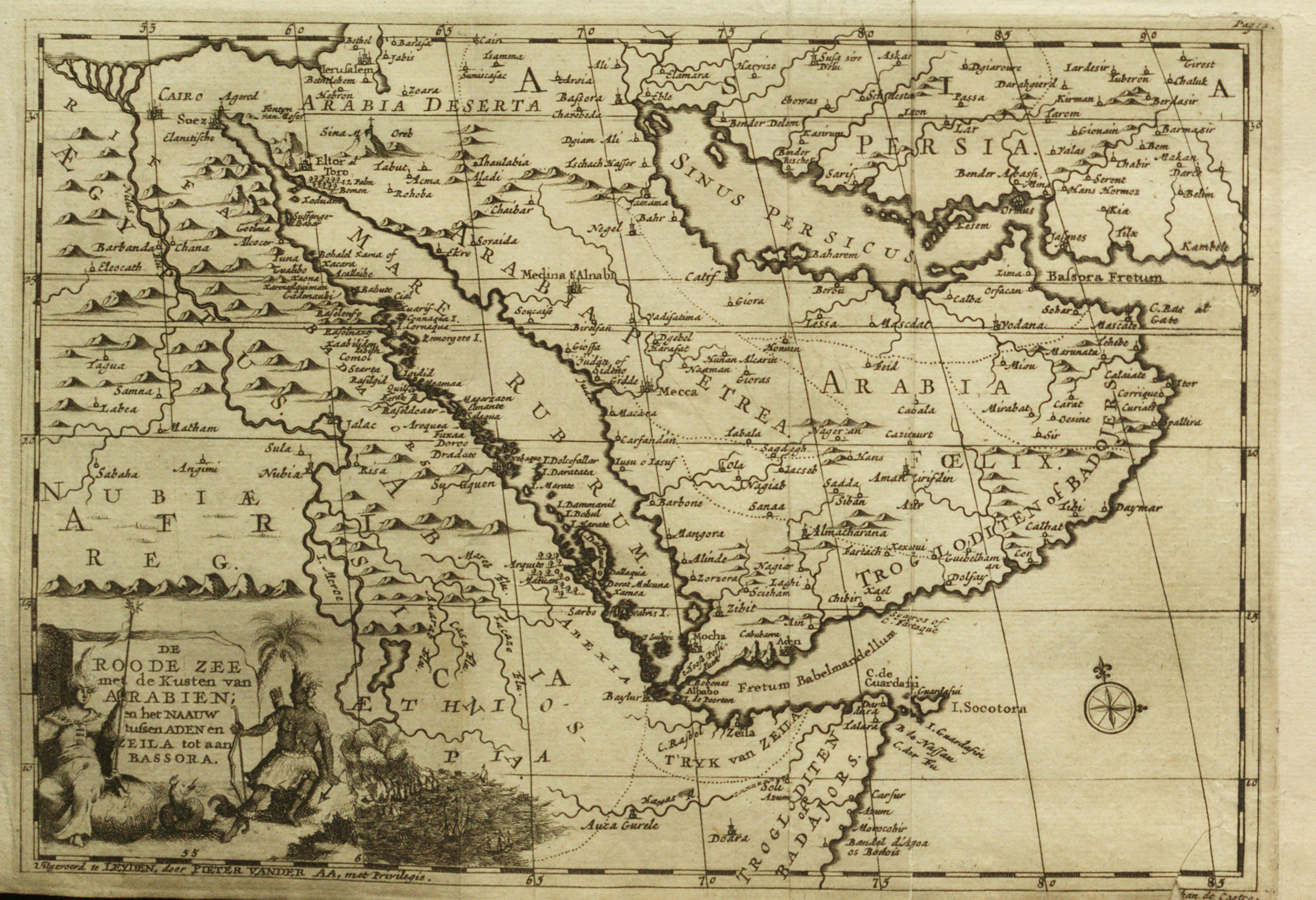
خلیج فارس
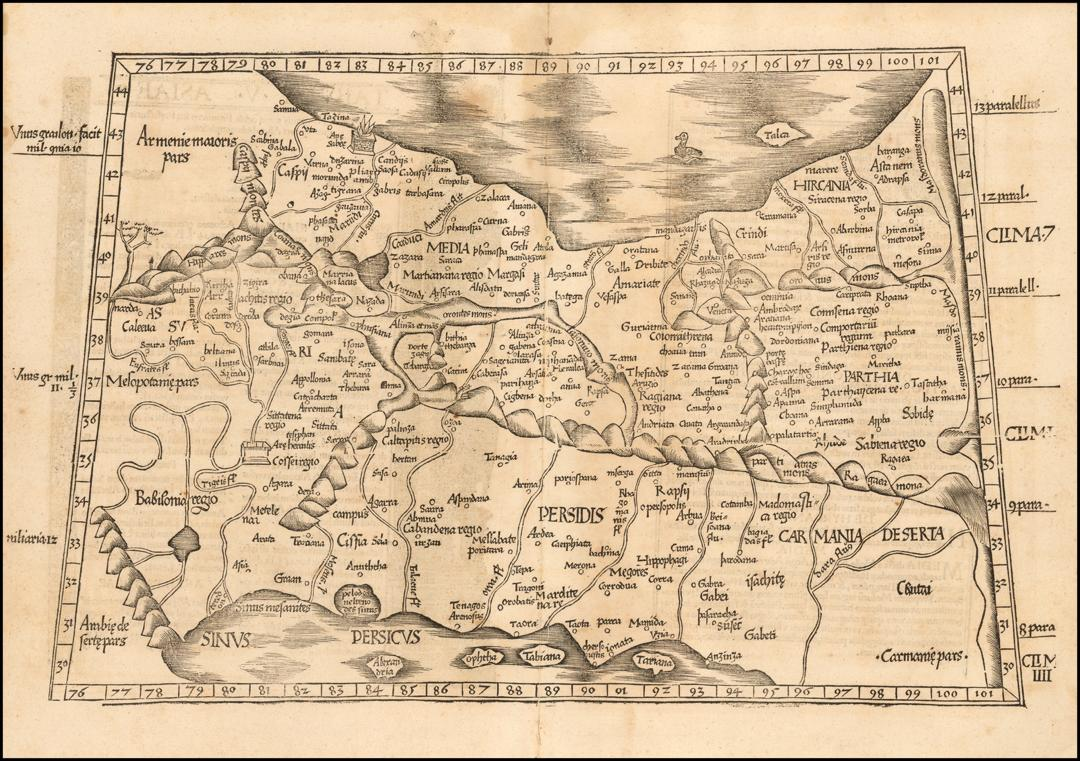
خلیج فارس ۱۵۲۵
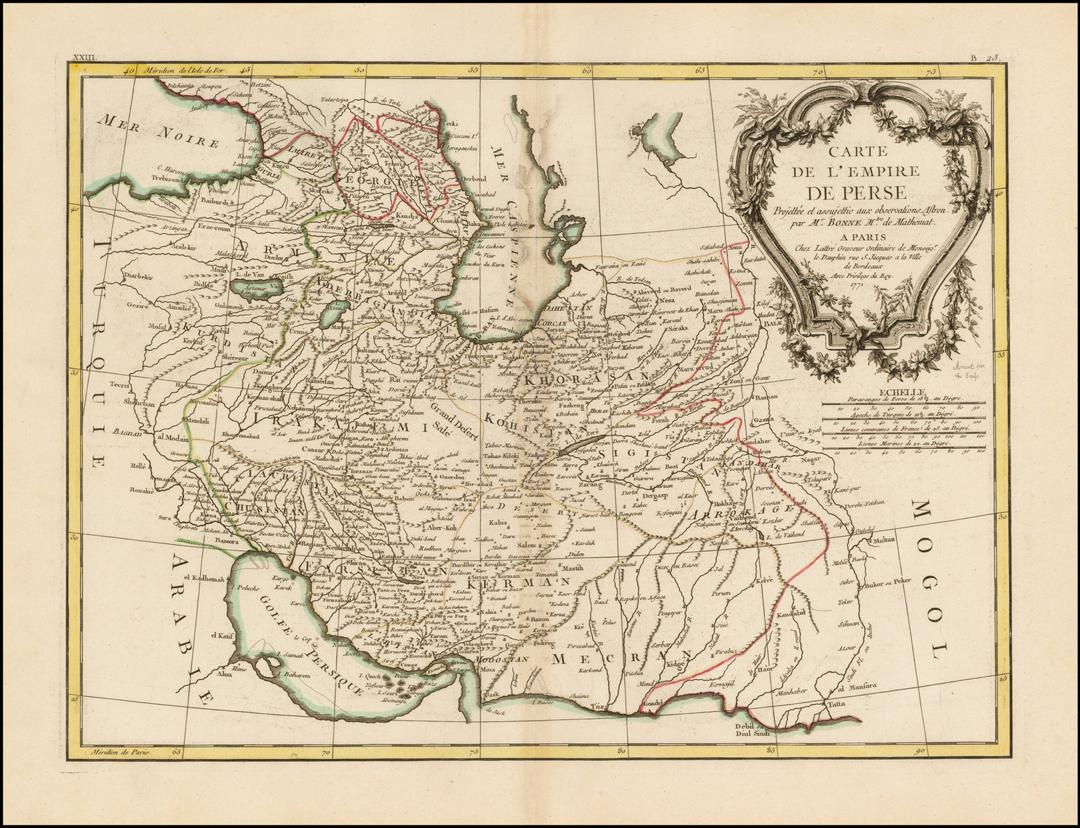
Rigobert Bonne- 1771 خلیج فارس
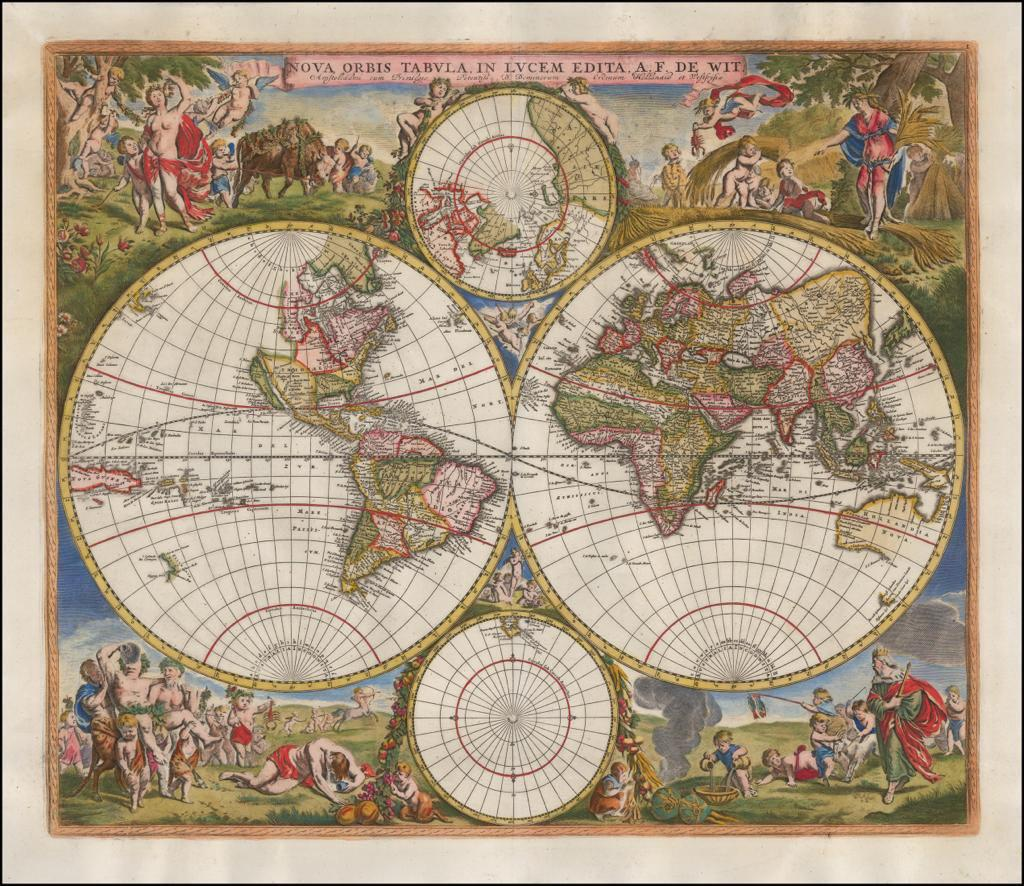
خلیج فارس ۱۶۸۰
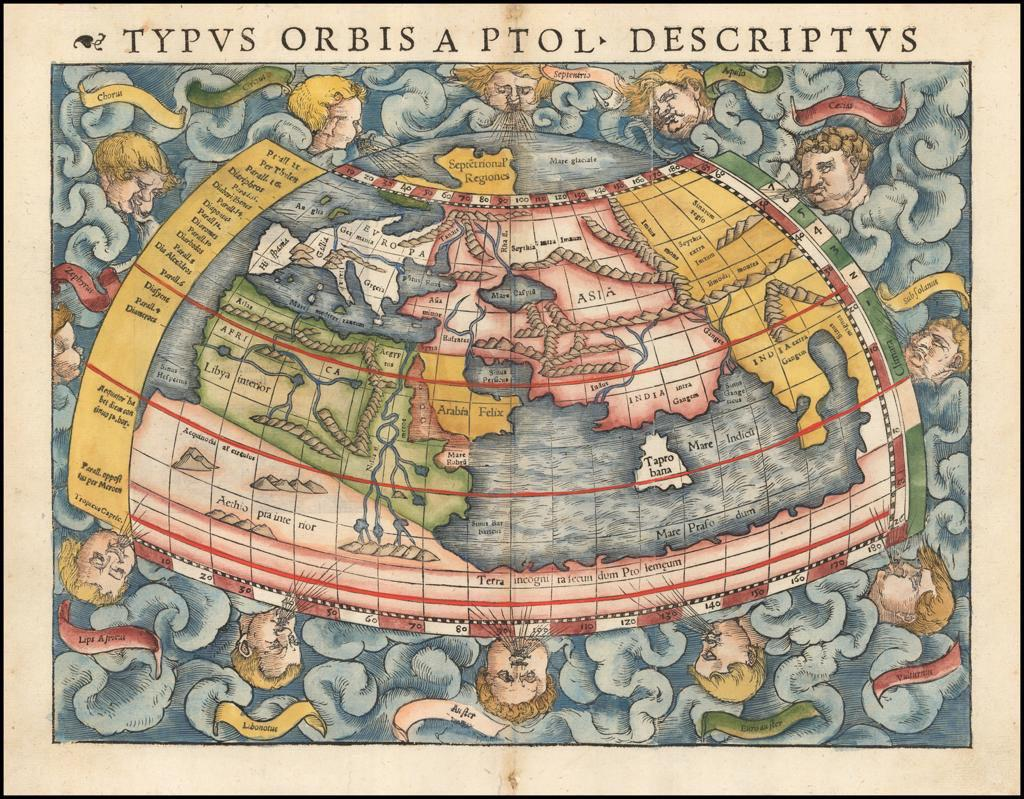
خلیج فارس ۱۵۴۲
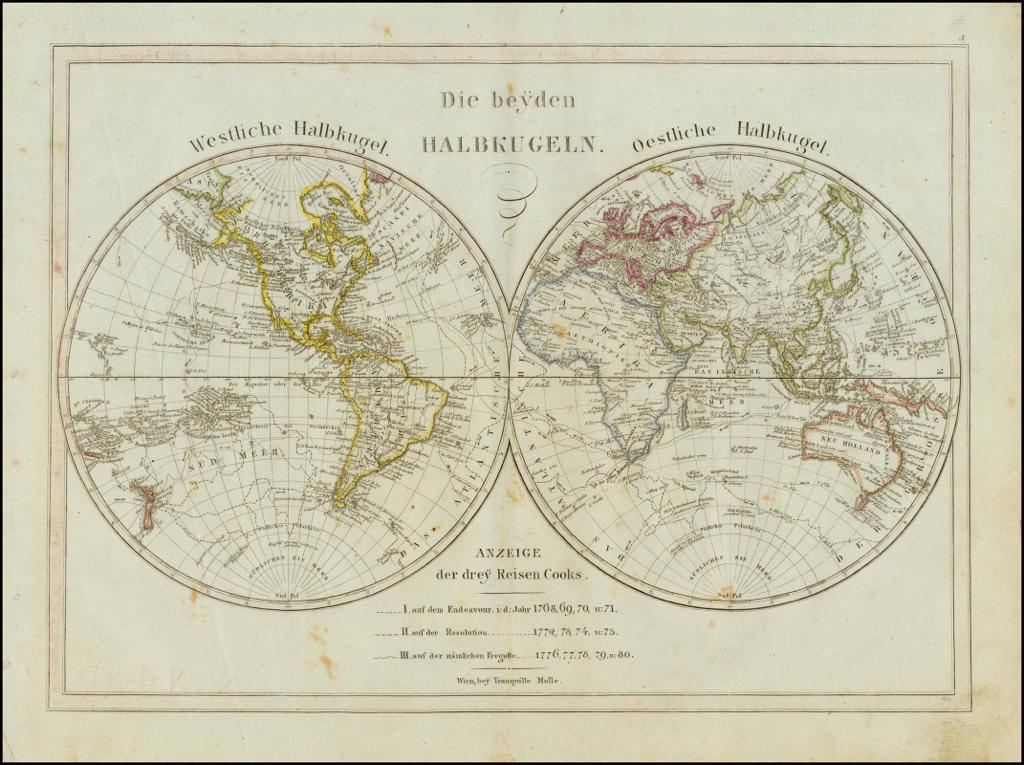
خلیج فارس۱۷۹۰
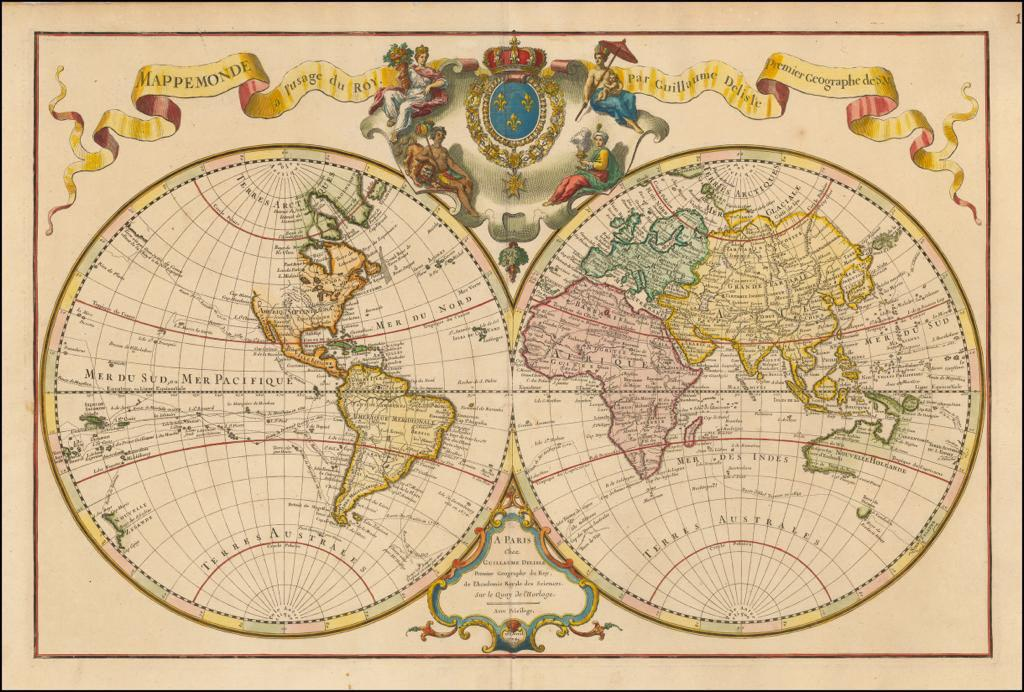
خلیج فارس۱۷۲۰
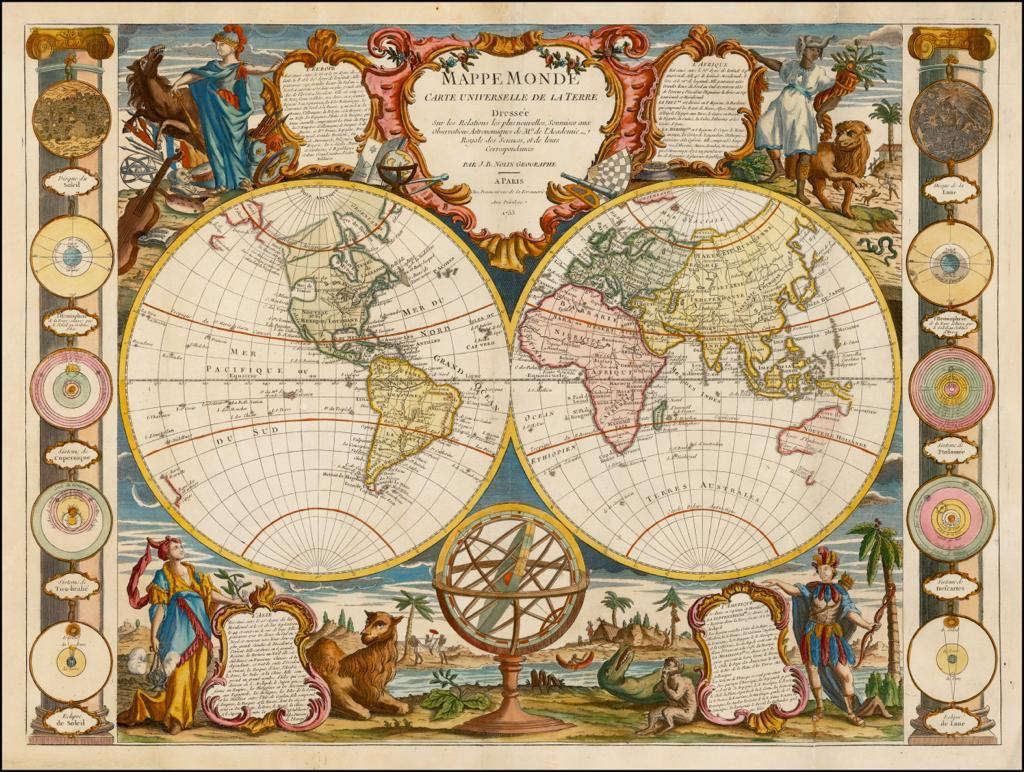
-1755
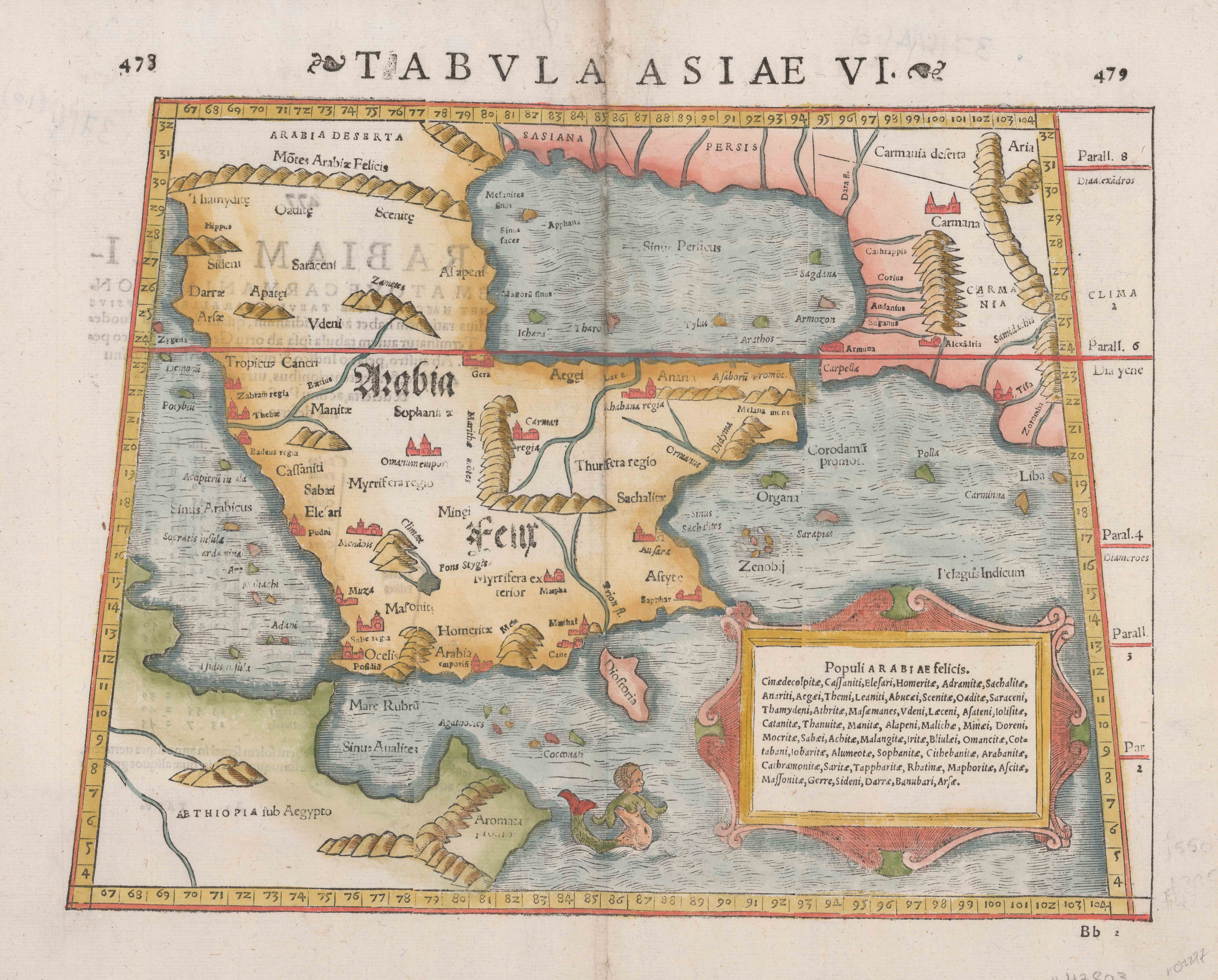
خلیج فارس ۲۷۰۰
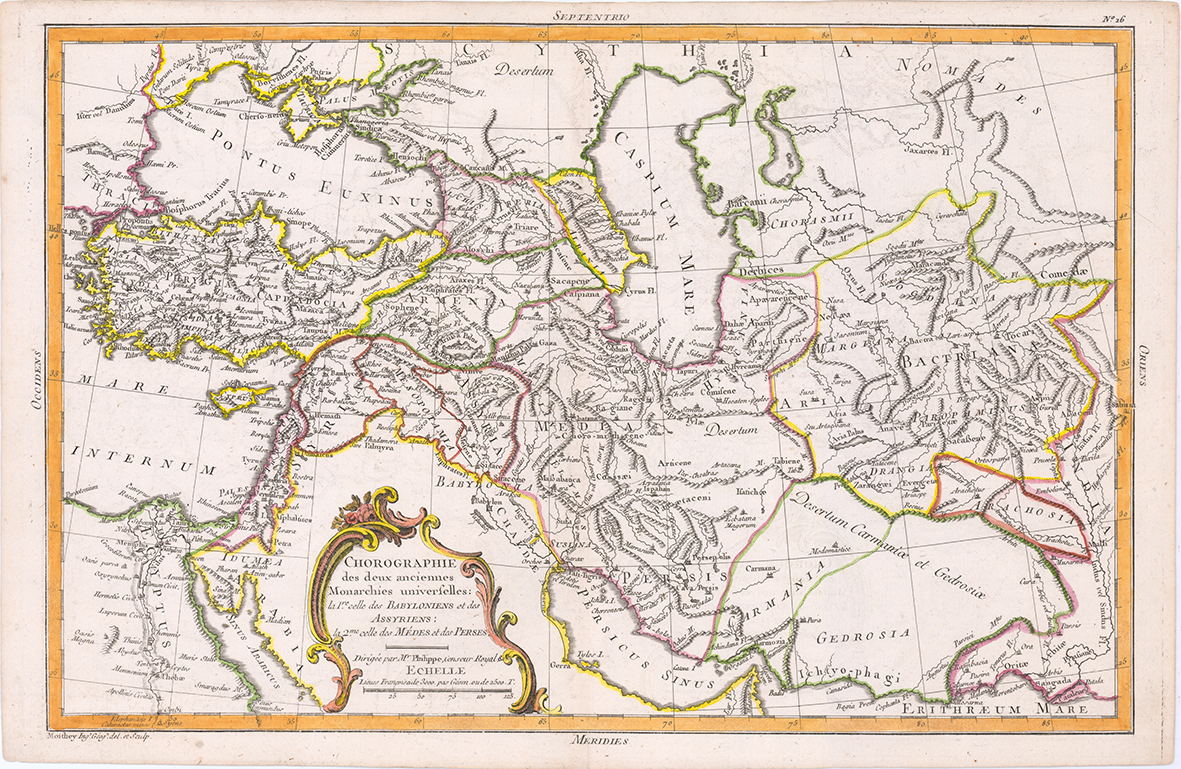
خلیج فارس ۱۷۸۷
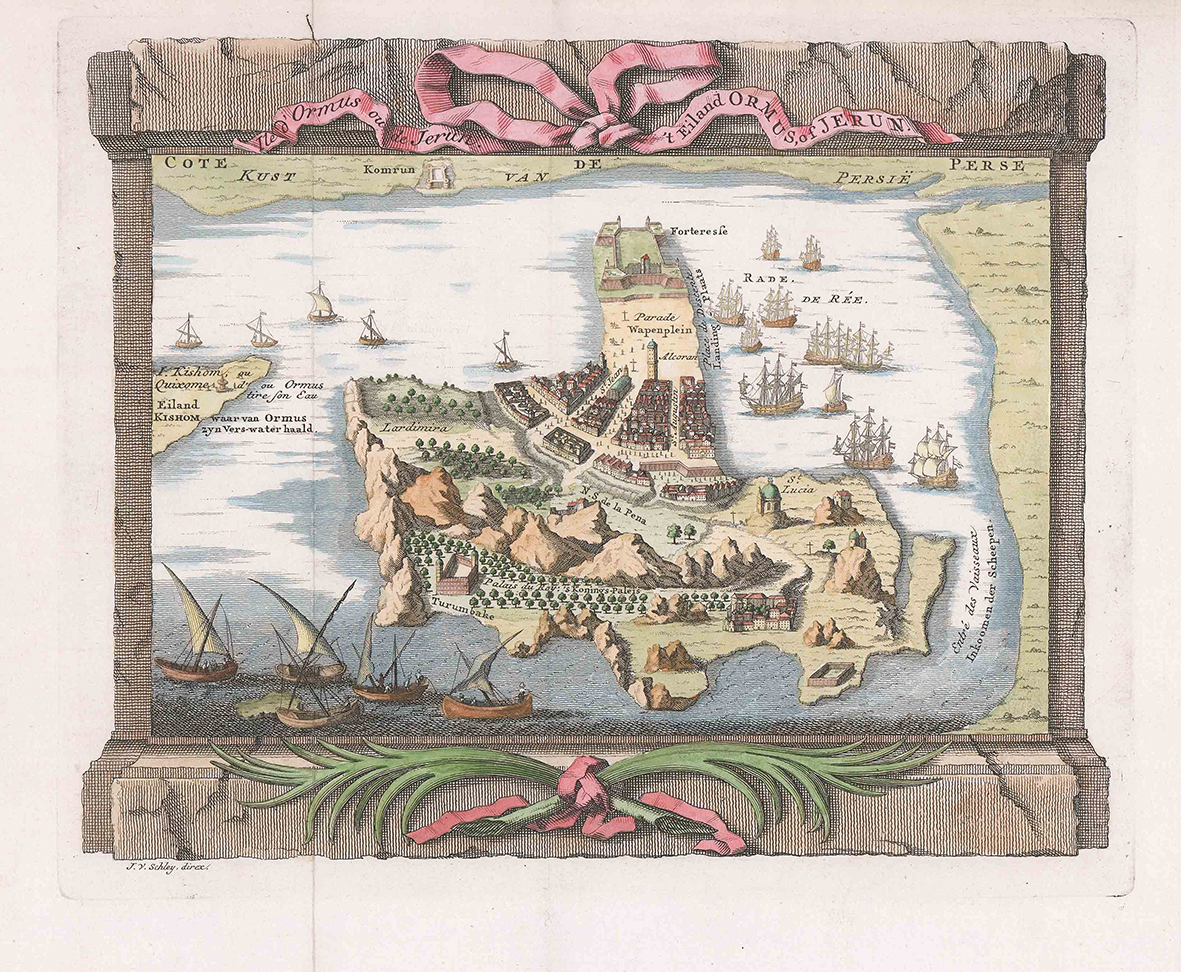
خلیج فارس ۱۷۵۶
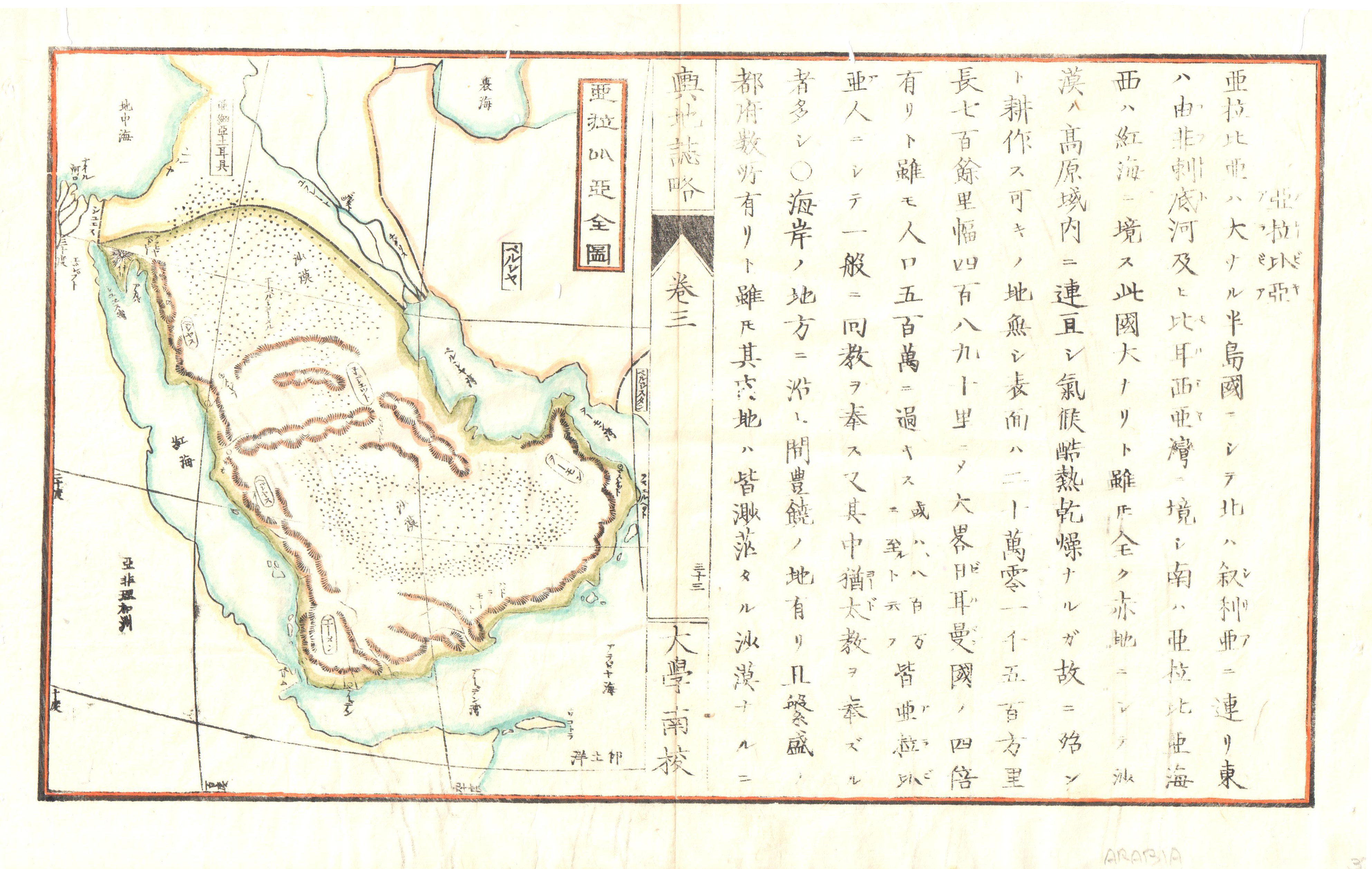
خلیج فارس -۱۸۷۴
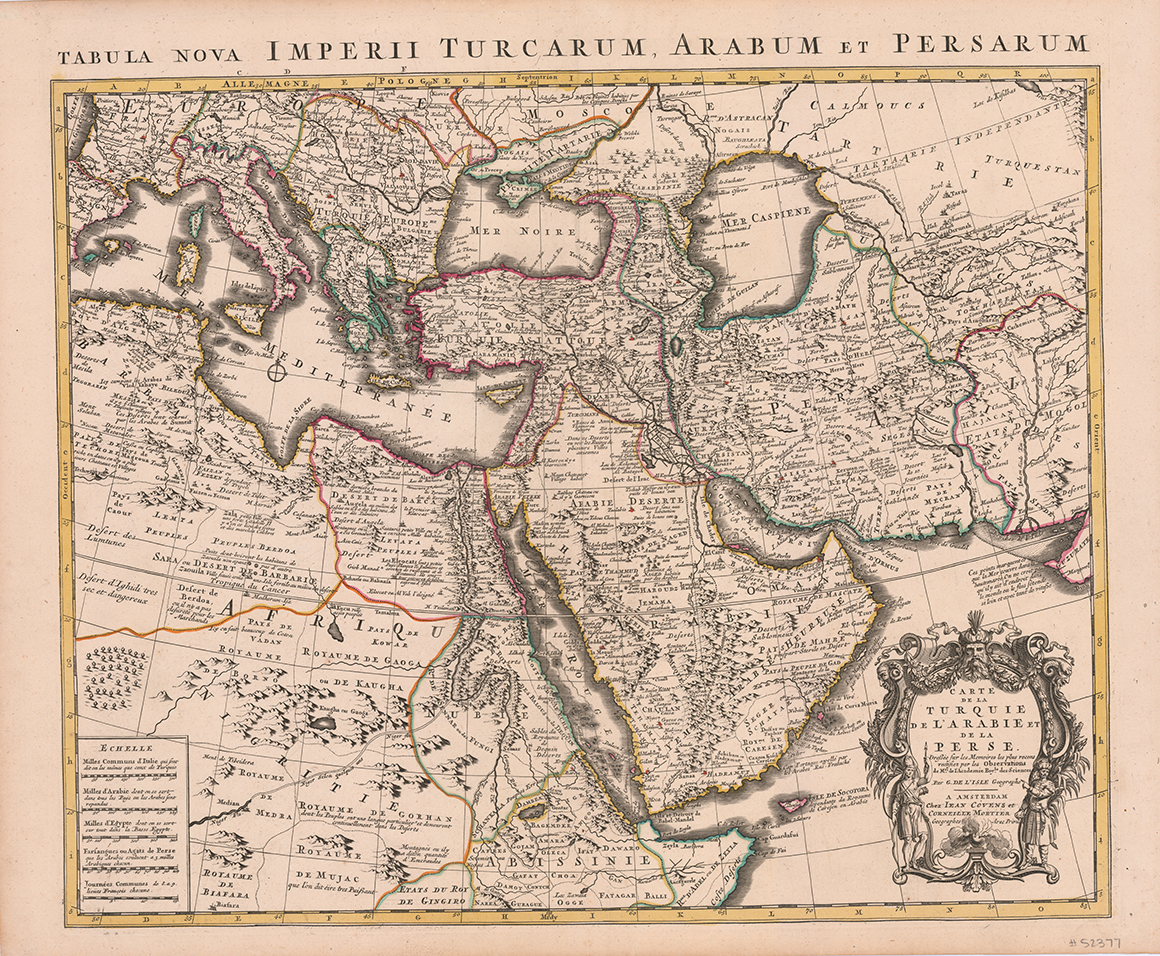
-۱۷۲۰
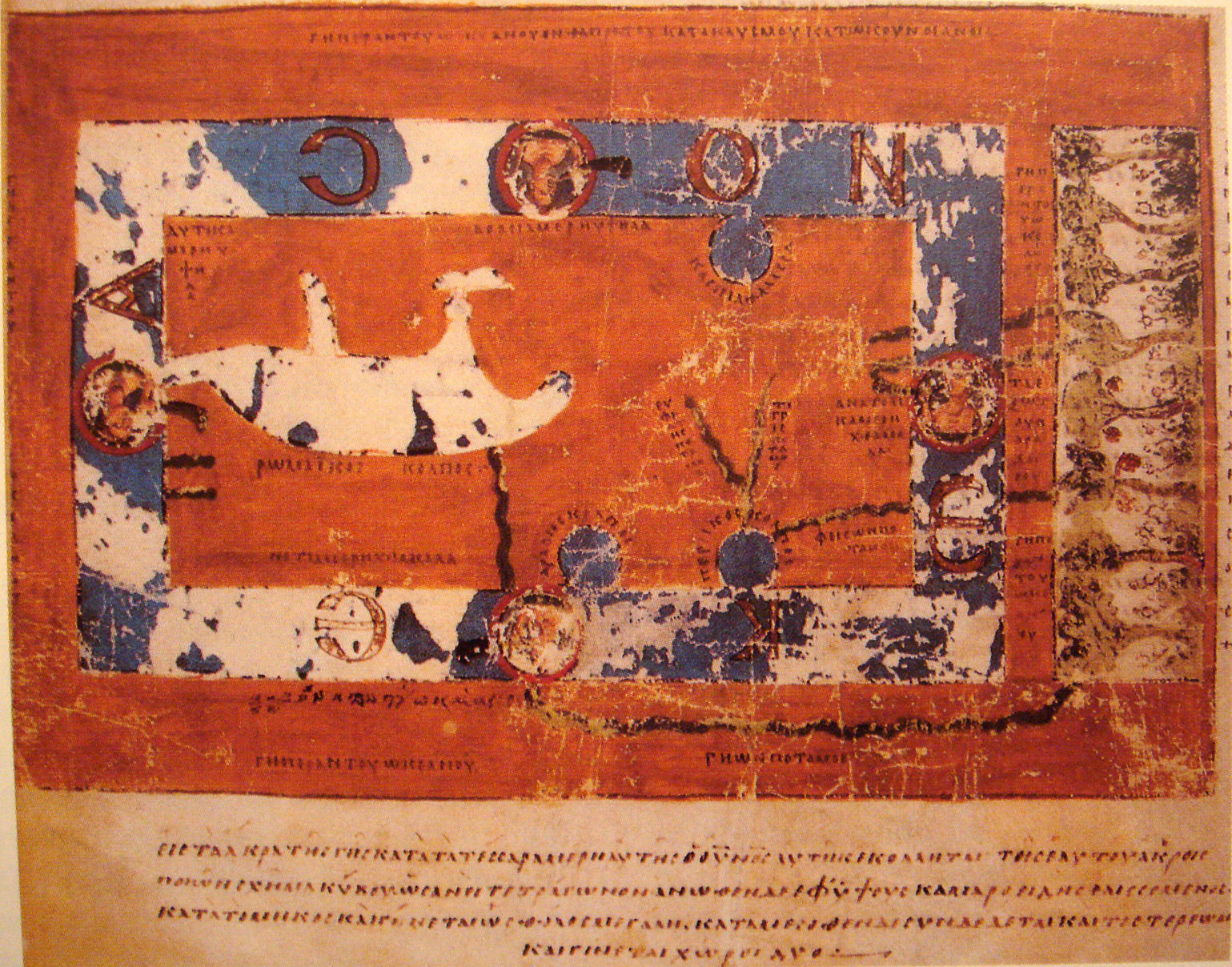
نقشه جهان کوسماس
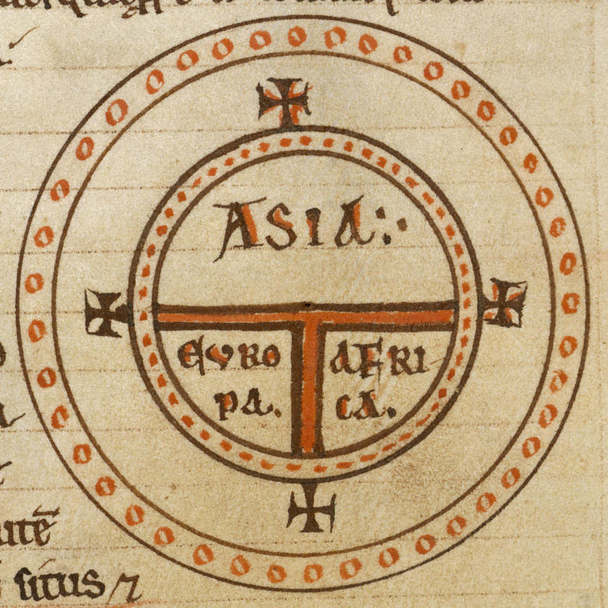
Etymologiae
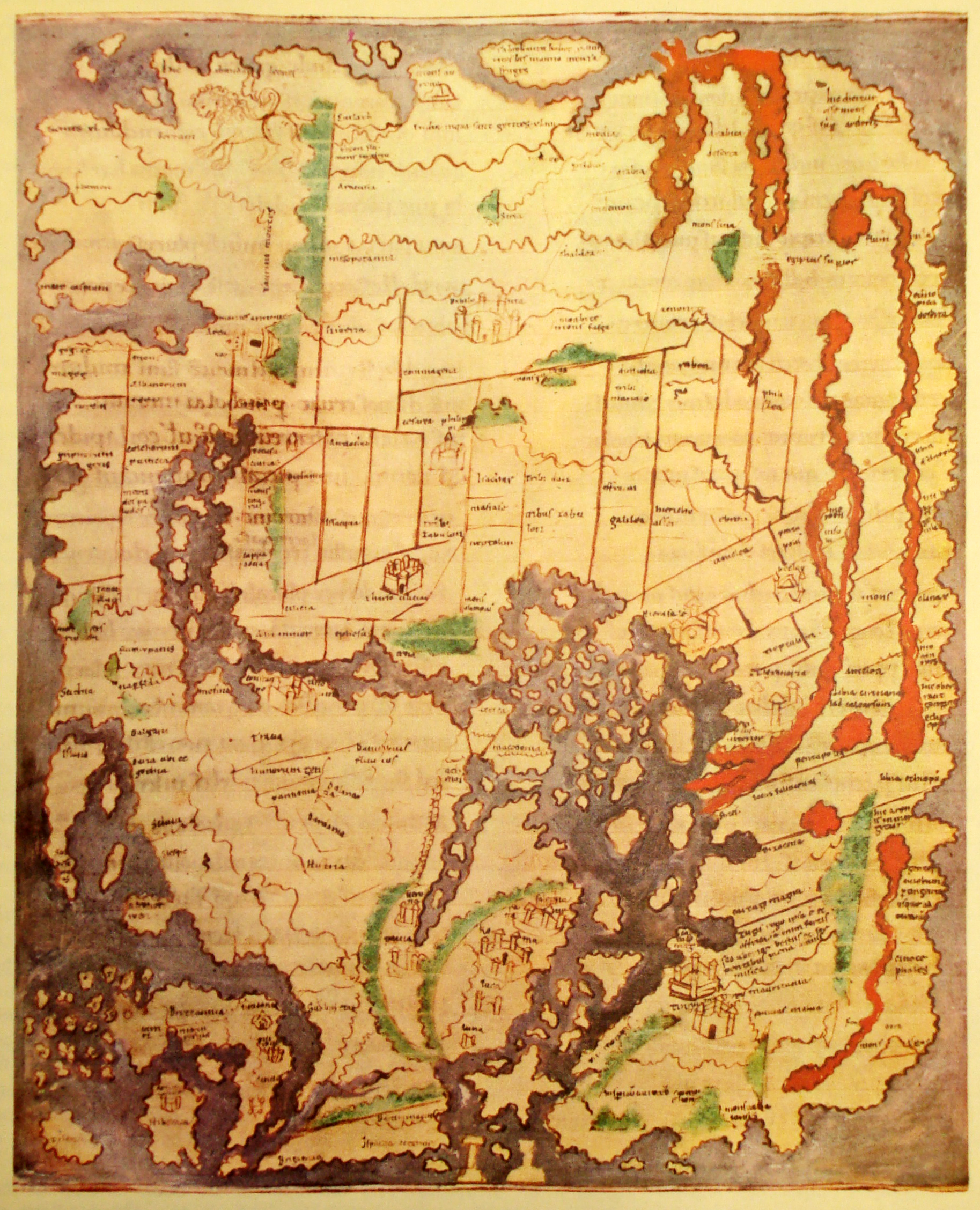
نقشه جهان انگلو ساکسون (c. 1040)
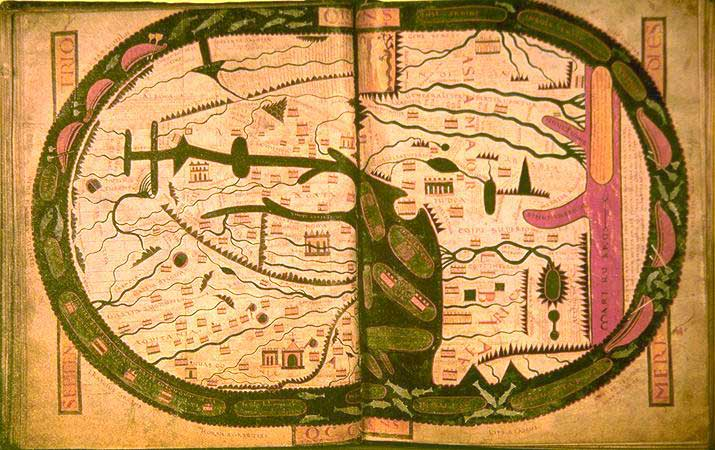
نقشه جهان بیتوس (c. 1040)
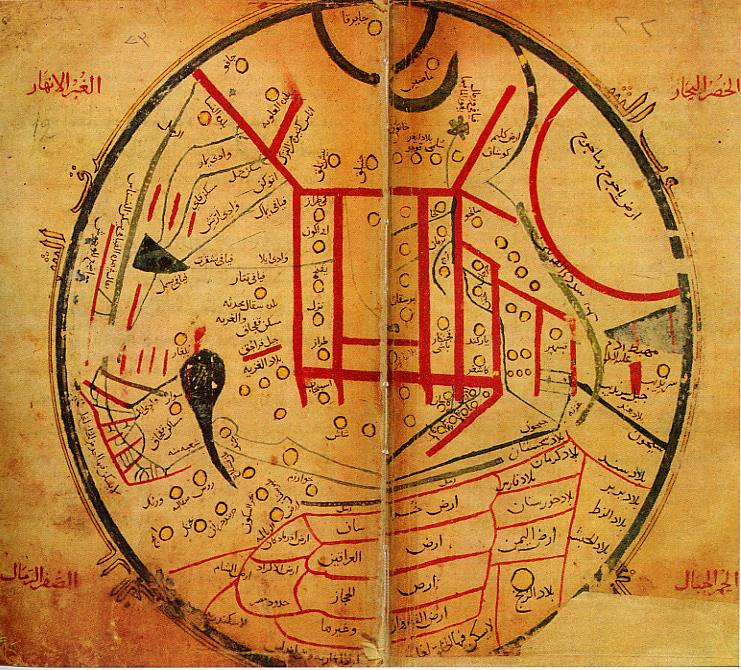
نقشه جهان بی توس موندی (۱۰۵۰)
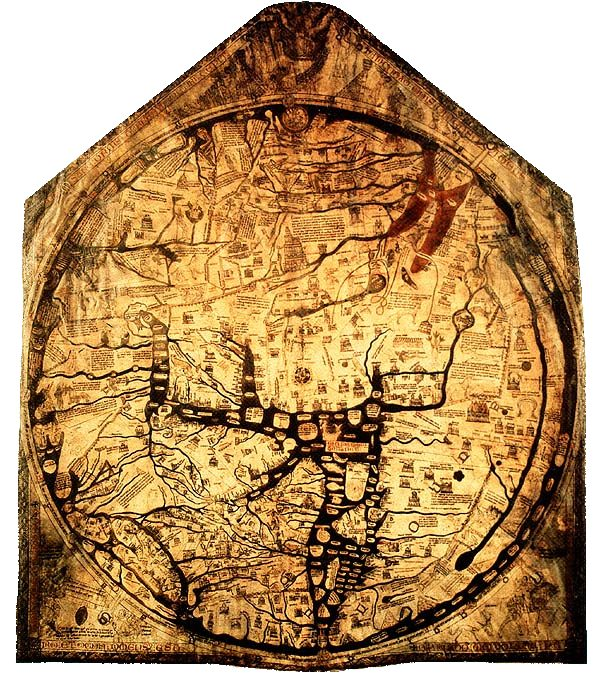
نقشه جهان هرفورد موندی(۱۳۰۰)
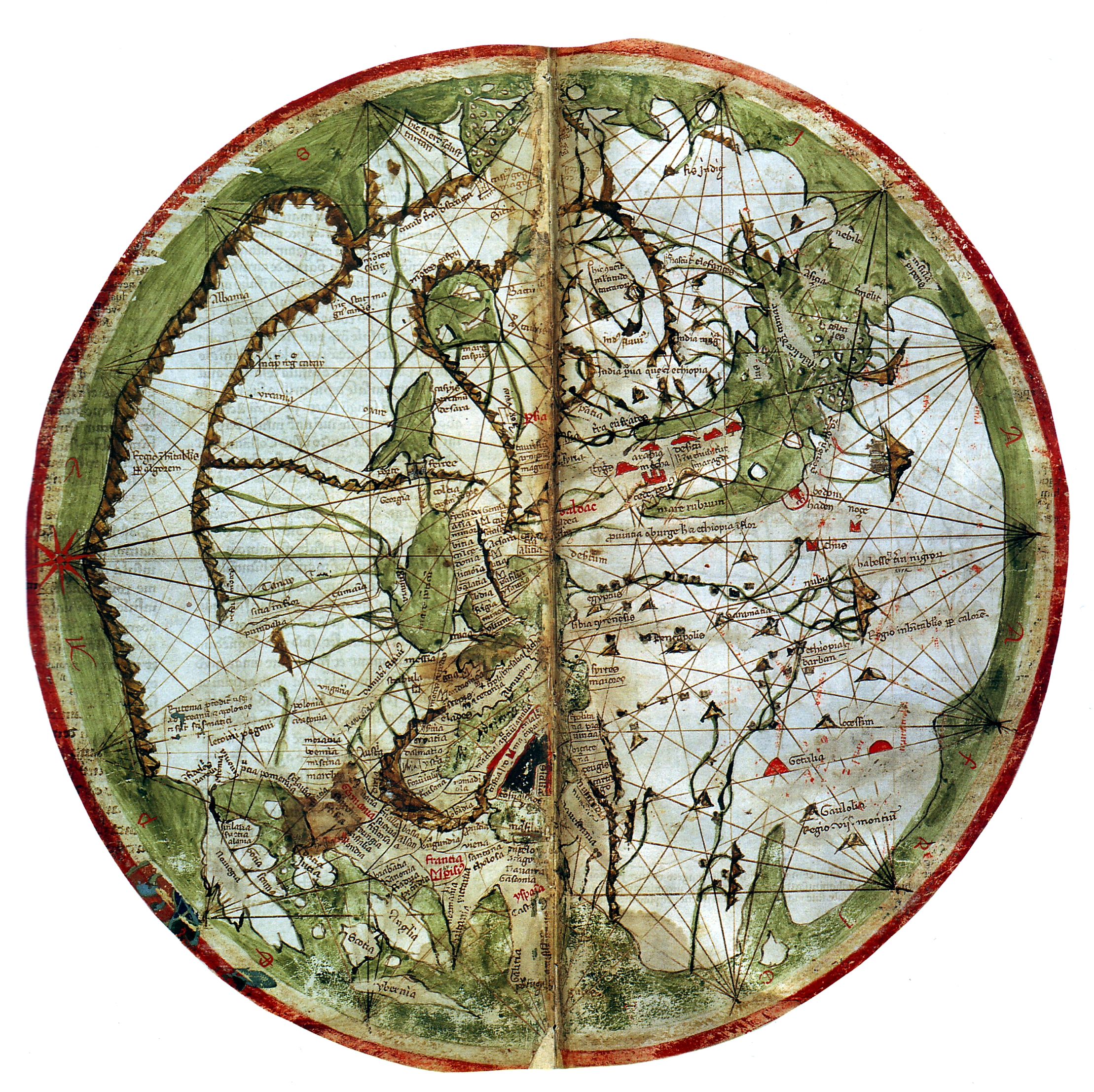
نقشه جهان پیترو ویسکونت
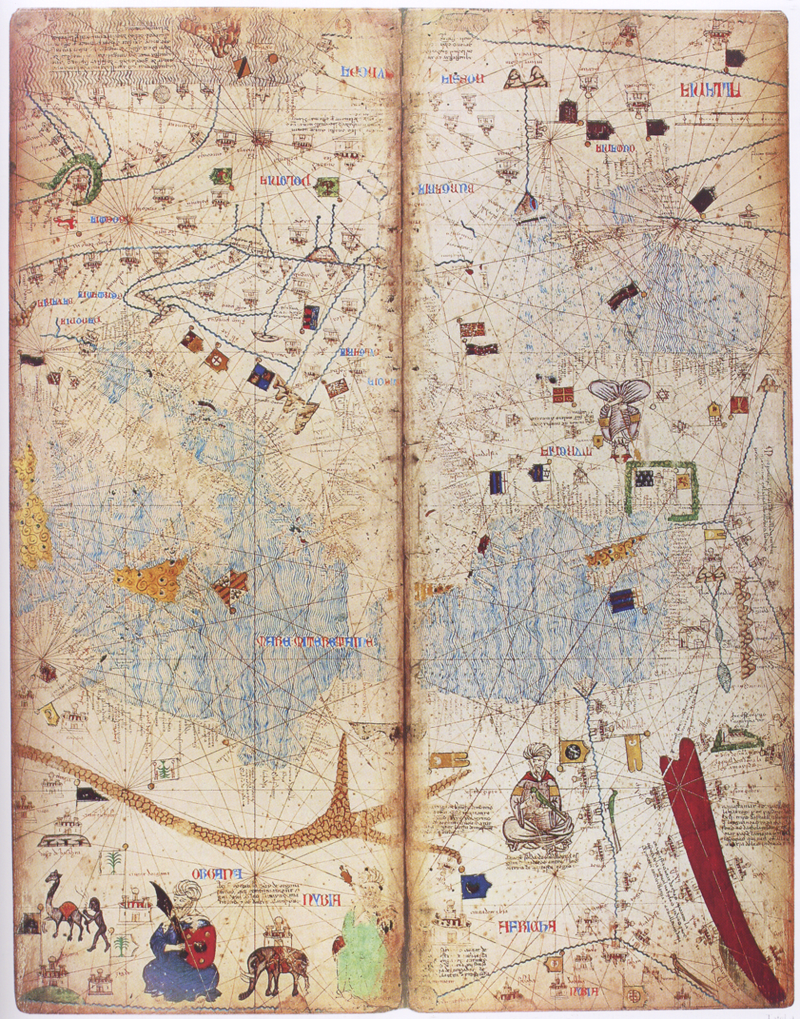
نقشه جهان کاتلاند (۱۳۷۵)
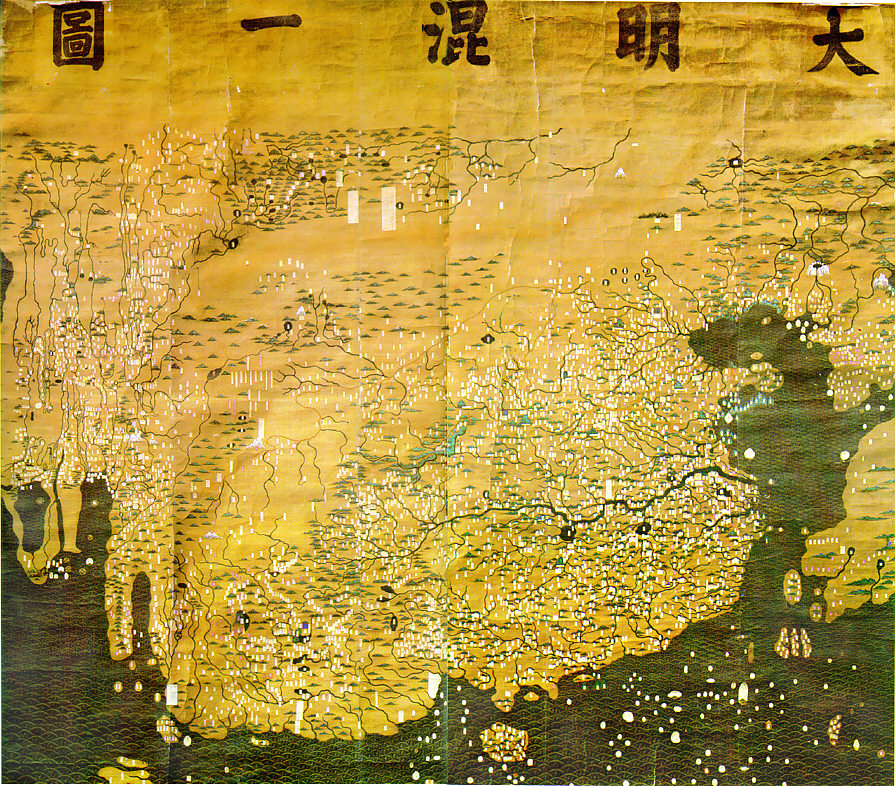
دامینگ هویی تو (۱۳۸۹)
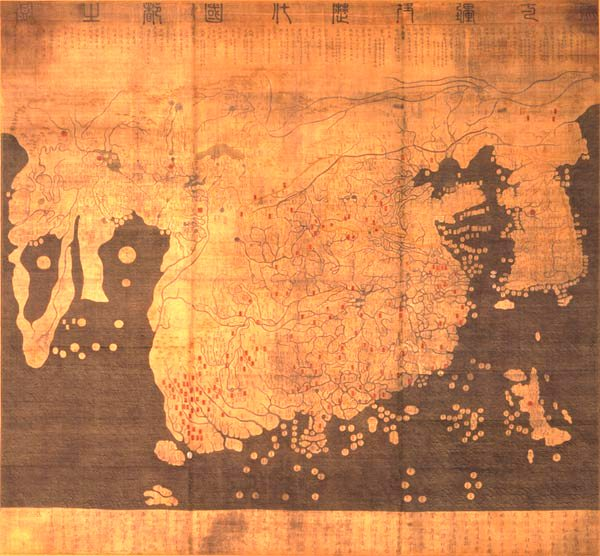
نقشه جهان کانگنیدو (۱۴۰۲)
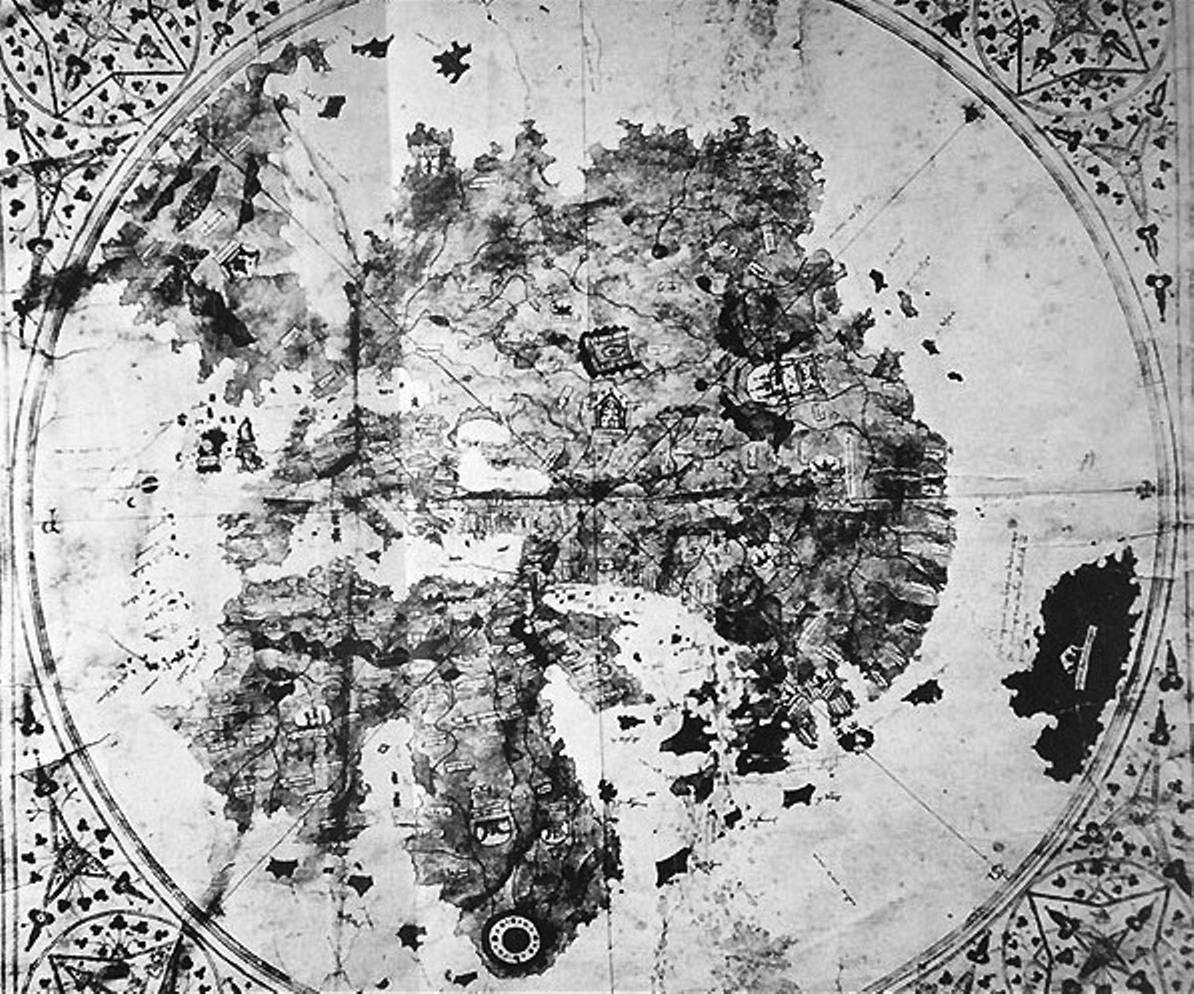
نقشه جهان دی ورگا (۱۴۱۱–۱۴۱۵)
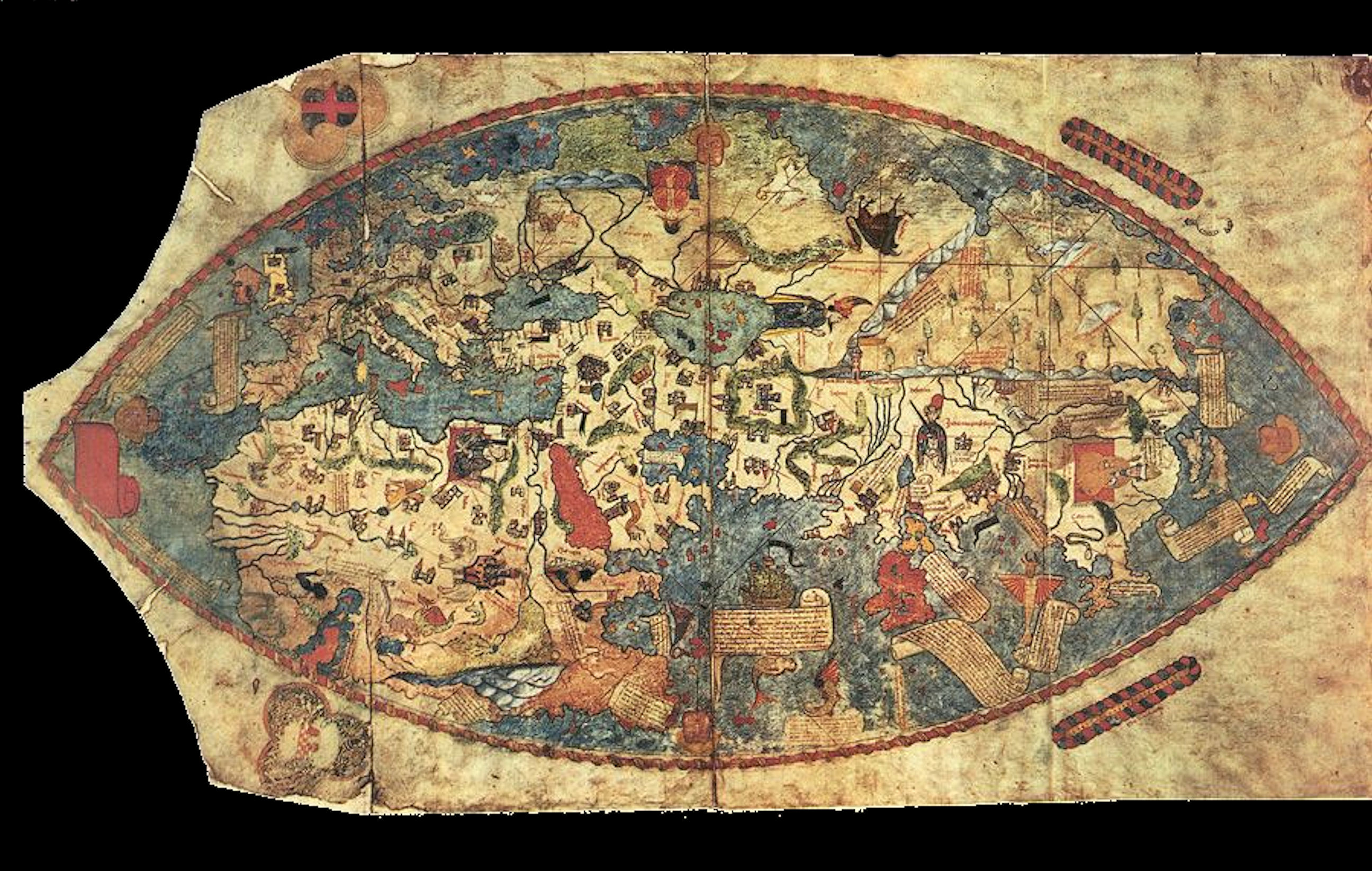
جنویس (۱۴۵۷)
نقشه جهان پومپونیوس میلا ۴۳ قبل از میلاد
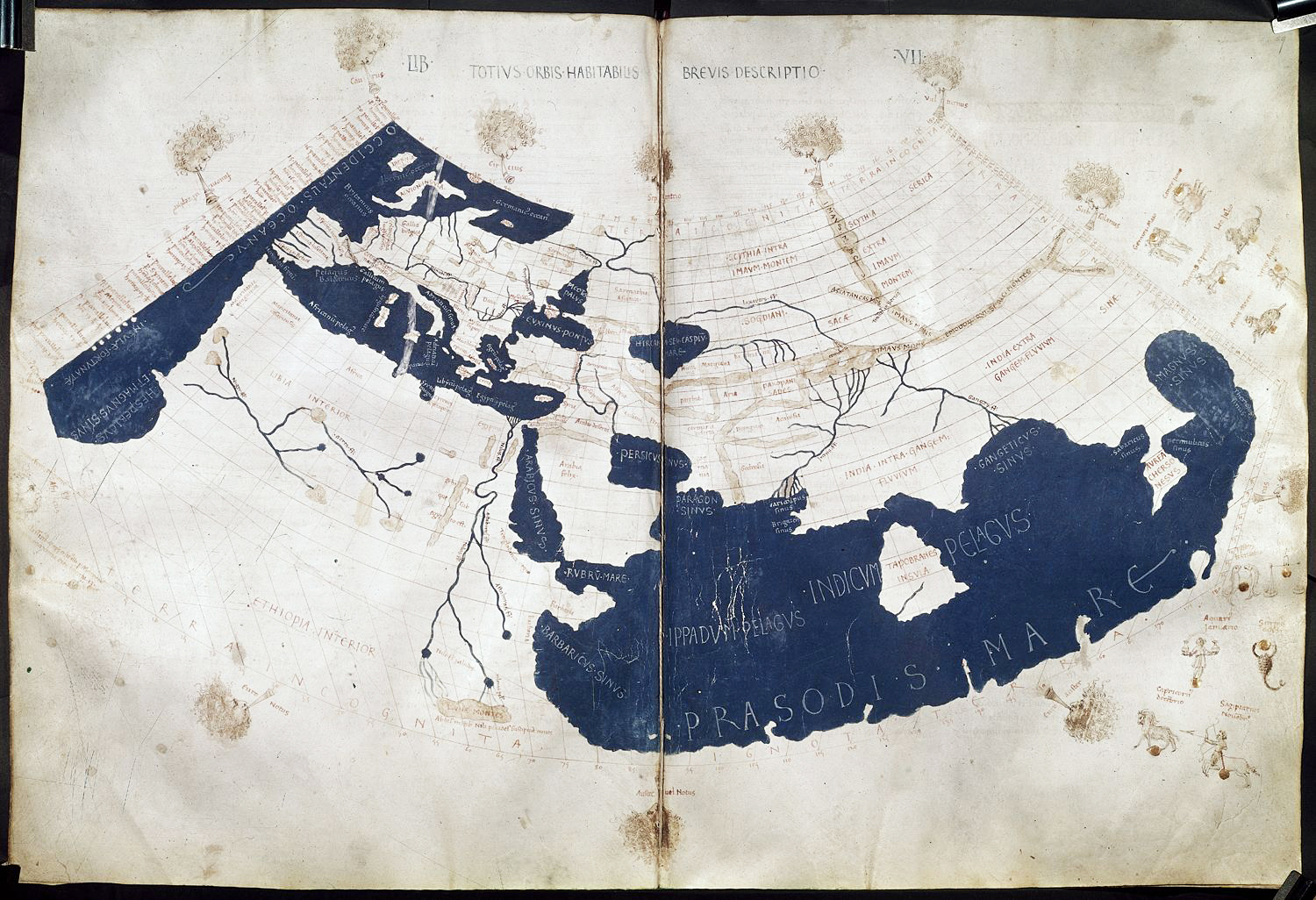
نقشه جهان بطلمیوس (c. 150)
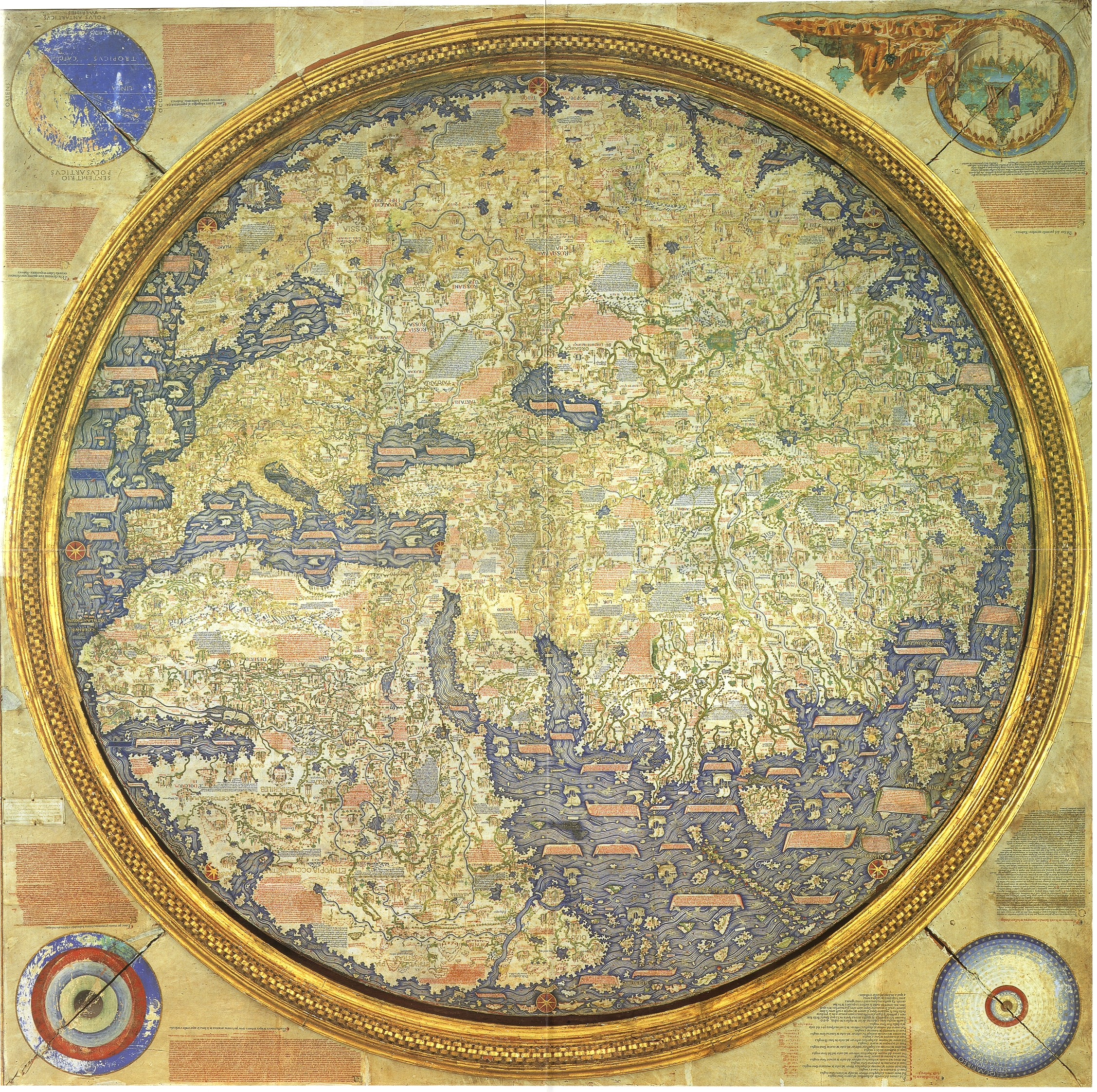
نقشه جهان فرامارو (۱۴۵۹)روی چوب در دو متر نگار شده است.
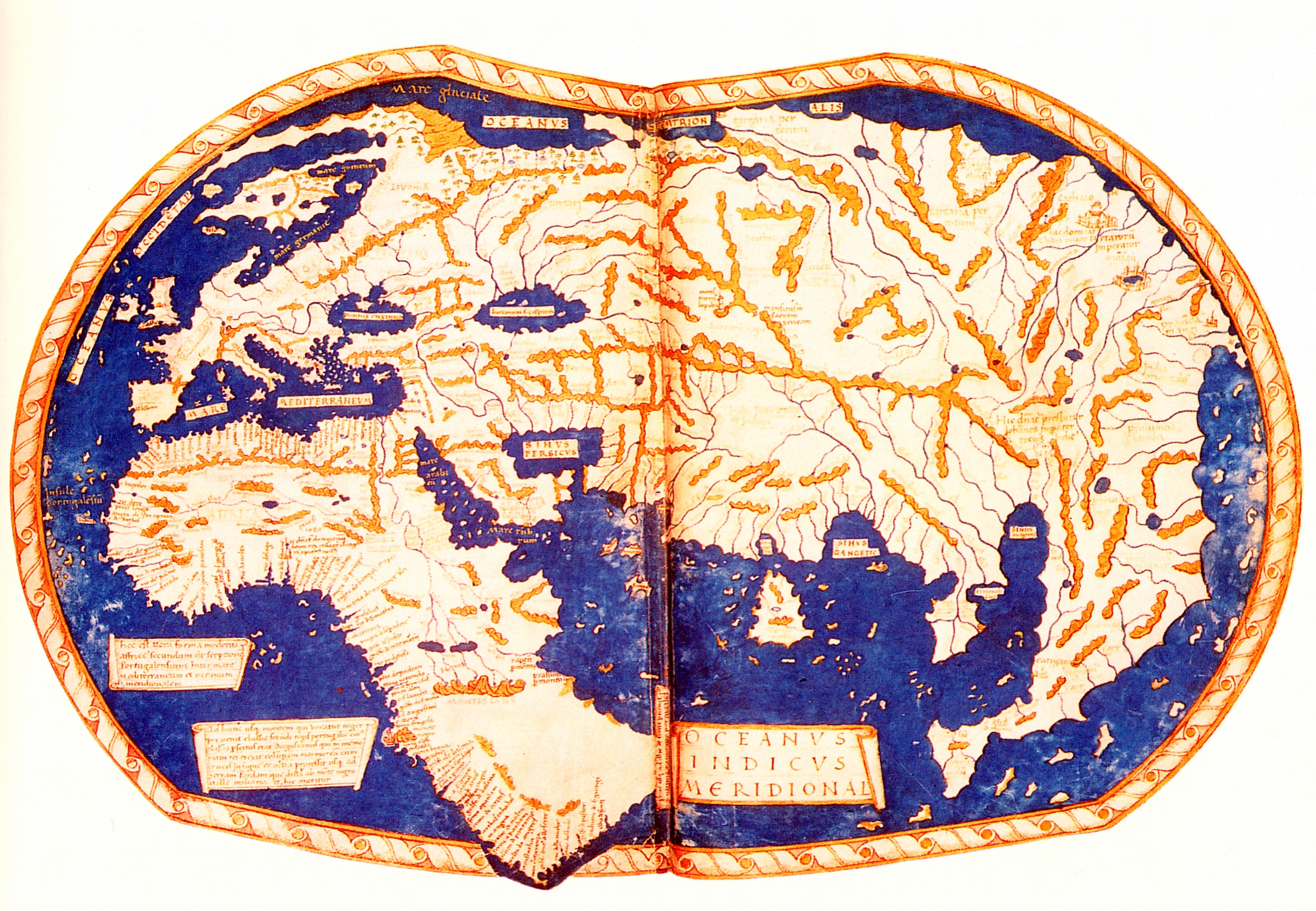
نقشه جهان مارتلوس ۱۴۹۰
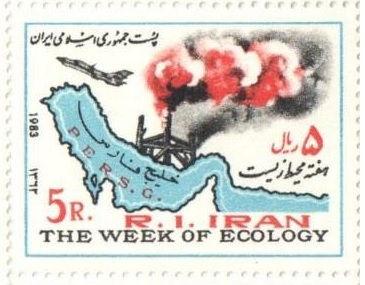
1983 تمبر خلیج فارس
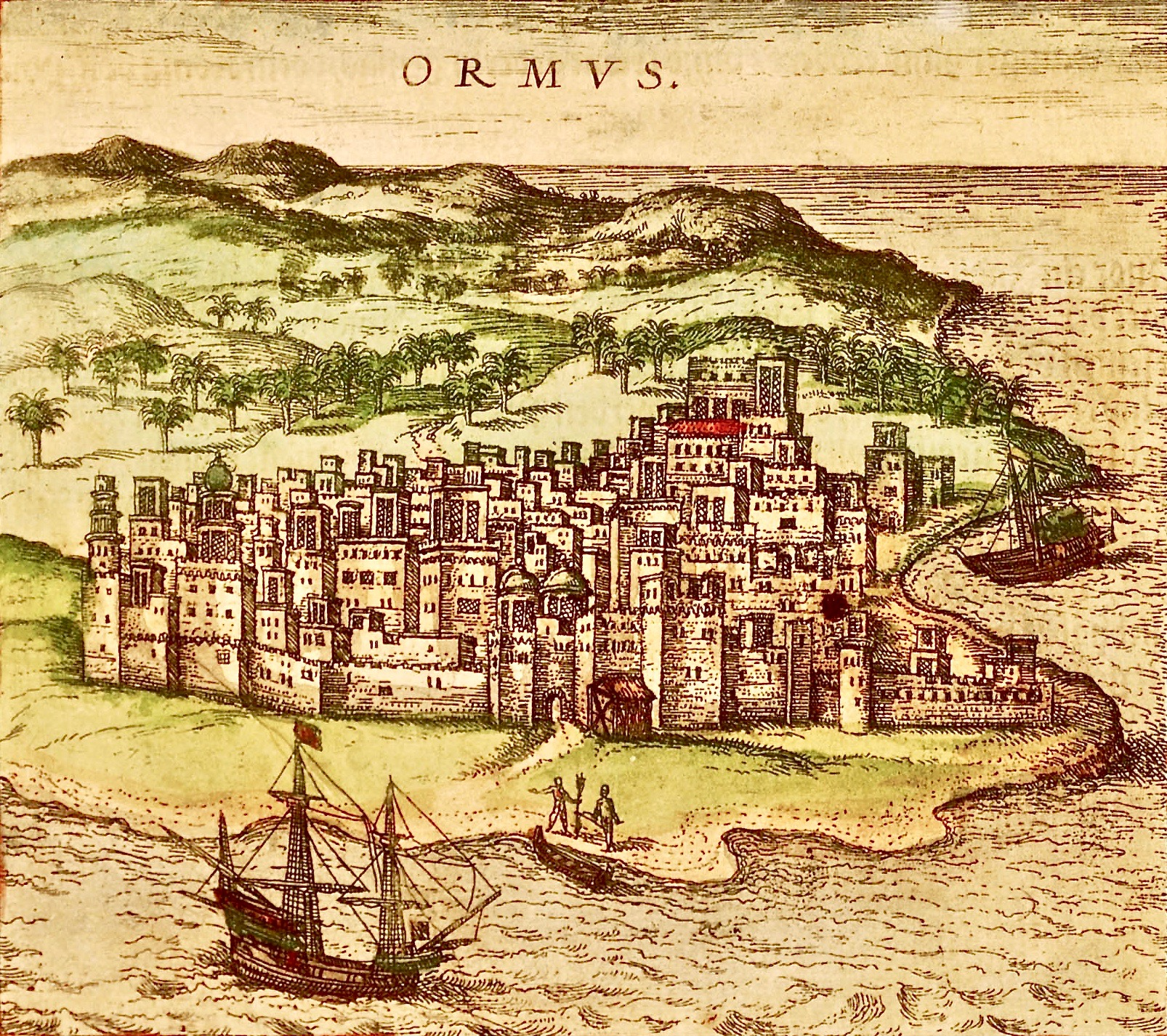
هرمز و خلیج فارس ۱۵۷۲
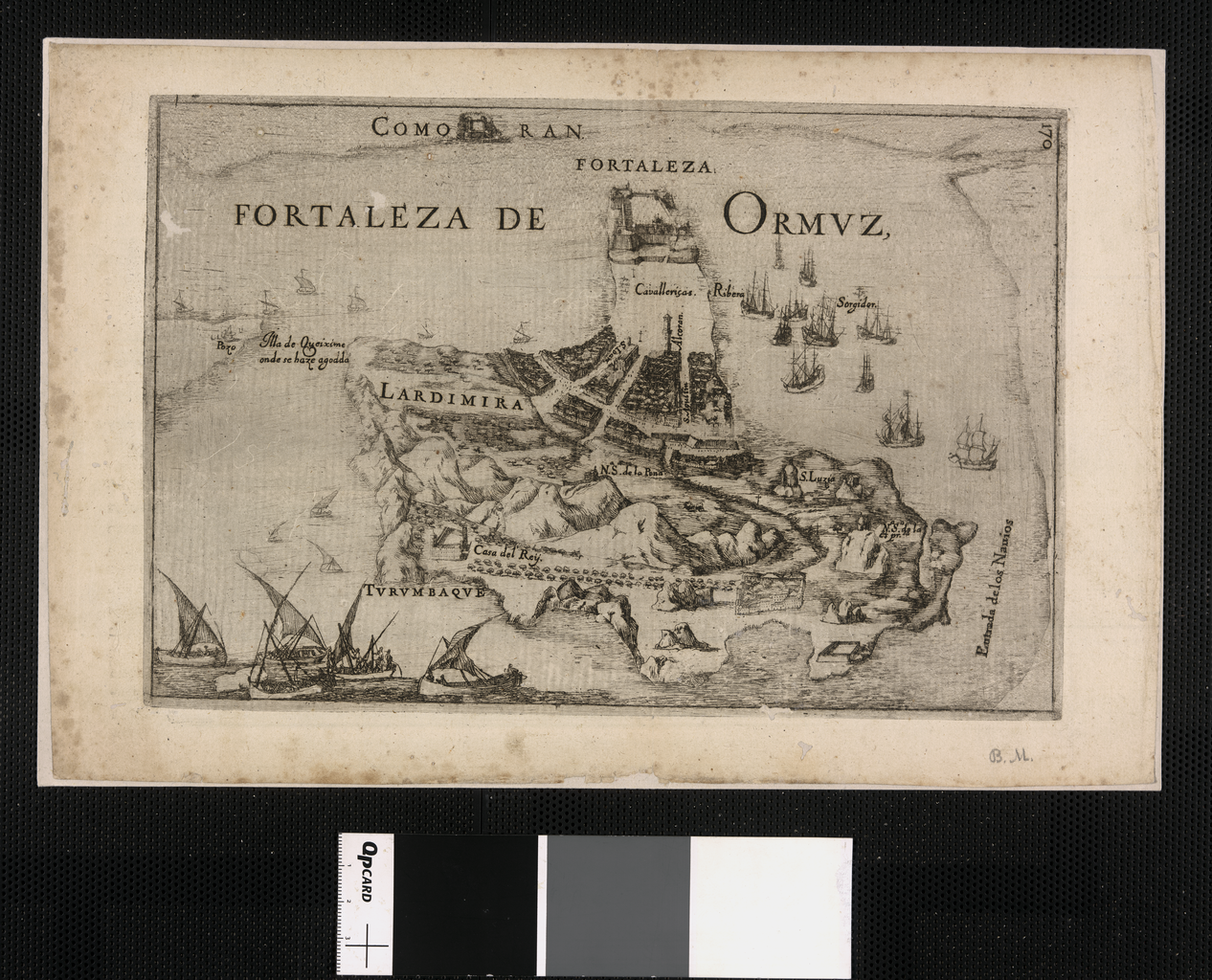
هرمز
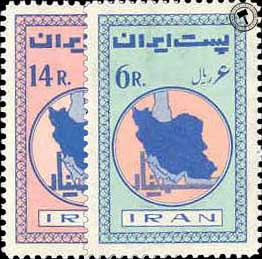
تمبر خلیج فارس(۱۹۶۲)
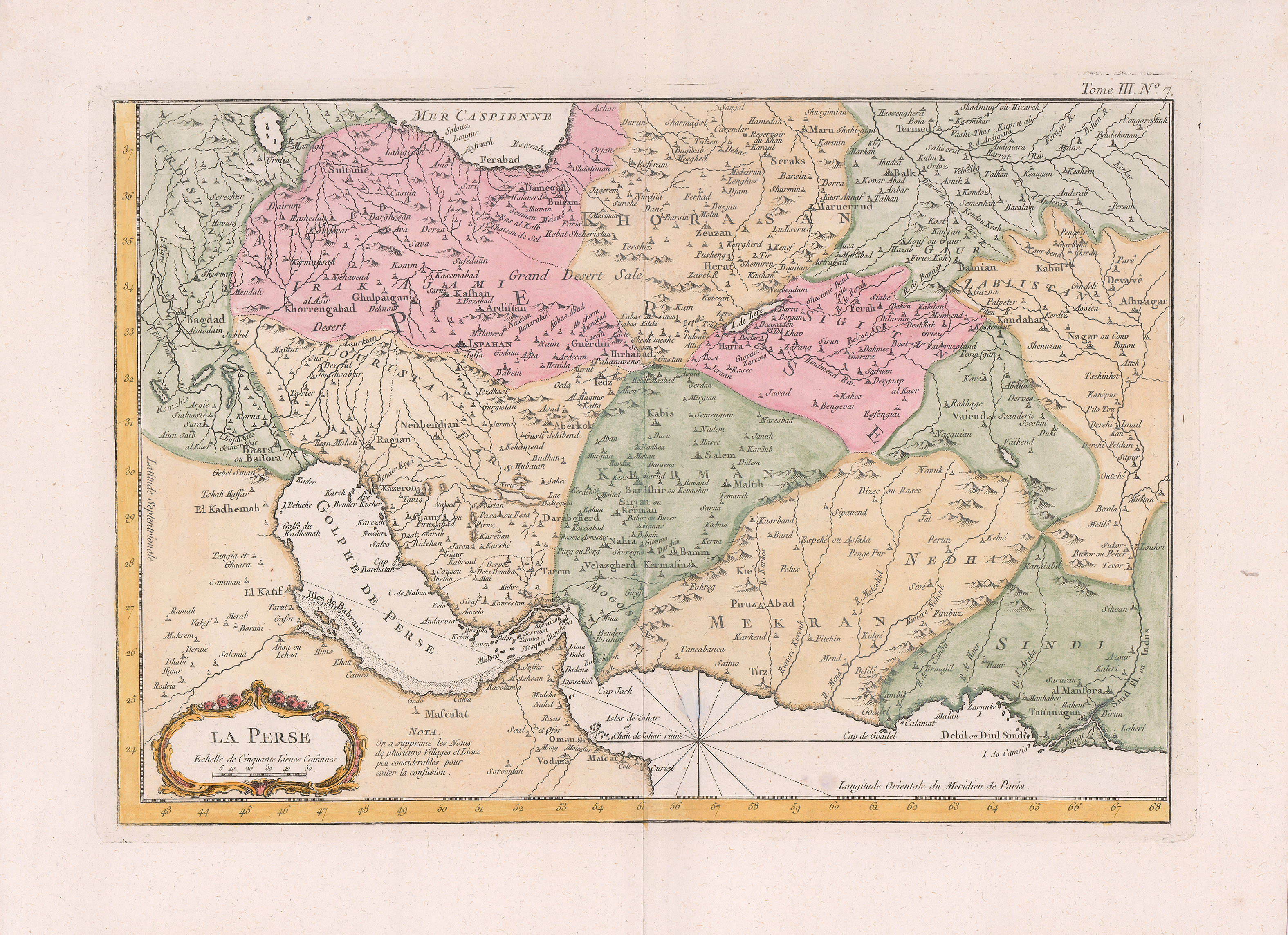
خلیج فارس
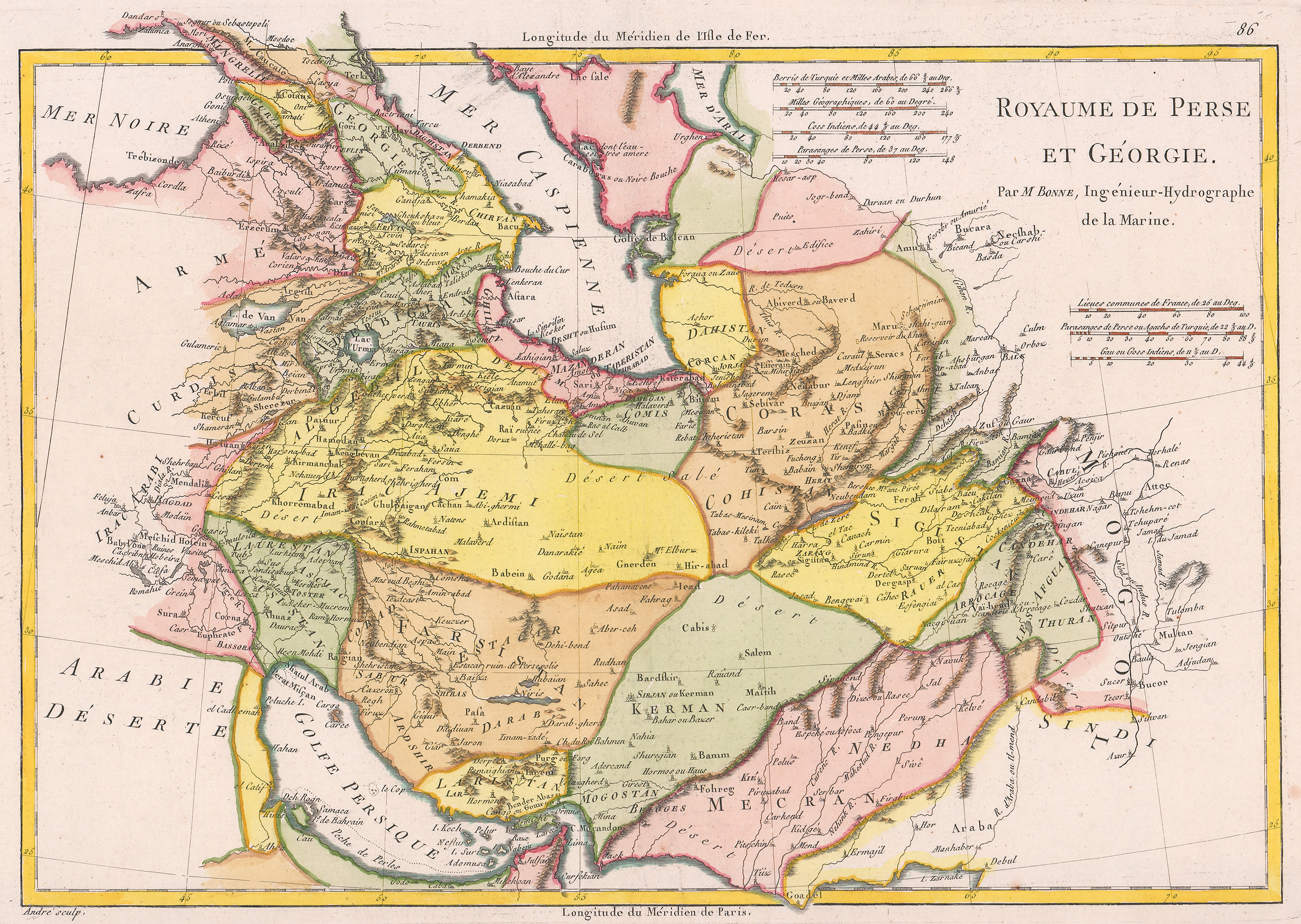
پرشیا و گرجستان
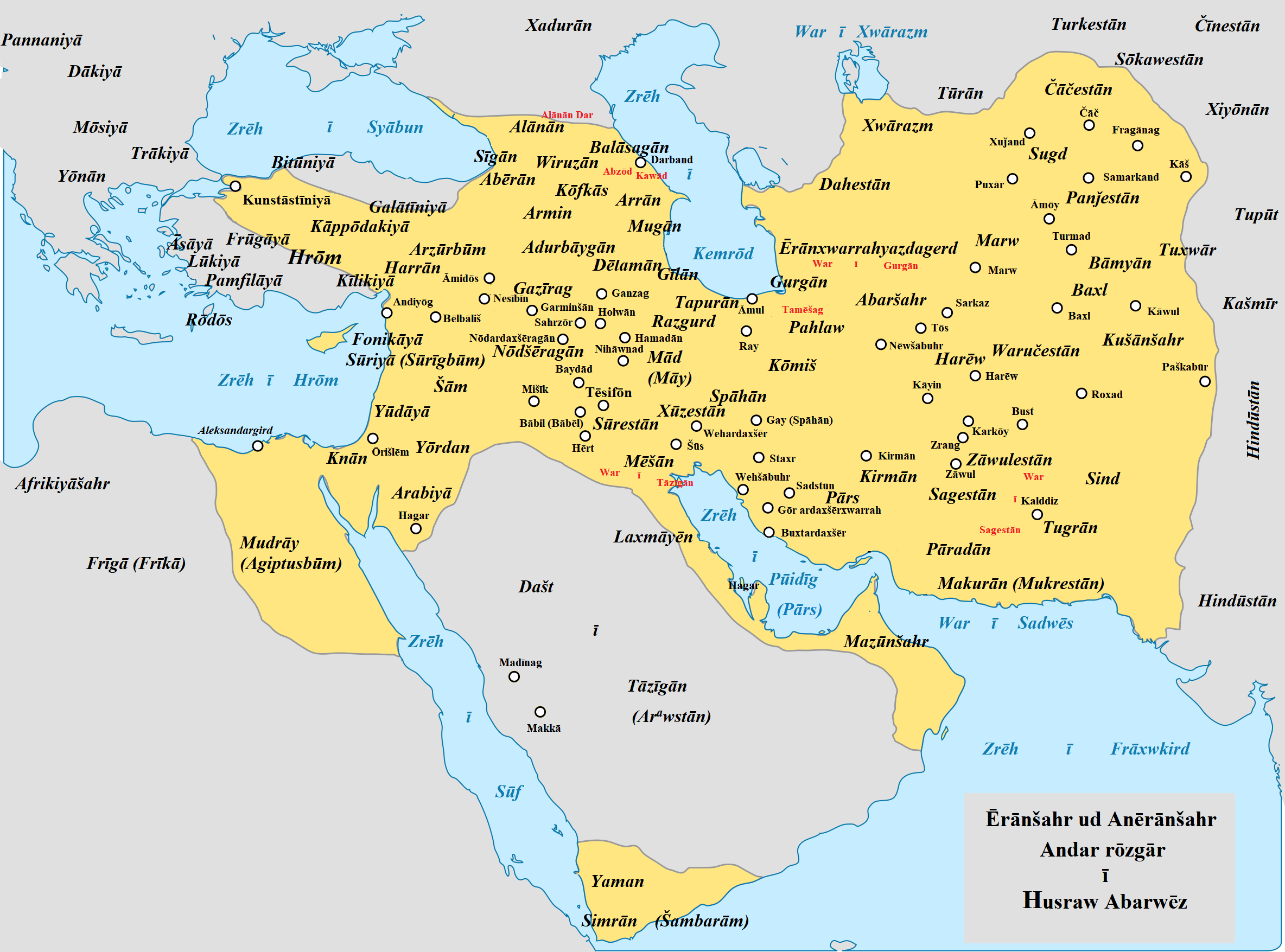
ImperioSasánidaCosroesII(pal)
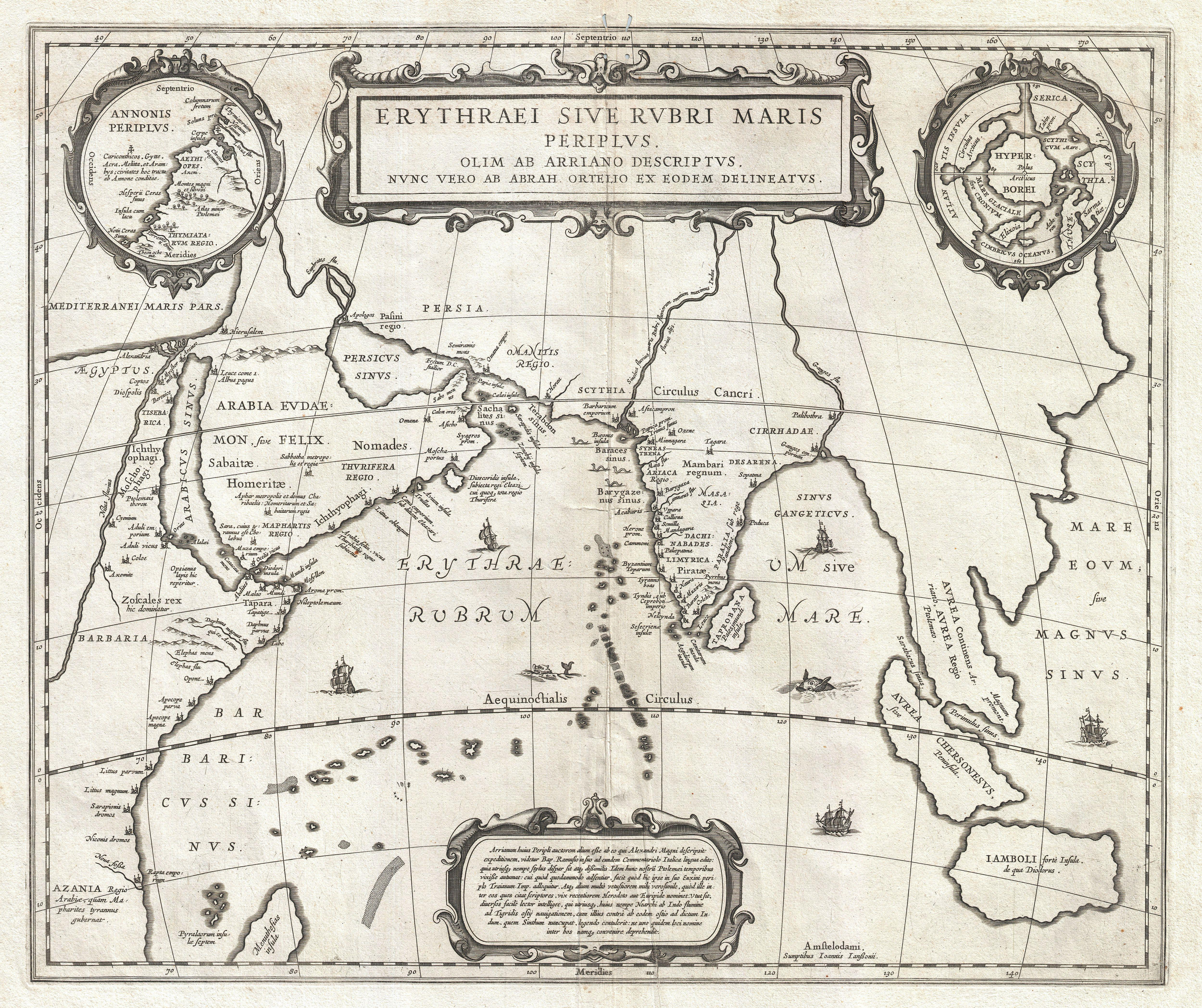
1658 (Erythrean Sea)
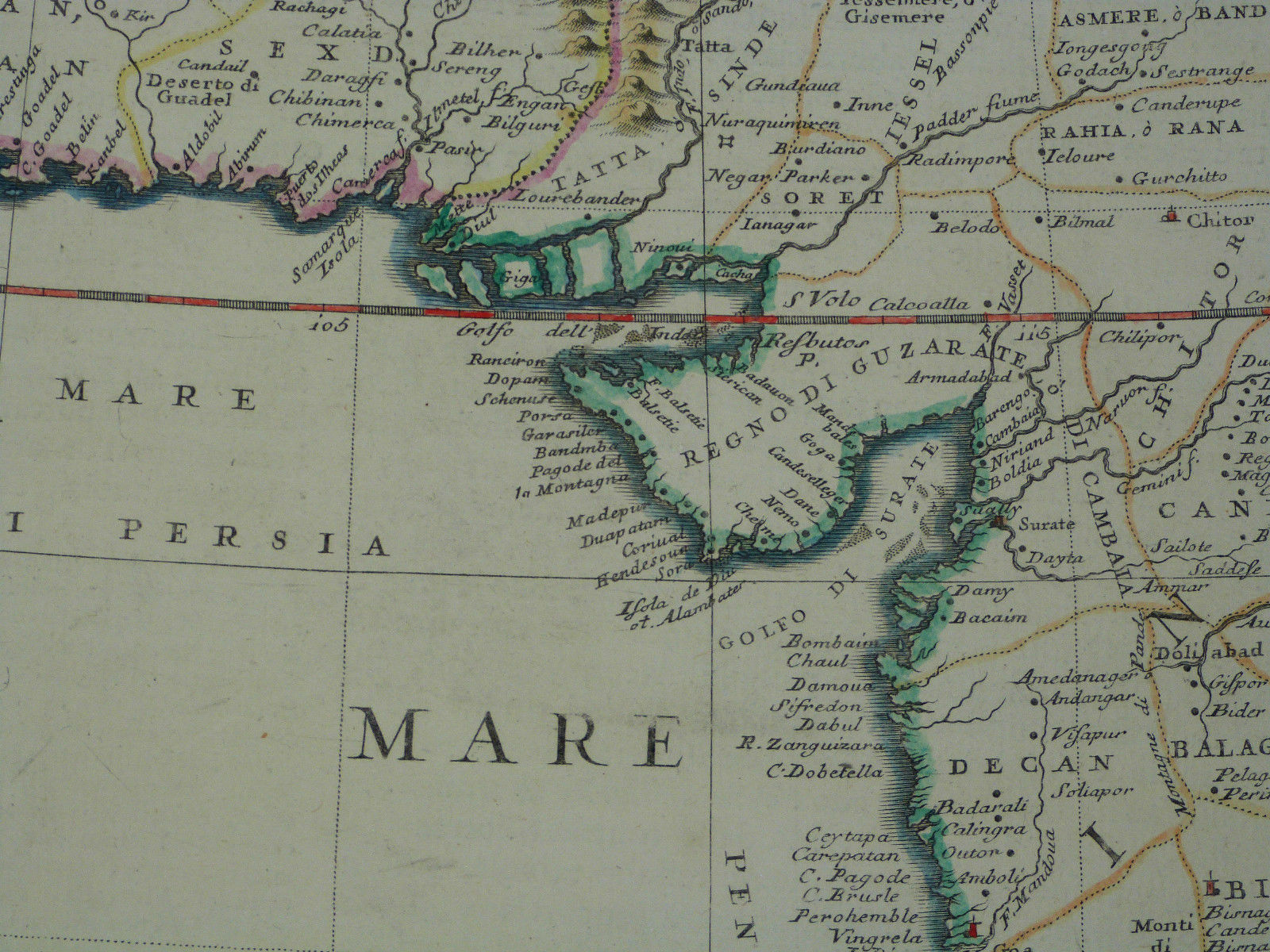
,1693
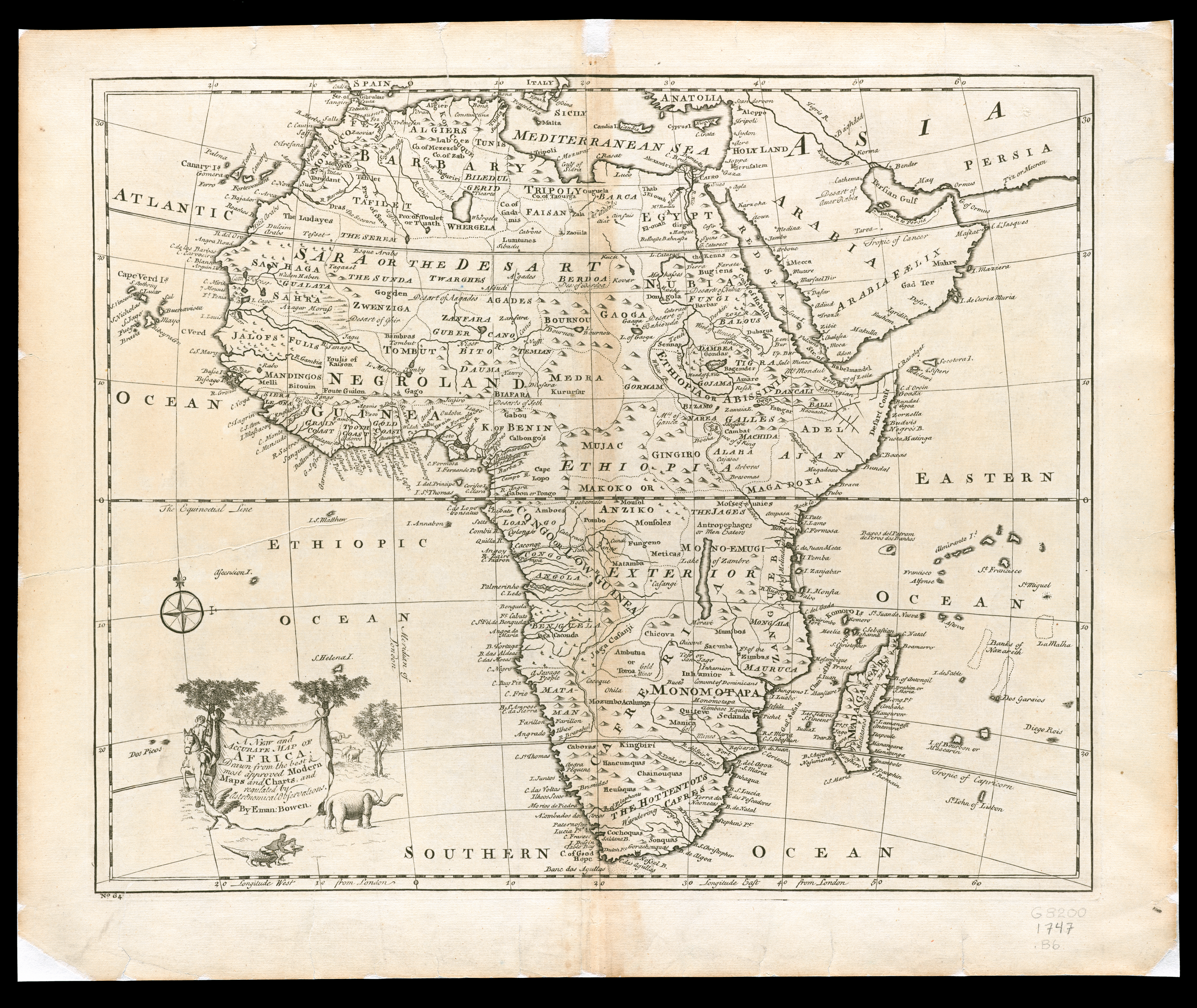
Persia- Arabia- Africa
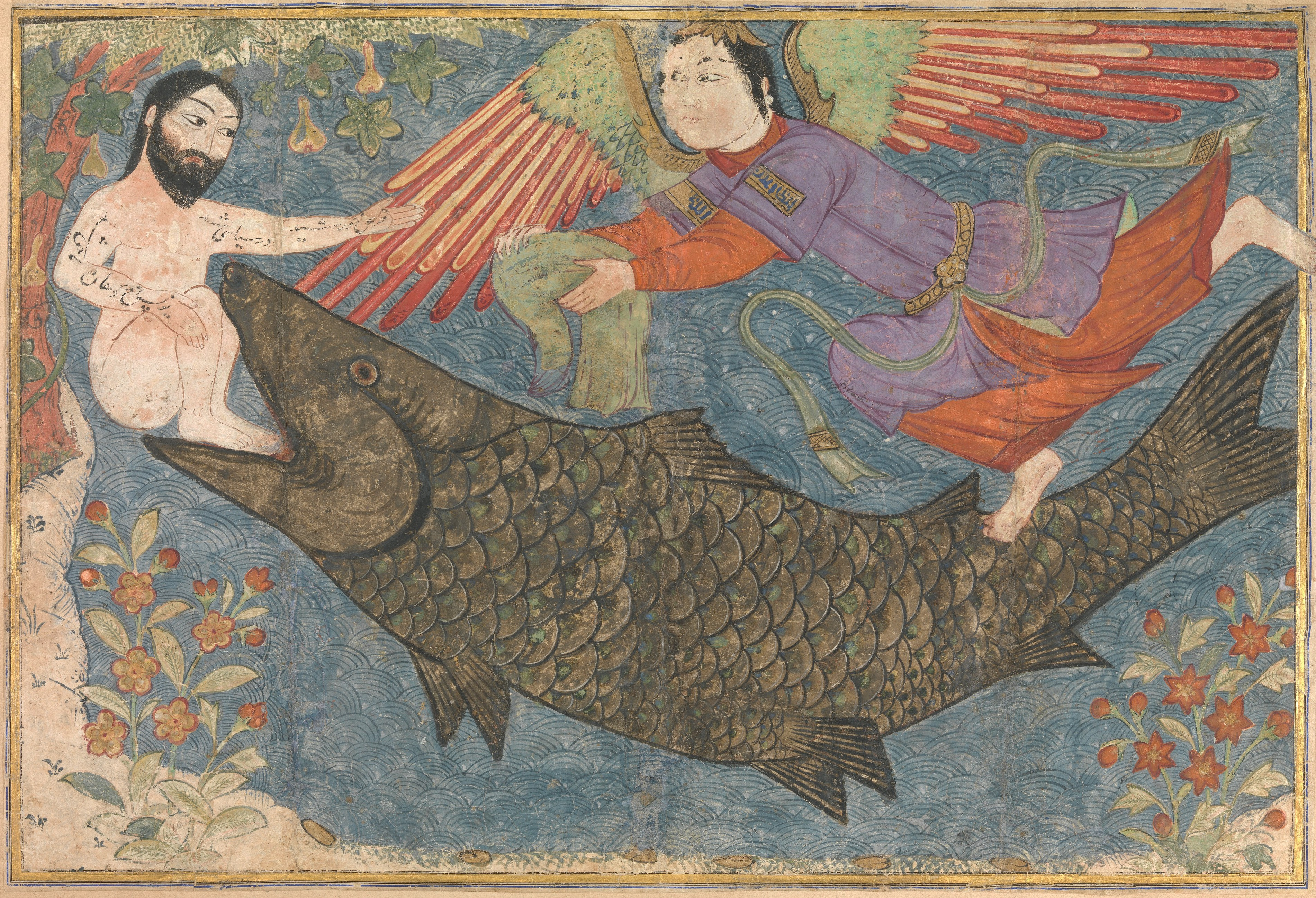
نقاشی از حضرت یونس در بحر فارس the Persian Sea,  جامع التواریخ
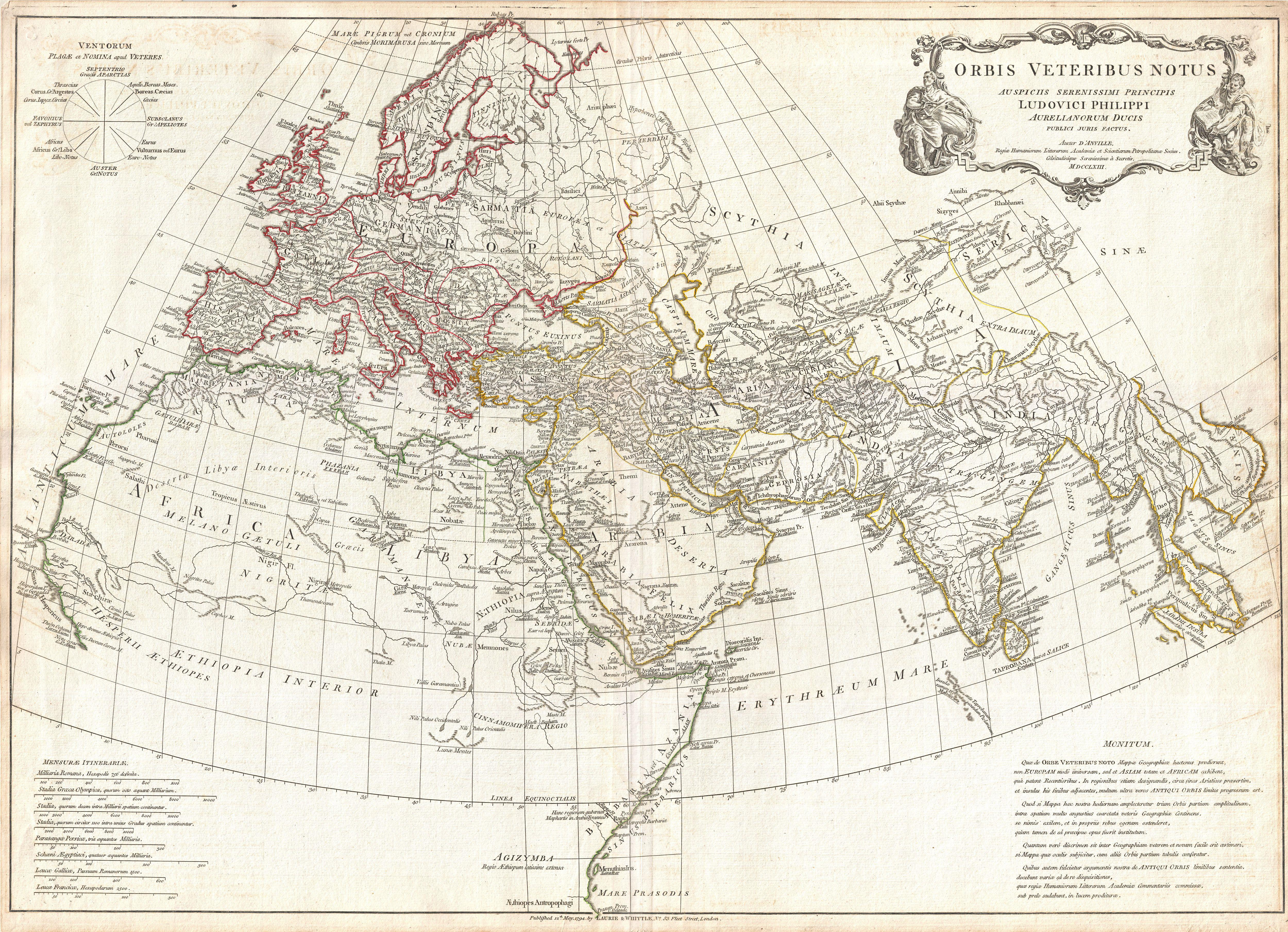
جهان ۱۷۹۴
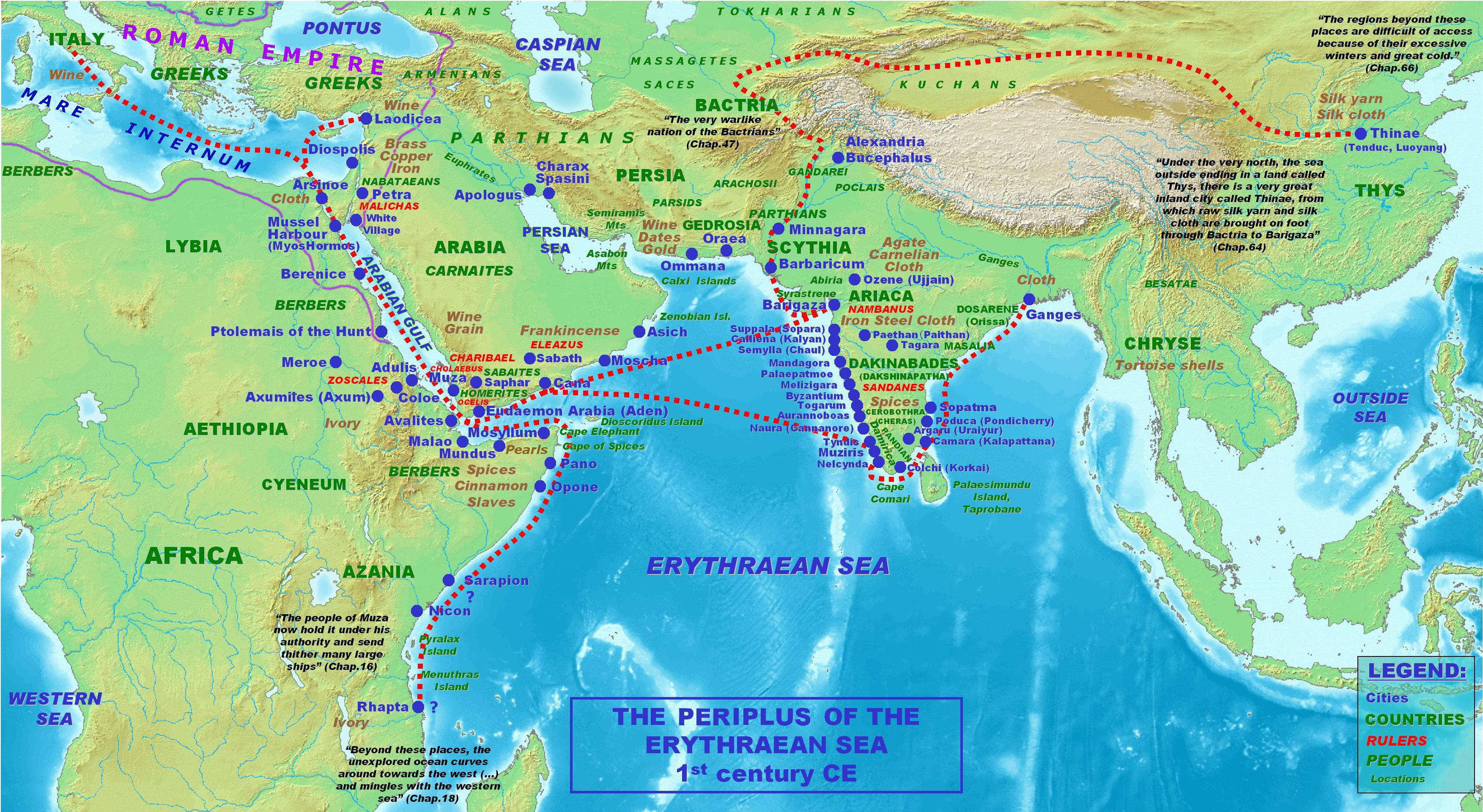
دریای اریتره
1502
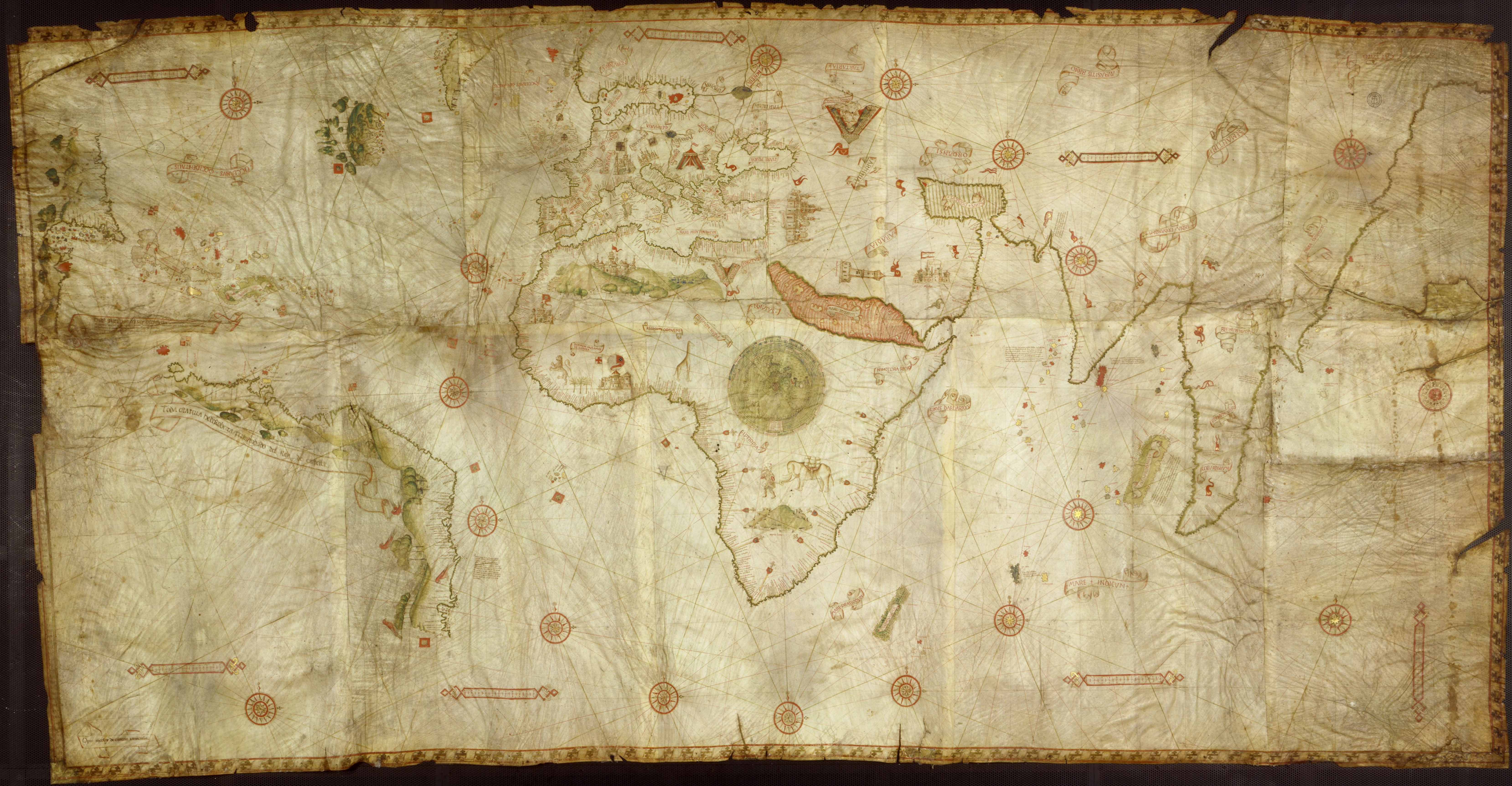
Map (c.1505)
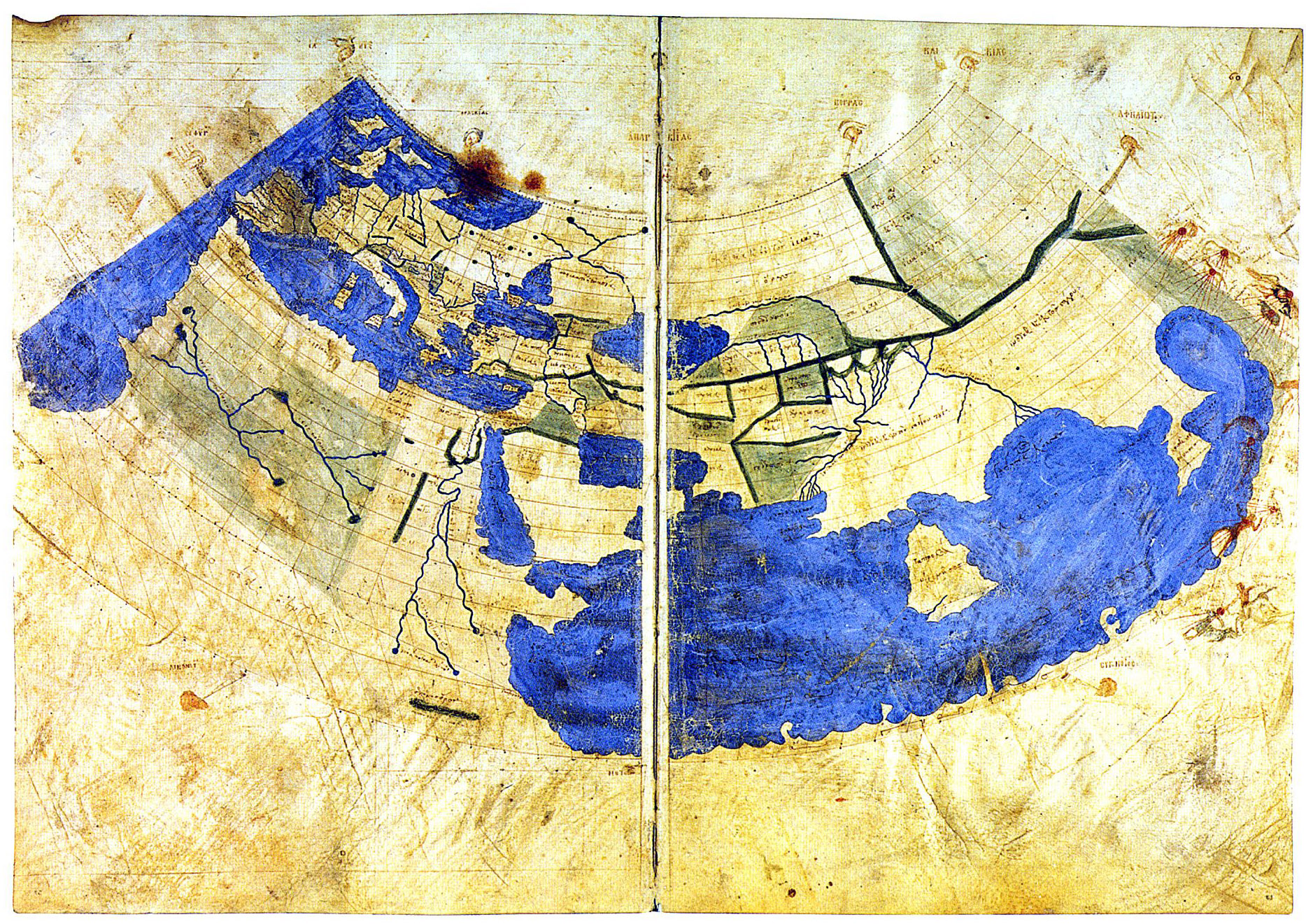
نقشه بطلمیوسی ۱۳۰۰.
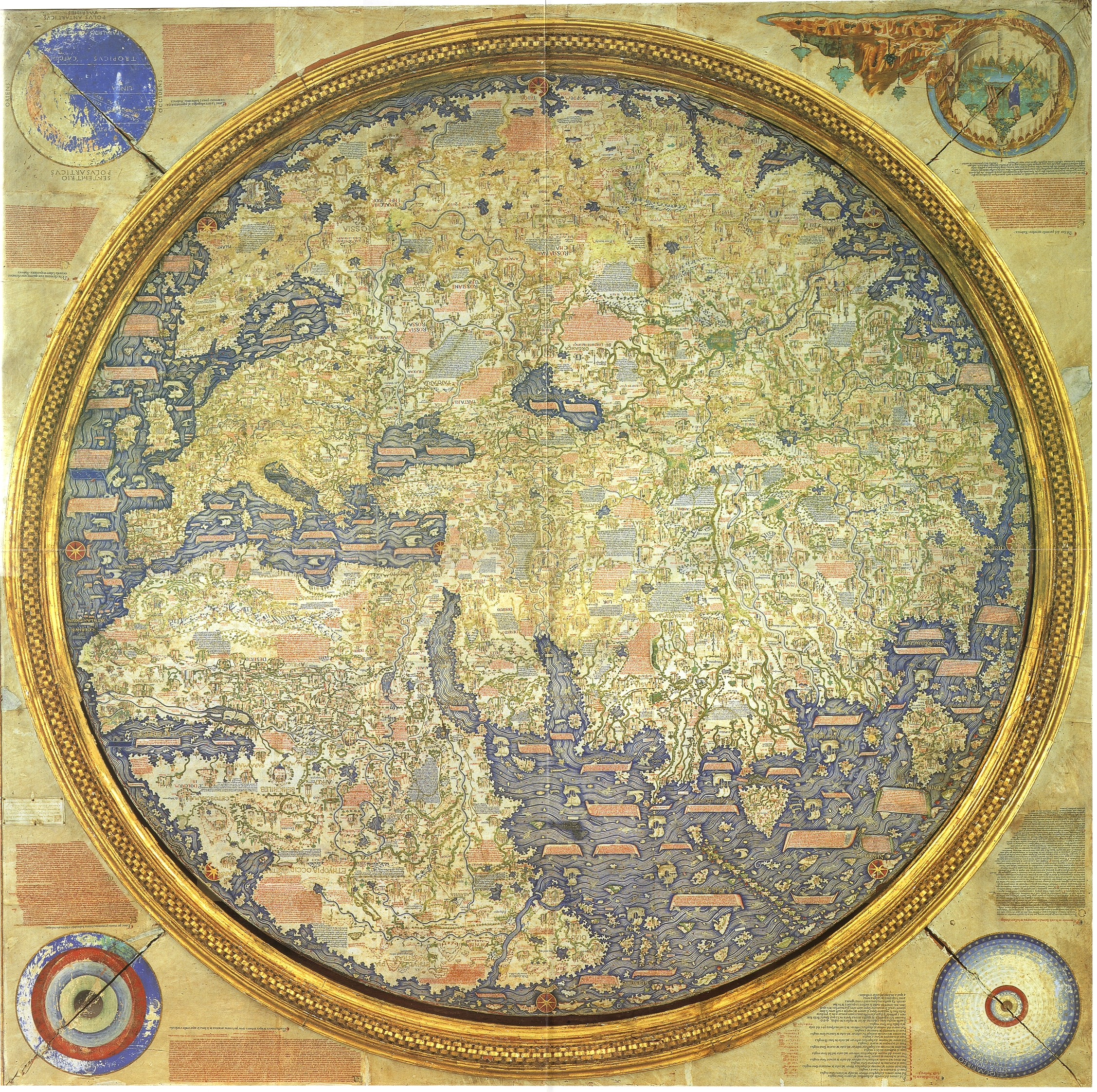
1459
نقشه برابر با کتاب پریپلوس دریای اریترا
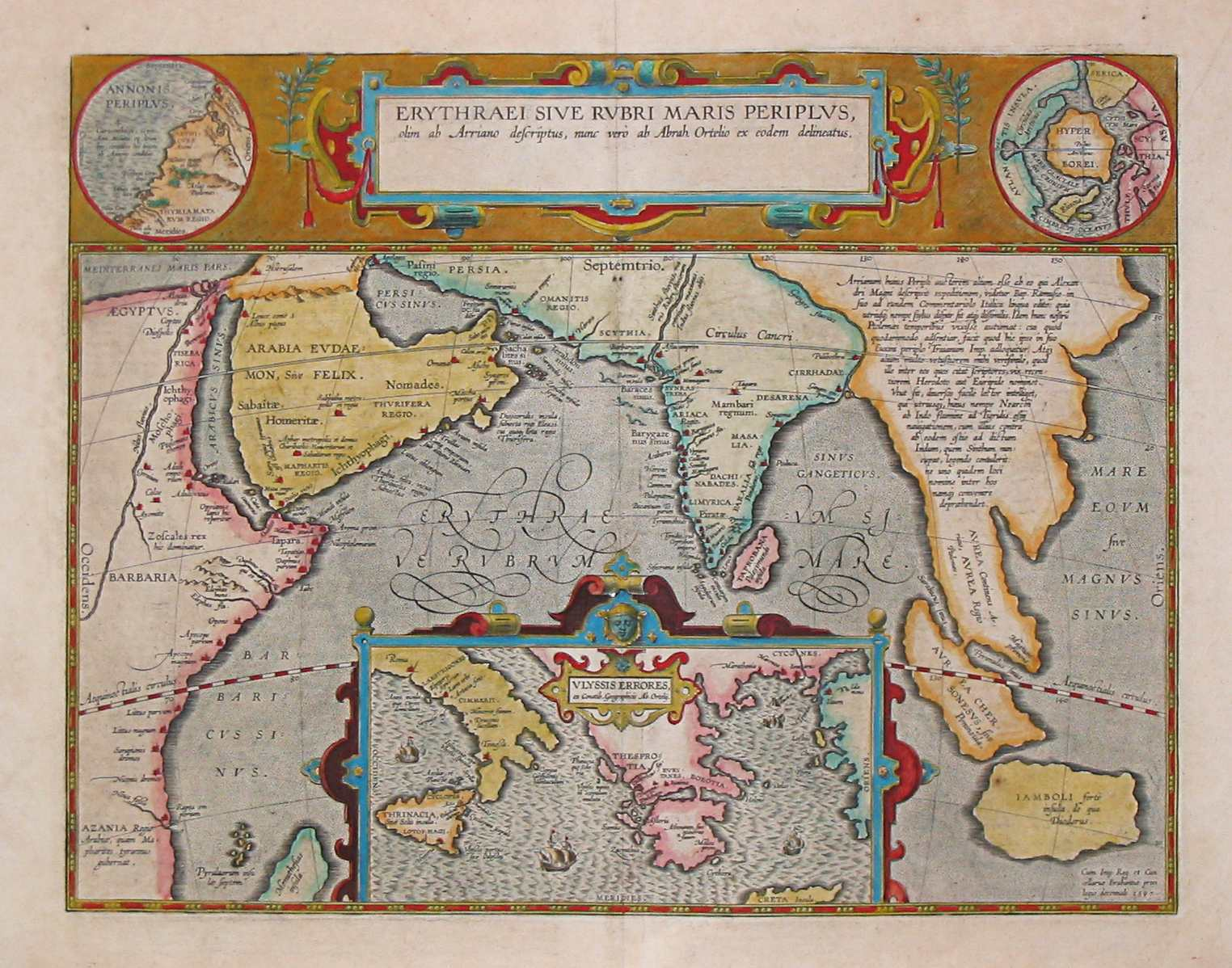
Periplus Ancient Map
نقشه تمدن ایلام
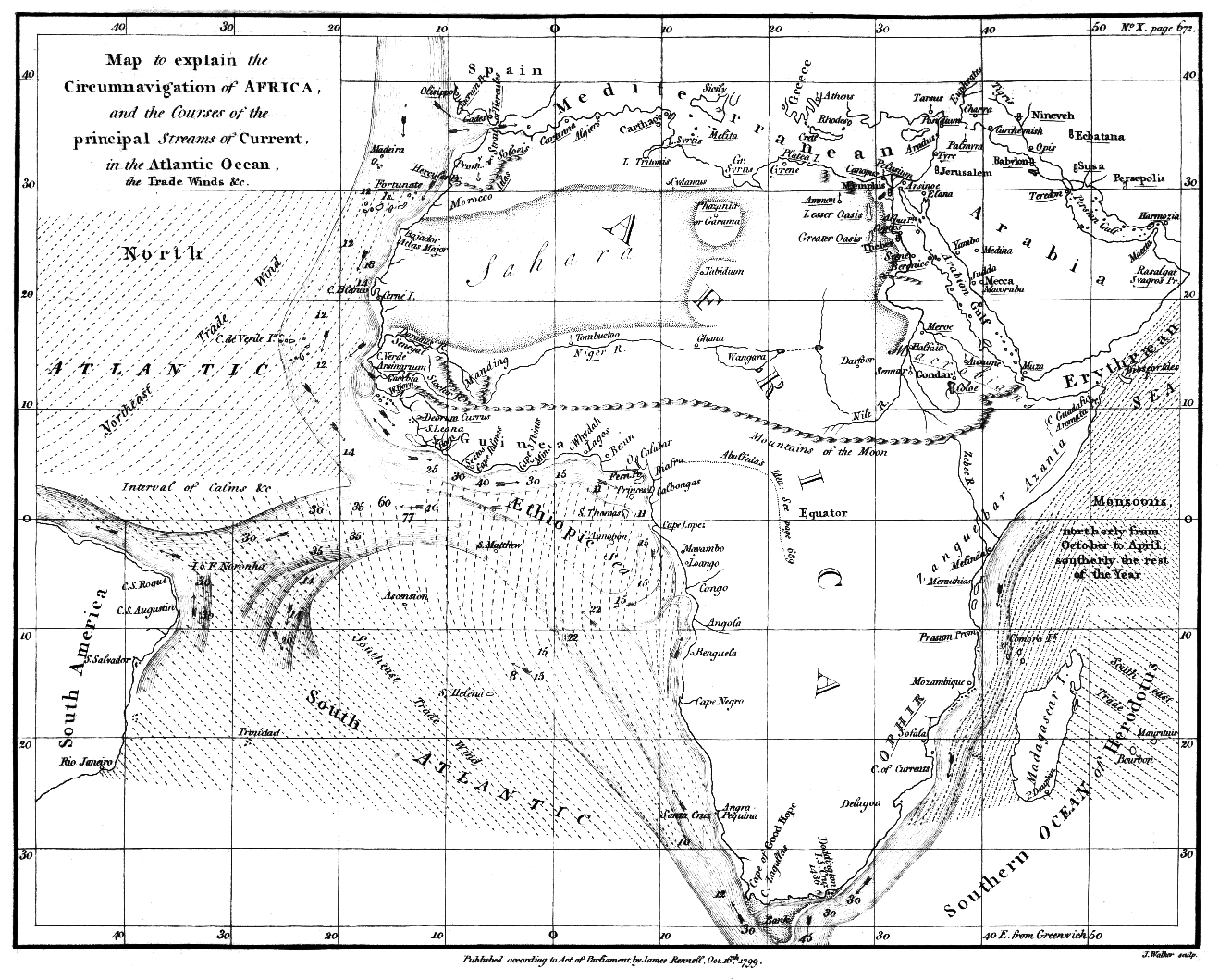
دریای ارترا ۱۷۹۹
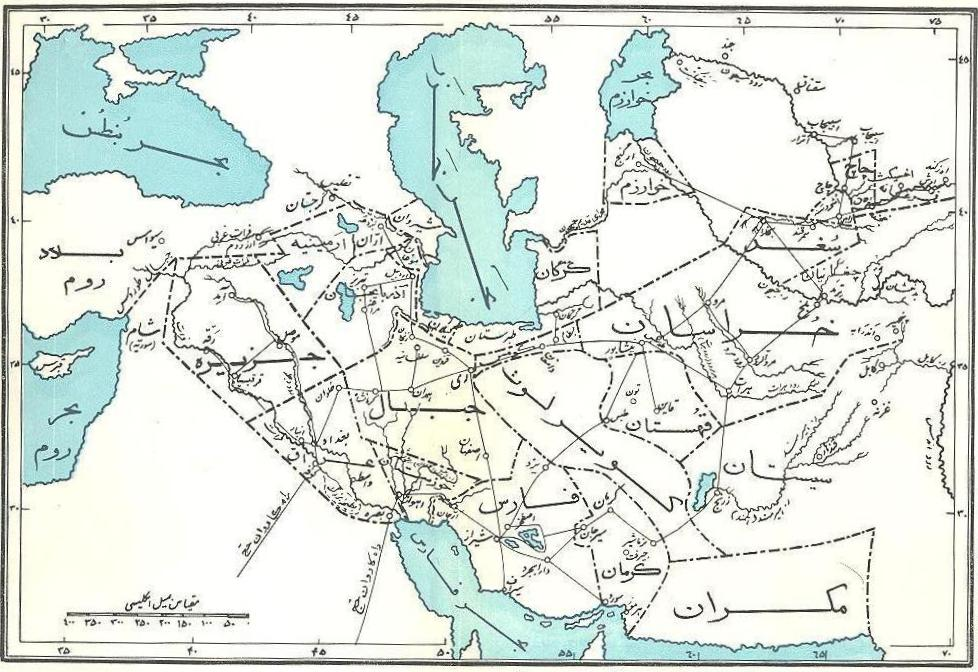
مکران پرسی سایکس
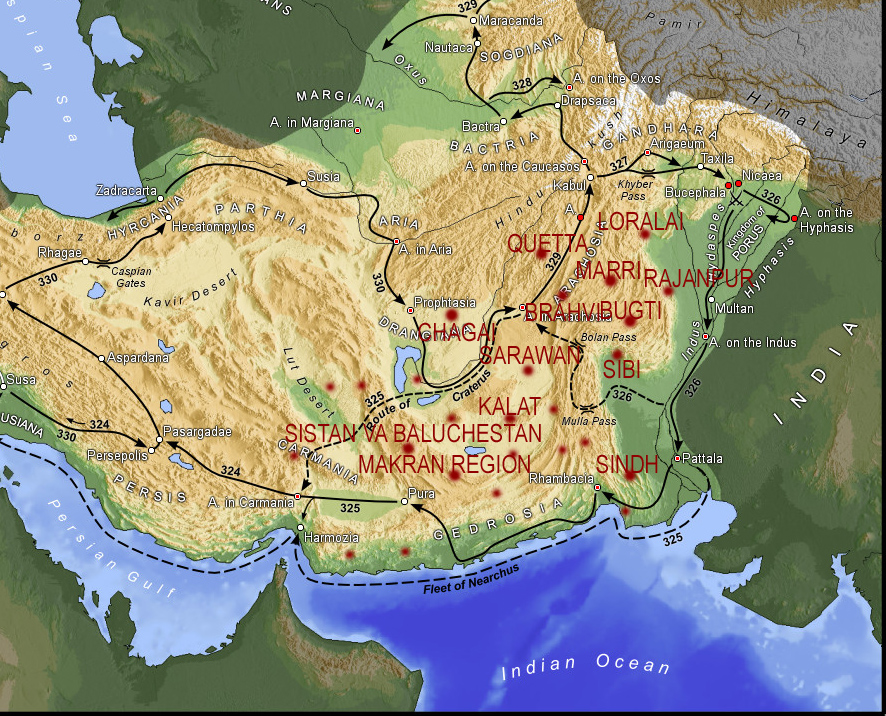
امپراتوری اسکندر
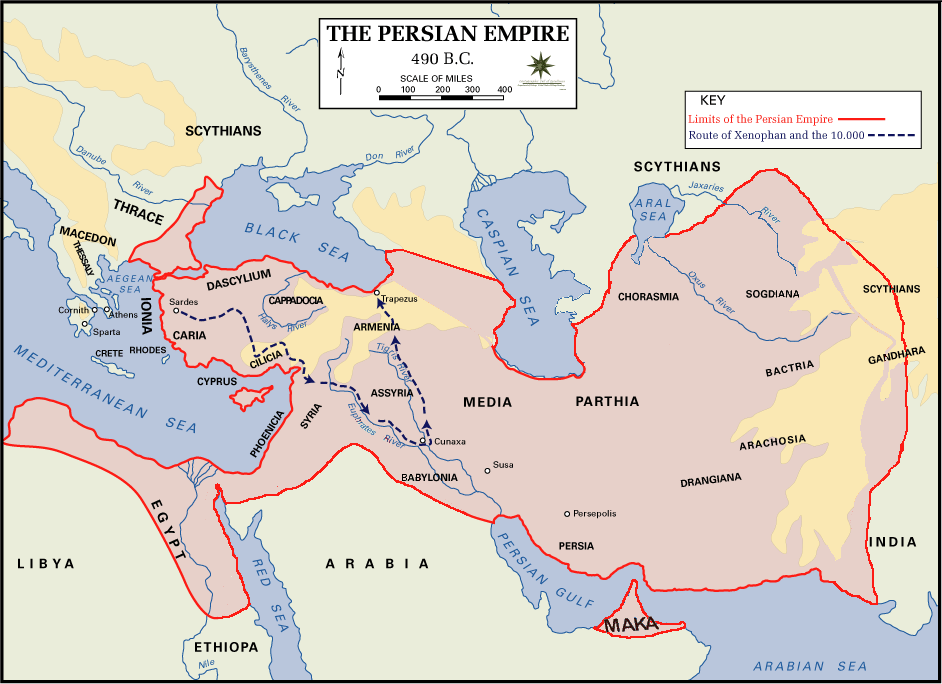
Persian Empire, 490 BC
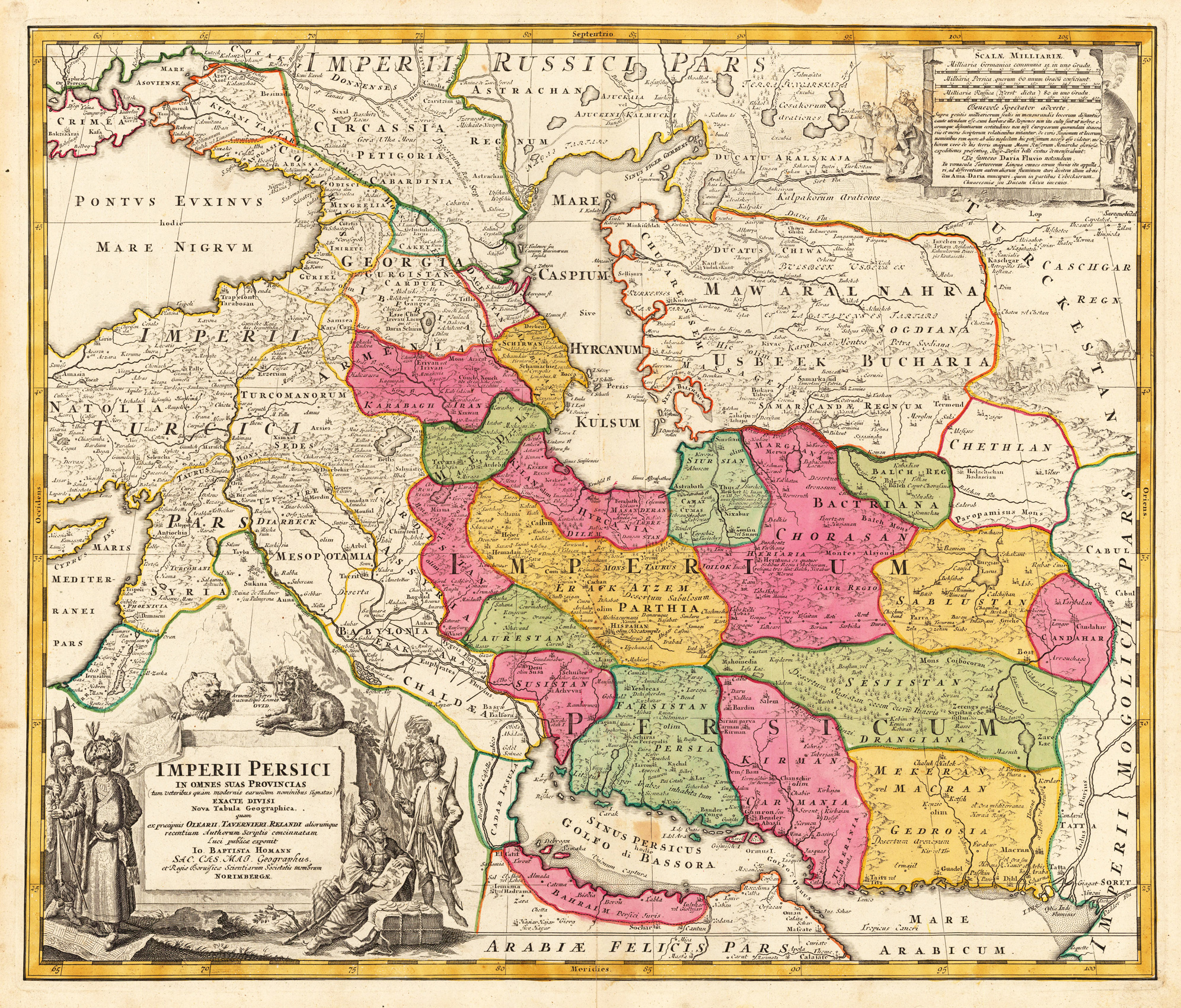
جومان.
بخشی از هند
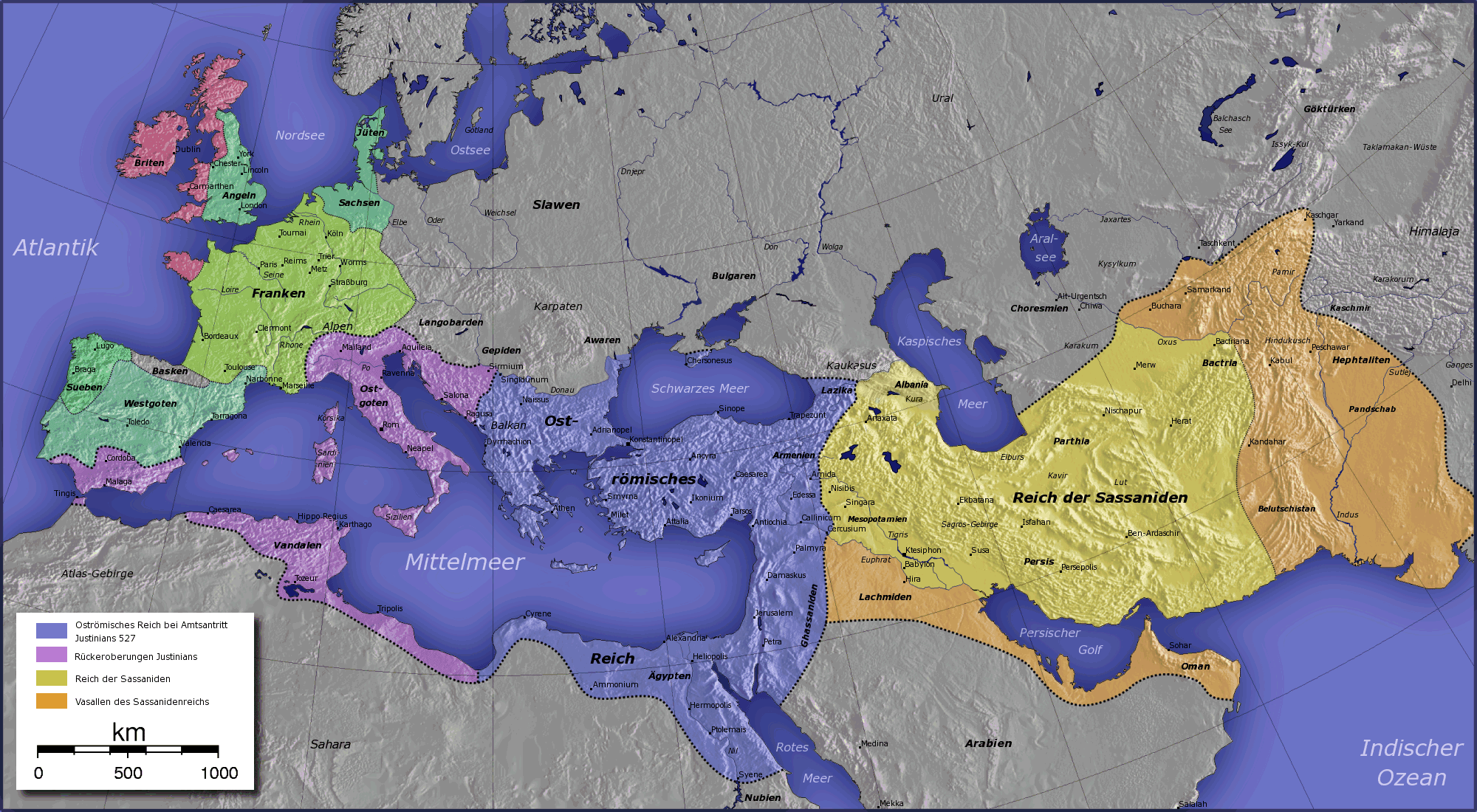
نقشه جاستینین
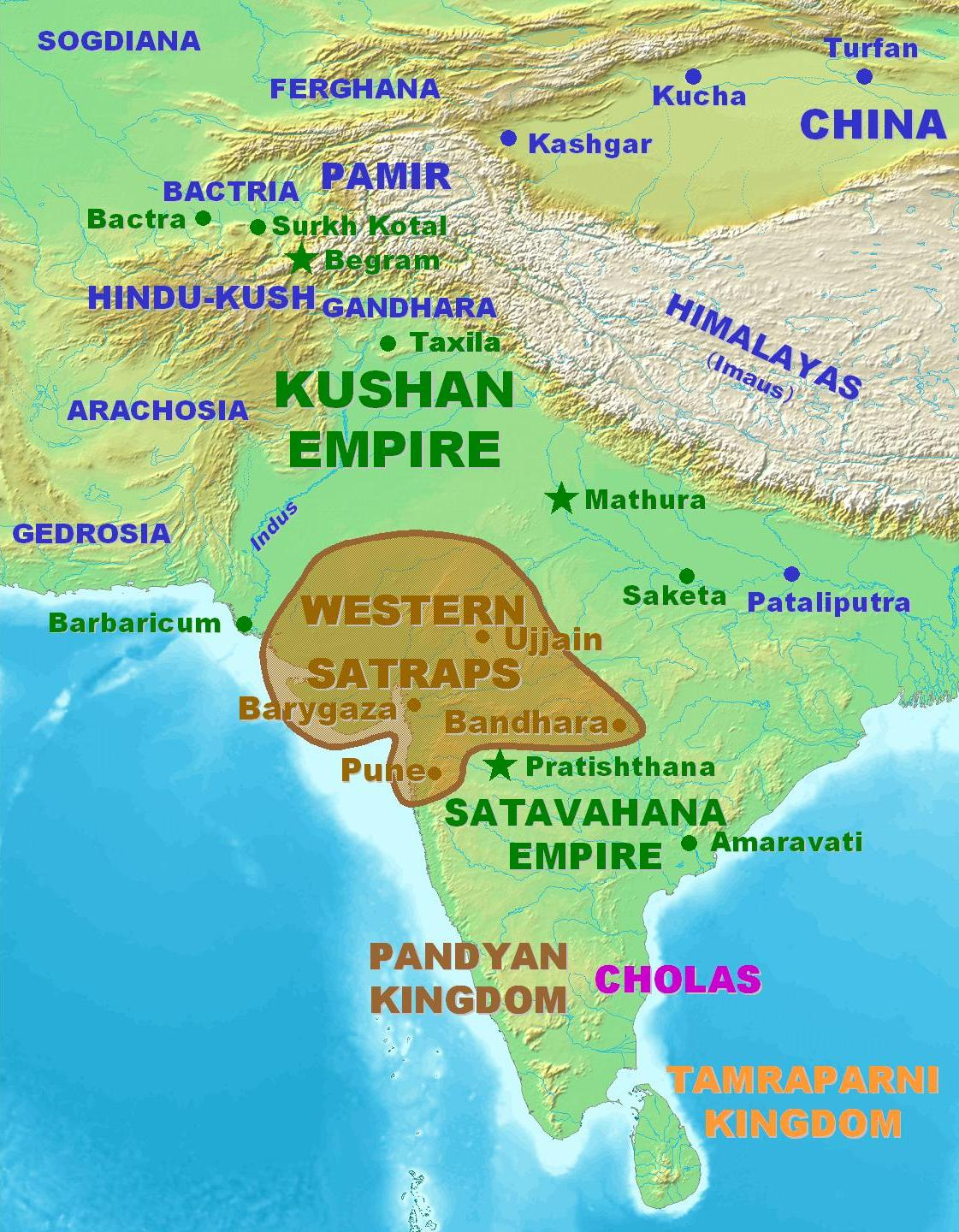
WKshatrapas
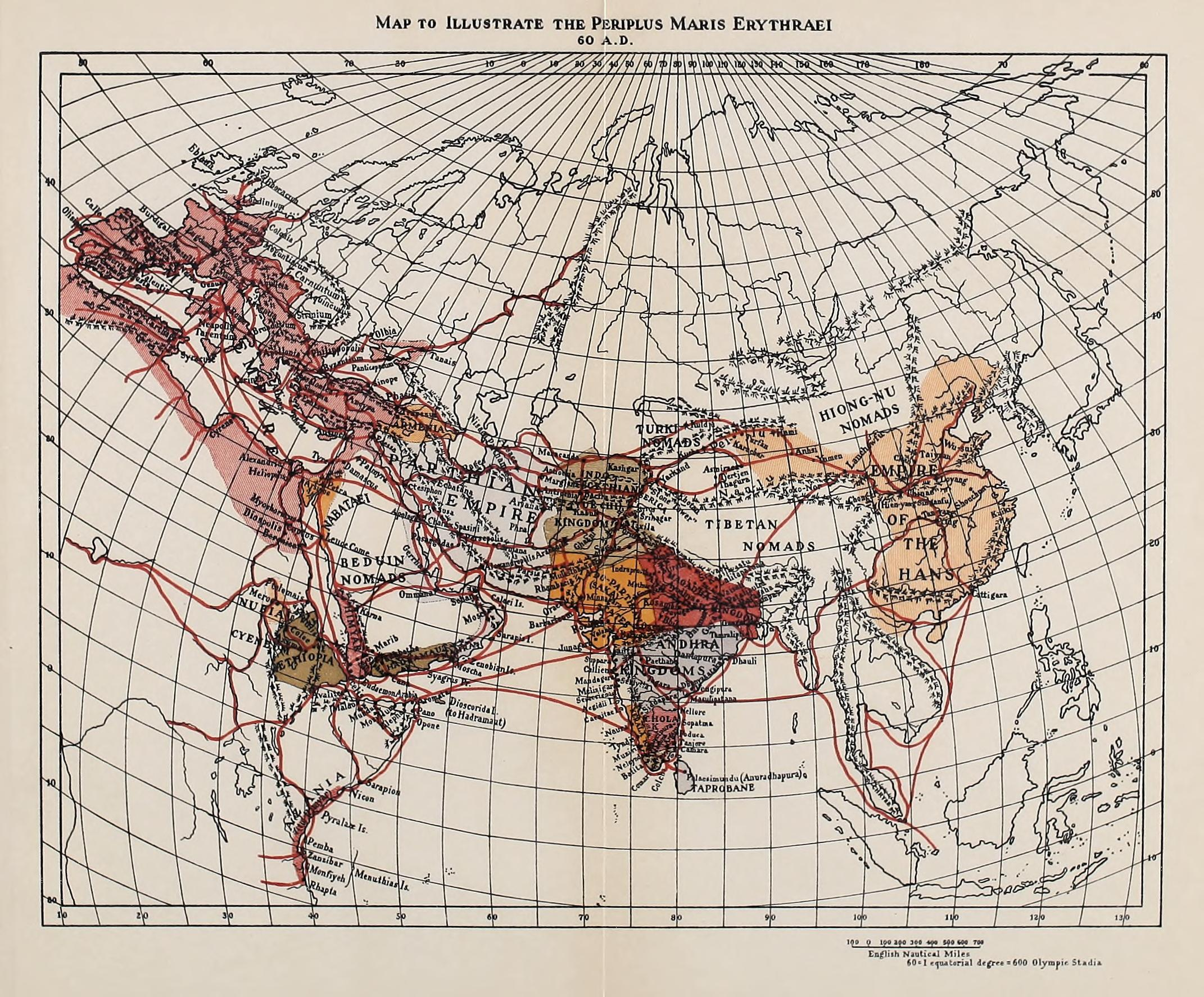
Periplus World Map
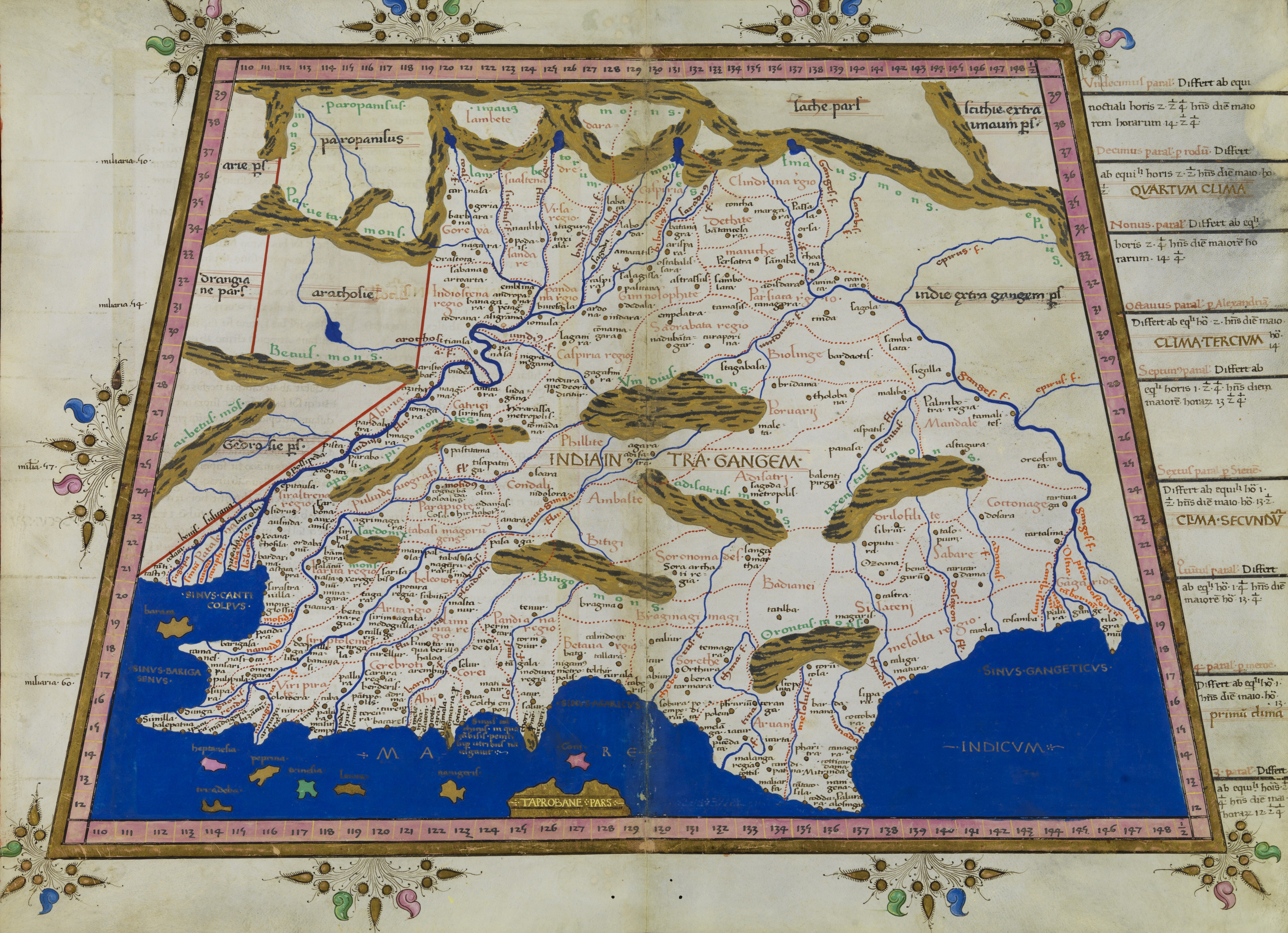
Ptolemy Cosmographia 1467 - India
اطلس میلر ۱۵۱۹
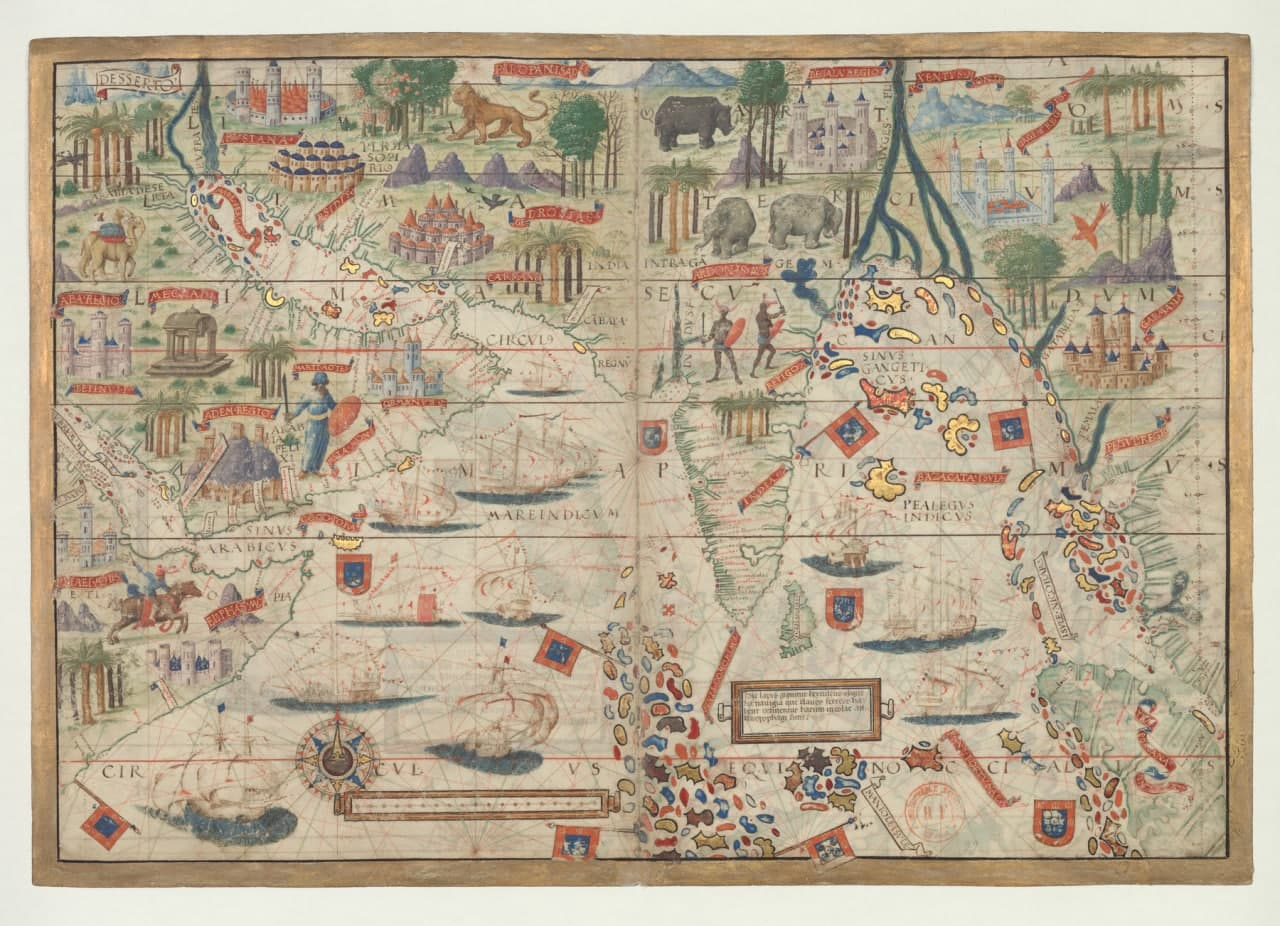
AtlasMiller.india .persian sea
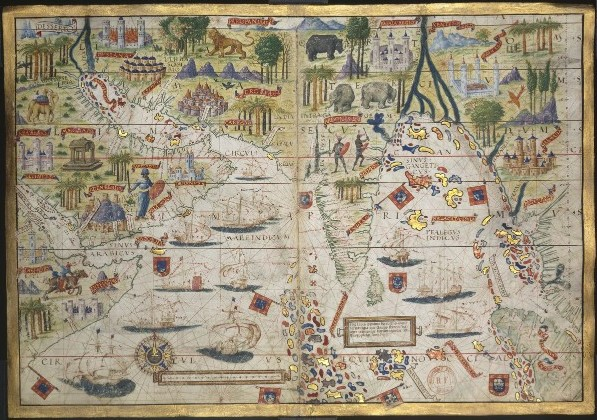
نقشه میلر ۱۵۱۹ اقیانوس هند و دریای پارس
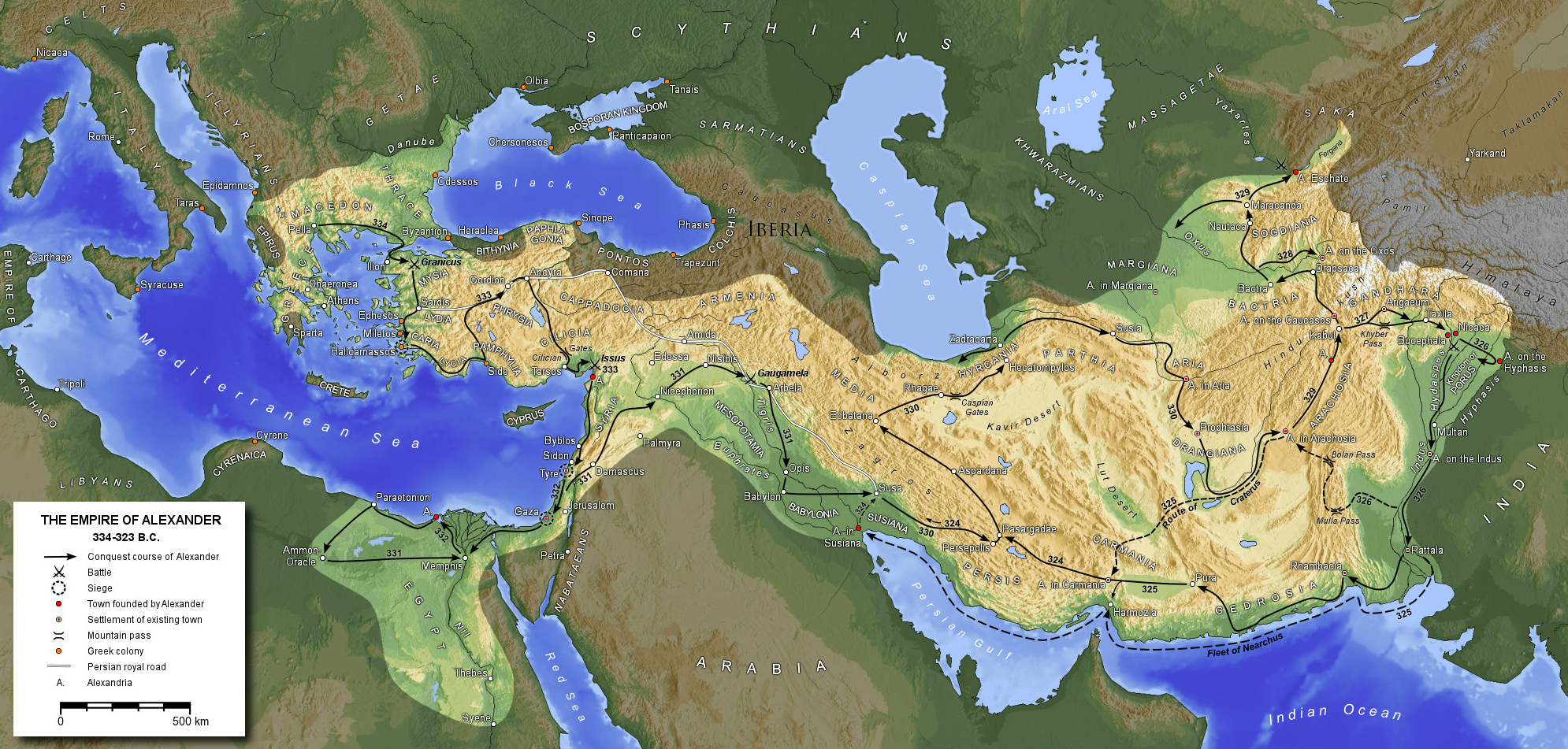
دریای پارس دوره اسکندر
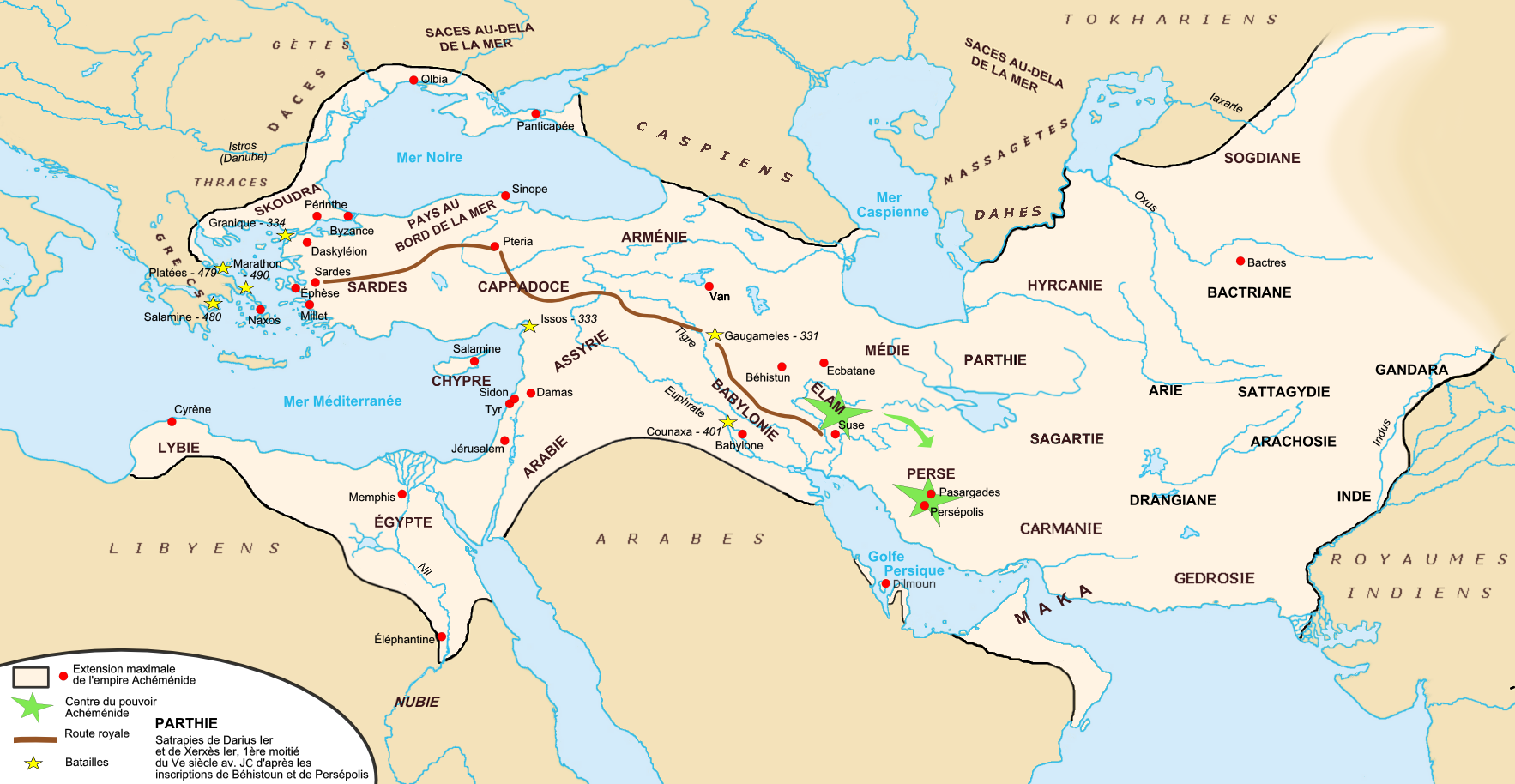
دریای پارس دوره هخامنشیان
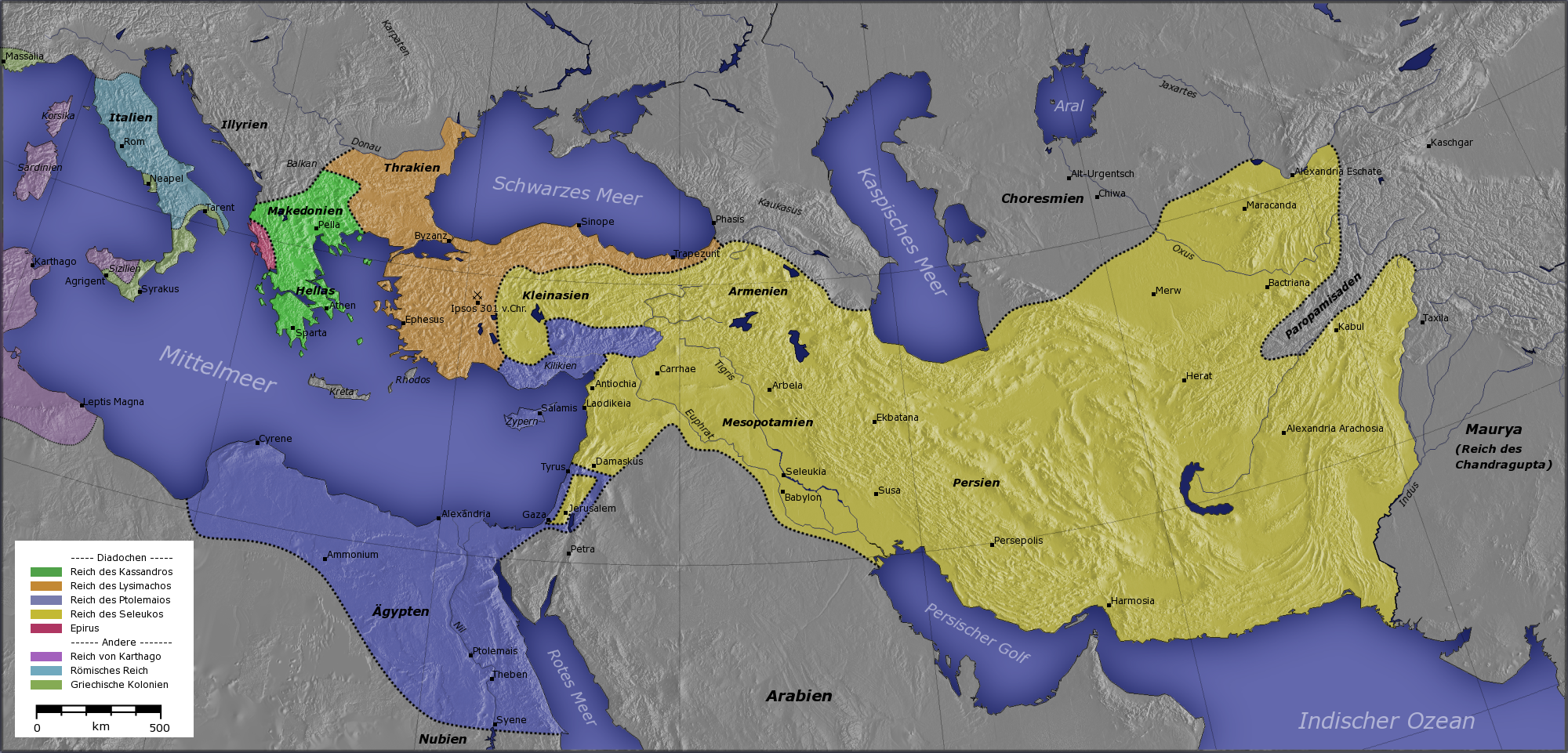
دریای پارس
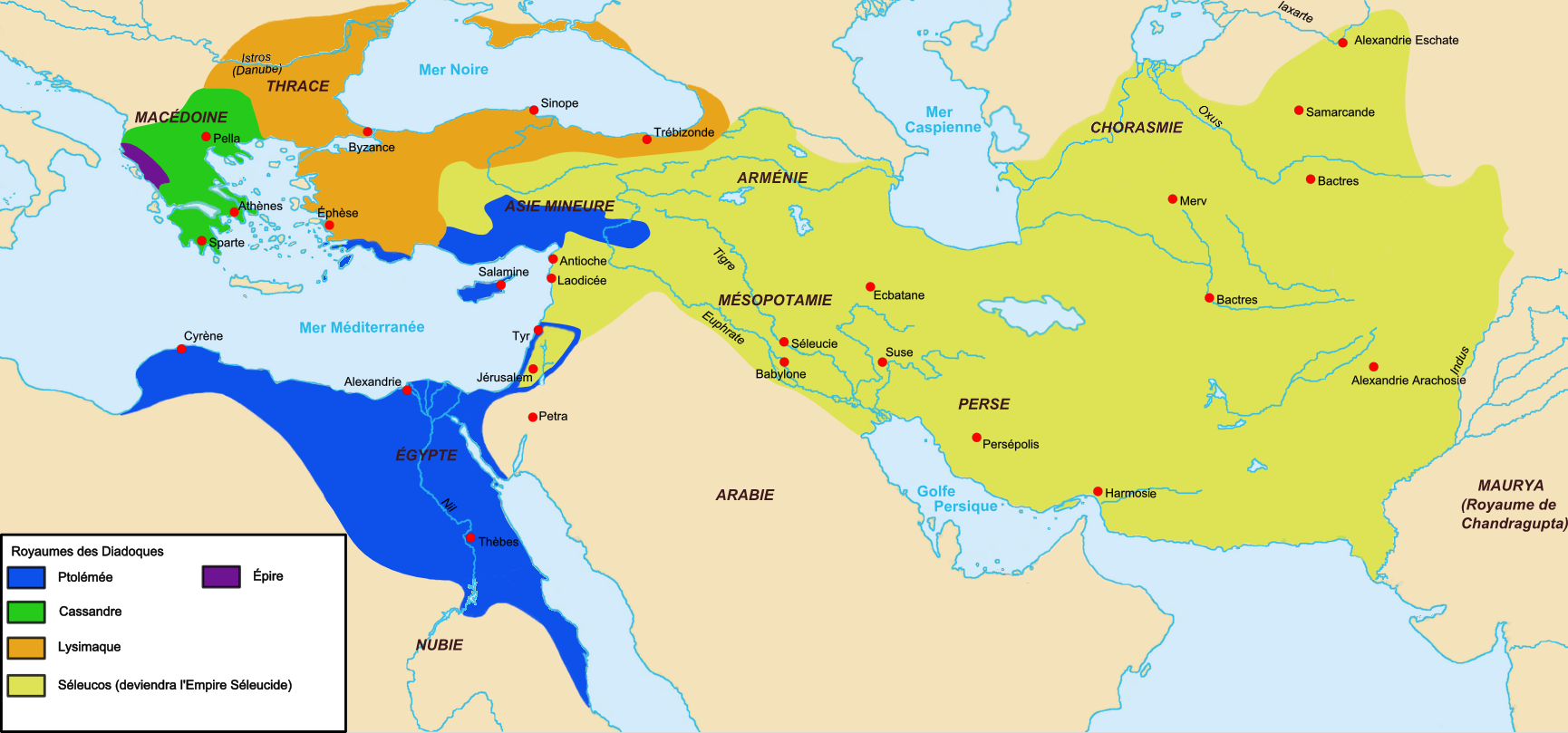
نقشه تاریخی
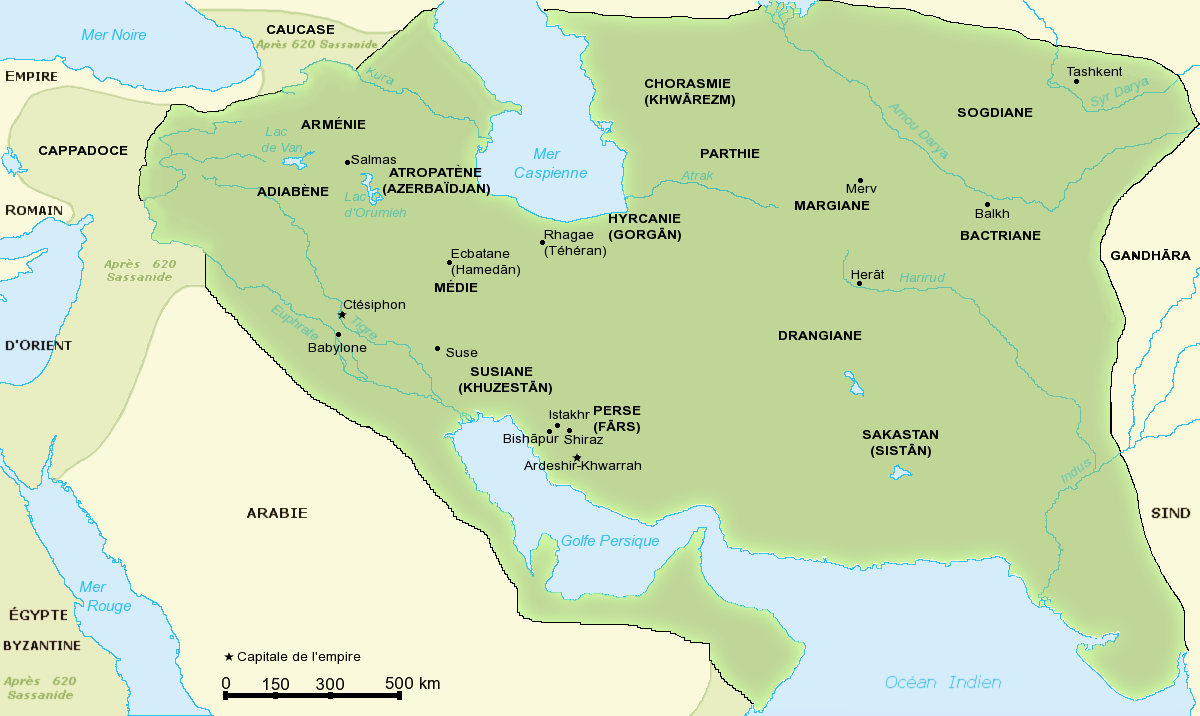
دریای پارس در دوره امپراتوری ساسانیان
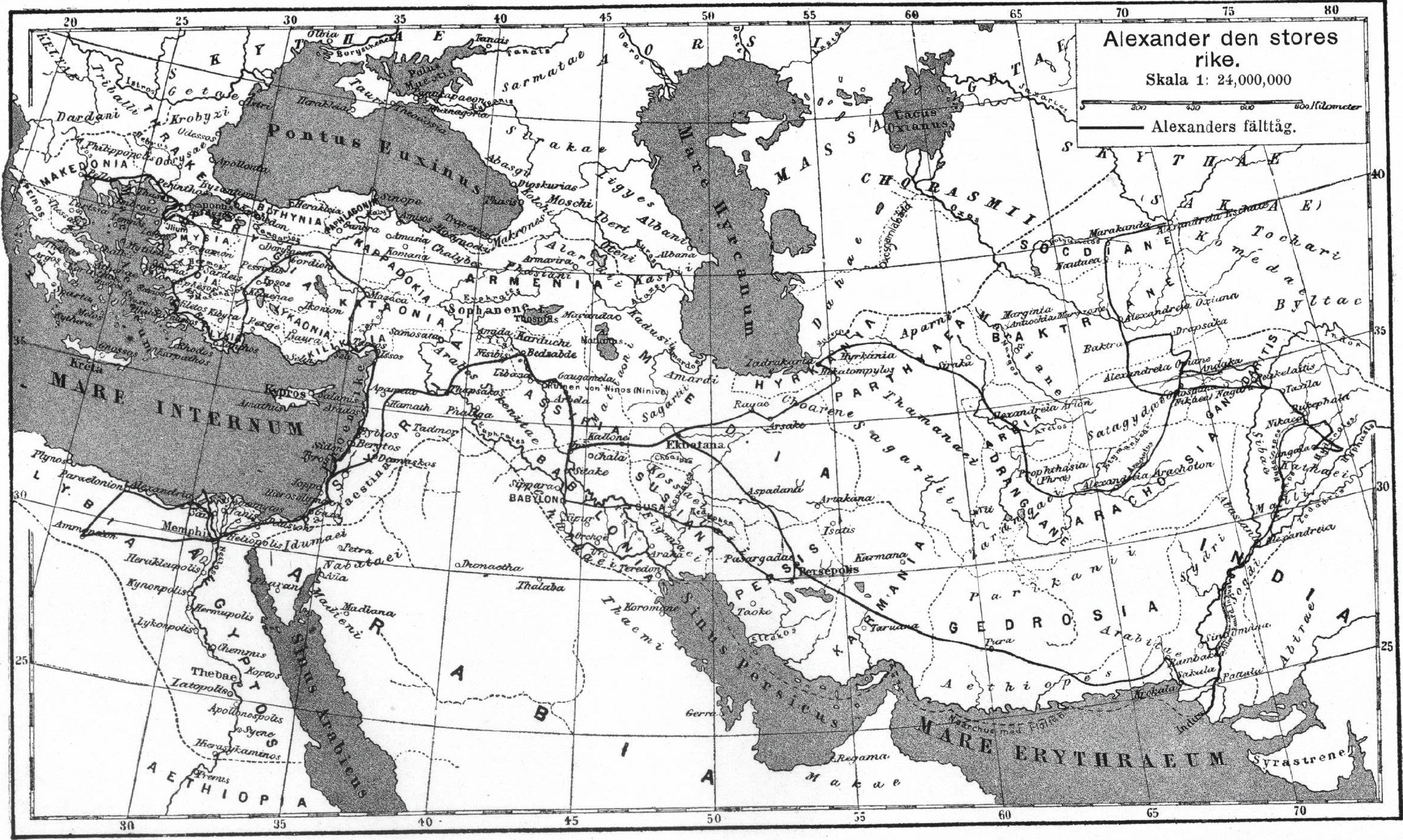
دریای پارس در امپراتوری اسکند
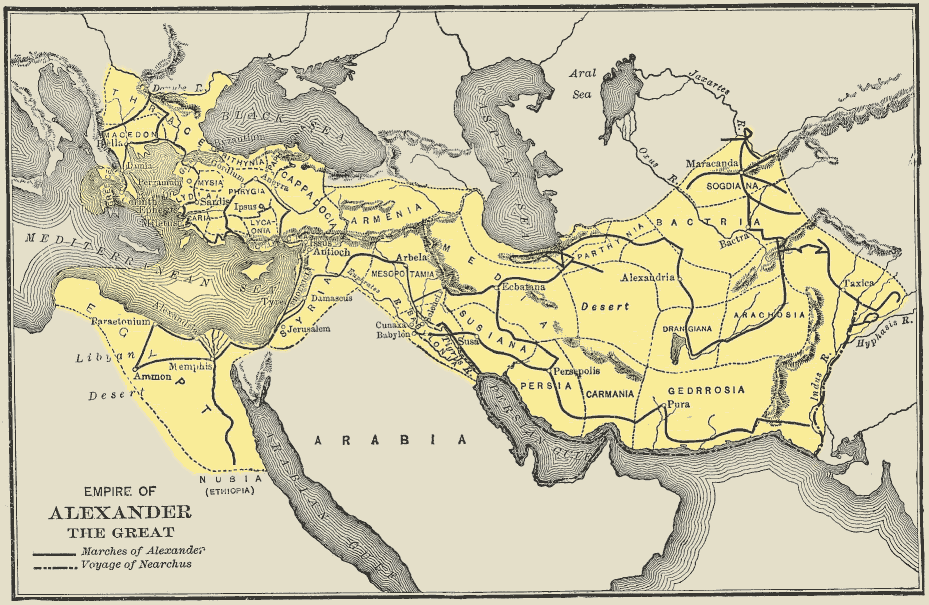
Map-alexander-empire
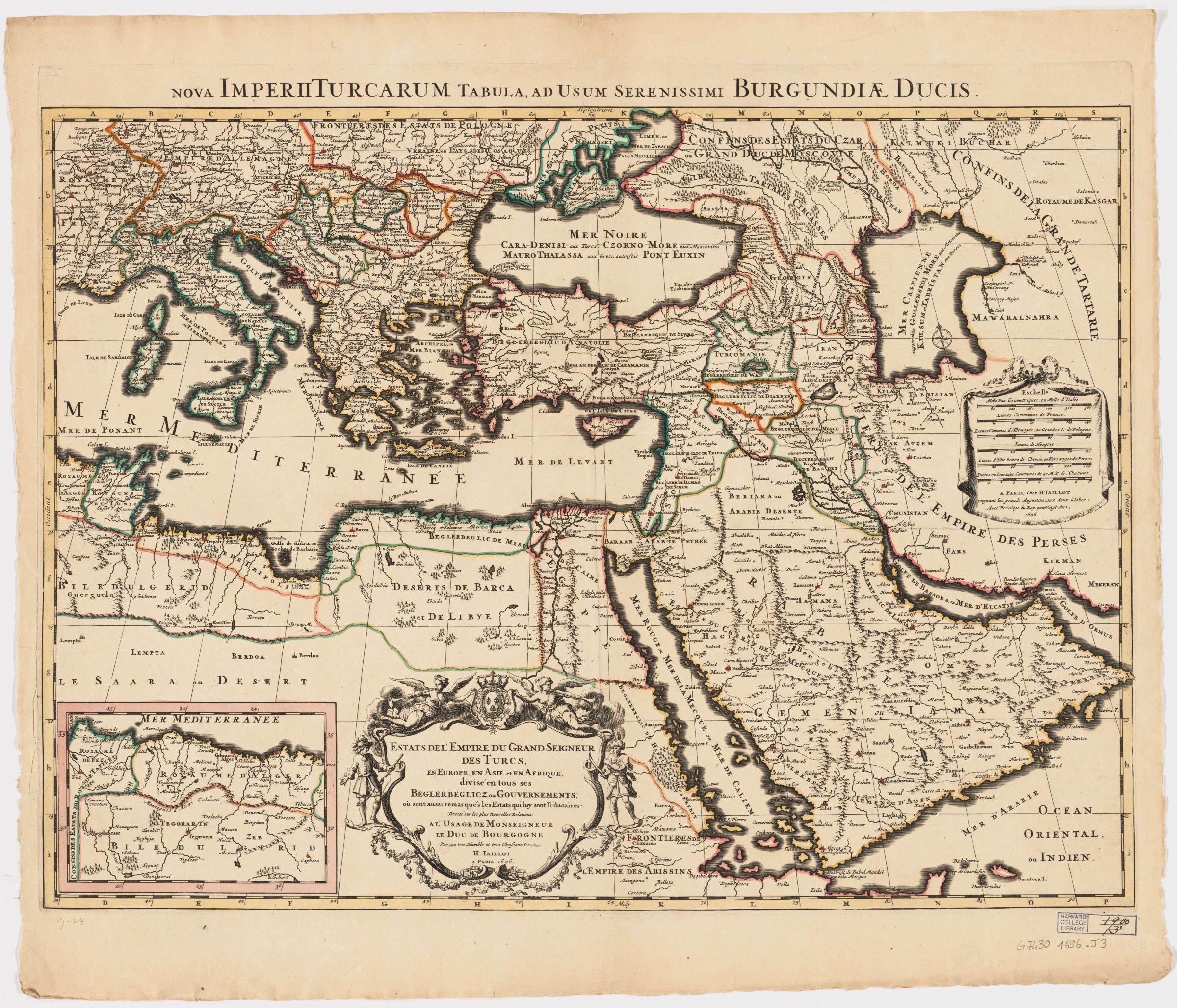
نقشه دوره عثمانی‌ها ۱۶۹۶
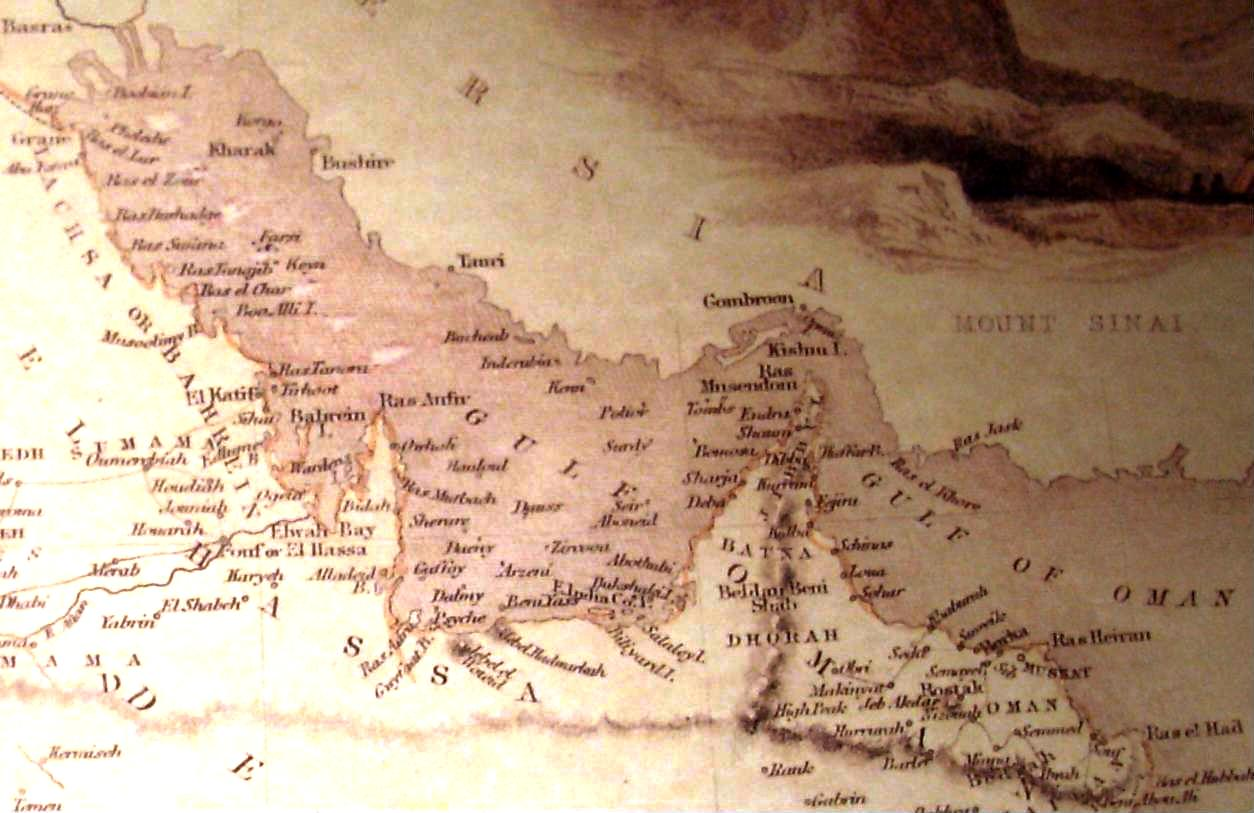
خلیج فارس موزه دبی
Kassi &Persian gulf
Dilmun3mil aC
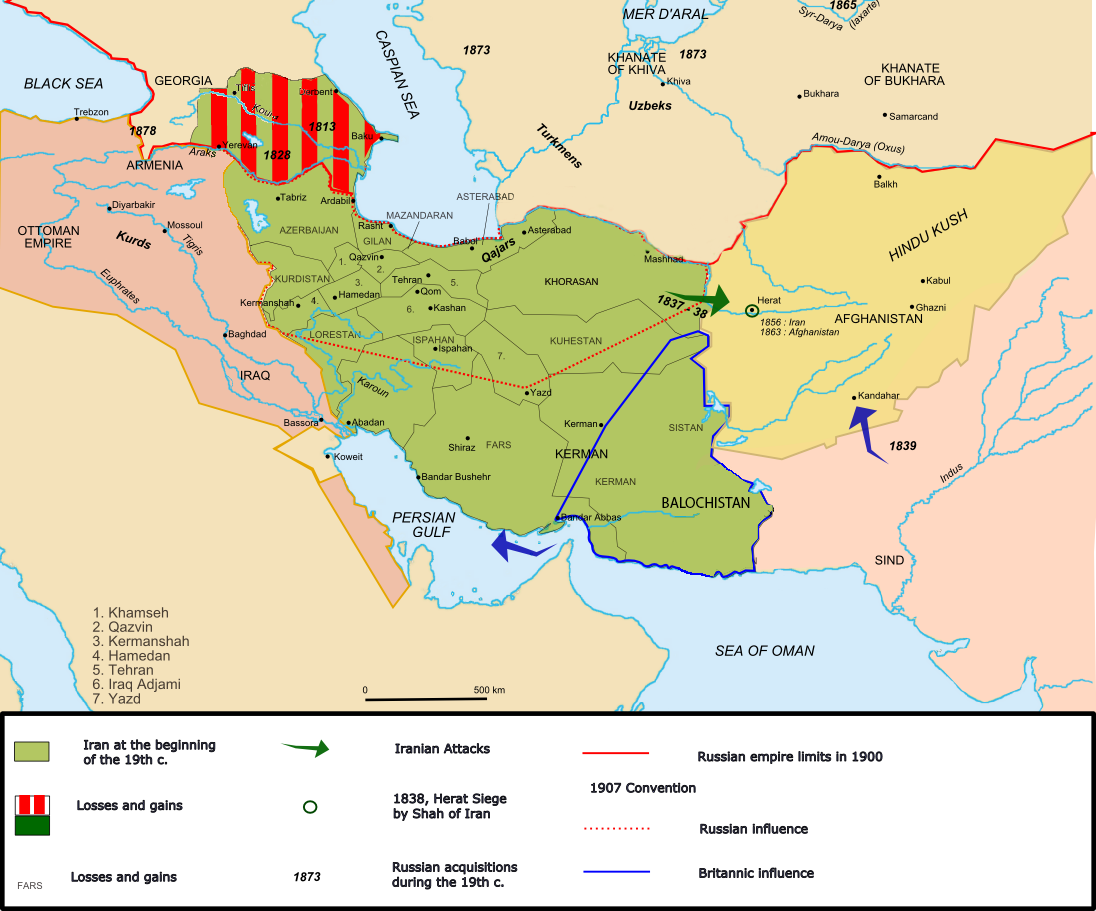
OmanSea
OmanSea
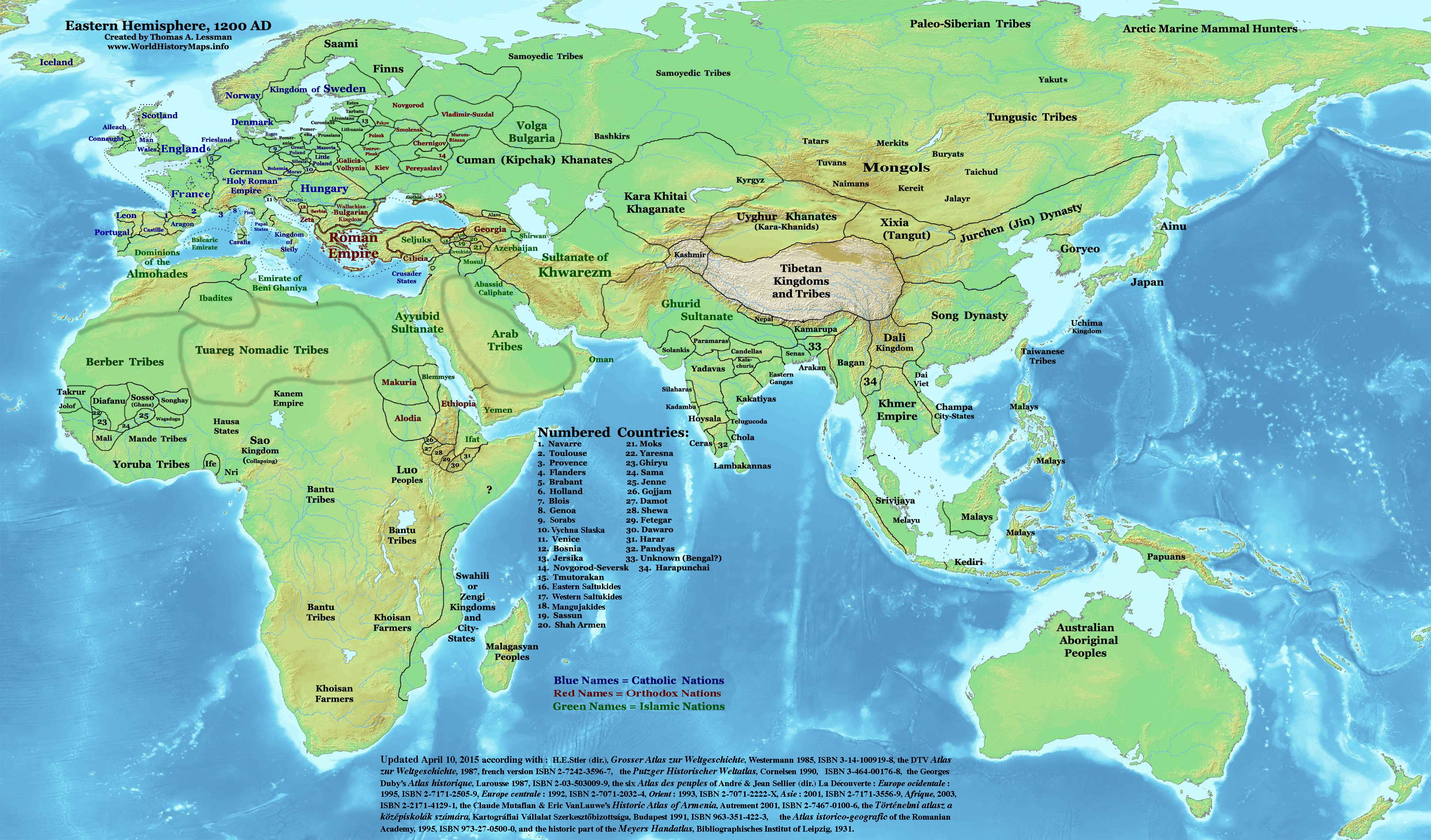
East-Hem 1200ad
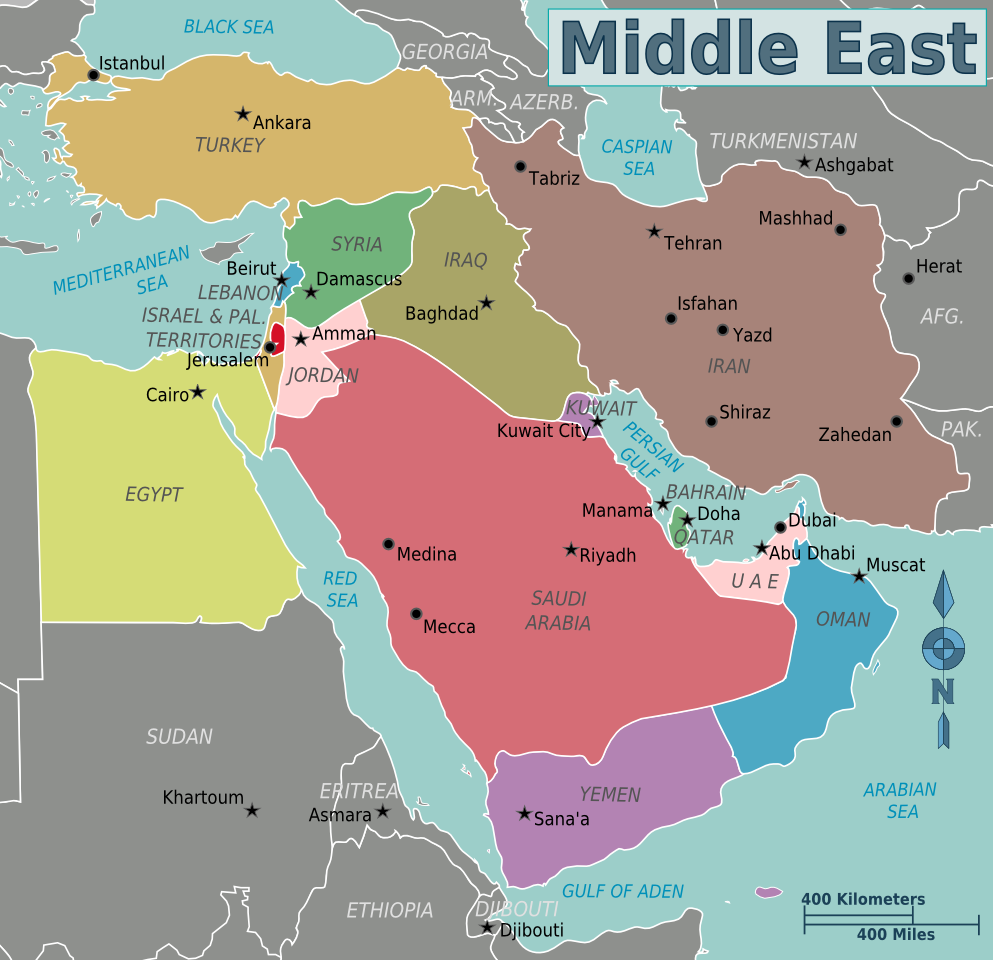
خلیج فارس
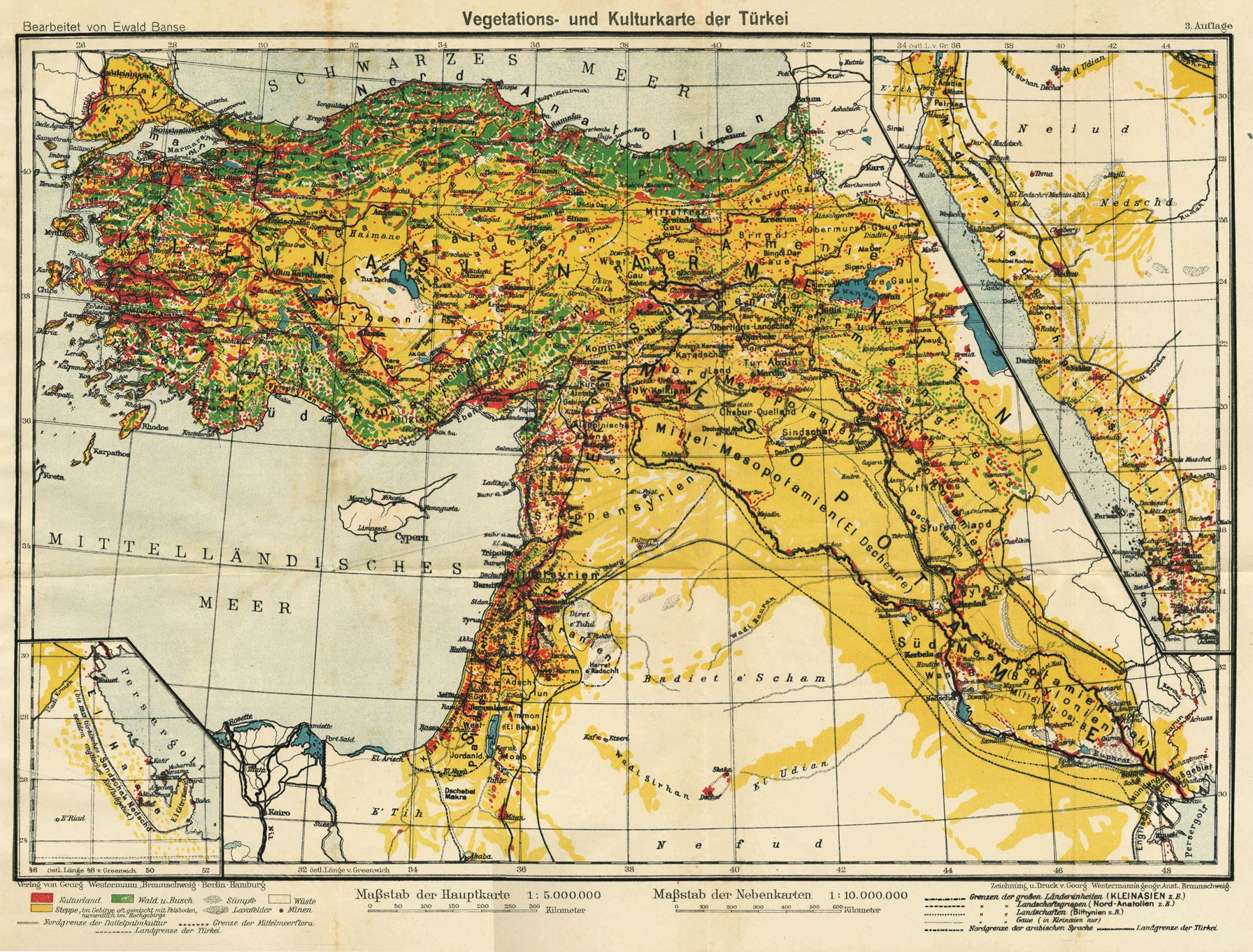
نقشه خلافت عثمانی‌ها ۱۹۱۶ .۱۹۱۹
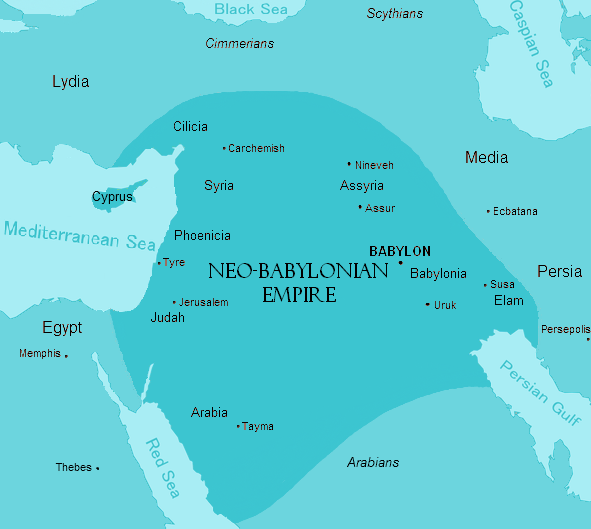
Babylonian Empire
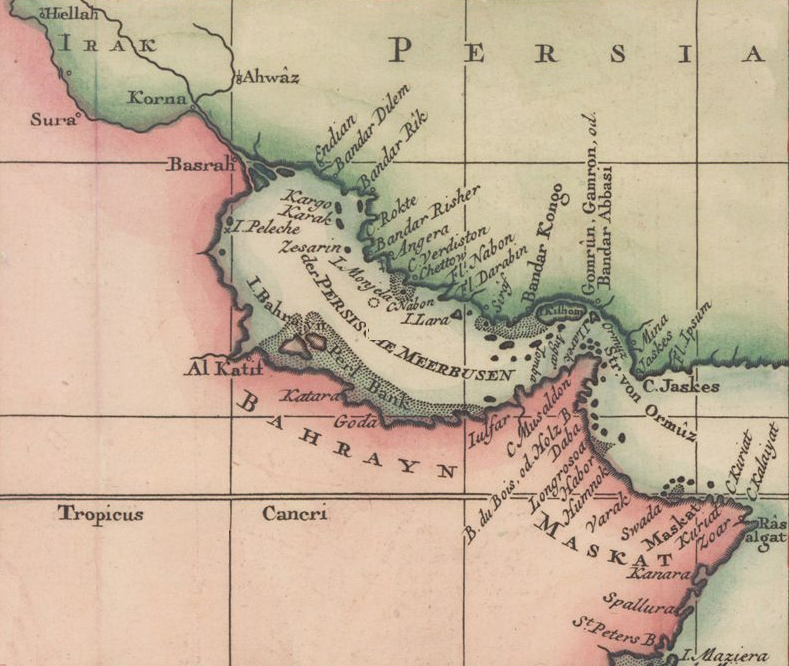
نقشه
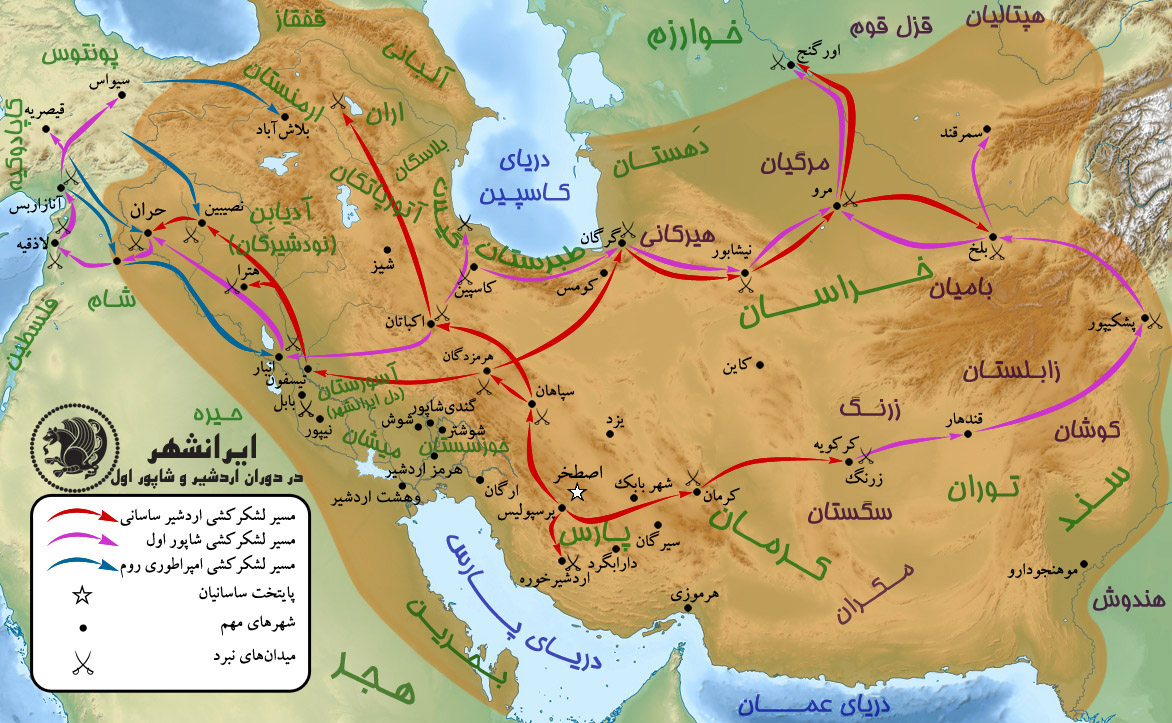
Map of Ardashir & shapur's campaign
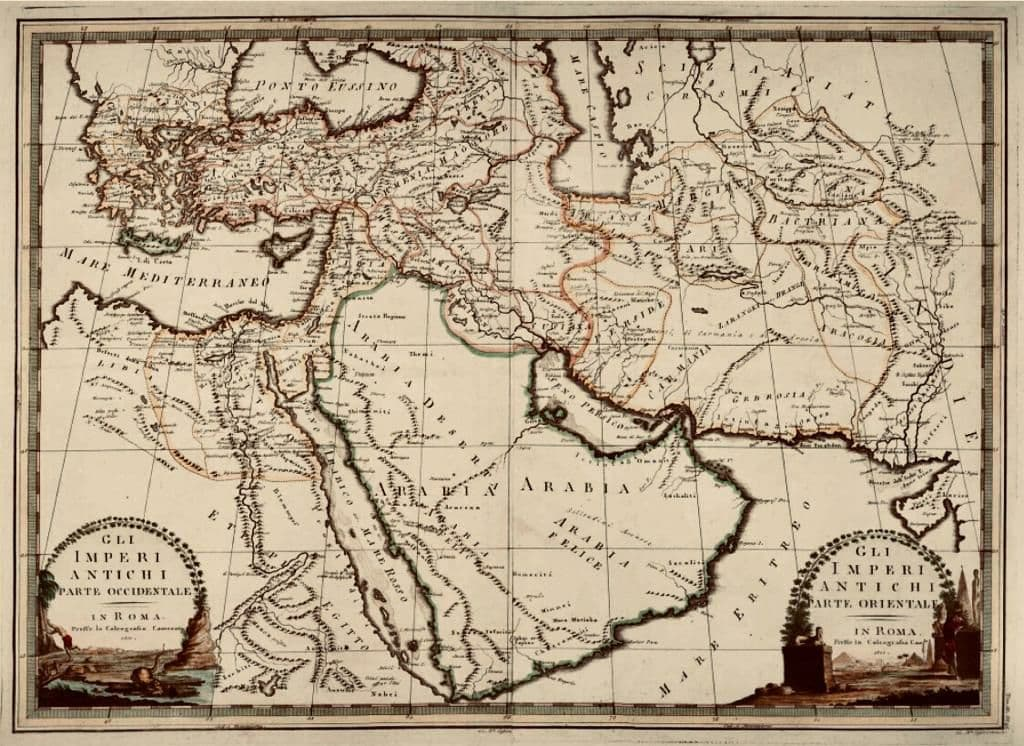
1900
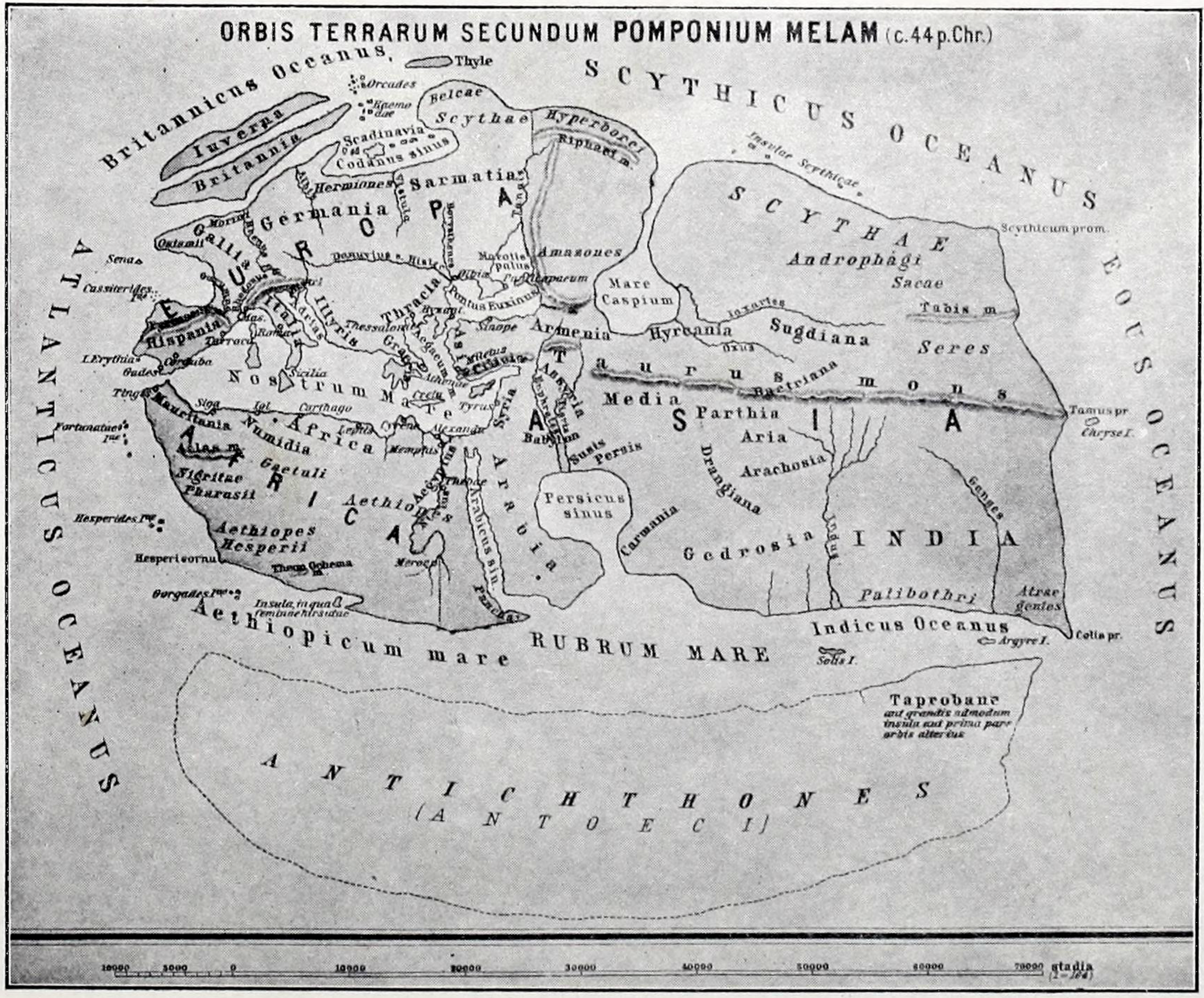
Periplus 100 Pomponius Mela
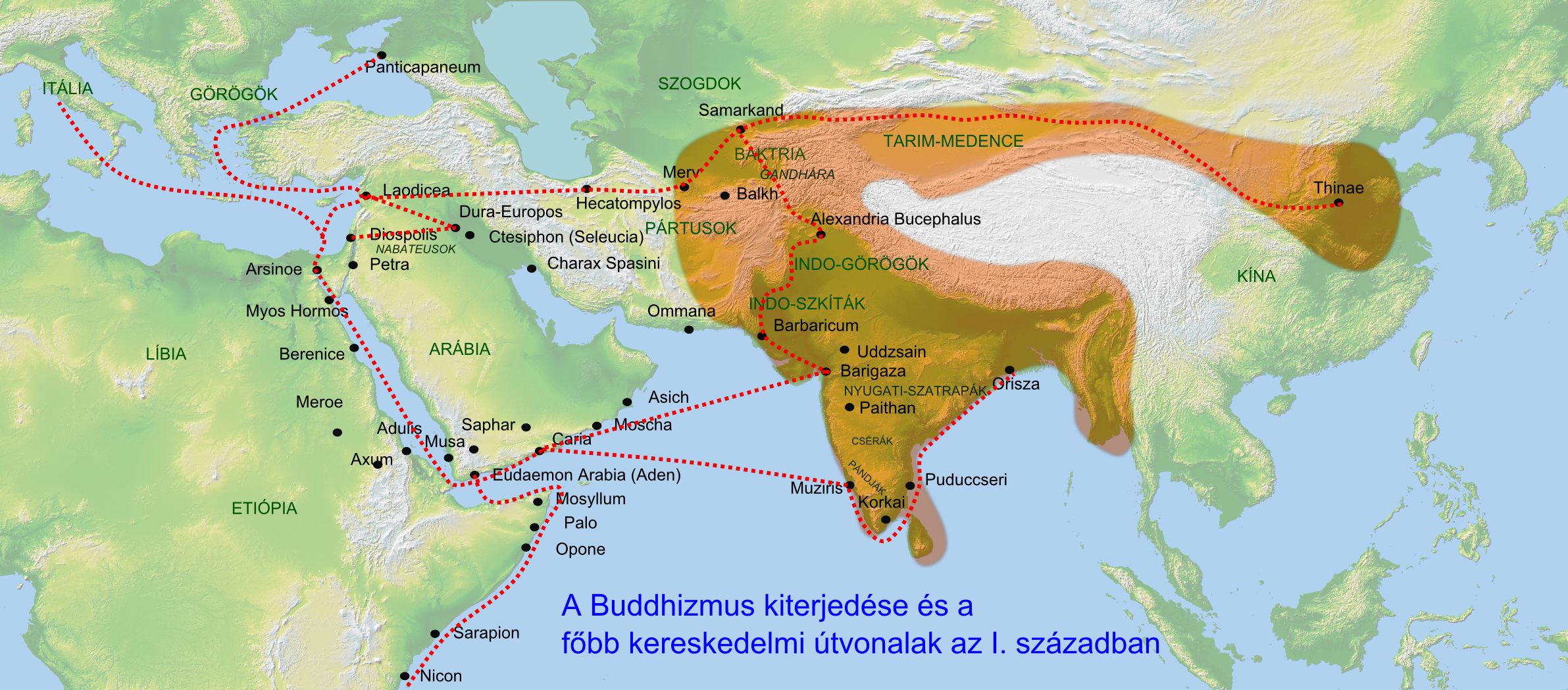
منطقه نفوذ تمدن هخامنشیان
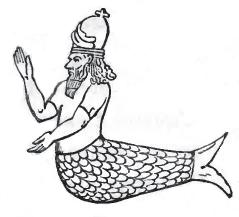
تصویری از موجودات عجیب و افسانه ای دریای پارس

خلیج فارس در نقشه جهان هکاتئوس (۵۵۰–۴۷۶ ق. م)(Hecataeus)از سرشناس‌ترین جغرافیدانان یونانی، و نقشه جهان بطلمیوس (۱۶۸–۹۰ م)، (Claudius Ptolemy) نخستین کسی که اطلسی شامل ۳۶ نقشه از نقاط مختلف جهان تهیه کرده است.

| |  |  |
| نقشه جهان والدسیمولر متعلق به سال ۱۵۰۷ میلادی (تصویر سمت چپ) نام خلیج فارس در آن آشکار است (تصویر سمت راست) |  |  |

| |  |  |
| نقشه جهان پیترو کوپو سال ۱۵۲۰ میلادی (تصویر سمت چپ) نام خلیج فارس در آن آشکار است (تصویر سمت راست) |  |  |

| |  |  |
| نقشه جهان سال ۱۶۸۹ میلادی (تصویر سمت چپ) خلیج فارس Sinus Persicus در نقشه نوشته شده. (تصویر سمت راست) |  |  |

بازسازی نقشه آناکسیماندر

## کتاب‌های دیگر
- از همین نویسنده:نقش پارسی بر احجار هند و میراث جهانی هند.
- حاکمیت تاریخی ایران بر جزایر تنب و بوموسی